# American Motors

American Motors Corporation (AMC) (Емерікен Моторс Корпорейшн) — з 1954 року американський виробник автомобілів, автобусів, побутової техніки та промислових холодильників. Штаб-квартира розташована в місті Саутфілд, штат Мічиган. У 1987 році компанію купує фірма Chrysler. У 1988 році компанія припинила виробництво автомобілів.

## Заснування компанії. Автомобілі Rambler, Metropolitan та Ambassador
Восени 1957 року Ромні вирішує вбити цвяхи в кришку труни марок Hudson і Nash. Замість них з'являється два бренди, імена яких до цього несли моделі згаданих марок - Rambler і Metropolitan.

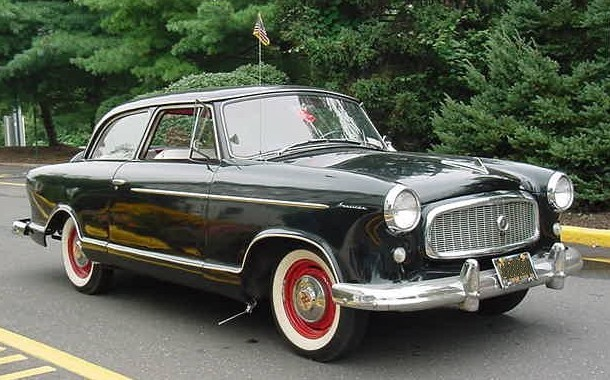
Rambler American 5801-Series Super Sedan

У 1958 році Rambler представляє відразу чотири моделі, початковою стала модель American. Насправді в 1958 році у виробництво з ініціативи Роя Чапіна (віце-президента АМС) запустили машину, яка востаннє вийшла за ворота заводу наприкінці 1955 року під маркою Nash. Rambler American 5801 відрізнялася від машини 1955 року іншими ґратами радіатора, відкритими арками задніх коліс (Андерсон терпіти не міг закриті арки, але вони подобалися Мейсону і Ромні), а для здешевлення задні фари перевернули верх ногами. American було вирішено випускати тільки з одним типом кузова - 2-дверний седан і двома рівнями комплектації - Deluxe і Super, мотор також пропонувався тільки один шестициліндровий 3.2 л, потужністю 90 к.с., який можна було агрегатувати як з 3-ступінчастою КПП ручного перемикання, так і автоматичною трансмісією Flash-O-Matic, що поставлялася фірмою Borg-Warner. У 1958 році США переживали чергову економічну кризу, і машина, що коштувала за всі 1780 доларів, і яка при цьому була економічною і надійною, непогано розходилася: з січня по кінець року було продано понад 30 000 нових автомобілів.

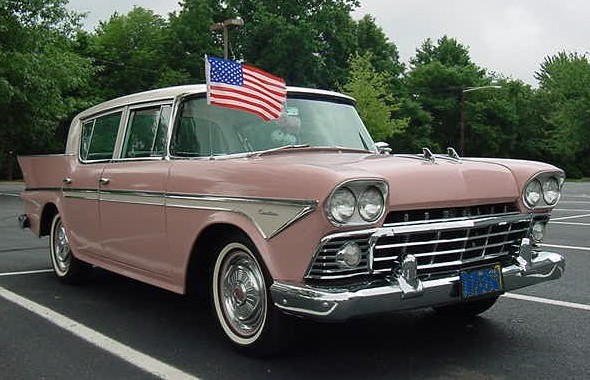
Rambler Six Custom 5810-Series Sedan

Торішній Nash Rambler став Rambler Six 5810, переживши близько сотні змін. Зовні машина отримала інші крила спереду і ззаду, найдешевша комплектація Deluxe задовольнялася одинарною парою фар, в той час як Custom і Super мали чотири фари. Ззаду красувалися яскраво виражені кили, які були в моді, тим самим АМС стала останньою фірмою в США, яка встановила цей елемент декору на свою продукцію. Як двигуни пропонувалися 6-циліндрові 3.2 л, потужністю 127 к.с., базовим був 3-ступінчастий мануал, але за замовленням можна було встановити автомат Borg-Warner, управління яким йшло через кнопки, встановлені ліворуч від керма. Кузов типу хардтоп-універсал був виключений зі списку пропонованих, тому універсал Cross Country отримав середню стійку кузова, і саме цей варіант Rambler Six розходився найкраще, в комплектації Super можна було замовити і седан з кузовом хардтоп, яка не пропонувалася в двох інших варіантах.

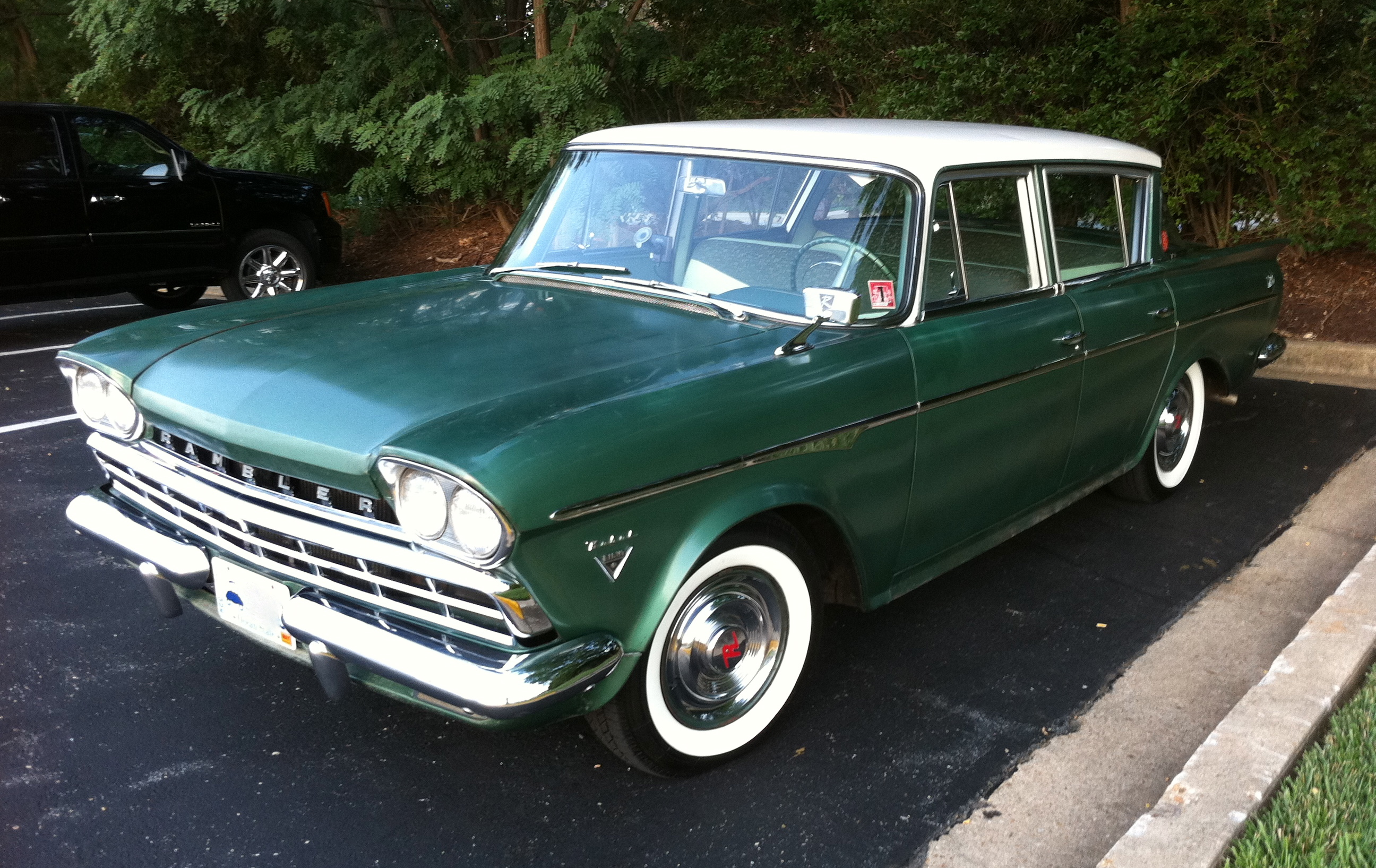
Rambler Rebel Custom 5820-Series Sedan

Слідом йшла модель, зовні ідентична попередній, - Rebel 5820-Series, але, не дивлячись на назву топової комплектації торішнього Nash Ramber, під якою ховався найшвидший седан США 1957 року, цей автомобіль був зовсім з іншої опери. Машина була зовні ідентична Rambler Six, тільки у неї не було версії з однією парою передньої оптики. Під капотом у моделі Rebel був двигун V8, об'ємом 4.1 л, який, маючи 4-камерні карбюратори, розвивав 215 к.с., так що новий "бунтар" був здатний розігнатися до 96 км на годину лише за довгі 12 секунд. Кузовів пропонувалося три: седан, універсал Cross Country і седан-хардтоп Country Club, комплектацій було також три: DeLuxe (пропонувався тільки у варіанті седан), Custom і Super. Самий початковий варіант за рік купило всього 22 людини, в той час як найдорожчу версію Custom замовило 2595 чоловік.

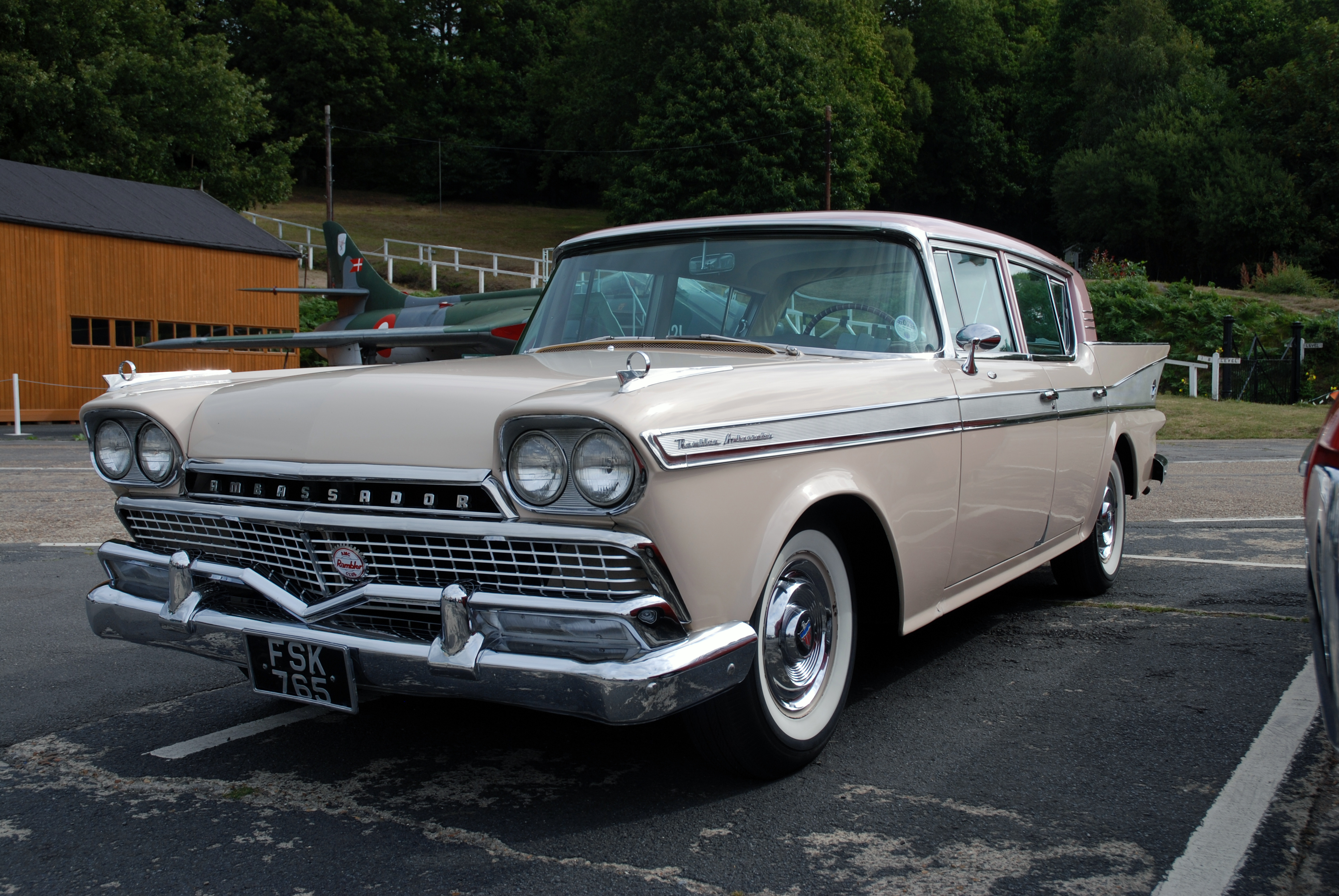
Ambassador Custom 5880 Sedan

Четвертою машиною, представленою брендом Rambler, стала Ambassador 5880. Не дивлячись на те, що виробництво Nash Ambassador скінчилося півроку тому, на початку 1958 року назву була відроджено, і хоча офіційно машина подавалася як самостійна одиниця - Ambassador by Rambler, на ділі вона мала шильдики з ім'ям Rambler. Новий Ambassador був зроблений на базі Nash Rambler 1957 року, база коліс несучого кузова була збільшена на 23 сантиметри, а загальний стиль повторював дешевших моделей. Під капотом у Ambassador був 5.4 л V8 мотор, потужністю 270 к.с., що робило цю машину досить швидкою, до 96 км на годину вона розганяла за 10 секунд. Комплектувалася ця модель 3-ступінчастою ручною коробкою Borg-Warner T96, оснащеною овердрайвом, на замовлення можна було оснастити його і 3-ступінчастою автоматичною коробкою передач тієї ж фірми.
Інновація, яку компанія АМС подарувала світові - в 1958 році кузови автомобілів до даху занурювали у ванну з хімічним захистом від корозії, коли вона висихала, зібраний кузов занурювали в ґрунтовку, після висихання ґрунтовки всі закриті і недоступні порожнини оброблялися хімією на базі воску, що забезпечувало відмінну корозійну стійкість до корозії. На відміну від інших виробників США АМС випускала автомобілі з несними кузовами.

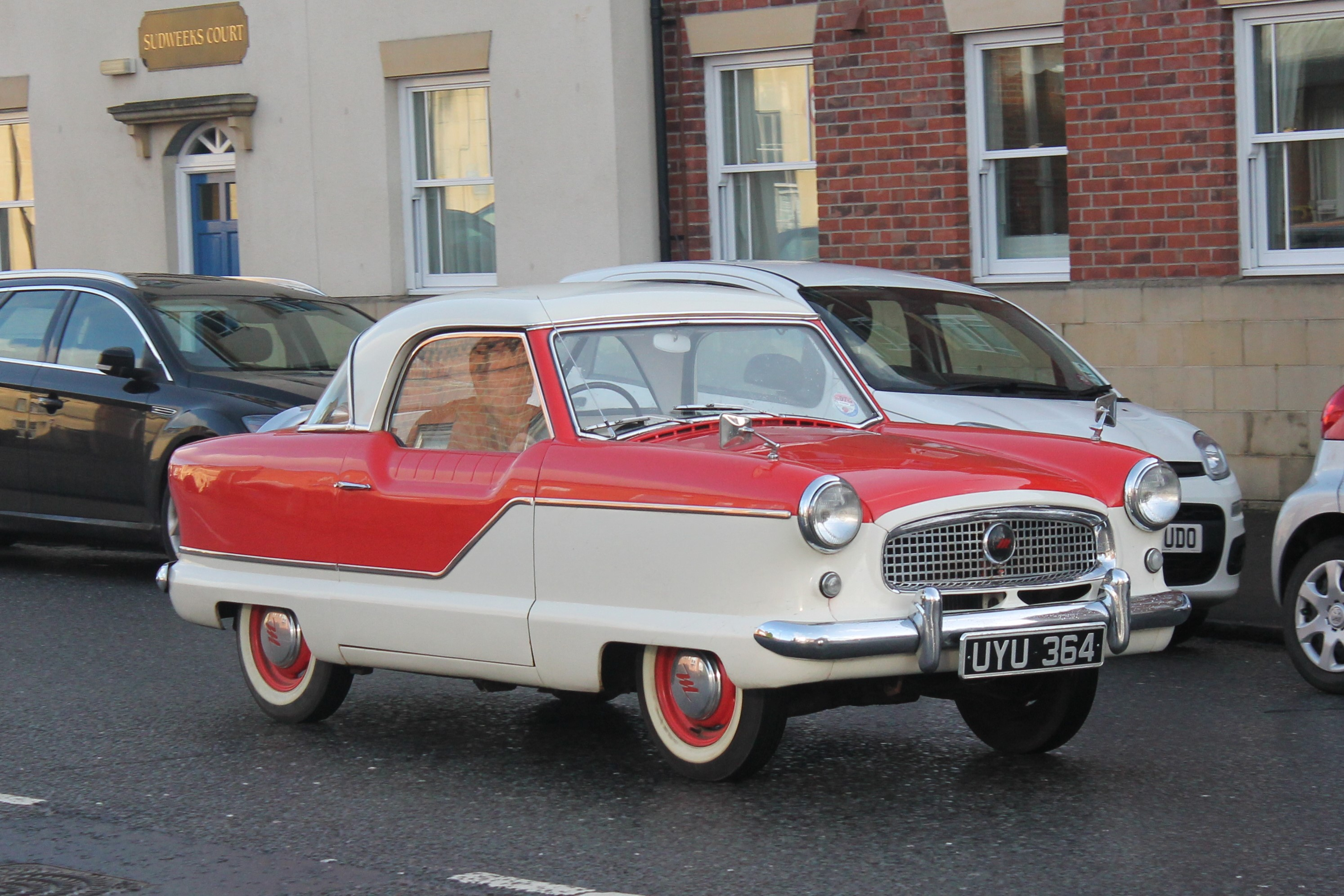
Metropolitan 1500

Інша машина, яку продавав концерн АМС - Metropolitan. Цей автомобіль, так само як Rambler, став торговою назвою самої марки, а модель тепер називалася просто - 1500. У 1958 році машина не зазнала жодних змін, крім зміни логотипів. До 1958 року планувалося запустити у виробництво варіант з кузовом універсал і з видовженими шасі, дія ця була запланована у зв'язку з тим, що треба було заткнути нішу між 2-місними Metropolitan 1500 і значно більшим Rambler Six, але, прорахувавши всі ходи, Чапін вирішує воскресити "померлий" Nash Rambler 1955 року. Так що універсал так і залишився прототипом, побудованим в 2 примірниках (до наших днів дожив один з прототипів).
За підсумками кінця року продажі марки Metropolitan просіли на 2000 примірників, а автомобілів марки Rambler навпаки злетіли до неймовірного рівня, і це при тому, що у решти марок, які випускалися в США, вони впали. Продажі продовжували зростати і в 1959 році, і знову АМС стала єдиною автомобільною компанією в США, яка збільшила збут своєї продукції, більш того вона стала найбільшою серед незалежних компаній, що не входили у велику трійку, продавши 368,464 автомобілів, що було майже вдвічі більше, ніж роком раніше. Продажі маленького Metropolitan, що виготовлявся у Великій Британії, також зросли до рекордного рівня - 22,209 автомобілів, що стало другим результатом серед проданих у США автомобілів, вироблених поза її межами. Лідером був тоді Volkswagen Beetle.
| Текст вилучений зі статті через підозру в порушенні авторських прав |
| Текст, який раніше перебував на цій сторінці, запідозрений у порушенні авторських прав через те, що є дослівним перекладом з таких джерел: https://www.drive2.ru/b/935708 Тому, хто поставив цей шаблон: на сторінку обговорення користувача, який розмістив цю статтю, чи додав текст з порушенням авторського права, варто додати повідомлення {{subst:Nothanks tr\|American Motors\|url=https://www.drive2.ru/b/935708 }} --~~~~. |
| До уваги користувача, який розмістив цю статтю Не редагуйте статтю зараз, навіть якщо ви збираєтеся її переписати. Додержуйтеся вказівок нижче. - Якщо власник авторських прав на зазначений вище матеріал дозволяє використати його на умовах GNU FDL без незмінюваних секцій та Creative Commons із зазначенням автора / розповсюдження на тих самих умовах, будь ласка, сповістіть про це на сторінці обговорення цієї статті. - Якщо правовласником є ви, додайте на зазначеному вище ресурсі примітку: «This article is licensed under the Creative Commons Attribution-ShareAlike license». - Якщо дозволу на використання цього матеріалу нема, будь ласка, зробіть одне з двох: 1. Напишіть хоча б гарний накид статті на цій підсторінці. Зверніть увагу: не треба копіювати текст, що порушує авторські права, на зазначену підсторінку й редагувати його. Якщо ви взялися за написання нової статті, не забудьте сповістити про це на сторінці обговорення. 2. Залиште все як є, і тоді стаття буде вилучена. У випадку, якщо новий текст написаний не буде, ця стаття буде вилучена через тиждень після появи цього попередження. (Детальніше див. документацію шаблону.) Вихідний текст цієї статті з можливим порушенням копірайту можна знайти в історії змін. Зверніть увагу, що розміщення у Вікіпедії матеріалів, включаючи дослівний переклад, автор яких не надав явного дозволу на їхнє використання відповідно до ліцензії GNU FDL без незмінюваних секцій та Creative Commons із зазначенням автора / розповсюдження на тих самих умовах, може бути порушенням законів про авторське право. Користувачі, які додають до Вікіпедії такі матеріали, можуть бути тимчасово позбавлені права редагувати статті. Незважаючи ні на що, ми завжди раді вашим оригінальним статтям. Дякуємо. |

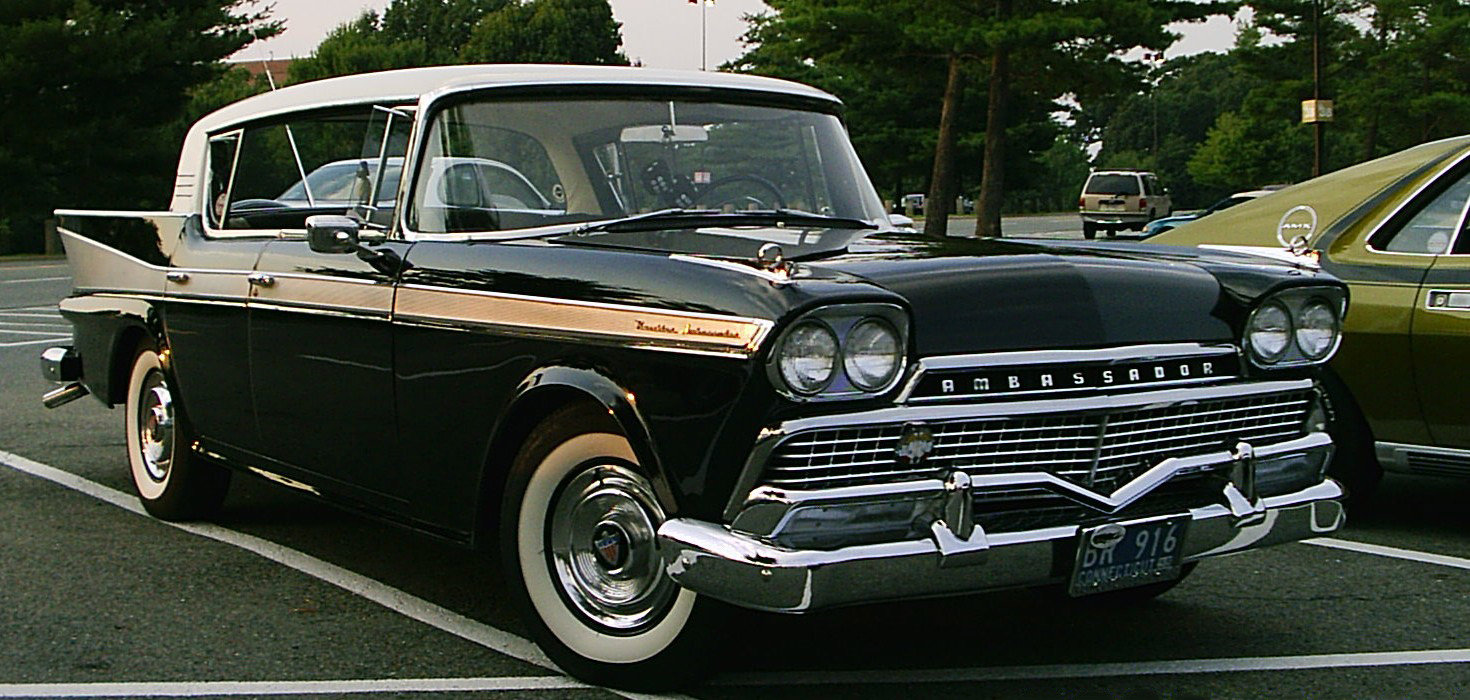
Ambassador Custom 5980-Series Sedan

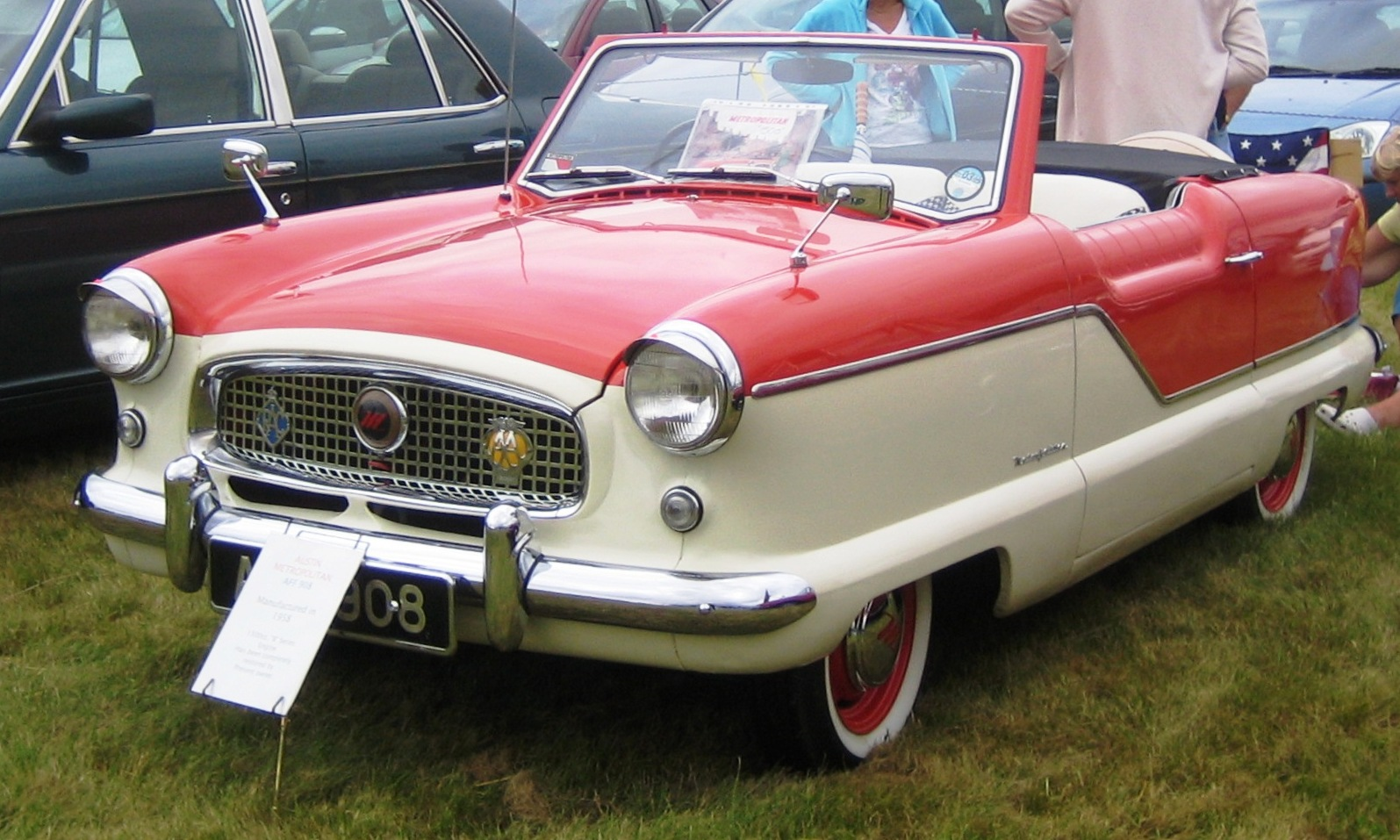
Metropolitan 1500 MkIV 591 Convertible

Metropolitan 1500, що поставлявся з Англії, на початку 1959 року теж проходить курс омолодження, в першу чергу збільшилася потужність мотора, тепер 1.5 л двигун видавав 55 к.с., але за замовленням для бажаючих заощадити паливо могли встановити більш слабкий 52-сильний агрегат, ця опція була безкоштовною. Зовні машина теж змінилася, так вона отримала нарешті кришку багажника, так що багаж можна було вантажити з вулиці, а не відкинувши спинку сидінь ззаду, покришки були змінені на більш широкі і, до того ж, на безкамерні, на дверях з'явилися кватирки, які у вологу погоду можна було відкривати для вентиляції салону. Оскільки на автомобілі був величезний попит в Північній Америці, то в Британії автомобілі Austin Metropolitan не пропонувалися з лютого 1959 по вересень 1960 року.
У 1960 році American обзаводиться нарешті 4-дверними версіями, Ромні не запускати їх раніше, боячись, що вони відберуть частину клієнтів у старшої лінійки, однак попит на машини був настільки великий, що страх відпав сам собою, до того ж в сегменті компактних автомобілів загострилася конкуренція з появою задньомоторного Chevrolet Corvair і автомобілів класичного компонування — Ford Falcon і Plymouth Valiant (останній мав певну популярність в Північній Європі). Але це був не той кузов, який був раніше у виробничій програмі фірми Nash, тоді 4-дверні машини випускалися на подовженій на 20 см базі, тут шасі залишилися колишніми, тому всі бічні панелі довелося розробляти заново. Мотор по колишньому розвивав 90 к.с., однак на топову версію Custom встановили 127-сильний 3.2 л мотор, дорога версія також могла за замовленням оснащуватися гідропідсилювачем керма, хоча машина і без того володіла легким кермом. Низька ціна, яка починалася з 1800 доларів, сприяла величезному попиту, за 1960 рік ця машина розійшлася тиражем в 120 000 екземплярів.

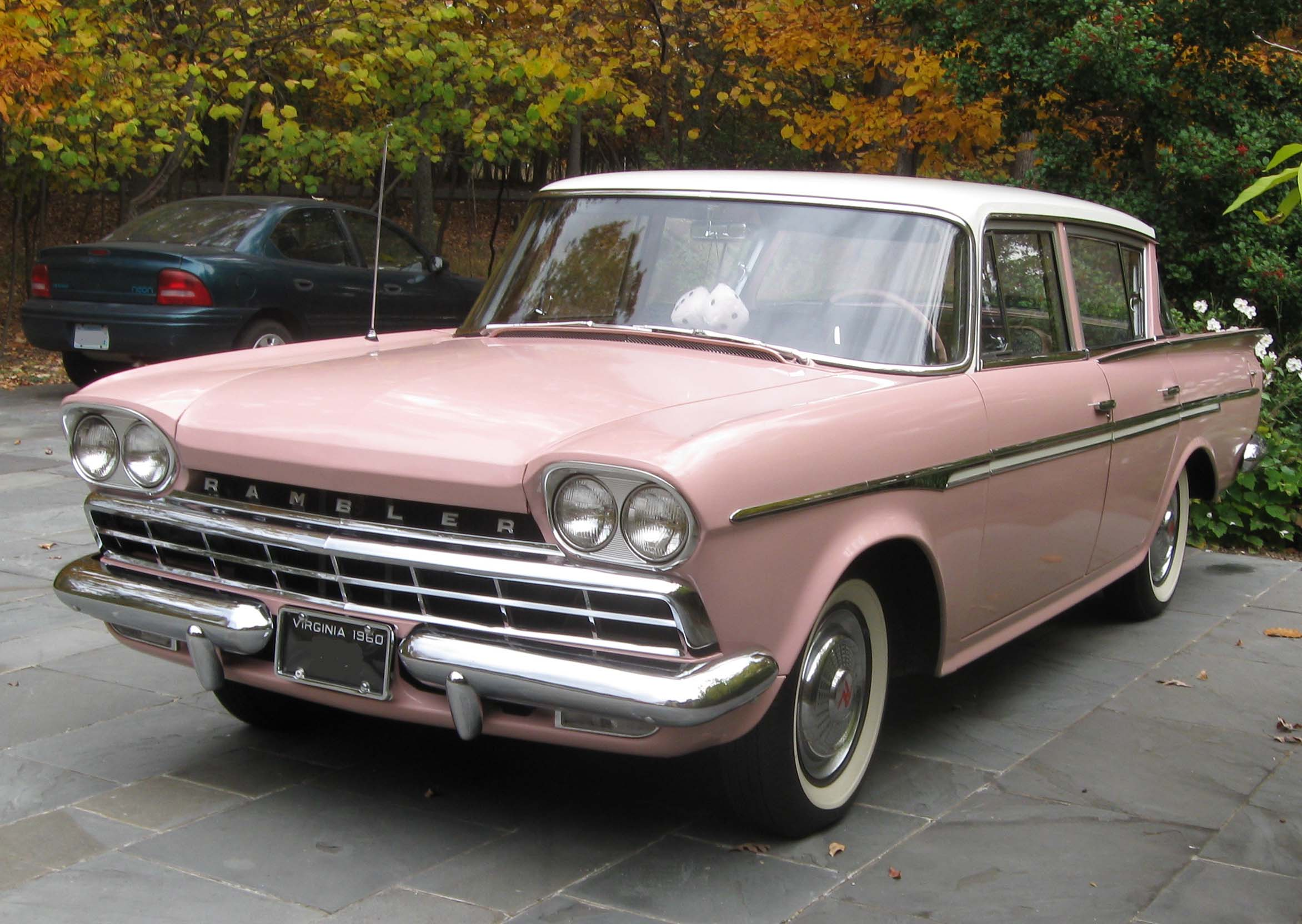
Rambler Custom Six 6010 Sedan

Оскільки серії Six і Rebel були однієї і тою ж машиною (з базою коліс 2,7 м), тільки з різними моторами, то від цих назв було вирішено відмовитися, а машини цієї лінійки стали зватися Rambler Deluxe, Rambler Custom і Rambler Super, які могли комплектуватися двигунами серії Economy Six і Rebel V8, причому восьмициліндровий мотор був дефорсований до 200 к.с., оскільки на думку Ромні пік гонки потужності пройшов, і на чолі кута стояла економічність. Але тим не менш 215-сильну версію все ще можна було замовити за додаткову плату. В екстер'єрі машини отримали нову лінію даху, більш пологий кут лобового і заднього скла, задні стійки даху стали ще тоншими, також замінили бампери, які стали ще ширшими.

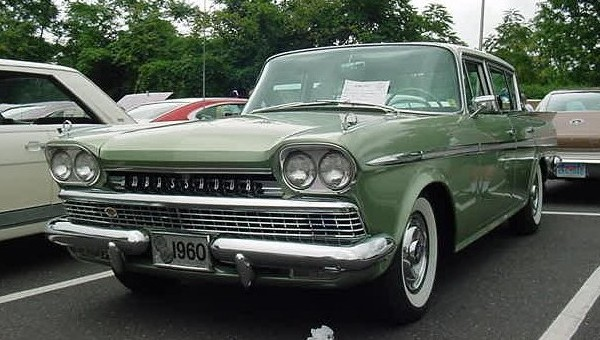
Ambassador 6080 Series Sedan

Модель Ambassador зі всіх моделей змінилася більше всіх, всі панелі кузова були замінені: капот, крила спереду і ззаду, дах, решітка радіатора, збільшилося панорамне склл спереду і ззаду, яке стало більш гнутим. Підвіску автомобіля також перетрусили на благо керованості, двигун був так само, як і в іншої восьмициліндрової машини, дефорсований. Штатним став двигун з двокамерним карбюратором і більш низьким ступенем стиснення, в підсумку з 5.4 л видавалося 250 к.с., але любителі запалити за окрему плату могли замовити і колишній 270-сильний двигун. Продажі автомобілів марки Rambler за 1960 рік зросли до позначки 434 707 одиниць, завдяки чому компанія стала 4 в США з продажу, а оборот фірми за той рік склав рекордний рівень - більше мільярда доларів, а чистий прибуток склав 48000000 доларів.

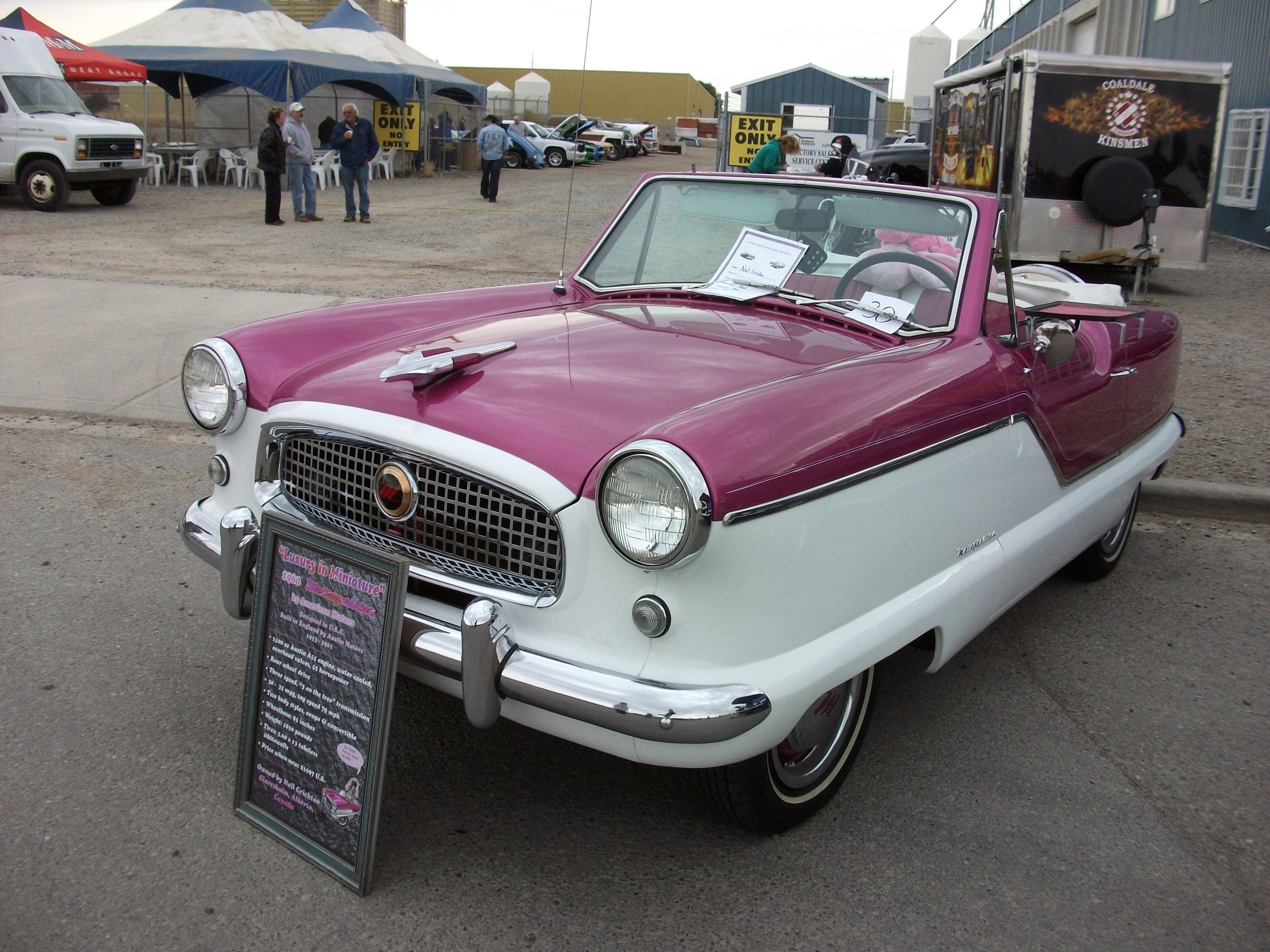
Metropolitan 1500 Convertible

Metropolitan знову став втрачати свою клієнтуру в Північній Америці, продажі просіли на майже 40%, тому в Англії у вересні поновлюється продаж автомобілів Austin Metropolitan. Але ще в травні 1960 року принцесі Маргарет від особи робітників заводу, де їх збирали, підноситься презент - пофарбований в чорно-золоті кольори кабріолет, проте королівська особа встигла всього тричі поїздити на своєму Austin Metripolitan Royal Runabout, оскільки вже в лютому 1961 року його вкрали, на пошуки машини пішло вісім років. У США, щоб привернути публіку в салони, що продавали Metropolitan, було підготовлено кілька шоу-карів, так один з них в комплектації Fifth Avenue був повністю пофарбований у рожевий колір, рожевим був і салон, у якому розмістили плюшевих Багз Банні. Ще були версії Westerner - виконана в ковбойському стилі, Palm Beach - тропічна версія, і Cape Cod, що мала дизайн в стилі Нової Англії. На рожевий Fifth Avenue знайшовся покупець, який погодився заплатити подвійну ціну за спеціальну версію, але сліди конкретної машини загубилися. Однак попит на маленьку машину в Америці падав, мода на європейську техніку, що охопила США після повернення американських військових, які брали участь у Другій світовій на території Європи, пішла на спад. У підсумку за 1961 рік було продано менше 1000 автомобілів, оскільки у квітні припинилося їх виробництво, але залишки зі складу розпродавалися і впродовж наступного року, а це приблизно 400 машин. Metropolitan розійшовся за всі роки свого виробництва тиражем майже в 95 000 примірників.

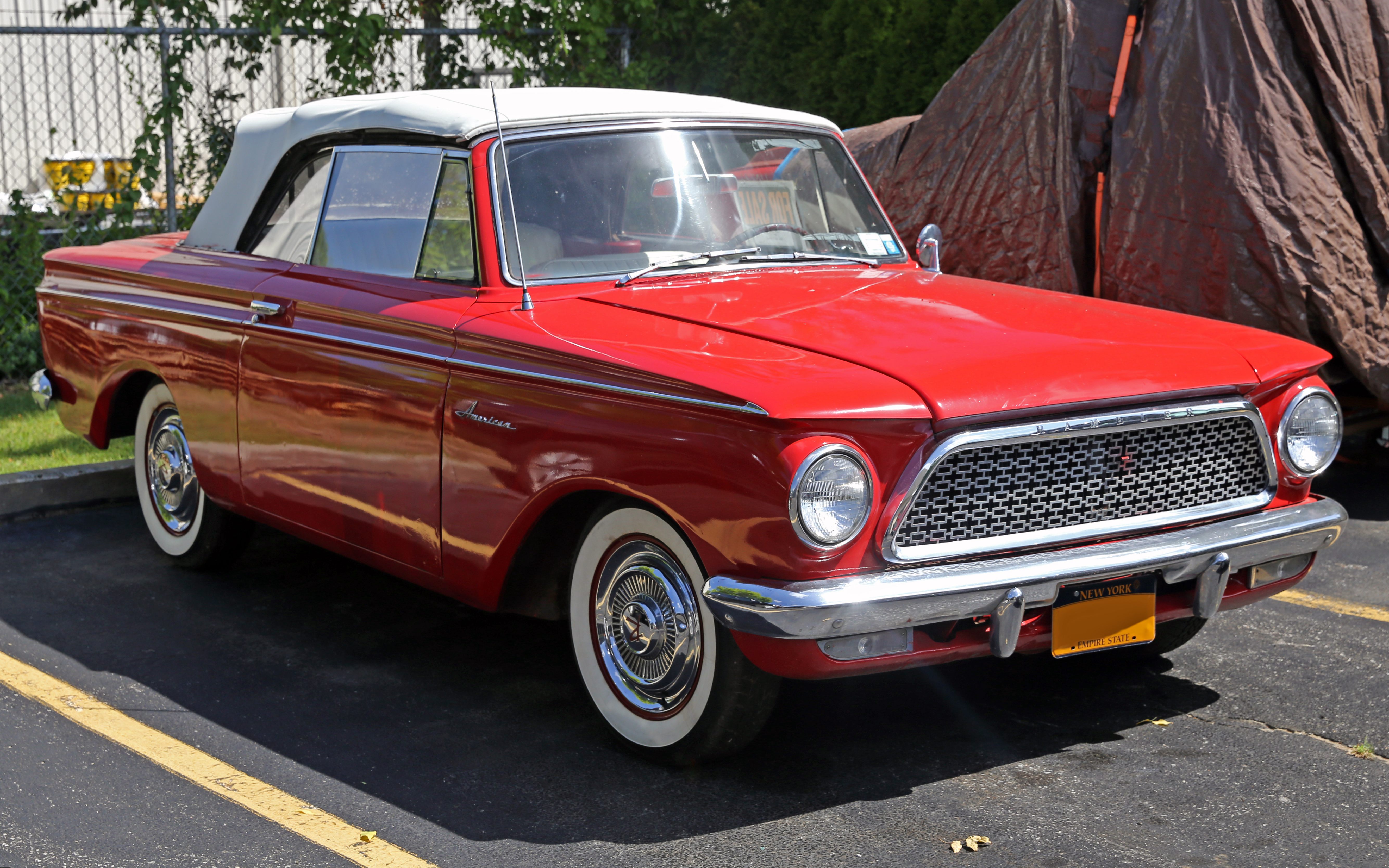
Rambler American 6101 Custom Convertible

У 1961 році у молодшої моделі American відбуваються кардинальні зміни, Ромні вважав, що на старому дизайні в новому десятилітті вже не виїдеш, тому Еду Андерсону, відповідальному за дизайн автомобілів у компанії, дається свобода дій з умовою, що основа кузова залишиться колишньою. У підсумку машина залишилася технічно колишньою, платформа несучого кузова також залишилася колишньою, але всі зовнішні панелі були змінені, крім віконних прорізів. Кузов став більш незграбним, також він втратив в габаритах, але при цьому збільшився внутрішній простір. American стала єдиною американською машиною, яка пережила того року настільки глибокий рестайлінг. Кузовний асортимент складався з 2- і 4-дверних седанів, 3- і 5-дверних універсалів, 2-дверного вантажопасажирського седана Business Coupe. І вперше з 1954 року був представлений кабріолет, причому це був не фаетон, як колись, з фіксованими віконними арками, а повністю відкритий кабріолет. Він став і першим відкритим автомобілем у США з несучим кузовом.

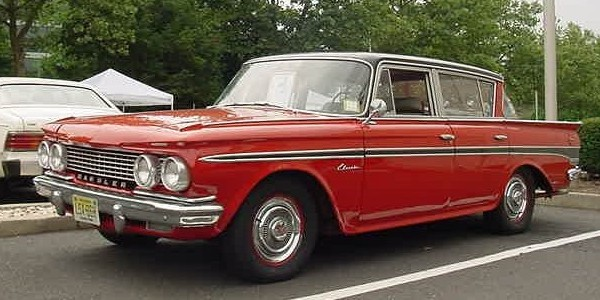
Rambler Classic Six Deluxe 6120 Sedan

Машина з 108" базою (2,74 м) отримала назву Classic, лицьова частина машини була сильно модернізована, так пропали козирки над фарами, а самі здвоєні фари опустилися на рівень решітки радіатора. Технічно змін практично не відбулося, за винятком появи 3.2 л 6-циліндрового двигуна, аналогічного по конструкції старому, але виконаному з алюмінієвих сплавів, застосування більш легких матеріалів привело до більш високої віддачі мотора, в підсумку двигун видавав вже 138 к.с., у той час як двигун з чавунним блоком розвивав тільки 127 к.с., комплектувався ж "алюмінієвий" мотор тільки варіантами комплектації Super і 400, остання мала роздільні сидіння в салоні. V8 пропонувався або в 200-сильному, або за додаткову плату в 215-сильному варіанті. Версія з кузовом універсал отримала опцію у вигляді третього ряду сидінь, які були розташовані в багажнику проти руху, відрізнити такі машини зовні можна було за наявністю петлі з лівого боку, таким чином діти не вибігали на проїжджу частину. Крім 4-дверного седана і 5-дверного універсала з'являється дводверна версія з кузовом типу седан, яка в основному пропонувалася тільки в топових версіях.

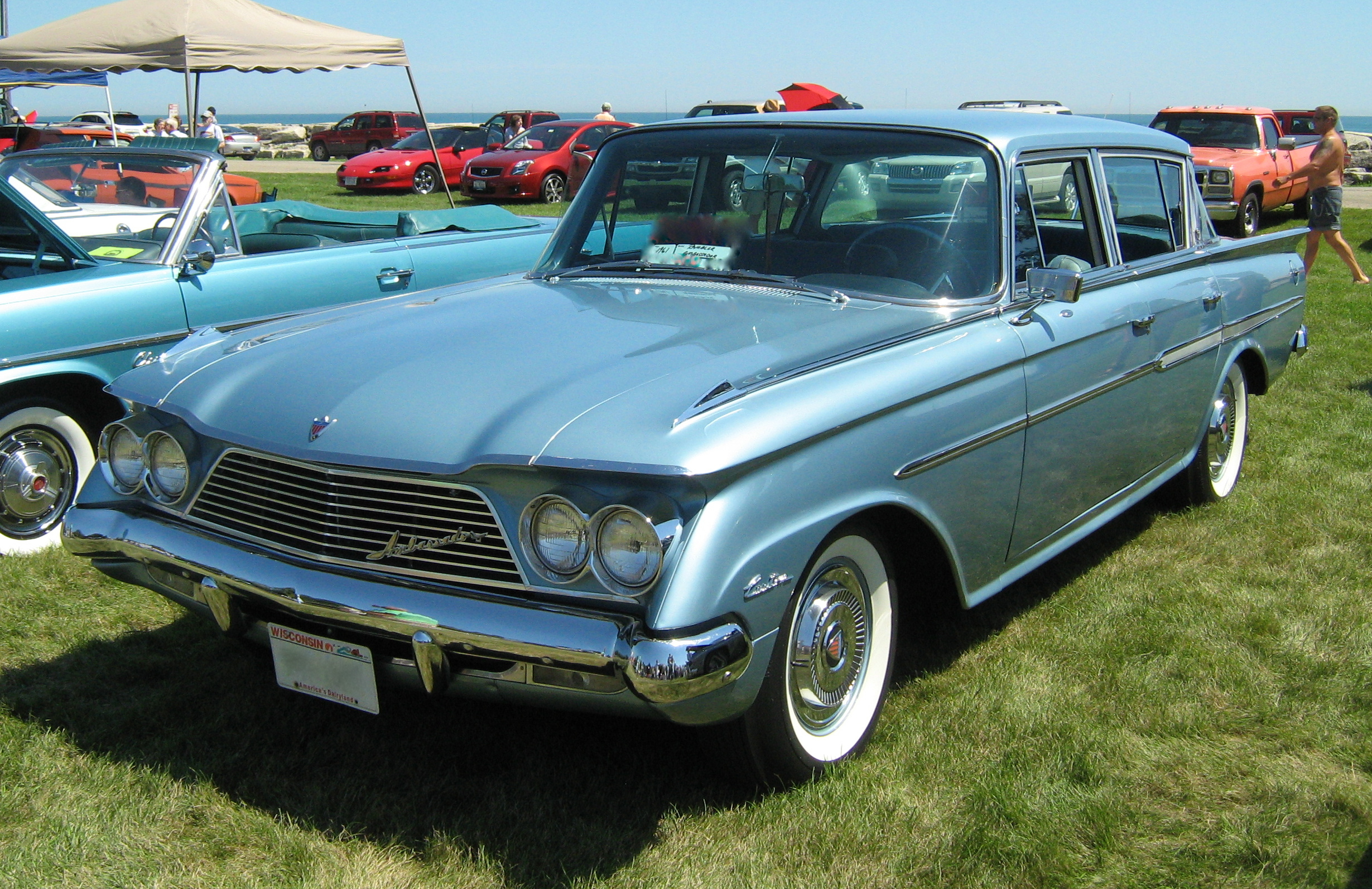
Ambassador Custom 6180 Sedan

Ambassador також обновили, решітку трапецієподібної форми оформили в стилі моделі American, здвоєні фари також опустили до ґрат, кузови позбулися варіантів без середньої стійки даху, тобто хардтоп, а універсали, як і в моделі Classic, обзавелися трьома рядами сидінь. Технічних нововведень у флагмана фірми не було на той рік. Це харизматичне дітище Андерсона публіка не прийняла, тому продажі цієї моделі поповзли вниз.
У лютому 1962 року жорсткий і принциповий управлінець Ромні залишає посаду президента компанії, оскільки він вирішив спробувати себе у великій політиці (він і раніше був пов'язаний з політикою), і в підсумку його передвиборної компанії на пост губернатора штату Мічиган ним була здобута перемога. Усього за кілька днів був обраний новий президент АМС - Рой Абернеті. Він починав в 1926 році свою кар'єру механіком у фірмі Packard, і перейшов в 1954 році в АМС на пост віце-президента з продажів з компанії Willys, де обіймав аналогічну посаду. Другою подією стало те, що французька фірма Renault в листопаді 1961 року купила право на складання і продаж моделі Classic в Європі, яка мала замінити знятий з виробництва флагман французької компанії модель Fregate 11CV. Складання з квітня 1962 року здійснювалася в Бельгії, в місті Вілвоорд, куди з Кеноші надходили машинокомплекти для великовузлового складання, продажі Renault Rambler здійснювалися тільки в Алжирі, Бельгії, Франції, Австрії, Нідерландах та Люксембурзі, в інших країнах вона була не доступна.

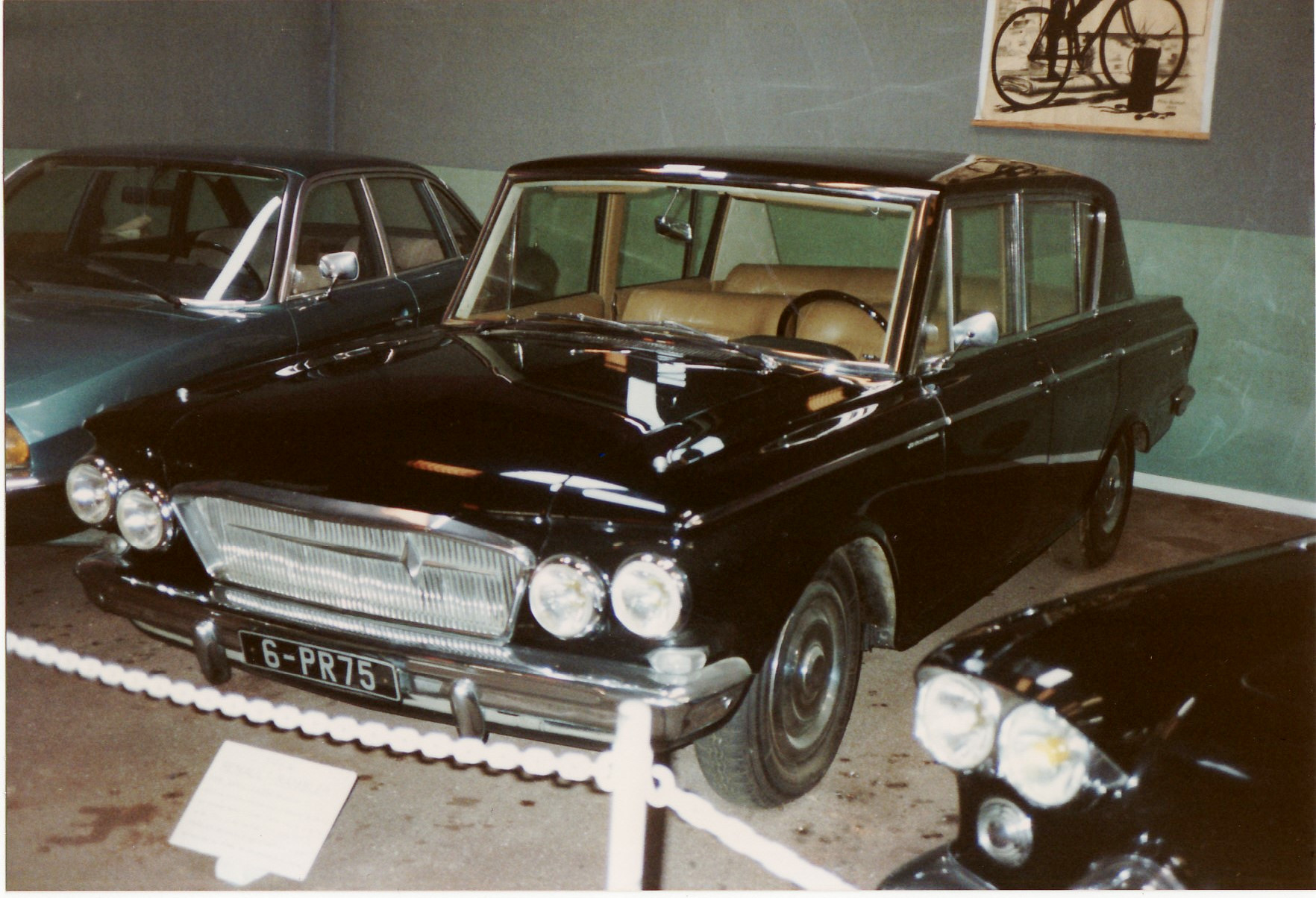
Renault Rambler 18CV Chapron

Renault Rambler був аналогічний Rambler Classic 1962 модельного ряду, оснащувався він тільки 6-циліндровим мотором, але при цьому мав багату обробку від моделі Ambassador, з опціонів була доступна автоматична коробка передач, від американських побратимів машина відрізнялася більш м'якою підвіскою і покажчиками поворотів на передніх крилах, завдяки своїм розмірам салону ця машина була популярна як таксі. Державне автомобільне підприємство Renault хотіло завоювати і прихильність глави держави в особі Шарля де Голля, тому за їх замовленням фірмою Chapron виготовляється автомобіль з переробленим кузовом, переробки включали в себе більш високий дах і нове оформлення передка з ромбовидною емблемою на решітці радіатора, хоча вона була відсутня у серійних автомобілів. Автомобіль був подарований Єлисейському палацу, проте де Голль залишився вірним своєму Citroen DS19, який врятував йому життя під час замаху на нього. Але, не дивлячись на те, що президент машиною не користувався, вона залишилася в розпорядженні гаража уряду країни.

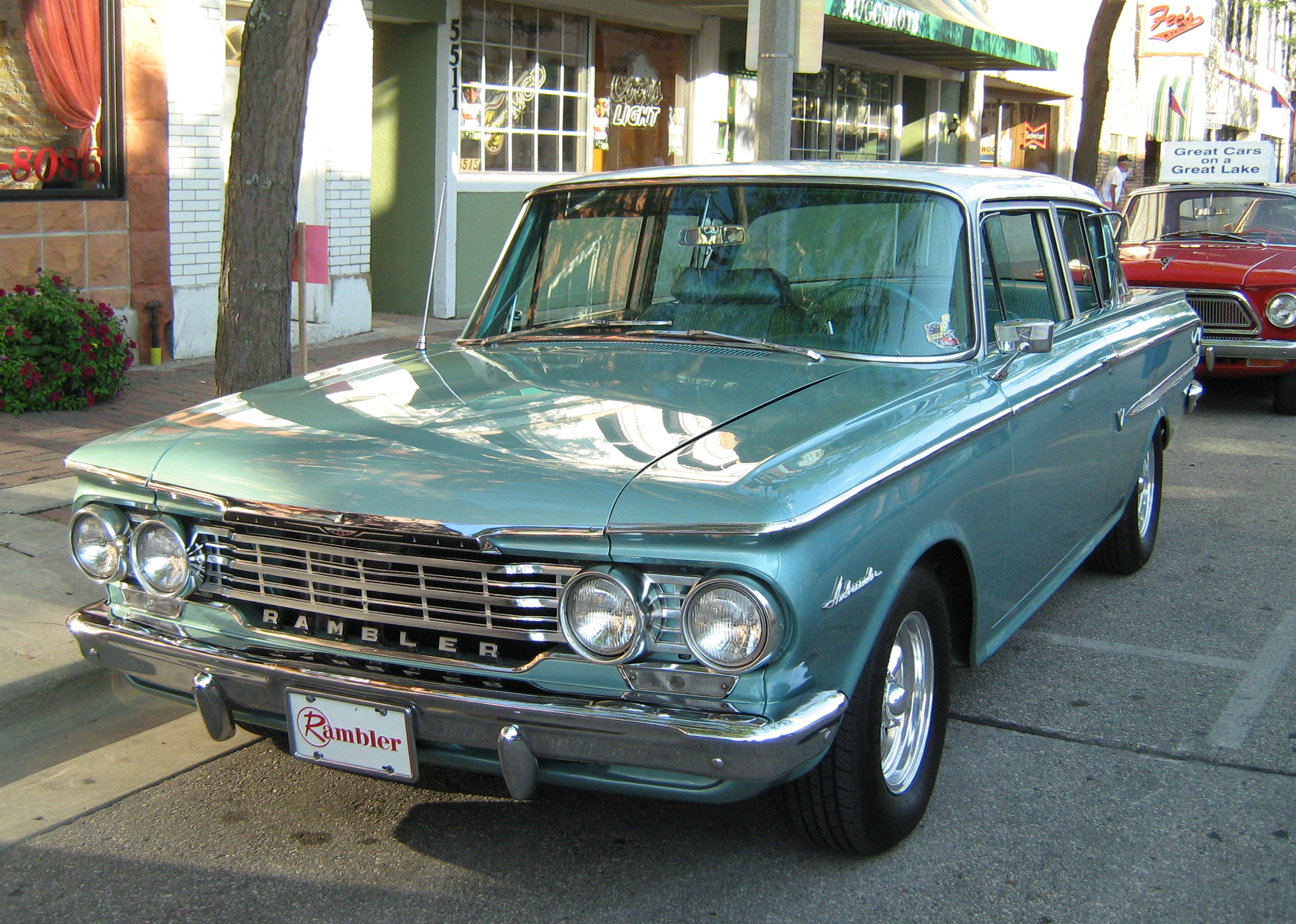
Rambler Ambassador 400 Sedan

Модель Classic позбулася задніх килей, з каталогів пропали двигуни V8, також пропала версія Super, замість якої топовою став варіант "400" з роздільними сидіннями. Модель, яка була в ієрархії фірми старшою Classic, за усталеною традицією носила назву Ambassador. Роком раніше, переживши черговий фейсліфтинг, модель очікувало велике фіаско, тому керівництво компанії вирішило підготувати для 1962 року нового флагмана. Він був побудований на шасі моделі Classic, тобто машина втратила в габаритах і стала мати таку ж колісну базу, що і шестициліндрова модель, більше того, вона і зовні повторювала вищезгадану модель. Саме з 1962 року Ambassador став рекламуватися як одна з моделей лінійки фірми Rambler, а не як самостійна одиниця. Оскільки машини стали будуватися на базі Classic, то їх треба було якось виділяти, щоб публіка їх не плутала. Так старша модель отримала іншу задню оптику, якщо молодша з двох машин мала круглі ліхтарі ззаду, то у старшої були вони прямокутної форми, зовні можна було відрізнити більш дорогу машину за наявністю хромованого декору на виштамповці капота і боковині кузова. Як агрегати використовувався V8, об'ємом 5.4 л, який розвивав 250 або 270 к.с., тим самим в більш потужному варіанті машина ставала практично мускул-седаном, яким був Nash Rambler Rebel в 1957 році. Серед технічних родзинок малися: двокамерний головний гальмівний циліндр, який живив окремо контур передніх і задніх коліс, покрита зовні керамікою вихлопна система і за замовленням машину можна було оснастити автоматичним зчепленням, яке називалося E-stick. До комплектацій Super і Custom додалася версія 400, яка була топовою, від інших варіантів її відрізняли роздільні анатомічні сидіння з підголівниками, в тому числі і ззаду, крім того Ambassador, як і модель Classic, тепер пропонувався і в дводверному варіанті. За 1962 рік їх було випущено всього трохи більше 1100 екземплярів, в той час як Classic з 2 дверима - понад 30000 авто.
У 1962 році крім Бельгії автомобілі марки Rambler стали збирати і в Аргентині, де фірма Industrias Kaiser Argentina, що випускала їх, встановлювала на модель Classic 3.8-літрові 6-циліндрові двигуни власного виготовлення. Ще одна цікава машина була представлена в середині 1962 року, це був прототип з кузовом кабріолет і посадочною формулою 2+2 - XR-400 (R означало Rambler, а буква "Ікс" - експериментальний).

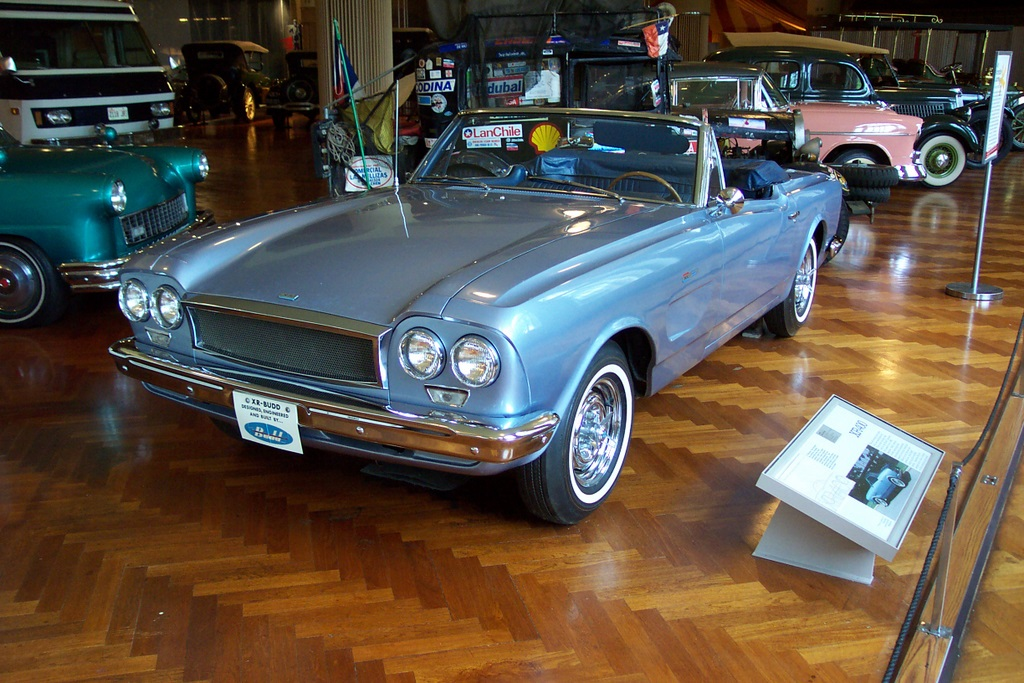
Budd XR-400

Побудував цю машину давній партнер компанії АМС - Budd Corporation, ця фірма, що була заснована в 1912 році, починала з виготовлення кузовів, пізніше асортимент розширився до кузовів трамваїв, вагонів і навіть корпусів кораблів, до 60-х років фірма випускала не тільки обладнання для виготовлення кузовних панелей, а й виступала як студія дизайну на зразок італійських контор. Так Budd взяла за основу 2-дверний Ambassador 1962 року з мотором 250 к.с., мотор був опущений на 5 см, радіатор - на 8 см що дозволило знизити передню частину авто, також інженери фірми імплантували в гальмівну систему дискові гальма, але тільки на передніх колесах. Budd Corporation просив всього 4 млн доларів за підготовку автомобіля до виробництва, якщо все пішло б за планом, то автомобіль, конкурентом якого став би Ford Mustang, пішов би у виробництво в жовтні 1963 року, тим самим випередивши найпопулярніший поні-кар на півроку, і при цьому заощадивши немало грошей, проте Рой Абернеті відмовляється від запропонованого проєкту, втративши можливість стати законодавцем моди на невеликі і потужні автомобілі.

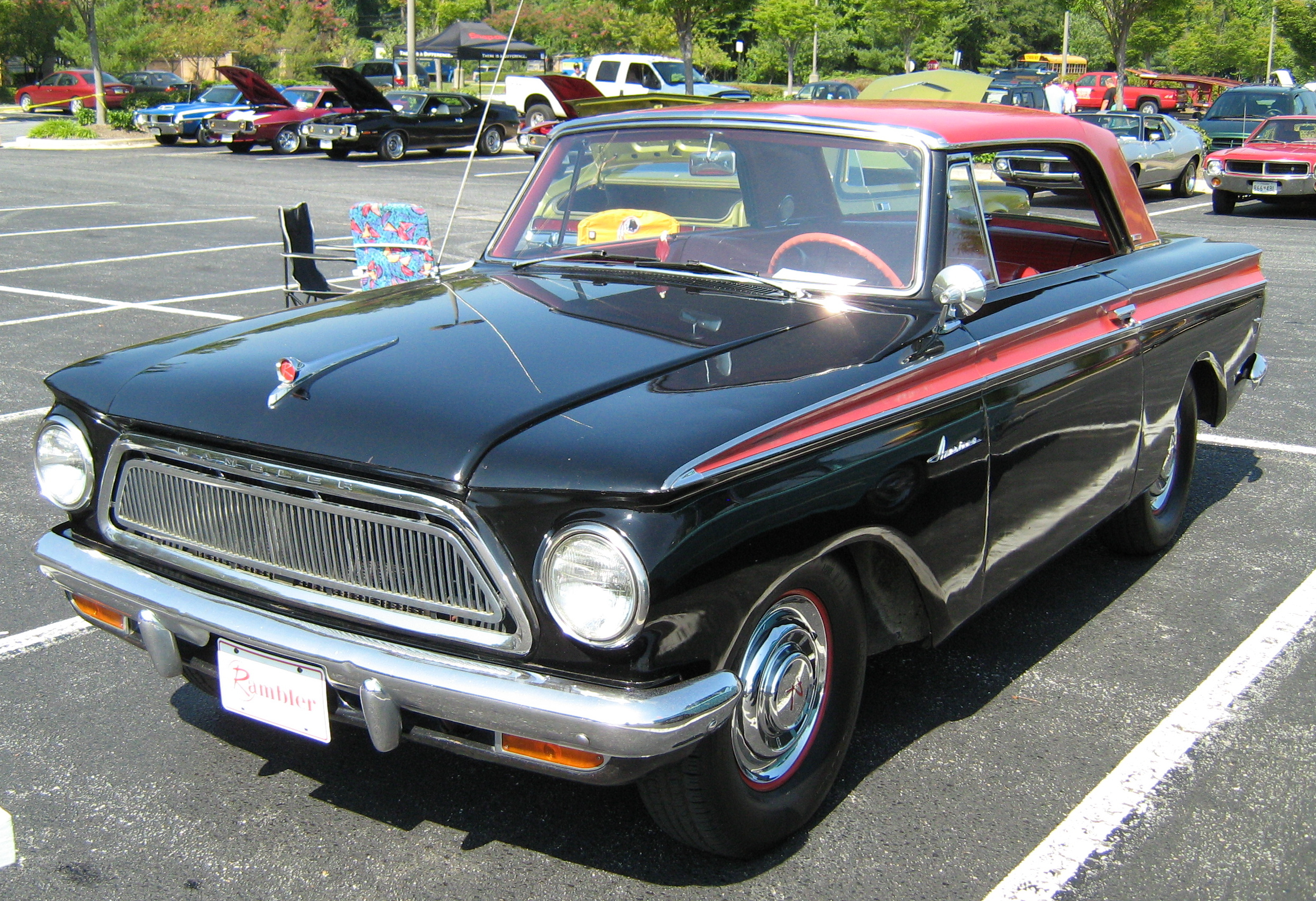
Rambler American 440-H Hardtop-Coupe

У 1963 році модель American отримує новий тип кузова - 2-дверний хардтоп-седан, який в комплектації 440-Н міг оснащуватися 3.2 л 138-сильним двигуном, в салоні цю машину відрізняла наявність роздільних сидінь з підлокітником посередині, взагалі в цьому році всі комплектації з іменами особистими були скасовані, і тепер вони мали цифрові позначення. Найбільш доступною була версія 220, за нею йшла 330, далі - 440. Мотором для інших версій служив старий перевірений 3.2 л двигун, потужністю 128 к.с., який міг агрегатуватися 3 коробками передач. По-перше, це була нова 3-ступінчаста мануальна коробка BW T96 "Twin-Stick" з овердрайвом, який можна було задіяти вручну на 2 і 3 ступені, тим самим виходило 5 передавальних чисел в трансмісії. По-друге, та ж Т96, яка називалася E-Stick, тобто з автоматичним зчепленням, яке наводилося вакуумним підсилювачем, що працював від тиску масла двигуна, чим більше були обороти, тим гірше працювала система, на оборотах, ближчими до холостих навпаки спрощувалося їх включення, сенс системи був домогтися комфортабельності автоматичної трансмісії і економічності ручної. Ця коробка могла комплектуватися овердрайвом, який задіювався тільки на 3 ступені. Ну і нарешті була доступна автоматична коробка передач, яка пережила модернізацію: рідинне охолодження гідромуфти, алюмінієвий корпус і т.д..
У 1963 році Ед Андерсон, який вирішив піти у відставку з поста віце-президента дизайн-відділу, довіряє своєму підопічному Річарду Тігу розробити нове покоління застарілого вже автомобіля, який став би основою для моделей Classic/Ambassador. Тіг в п'ятирічному віці знявся в декількох серіях одного серіалу, а через рік він серйозно постраждав, коли був збитий на дорозі п'яним водієм, а ще через рік його батько загинув в автоаварії, винуватцем якої також став п'яний водій, проте хлопчик вирішив присвятити своє життя автомобілям. Першим місце роботи для Тіга стала фірма Kaiser, де він взяв участь у розробці моделі Henry J, потім в 1947 році він перейшов у General Motors, де його босом був Ед Андерсон, який розподілив його в дизайн-відділ фірми Cadillac, в 1952 році Тіг сам став босом дизайн відділу компанії Packard, після смерті старовинної автофірми Тіг перейшов в АМС, де і пропрацював решту життя. Тіг - батько Jeep Cherokee XJ.

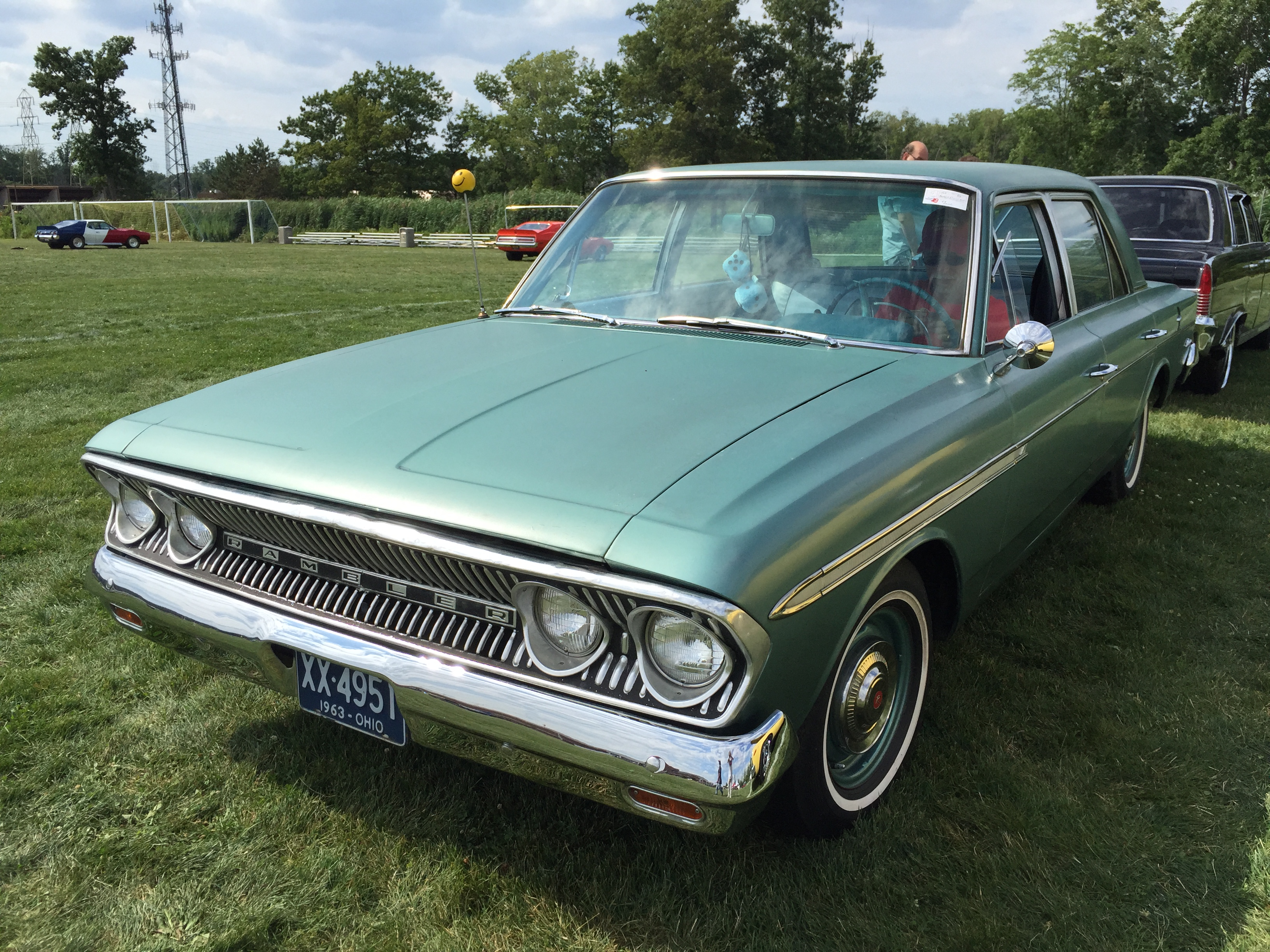
Rambler Classic 660 Sedan

Тіг спроєктував новий кузов, який зварювався з більш великих елементів, що збільшувало його жорсткість, база автомобіля стала довшою на 10 см. Стійки даху були змінені і мали більш звичний вигляд, бічні стекла стали гнутими, кузовів пропонувалося три типи: 2- і 4-дверні седани і 5-дверний універсал, який пропонувався в 2- і 3-рядному виконанні. Спочатку новинка пропонувалася тільки з 6-циліндровим мотором 3.2 л, проте в лютому у Classic з'являється новий двигун V8, об'ємом 4.7 л і потужністю 198 к.с.. Оснащена автоматичною коробкою передач машина могла розганятися до 100 км на годину за 10 секунд. У рік своєї прем'єри Rambler Classic потрапляє і в СРСР, але не як піддослідний, а як особистий автомобіль. У 1963 році шахісти з СРСР - естонець Пауль Керес і вірменин Тигран Петросян беруть участь у міжнародному шаховому турнірі, що проходив в Лос-Анджелесі, головним призом був заявлений автомобіль будь-якої марки, який обере переможець. За підсумками змагань перше місце дісталося двом гросмейстерам з Союзу, однак за коефіцієнтом перемога була віддана 47-річному естонцю. Той вибирає з представлених каталогів новинку сезону - Rambler Classic 660. Взагалі Керес мріяв про спорткупе, проте у нього була сім'я і тому потрібен був седан, другою мрією був у нього Cadillac, але його не було у призовому списку, тому вибір припав на "Автомобіль року" за версією "Мотор Тренд", до того ж машина була досить економічною. Керес повернувся додому і тільки влітку, 1 серпня, в Ризький порт прийшов його "трофей", причому в супровідних документах значилася адреса Paul Keres, Russia, USSR.
Як і American, модель Classic отримала нумеровані індекси оснащення, базовою моделлю була версія 550, за нею йшла 660, потім - 770, і топовою була 770-Н, яка оснащувалася найпотужнішим мотором, а в салоні у неї були роздільні сидіння. Фішкою, яка була в серійному оснащенні, була наявність вакуумного блокувальника замків дверей - Lock-O-Matic, коли машина набирала швидкість понад 50 км на годину, двері автоматично блокувалися.

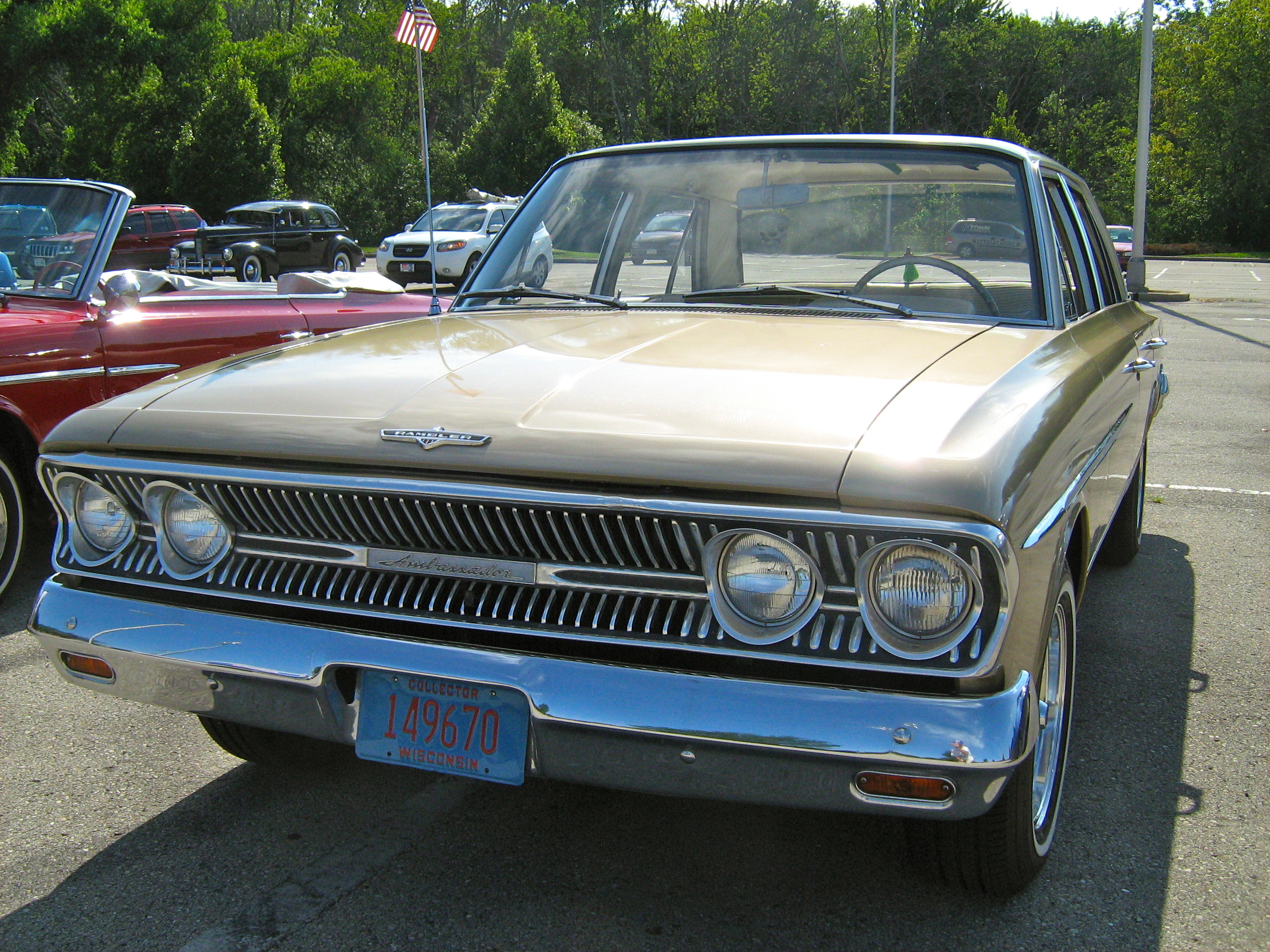
Rambler Ambassador 880 Sedan

Всі нововведення, які були на моделі Classic, стосувалися і старшого в сімействі - Ambassador, оскільки цю модель продовжили будувати на шасі середньої моделі. Відрізнявся флагман від більш демократичного авто наявністю іншої решітки радіатора, яка нагадувала електробритву, і наявністю кнопкової ручки дверей. Спектр пропонованих кузовів був також аналогічний, комплектації мали позначення 800, 880 і 990, всі вони оснащувалися 5.4 л 250-сильним агрегатом, а за замовленням - і 270-сильним.
У зв'язку з оновленням модельного у компанії Renault відбувається також освіження модельного ряду, попередня машина встигла простояти на конвеєрі всього шість місяців, крім Бельгії серія Classic стала також виготовлятися в Аргентині підприємством Industrias Kaiser Argentina, зовні машина повторювала модель Classis, але в той же час IKA Rambler отримав 3.8 л рядний 6-циліндровий мотор власного виготовлення. Також автомобілі місцевого складання з'явилися в Австралії та Новій Зеландії, куди поставлялися праворульні машинокомплекти, які потрібно було лише зібрати, але салони авто відрізнялися від американських, оскільки були місцевого виробництва. Australian Motor Industries (AMI) і Campbell Motor Industries (CMI), що випускали тільки 6-циліндрові варіанти, спочатку виготовляли автомобілі тільки з 3-ступінчастою ручною коробкою передач, але пізніше стало можливо замовити і автоматичну трансмісію. Ще однією країною, де стали виготовляти "Ремблери", стала Мексика, компанія Vehiculos Automotores Mexicano, що називалася раніше Willys Mexicana S.A., почала випускати 2- і 4-дверні седани Rambler Classic 660. Мексиканка випускалася тільки з найслабшим 6-циліндровим мотором і 3-ступінчастою ручною коробкою передач, як і у європейської моделі панель приладів у неї була розмічена метричними одиницями вимірювання.

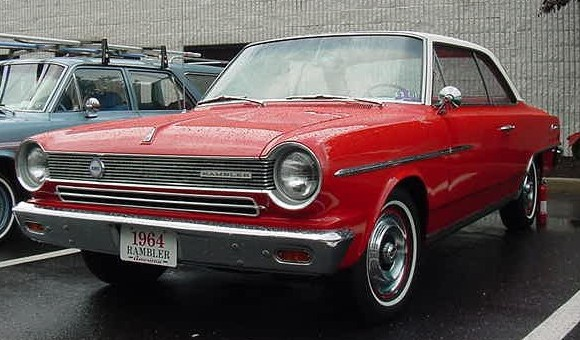
Rambler American 440 Hardop-Sedan

У 1964 році на зміну моделі American, в основі якої була машина родом з 50-х, приходять нові кузови, оскільки технічно машина залишилася незмінною, тобто мотор і трансмісія залишилися колишніми. Кузов машини був спроєктований заново Тігом, шасі збільшилися на 15 см, що допомогло збільшити простір для пасажирів. Кузовів пропонувалося п`ять: 2- і 4-дверний седан, 5-дверний універсал, 2-дверний кабріолет і 2-дверний седан-хардтоп. Комплектацій, як і колись, було 4: 220, 330, 440 і топова 440-Н, яка пропонувалася тільки у версії седан-хардтоп. Моторів пропонувалося три, всі 3.2 л, але різного ступеня форсування: 90 к.с., 125 і 138 к.с., причому, якщо клієнт бажав замовити на авто кондиціонер, то він повинен був вибрати 125- або 138-сильну версію.
Новий American тут же починають збирати і в інших країнах, зокрема в Мексиці, де насправді вже з кінця 50-х велася збірка автомобілів з машинокомплектів, тепер силами VAM велося повноцінне виготовлення автомобілів, тільки мотори, які були їм доступні, потужністю 90 і 127 к.с., поставлялися із США. В Австралії та Новій Зеландії також починається збірка праворульної версії цієї машини, причому автомобілі AMI American були унікальні тим, що австралійське підприємство виготовляло також автомобілі Triumph і Toyota, тому в салоні American можна було зустріти вузли від цих марок.
За всі роки, що вироблялася модель American, фірма АМС постійно виставляла цю модель на "еко-ралі", де ця машина незмінно вигравала, так і нова машина споживала всього 8.5 л на сотню, жодна інша американська машина 1964 року не змогла показати і близький результат.

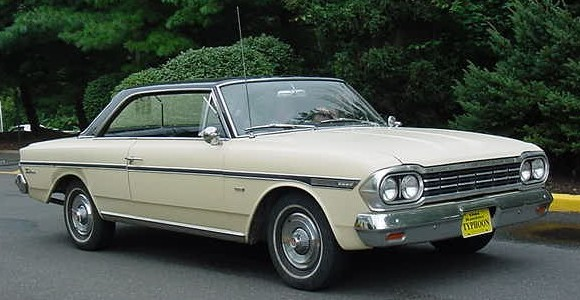
Rambler Typhoon

Модель Classic в 1964 році отримує нове оформлення лицьової частини, фари тепер обрамляли масивні хромовані окуляри, а модельний ряд розширюється за рахунок появи 2-дверного хардтоп-седана, що продавався тільки в комплектаціях 770 і 770-Н, другий пропонувався як спортивна версія. У моделей V8 з'являється нове управління автоматичною коробкою передач, якщо раніше воно було кнопковим, то тепер автоматом "Shift-Command" можна було керувати важелем, встановленим на тунель кардана, причому селектор йшов за звичним сьогодні порядком P-R-N-D2-D1-L, в той час як інші фірми використовували селектор типу P-N-D-S-L-R, тобто задній хід можна було в такому разі вмикати помилково на ходу, що призводило в найкращому випадку до поломки трансмісії, і тільки в 1968 році весь світ перейшов на варіант перемикання режимів АКПП, запропонований АМС. У квітні 1964 року на базі Classic 770-H будується нова машина, що отримала назву Typhoon, її оснастили новим 145-сильним мотором, об'ємом 3.8 л, який з невеликими переробками проіснував до 2006 року, коли був випущений останній Jeep Wrangler з 4-літровим 6-циліндровим мотором. Typhoon пропонувався в єдиному забарвленні: світло-бежевий кузов і чорний вініловий дах.
Модель Ambassador отримала оформлення передка в стилі Classic, тільки більш багато оброблене, найдешевша комплектація 800-Series пропадає, так само як і варіант з 2-дверним седаном, на зміну якому приходить хардтоп-седан з тією ж кількістю дверей, ця версія в основному йшла в комплектації 990-Н з 270-сильним мотором і роздільними сидіннями в салоні. Як і решта варіантів, вона базово оснащувалася 3-ступінчастою ручною коробкою передач, яка мала дві підвищувальні передачі, оперовані другий важелем, який також розташовувався на підлозі.

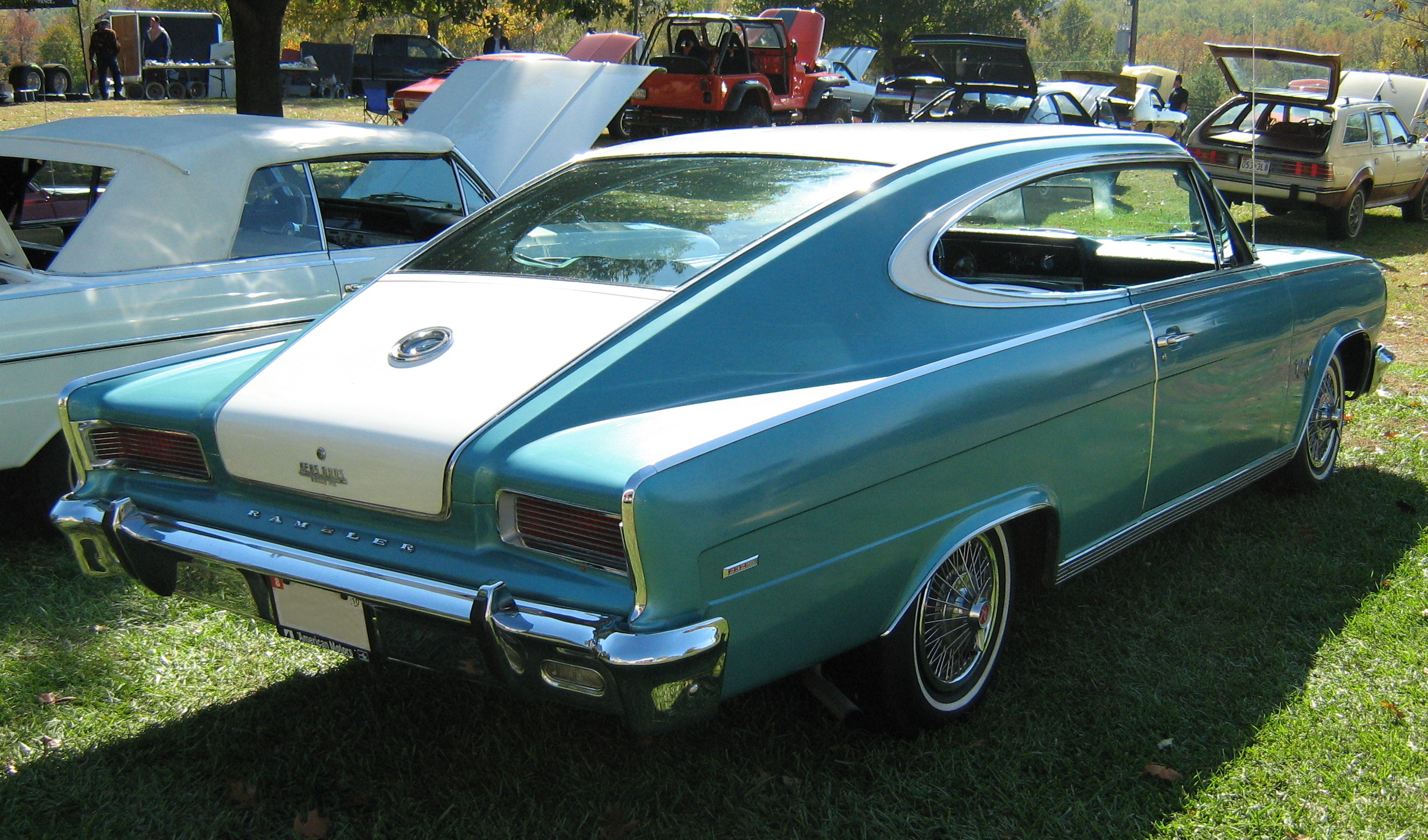
Rambler Marlin

У 1964 році на Чиказькому автосалоні демонструються два шоу-кари, перший був з кузовом універсал - Cheyenne, це був той же Classic Cross Country, тільки пофарбований у золотистий колір і мав широку декоративну смугу з анодованого алюмінію, ззаду також була встановлена вставка з цього матеріалу, яка об'єднувала в єдину композицію задні фари універсала. Другий прототип був побудований на базі кабріолета American, спереду він був практично ідентичний йому, але задня частина прототипу, який назвали Trapon, разюче відрізнялася від автомобілів, що випускалися фірмою. Головною родзинкою була форма кузова, це був фастбек-хардтоп, кузов був пофарбований у червоний колір, а похилий дах, який опускався до задніх, досить великих, фар - в чорний. Для контрасту машину оснастили 13" хромованими дисками зі спиннерами, в той час як серійна продукція концерну оснащувалася 14" колесами, під капотом був 6-циліндровий двигун. Відвідувачі прихильно поставилися до прототипу, близько 60% опитаних підтвердили своє бажання в покупці такого автомобіля, якщо він з'явиться раптом у продажу. Абернеті дає добро реалізації проєкту, і в лютому 1965 року анонсується серійна версія цієї машини, яка отримала назву Marlin. Від прототипу серійна машина відрізнялася подовженою на 15 см колісною базою, спареною оптикою і зменшеною площею бічного скління, в день анонсу понад 2400 видань США розмістили рекламу цього автомобіля.
Новинка виявилася більш великою, ніж Plymouth Barracuda і Ford Mustang, що з'явилися роком раніше, тому не мала конкурентів у своєму класі, до того ж керівництво компанії поставило ставку не на спортивність, а на люксовість машини, вона, на відміну від двох перерахованих "конкурентів", мала досить багату обробку салону. Двигунів пропонувалося два: 3.8 л 145-сильний двигун з 6 циліндрами, або V8, об'ємом 5.4 л і потужністю 270 к.с., в останньому варіанті машина, оснащена 3-ступінчастою АКПП, розганялась до ста за 9.7 секунди. Ще однією інновацією АМС стало застосування вперше в США (але не у світі) передніх дискових гальм, марки, що входили до "великої трійки", вперше використали дискові гальма на своїх авто тільки через чотири роки. Перші машини стали надходити до дилерів в середині березня 1964 року, і до кінця року було продано понад 10 000 автомобілів, які оснащувалися АМ/FM аудіосистемою, електросклопідйомниками, підсилювачем керма, тонованими стеклами і блокуванням диференціалу. З появою моделі Marlin в аннали історії відправляється модель Typhoon, оскільки вони були схожі за габаритами, а відповідно так чи інакше обидві моделі стали б конкурувати між собою.

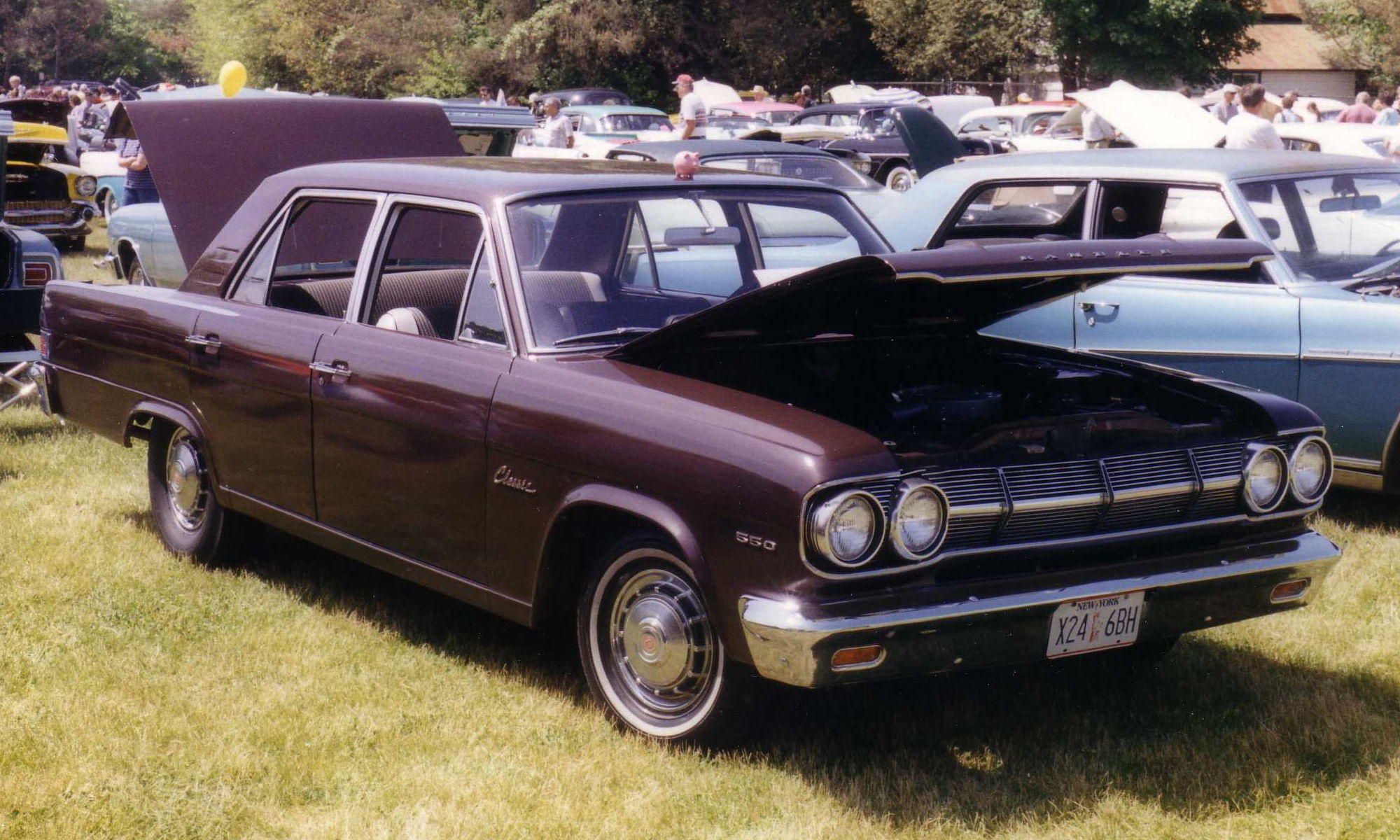
Rambler Classic 550 Sedan

Модель American цього року отримала як опцію 3.8 л двигун, потужністю 145 к.с., який встановлювали тільки на 330 і 440 серію. Оскільки Абернеті, який "виріс" в фірмі Packard, яка ніколи не робила дешевих компактних автомобілів, цурався іміджу Rambler як виготовлювача дешевих і не престижних автомобілів, то він вирішує зробити продукцію, що випускалася, більш великою і дорогою, тобто відійти від тих принципів, що заклав Мейсон і яких дотримувався Ромні. Модель Classic повністю оновлюється всього через два роки після появи другої генерації, кузови і віконні прорізи залишилися незмінними, але інші панелі кузова змінилися, не дивлячись на те, що база коліс залишилася колишньою, машина на 20 см додала в габаритах. Для самої дешевої версії, яка називалася 550, пропонувався тільки 3.2 л 128-сильний мотор, для решти версій базовим залишався 3.8 л 145-сильний агрегат, на замовлення можна замовити його і в 155-сильному виконанні. Опційними для 660 і 770 серій стають 4.7 л 198-сильний агрегат і 5.4 л мотор в обох виконаннях, тобто 250 к.с. і 270 к.с., в останньому варіанті з машини виходив досить швидкохідний автомобіль. Французький Renault Rambler отримав зовнішнє оновлення, аналогічне американському побратимові, проте майже 5-метровий автомобіль по-колишньому оснащувався 3.2 л агрегатом, який розвивав 140 к.с., тобто був могутніший американської версії, а все завдяки застосуванню 2-камерних карбюраторів Carter. Також французька версія штатно оснащувалася передніми дисковими гальмами, в той час як американці могли дозволити собі таку розкіш тільки за додаткову плату.

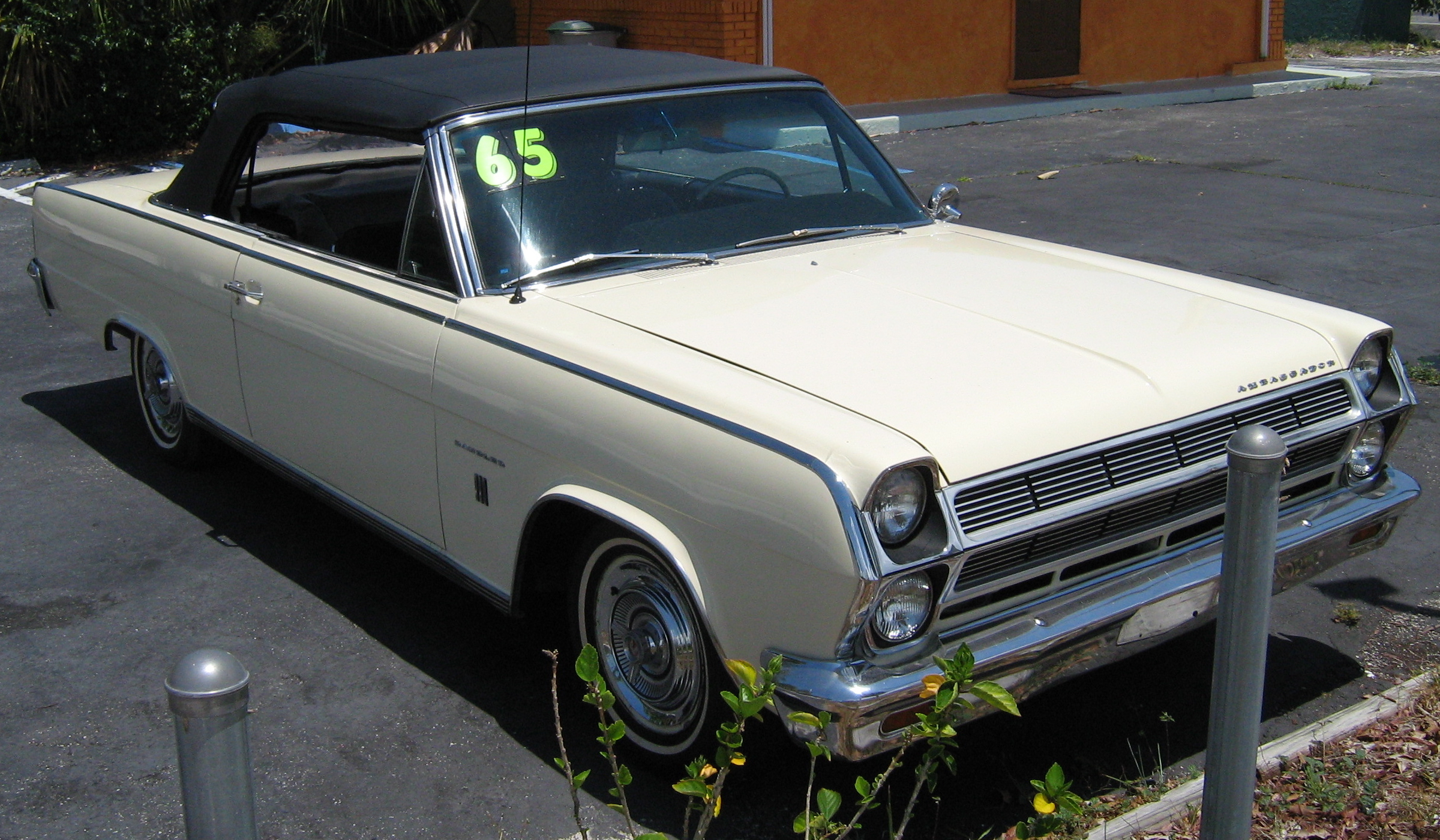
Rambler Ambassador 990 Convertible

Модель Ambassador знову з ініціативи Абернеті збільшився в розмірах, як і колись, він став більшим середньої лінійки марки. База автомобіля виросла на 10 см, в основному в районі від арки переднього колеса до дверей, а загальна довжина вилізла за 5 м, хоча роком раніше довжина топової моделі становила всього 4.8 м. Для нової машини Тіг спроєктував нове "обличчя", яке дистанціювалося від серії Classic, новий флагман залишився "4-оким", але розташування спарених фар стало вертикальним. Новий Ambassador вперше з 1948 року отримує відкриту версію в добавок до седана, універсала і 2-дверного седана-хардтопа. Ambassador також обзаводиться вперше за довгі роки 6-циліндровим агрегатом, як базовий мотор був 3.8 л мотор, який не користувався таким попитом, як V8, об'ємом 4.7 та 5.4 літра. Як і молодша модель, "Посол" міг за замовленням бути оснащеним передніми дисковими гальмами, які приводилися в дію від двокамерного головного гальмівного циліндра з підсилювачем від фірми Bendix. На той момент тільки Cadillac міг запропонувати двокамерний головний гальмівний циліндр, решта фірм сильно відставали в цьому плані від АМС.
В кінці року на автошоу з'являється ціла партія прототипів: Vixen, АМХ, АМХ II і Cavalier, останній, на відміну від перших трьох, які були зроблені в стилі купе, мав кузов типу седан, а його родзинкою стало те, що це був абсолютно симетричний автомобіль, тобто капот і багажник можна було поміняти місцями, так само як і крила (ліве переднє з правим заднім), двері і бампери. Проте, на відміну від торішніх прототипів, жоден з чотирьох шоу-карів 1965 року так і не побачив білий світ як серійний автомобіль.

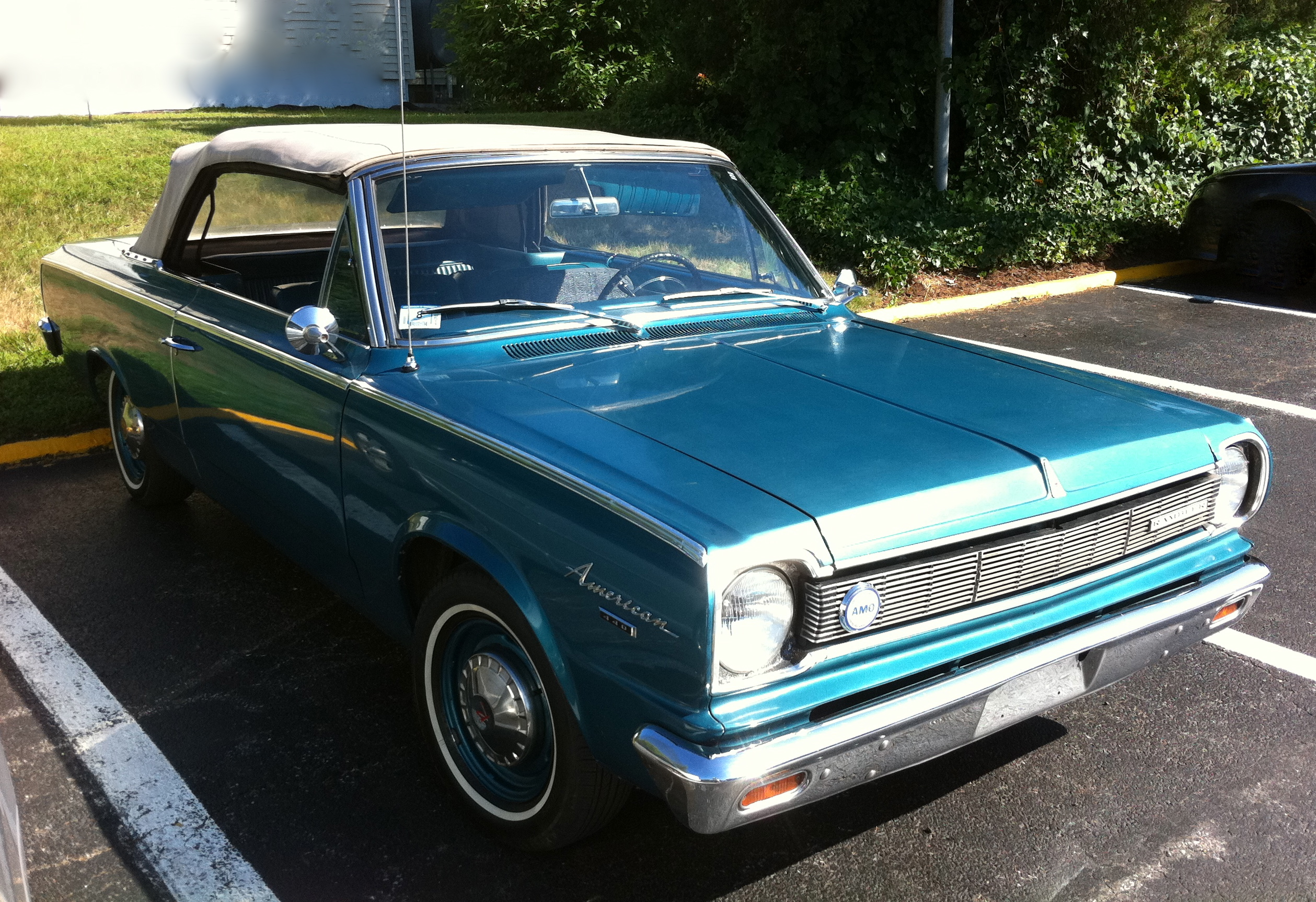
Rambler American 440 Convertible

У 1966 році модель American збільшується на 7.5 см в довжину, в основному в передній частині, щоб було зручніше розміщувати систему кондиціонування та новий двигун, який до цього не встановлювався на найдешевшу модель концерну, тобто V8. Новий V8, об'ємом 4.8 л, розвивав 200 к.с., або 215 к.с., який встановлювався на комплектацію Rogue, ця версія також отримує нарешті повноцінну 4-ступінчасту коробку передач, що оперувалася одним важелем, а не двома, як колись. Автомобіль з незграбним кузовом в стилі торішнього Classic позбавляється проміжної версії 330, клієнтам пропонувалася або найдешевша комплектація 220, або топові 440 і Rogue. Модель Classic пережила мінімальні зміни, вона також отримала 4-ступінчасту коробку передач і на додачу тахометр, версія універсал отримує 3-рядну версію з 8 посадочними місцями і багажником на даху. Як і у випадку з American з каталогів зникає середня комплектація 660, залишається тільки 550 і 770, а версія 770-H перейменовується в Rebel, ім'я, яке пропало 6 років тому з каталогів.

## Автомобілі AMC
У 1966 році Абернеті, який все марив з "Великої трійки" створити "Велику четвірку", вирішує відокремити лінійку Ambassador і Marlin від марки Rambler, яка на його думку асоціювалася тільки з дешевими і економічними автомобілями, тому дані машини продавалися під маркою AMC, цього разу нічого не стали вигадувати, й ім'я марці дав концерн, що випускав їх. АМС Marlin від торішнього технічно відрізнявся більш потужним шестициліндровим мотором, який тепер розвивав 155 к.с., мотор V8 залишився без змін, обидва мотори як базовим оснащенням обзавелися 4-ступінчастою коробкою передач, також машини 1966 року відрізнялися від торішніх наявністю стабілізатора поперечної стійкості, щоб поліпшити керованість, і тепер стандартно машини оснащувалися барабанними гальмами всіх коліс, за дискові гальма клієнтам доводилося доплачувати. Друга модель марки АМС - Ambassador отримала інше оформлення решітки радіатора, більш незграбну форму даху, як і у моделей фірми Rambler з кузовами типу хардтоп, біля її аналогічної версії з'являється ім'я власне - DPL (скорочення від Diplomat). Продажі моделі Marlin в 1966 році просіли в 2.5 рази в порівнянні з торішнім результатом, а ось продажі Ambassador через зміну марки навпаки зросли до позначки в 71000 примірників, у той час як ще двома роками раніше не вдавалося реалізувати і 20000 автомобілів флагманської моделі.

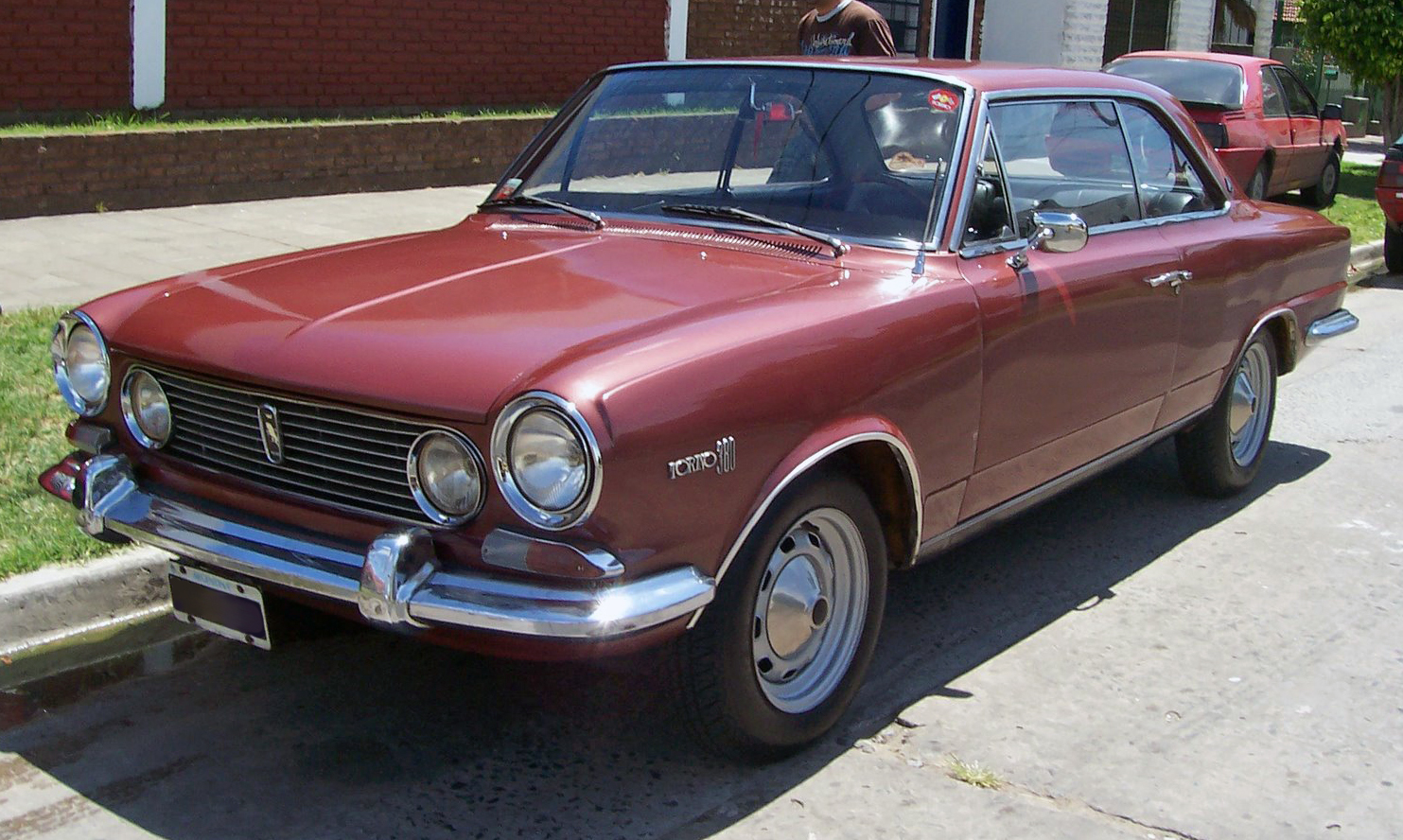
IKA Torino 380 Coupe

У 1966 році в Аргентині фірмою Industrias Kaiser Argentina починається збірка автомобіля IKA Torino, ця машина не була копією якогось Rambler, але була побудована на агрегатах Rambler American і Classic (передня і задня частина були від American, а середня частина кузова - від Classic) з дизайном, переробленим фірмою Pininfarina, під капотом у неї був власний 3.8 л мотор від Jeep.
Не дивлячись на зростання продажів автомобілів, справи у фірми йшли не гладко, який рік фірма закінчувала фінансовий звіт в глибокому мінусі, фірма була на межі зникнення, тому на початку січня 1967 року пана Абернеті вигнали, а замість нього на пост генерального директора обирається син Роя Дікмана Чапін, засновника компанії Hudson, якого звуть Рой Дікман Чапін-молодший, а на пост президента компанії ставлять Вільяма Люнебурга. Обом панам доводиться творити чудеса, щоб компанія не канула в літа, тому що у компанії не було коштів для розвитку.
Першим ділом Чапін в перший же тиждень перебування при владі урізує ціни на саму доступну модель концерну - American. Гонка за престижністю різко підняла ціни на автомобілі і їх накопичилося досить багато на складах дилерів, ціна була оголошена в районі 1840 доларів, що було всього на 200 доларів менше, ніж німці просили у США за власний примітивний VW Beetle, а відрив від найближчого конкурента Plymouth Valiant склав близько 300 доларів, тим самим фірма повернулася в той сегмент, де вона домінувала довгі роки і який приносив постійний дохід. І вже через місяць продажі цієї машини почали зростати, і це при тому, що сама машина практично не змінилася, за винятком деяких елементів декору та нових задніх ліхтарів. Єдиним технічним нововведенням стала можливість замовити для варіантів 440 і Rogue 5.6 л мотор, потужністю 280 к.с.. На всі автомобілі давалася 2-річна або 40000 км гарантія, але на двигуни і коробки давалася 5-річна або 80000 км гарантія, безпрецедентний випадок в той час.

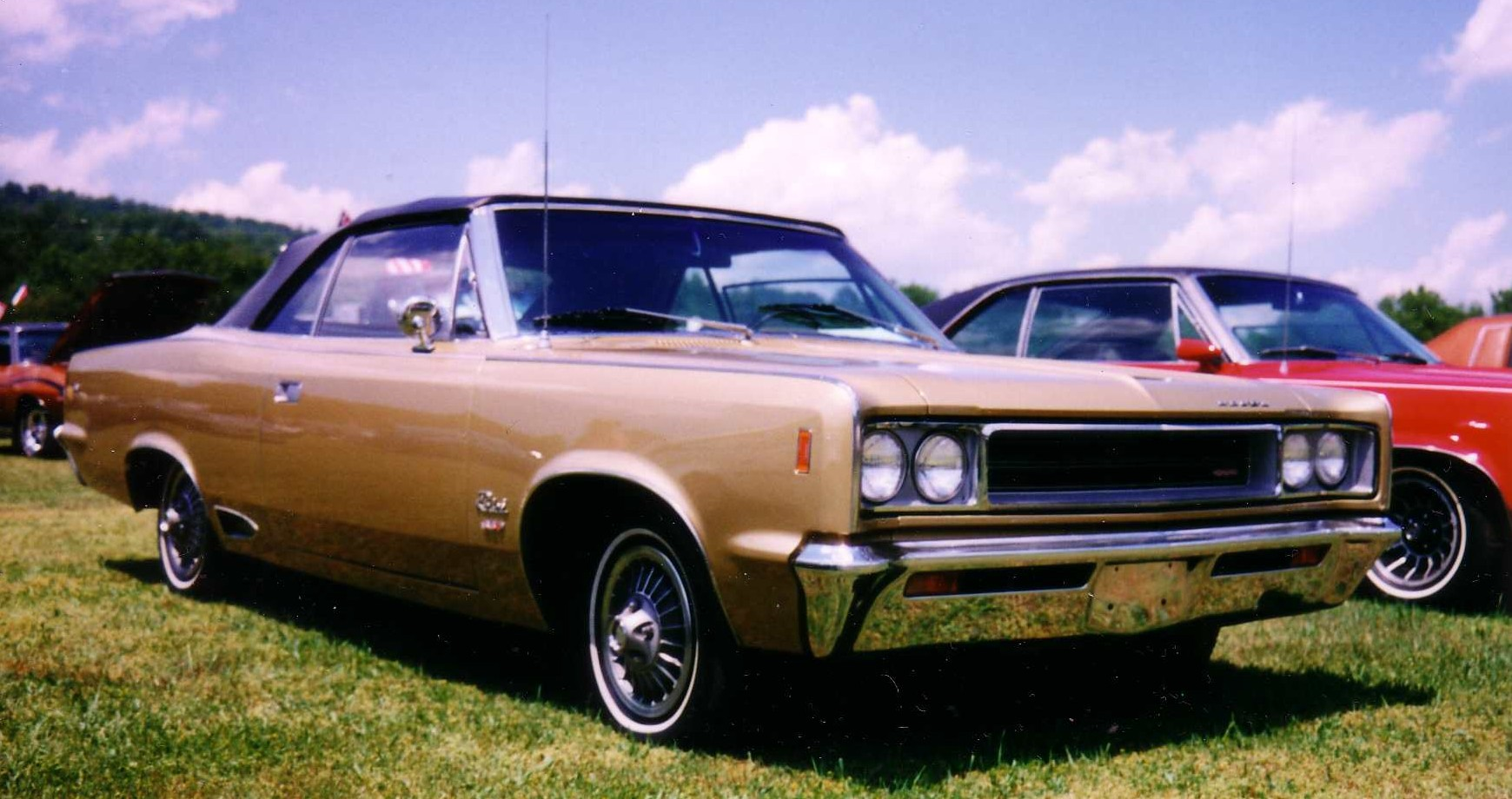
Rambler Rebel SST Convertible

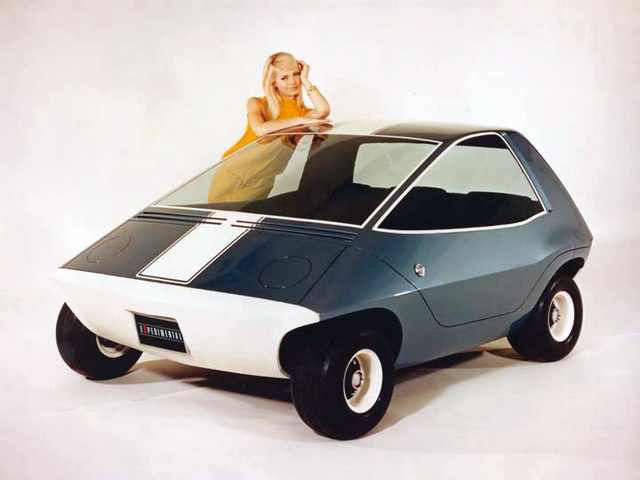
AMC Amitron

Не дивлячись на відсутність коштів, лінійка Classic була модернізована і перейменована в Rebel, нова модель отримала шасі, збільшені в базі на 5 см, топовим агрегатом для нього, так само як і для American, став новий 5.6 л V8, потужністю 280 к.с., мотор цей пропонувався для 770 серії, а також для SST, яка існувала тільки у версіях з відкритим кузовом або хардтоп. Саме Rambler Rebel SST з кузовом кабріолет став в тому році 4000000 автомобілем марки Rambler. Оновлена машина отримала і нову підвіску, яка була покликана поліпшити керованість, оскільки у всіх журналах наголошували на занадто м'якій і валкій підвісці автомобілів марки Rambler, яка дісталася їм ще з часів, коли вони називалися Nash. Серед цікавих модифікацій, які були доступні для цієї моделі, був варіант Mariner, пропонований для універсалів, так боковина кузова була рифленою і нагадувала борт катера або човна. Чапін був фанатом гонок і автомобільних спортивних змагань, тому він вирішує прорекламувати нову модель за допомогою драгстерів, за допомогою Grand Industries був побудований драгстер з кузовом, виконаним за мотивами моделі Rambler, під яким ховався розточений до 7.2 л двигун, здатний видавати 1200 к.с., цей драгстер робив чверть милі в районі 8 секунд, на ті часи гідний результат.

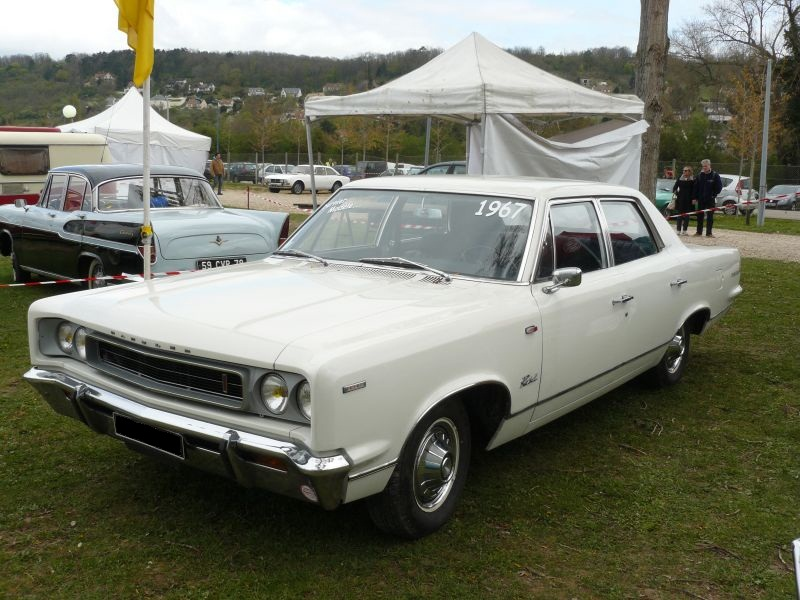
Renault Rambler 22CV - найбільший післявоєнний Renault

У Бельгії тривала збірка Renault Rambler, який став клоном нового Rebel, тепер європейська версія отримала і версію з кузовом хардтоп-седан, а під капотом, що збільшився в габаритах, Renault Rambler 22CV тепер розміщувався 155-сильний 3.8 л двигун. 1967 рік став фінальним для цієї моделі французької компанії, і флагманом у неї став хетчбек моделі 16. У Європі збірка автомобілів марки Rambler припинилася, зате починається їх виробництво в Азії, іранська компанія Sherkate Sahami Jeep купує ліцензію на American, які продавалися в Ірані як Aria і Shahin, обидві вони комплектувалися 3.2 л двигуном, потужністю 128 к.с., але перша версія мала 3-ступінчастий автомат, другий же задовольнявся механічною коробкою передач, проте обидві версії мали кондиціонер як базове оснащення, що впливало на кількість проданих авто в цій задушливій і жаркій країні.

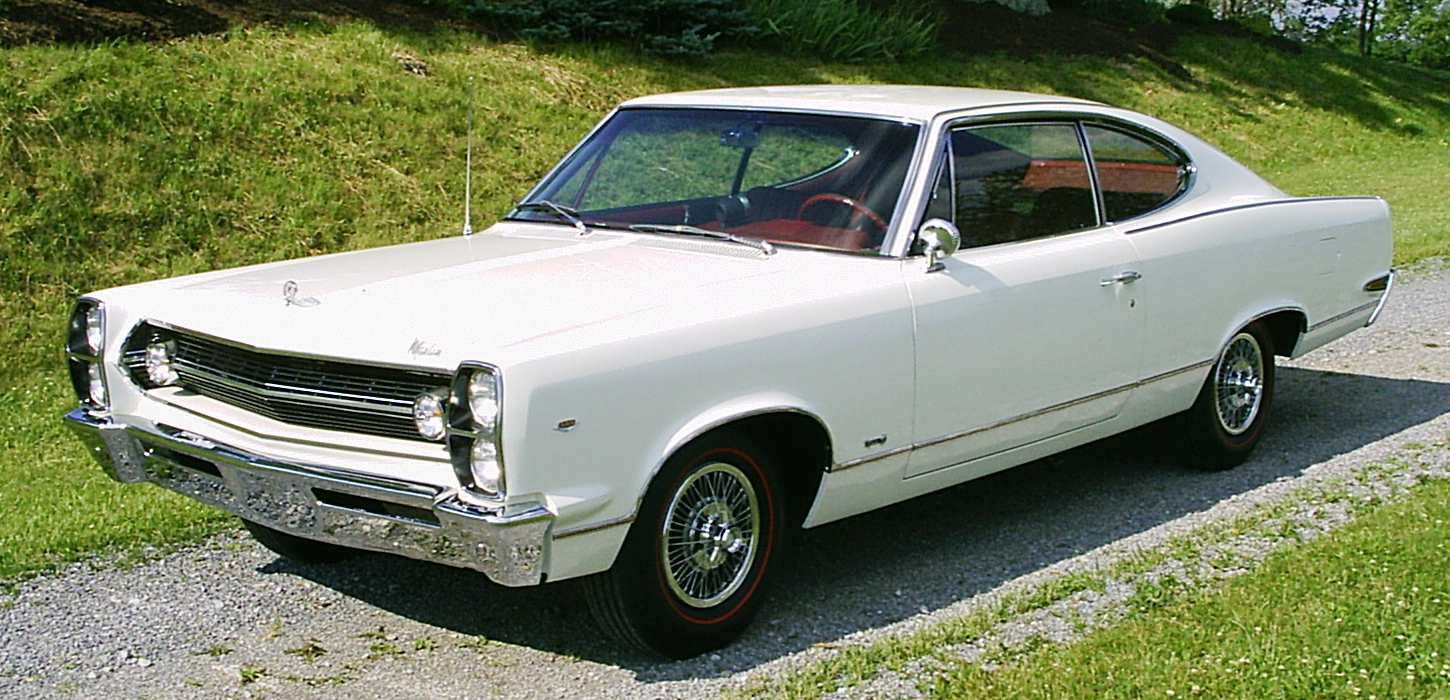
AMC Marlin

У АМС модель Marlin піддалася оновленню, оскільки її і Ambassador продавали під іншим брендом, то фастбек-хардтоп було вирішено побудувати на базі флагмана. У підсумку Marlin 1967 року на цілих 15 см додав у базі, переднє і заднє оперення також було запозичене у старшого брата, машина другого покоління також виросла в довжину, ширину і висоту. Під капотом у неї могли бути: 6-циліндровий 3.8 л 155-сильний мотор, 4.8 л V8 200 к.с., і 5.6 л двигун, потужністю або 235 к.с., або 280 к.с.. Автомобіль мав багату обробку, в салоні була шкіра, дерево, електропідйомники стекол і круїз-контроль. Не дивлячись на престижність і потужність, автомобіль залишався досить економічним, маючи величезний і потужний мотор заявлена витрата в місті залишалася на рівні 15 л на сотню. Проте ні хороша динаміка, ні відносна доступність, ні економічність автомобіля (в 6-циліндровій версії авто споживало і зовсім тільки 13 л в місті) не сприяли хорошим продажам, так що, продавши до кінця року всього 2500 авто, Чапін вирішив відмовитися від її виробництва.

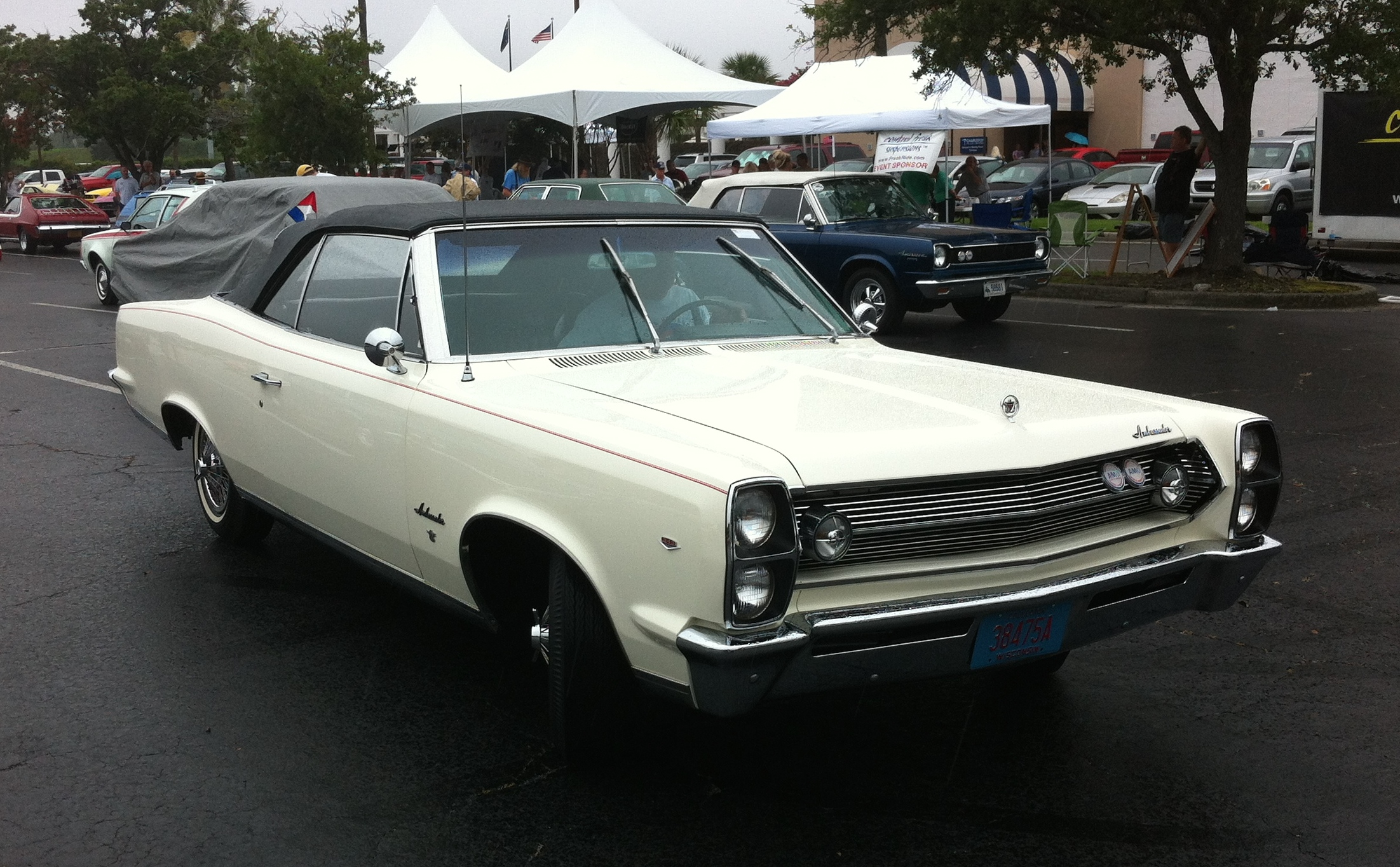
AMC Ambassador Diplomat Convertible

Модель Ambassador лише злегка оновилася, отримавши трохи більше шасі (плюс 5 см, такої ж довжини була база і у Marlin), технічно особливих нововведень не було, якщо не вважати нову схему задньої підвіски. Комплектацій по колишньому пропонувалося три: 880, яка продавалася у версії 4- і 2-дверний седан, 5-дверний універсал; 990 - 4-дверний седан, 5-дверний універсал, який відрізнявся від дешевшого побратима декором під "Woodie", тобто боковини його були обклеєні спеціальною плівкою фірми 3М і 2-дверний седан-хардтод. Топовою комплектацією по-колишньому був "Diplomat", який пропонувався тільки у варіанті хардтоп або кабріолет.

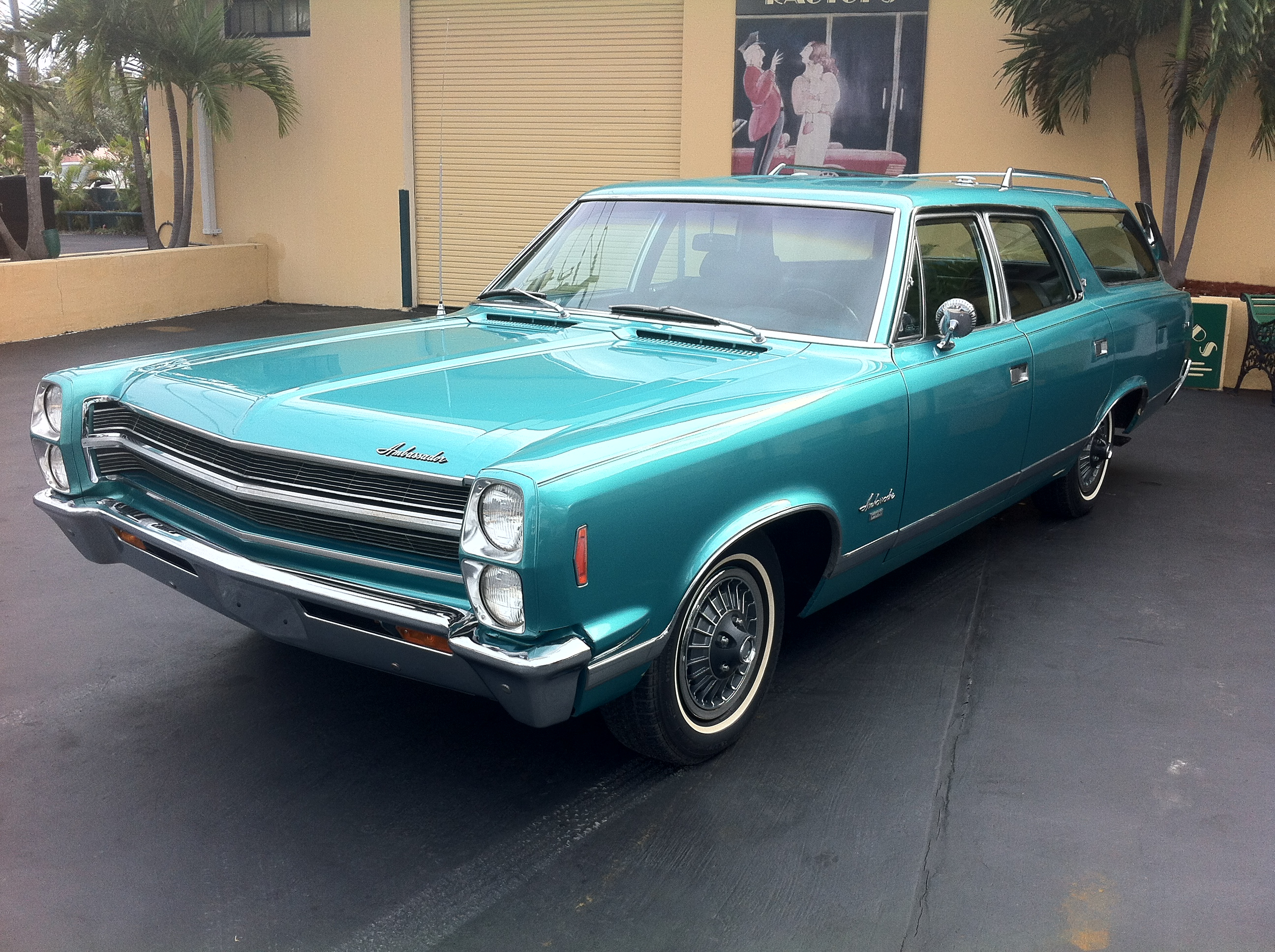
АMC Ambassador DPL Cross Country

Всі ці автомобілі пішли у виробництво за планом Роя Абернеті, проте його план виявився провальним, модель Ambassador влізла в нішу, де правили бал Ford Galaxie і Plymouth Fury, тому продажі цієї моделі йшли погано, Чапіну коштувало зусиль укласти договір на продаж 3 745 автомобілів Поштовій службі США, так що загальні продажі за модельний рік, який скінчився для цієї моделі в червні 1967 року, вдалося підняти до позначки в 62 000 автомобілів. Ще одним недоліком Ambassador, крім його ціни, була якість збірки: під час екстреного гальмування з баку витікав бензин, компанія виправила цей дефект, але осад залишився. Тому вже в кінці літа на зміну приходить новий модельний ряд топової моделі, який продавався як машина 1968 року. Зовні машина практично не змінилася, помінялися ручки дверей та декор, салон став більш багато обробленим, з'явився штатно встановлений декор під дерево, а вже в базовому оснащенні Ambassador отримав систему кондиціонування "All Weather Eye". На той момент тільки Rolls-Royce міг дозволити собі ставити штатно кондиціонер, топові Lincoln і Cadillac пропонували своїм покупцям цю фішку тільки за доплату, в той же час, якщо покупець Ambassador '68 не бажав мати кондиціонер, то йому компенсували його вартість. Початкова комплектація починалася з версії 990, Dimplomat став середнім оснащенням, а топова версія отримала назву SST. "Новий" Ambassador позбувся версії купе, він же 2-дверний седан, і кабріолет, оскільки вони не користувалися особливим попитом. Двигуни залишилися колишні, проте вже навесні 1968 року машина як опцією для версії SST обзаводиться 6.4 л V8, потужністю 315 к.с., у підсумку всі вжиті заходи допомагають підняти обсяг продажів, але всього на 13%. Стає ясно, що шлях, обраний колишнім босом, виявився тупиковим.
Не дивлячись на відсутність зайвих фінансів, компанія АМС, так само як команди "Великої трійки", вирішує зайнятися розробками в сфері електромобілів, причому прототипи, побудовані до грудня 1967 року за сприяння компанії Gulton Industries, виявилися на голову вище конкуруючих фірм. Amitron оснастили двома нікель-кадмієвими і двома літій-іонними батареями, що дозволило знизити вагу прототипу до 500 кг. Amitron був першим американським електромобілем, який використовував рекуперативну енергію, що дозволяло цьому авто на електротязі долати без підзарядки 240 км при максимальній швидкості в 80 км на годину, на розгін до якої йшло в районі 20 секунд. За роботу двигунів-генераторів відповідали мікропроцесори, сидіння в автомобілі були надувними (що зменшувало вагу авто). Машину можна було запустити в серійне виробництво через п'ять років, а Чапін навіть знайшов інвесторів під цю справу, але тут в США припиняється спонсорування і зацікавленість в екологічно чистих транспортних засобах, так що про здійснення проєкту довелося забути. Пізніше систему рекуперації для своїх гібридів скопіює фірма Toyota, яка заробляла гроші на продажі ліцензії іншим фірмам.
У 1968 році сімейство марки Rambler складалося всього з однієї моделі - American. Він отримав нову решітку радіатора, нову задню стійку даху, бічні відбивачі, які стали обов'язковими для всіх автомобілів США, з цього року відкрита версія "кабріолет" більше не пропонувалася покупцям, оскільки не користувалася вона особливим попитом. Технічно машини не зазнали змін, за винятком іншої системи вихлопу, оскільки з 1 січня 1968 року посилилися норми викиду шкідливих газів. При цьому ціна на автомобілі залишилася на колишньому рівні, що позитивно зіграло на попит, який продовжував зростати.

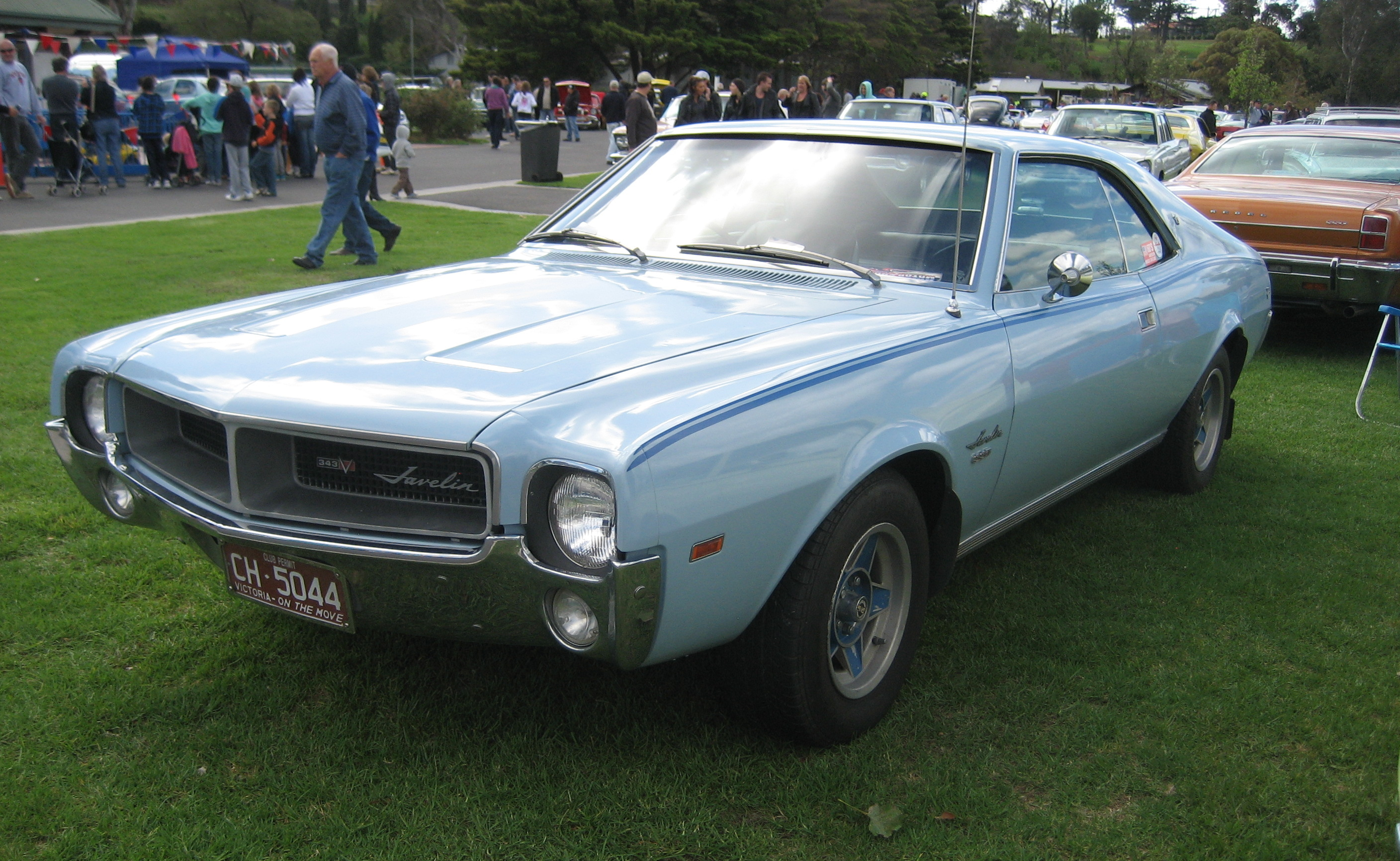
AMC Javelin Go

Rebel тепер просувався на ринку під маркою AMC, машина практично нічим не відрізнялася від торішньої, за винятком появи нового 6.4 л двигуна, потужністю 315 к.с., та нової системи управління двигуном, яка зменшувала викиди СО. Ще у вересні 1967 року як заміна моделі Marlin, яка не користувалася попитом, виводиться нова машина, яка отримала назву Javelin. Ця машина вела своє походження від прототипів АМХ і АМХ II, не дивлячись на те, що це були проєкти Абернеті, Чапін вирішив не ставити хрест на них, тому, будучи шанувальником спорткарів, він побачив потенціал у цьому конкуренті Ford Mustang, який задавав тон в класі поні-карів. І Абернеті, і Чапін були праві, тільки в перший рік виробництва було продано понад 55 000 автомобілів цієї моделі. Кузов пропонувався тільки один - хардтоп-купе без середньої стійки, автомобіль пропонувався спочатку в двох комплектаціях: базова безіменна і топова, більш багато оснащена, SST. Для першого стандартним був 3.8 л 6-циліндровий мотор, потужністю 145 к.с., для другого - 4.8 л V8 225 к.с., але для обох варіантів можна було замовити і 5.6 л V8, потужністю 235 к.с.. Крім цього пропонувалася версія "Rally", яка мала той же 5.6 л мотор, але потужністю 280 к.с., ця версія мала більш жорстку підвіску, дискові гальма спереду, підсилювач гальм, хромовані накладки на подвійній системі вихлопу і хромовані диски на 14" Magnum 500, одягнені в покришки Goodyear Red Line E70 Cross Ply SP41. Javelin Rally ставав досить спритним автомобілем, оснащений автоматичною коробкою передач він розганявся до 100 за 8 секунд, а максимальна швидкість впиралася в позначку в 193 км на годину. Але всі ці цифри померкли, коли в середині 1968 року цей опційний пакет змінюється комплектацією "Go", який придбав 6.4 л мотор, потужністю 315 к.с., тепер розгін до ста займав близько 7 секунд.
Успіх моделі пояснюється кількома факторами, по-перше, машина мала більше місця в салоні, ніж Mustang або Barracuda, по-друге, ціна машини невеликою (за базову версію з 3.8 л), по-третє, автомобіль управлявся як ніякий інший американський автомобіль. Вперше фірма стала брати участь у спортивних змаганнях, в яких стали завойовувати призові місця, в серії Trans-Am команда-дебютант завоювала призові позиції в п'яти змаганнях, а за підсумками року гонщик команди Ревсон закінчив сезон на 2 місці. Javelin випускався і в Європі, німецьке підприємство Wilhelm Karmann GmbH підписало угоду про право на виробництво і продаж цієї машини в Європі. Німецький варіант називався АМС Javelin K-79 і комплектувався тільки 5.6 л 280-сильним мотором. На тому ж заводі випускався конкурент - Porsche 911 з кузовом купе, хоча конкурентом 911 тоді було важко назвати, найпотужніша версія, яка сходила з конвеєра в Рейні розвивала всього 110 к.с., так що на прямій Porsche 911 був повільнішим, чого не скажеш про нього на тісних звивистих дорогах.
Другою новинкою 1968 року стає модель AMX, автомобіль однойменний прототипам АМХ, але якщо всі інші проєкти були справою рук Тіга, то ця машина спочатку була спроєктована підопічним дизайнера - Чарльзом Мешігеном. Спочатку ця машина позиціонувалася як двомісний спортивний автомобіль, тільки стояло питання яким шляхом йти: побудувати новий авто на базі Javelin або спроєктувати для нового авто склопластиковий кузов. У підсумку вибір припав на перший варіант, простіше було використовувати панелі кузова від Javelin, застосовуючи несучий кузов, аніж будувати пластикові кузови на рамі, до того ж другий варіант був більш трудомісткий і заздалегідь прирікав на дрібносерійне виробництво, що не підходило компанії. Під час підготовки до виробництва АМХ був протестований на спортивних трасах і на озері Бонневіль. У січні 1968 року підготовлений для AMX 6.4 л двигун був розточений до 6.5 л, на машину, яка ще не з'явилася у продажу, були встановлені нові більш жорсткі пружини, диски з магнієвих сплавів і більш широкі покришки, кузов отримав аеродинамічний пакет, все це вкупі дозволило розігнати машину на засохлому озері до 308 км на годину, але це була офіційно зафіксована швидкість, а під час одного із заїздів, який не був зафіксований, спостерігачами Брідлоу вдалося розвинути 322 км на годину.

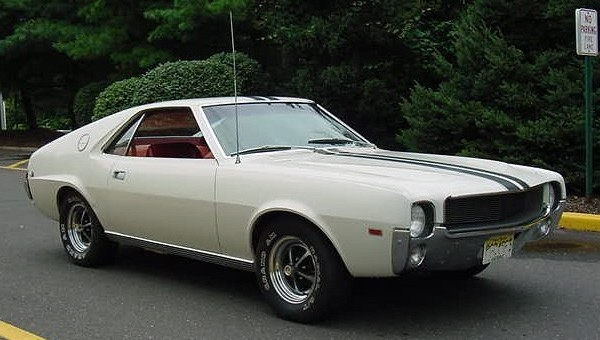
AMC AMX Go

Прем'єра машини пройшла 15 лютого 1968 року, причому місцем прем'єри була обрана гоночна траса в Дайтоні, а рекламна компанія в пресі поширювалася за допомогою Х'ю Хеффнера, тобто через журнали Playboy. Новинка, конкурентом у якого в США був тільки Corvette, пропонувалася з 4.8 л 225-сильним, з 5.6 л 290-сильним або з 6.4 л 315-сильним агрегатом, всі вони працювали на пару з 4-ступінчастою КПП Borg Warner, хоча за замовленням можна було встановити і автоматичну 3-ступінчасту КПП тієї ж фірми. Як і Javelin, модель AMX мала пакет "Go", який відрізнявся від серійної комплектації наявністю дискових гальм спереду, диференціала з блокуванням, дисків Magnum 500 і покришок, аналогічних Javelin. АМХ коштував всього 3300 доларів, що майже на 1 000 доларів було менше, ніж за Corvette, при цьому найпотужніший варіант розганявся до 200 км на годину, а сотню укладав за 6.6 секунди. Машина розійшлася за перший рік тиражем понад 6700 екземплярів, при цьому в салони приходили молоді люди, які зазвичай обходили дилершипи компанії стороною.

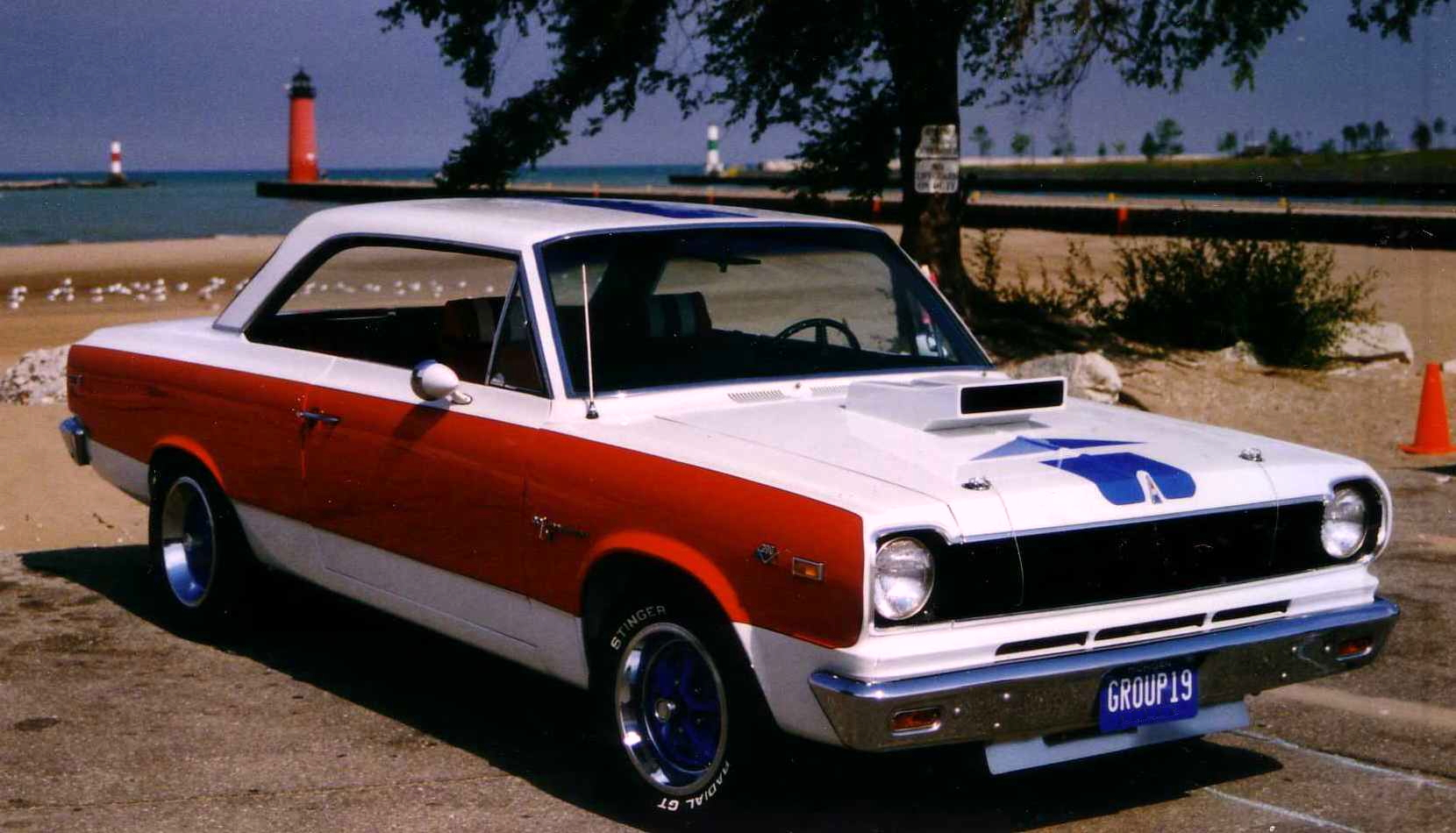
AMC SC/Rambler Hurst в розфарбовуванні Yankee Doodle

У 1968 році American Motors Corporation продає підрозділ Kelvinator, тим самим стаючи чисто автомобільною корпорацією. 30 червня 1969 року з конвеєра заводу в Кеноші сходить останній автомобіль марки Rambler, вироблений в США, за межами США бренд Rambler використовувався локальними виробниками аж до 1983 року. Ця дата стала останньою і для моделі American, перед "смертю" машина пройшла незначне оновлення, з'явилися передні паркувальні вогні, які горіли разом з ближнім світлом, а в салоні передні сидіння здобули регульовані підголівники. Крім того, бажаючи зберегти у клієнтів в пам'яті дану модель, спільно з фірмою Hurst Performance на базі Rambler American Rogue з березня будується обмеженим числом спортивна машина AMC SC/Rambler-Hurst. "Скремблер", як називали його сучасники, по опціях був абсолютно "голим", оскільки головна родзинка у нього знаходилася під капотом, куди всунули 6.4 л 315-сильний агрегат. Коробка передач була чотириступінчастою з короткими передавальними числами і лаштунками, переробленими фірмою Hurst, коробка передач через кардан з'єднувалася з заднім диференціалом з самоблокуванням, який був посилений деталями, купленими і фірми Dana. Також SC відрізнявся від прародителя наявністю дискових гальм спереду, American навіть на замовлення не міг похвалитися такою системою, ще додали грубезний стабілізатор спереду і більш жорсткі амортизатори. Зовні кузов допрацьовувався не сильно, передні і задні крила отримали ширші арки коліс, забарвлення могло бути триколірним в стилі емблеми марки: сама машина біла, з боків червона широка смуга і синя вузька смуга від капота до багажника, диски забарвлювалися в синій колір, ця опція називалася "Yankee Doodle". У заводських специфікаціях як час розгону була вказана цифра 14, проте завод вирішив вказати розгін не до ста км на годину, а до 161 км на годину (тобто до 100 миль), а до сотні в кілометрах у машини йшло 6.3 секунди, що дозволяло на рівних змагатися з куди більш потужними машинами, такими як: AMC AMX, Pontiac GTO, Ford Mustang Cobra Jet, Plymouth Road Runner, а 425-сильний Charger навіть програвав SC частки секунди на розгоні. Спочатку планувалося випустити партію, об'ємом в 500 примірників, однак попит виявився прямо таки приголомшуючим, так що планку довелося підняти втричі. Можливо продали б і більше, якщо б не припинилося виробництво American, який був донором. Гарний попит був обумовлений не тільки тим, що власник такого авто рвав на ганчірки конкурентів, але і досить низькою ціною, машина майже на 1500 доларів була дешевшою того ж Corvette, тобто на третину ціни, Charger і зовсім коштував на 2200 доларів дорожче.

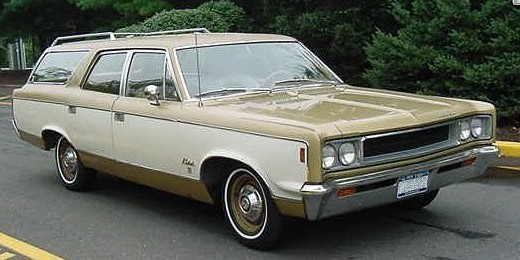
AMC Rebel SST Cross Country

Модель Rebel в 1969 році позбавляється версій 550 і 770, тепер була або базова модель, або комплектація SST, причому обидві версії оснащувалися одними і тими ж кузовами: 2-дверний купе-хардтоп, 4-дверний седан і 5-дверний універсал, кабріолет залишився в минулому. Колія моделі збільшилася для більш стабільного управління, як опцію стало можливим замовити 6.4 л 315-сильний агрегат. Дизайн машини особливих змін не зазнав, тільки задні ліхтарі та решітка радіатора були замінені на нові. У штатах Нью-Йорк і Нью-Джерсі місцевими дилерами також пропонувалася версія Raider, яка відрізнялася колірною гамою, доступною для версій Big Bad, пропонованої для Javelin і AMX.
Javelin обзаводиться пакетом, що підвищував потужність 6.4 л двигуна, - Group 19, будь-який дилер міг самостійно встановити його, в комплект входили нові розподілвали, підшипники рокерів, вхідні колектори і подвійна система запалювання, офіційно завод вказував потужність в районі 340 к.с.. Салон отримав нову обробку дверей і передніх стійок даху, панель приладів отримала тахометр з редлайном в 8000 об/хв і спідометр, розкреслений до 140 миль на годину. З'явилася комплектація "Mod", що отримала спойлер над заднім склом і скуп на капоті, який ніс більше декоративну функцію. "Go" отримав трансмісію від Hurst, аналогічну SC/Rambler, тобто з укороченими передавальними числами, також з'явився пакет Big Bad, який мав три варіанти розмальовки: помаранчевий, синій і зелений, причому бампери теж забарвлювалися в колір кузова.

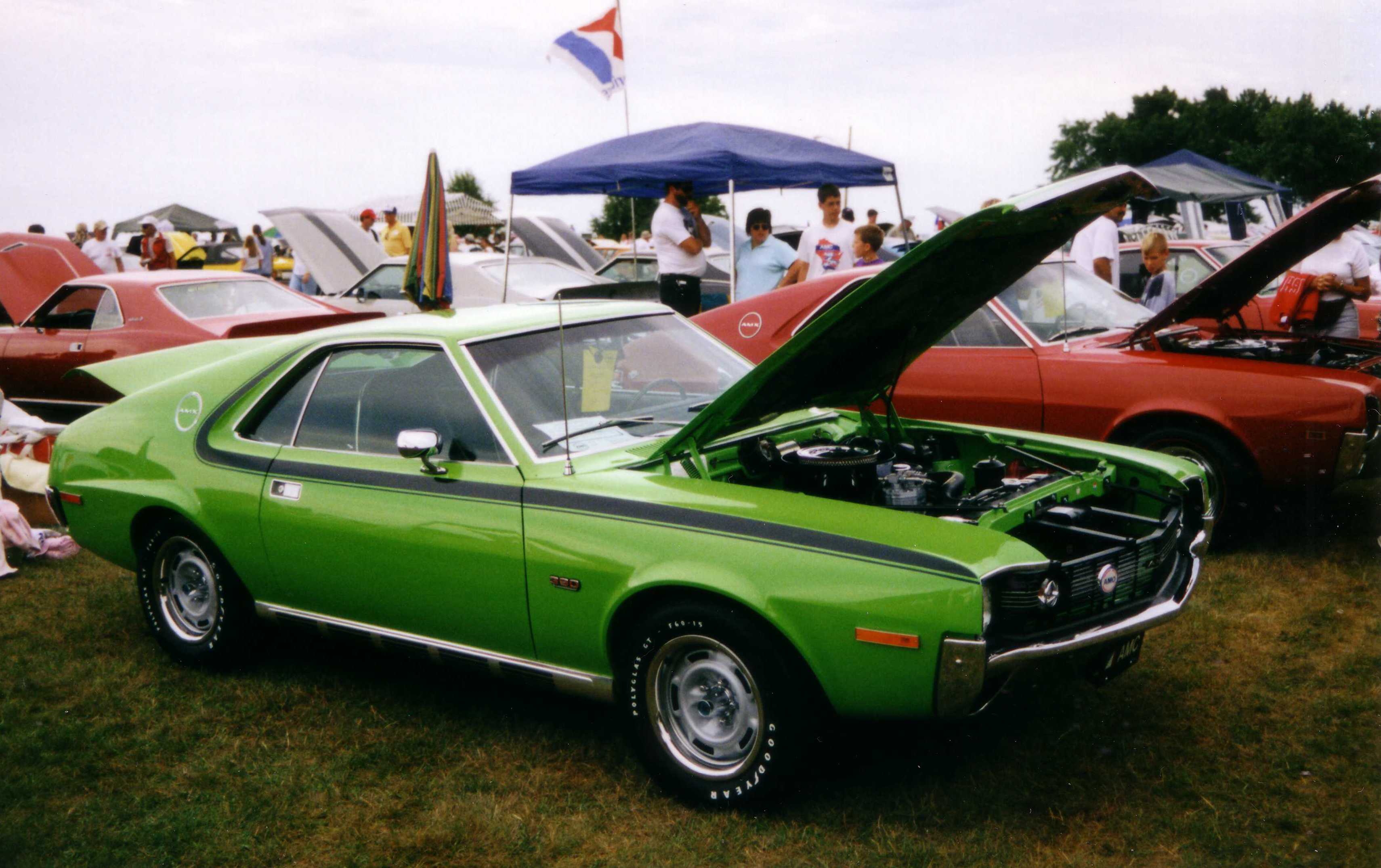
AMC AMX в забарвленні Big Bad Green і пакеті California 500

AMX отримав той же пакет Group 19, в салоні також оновили карти дверей і стійок даху, крім цього тепер на цю машину можна було замовити шкіряний салон із сидіннями з підголівниками. Як і Javelin, цю машину можна було замовити у версії Big Bad, крім цього "конструктивно найкращий американський автомобіль 1969 року" можна було замовити в спеціальних версіях, наприклад, California 500, яка отримала здвоєну вихлопну систему, що виходила з боків кузова, і горби на капоті.
Також з'явилася версія SS/AMX від Hurst Performance. Готові автомобілі з Кеноші відправлялися в Мічиган, де спеціалісти Херста ставили нові впускні колектори Edelbrock, два двокамерних карбюратора Holleys, підвищували компресію і переробляли вихлопну систему автомобіля, все це давало офіційний приріст до 340 к.с., однак на ділі потужність дорівнювала 420 к.с., що дозволяло розганятися до 200 км на годину в районі 10 секунд. Але при цьому у машини губилася заводська гарантія, тому було продано всього 52 драгстера. Цей варіант легко впізнати по червоній передній частині, білій середній і блакитній задній, тобто пофарбована вона була у фірмові кольори емблеми АМС.

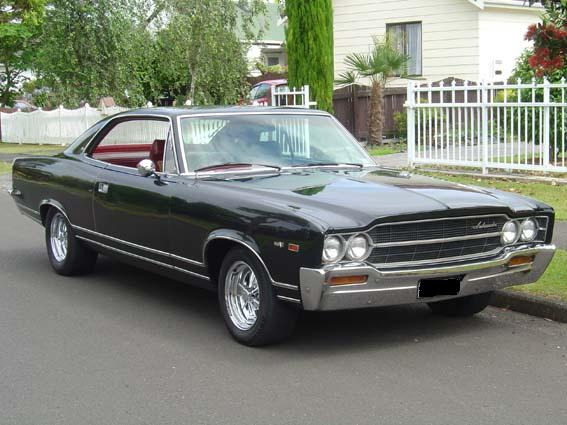
AMC Ambassador Hardtop Diplomat

Флагман компанії Ambassador збільшується в габаритах, шасі збільшується на 10 см, доходячи до 3.1 м в базі, збільшилася і колія коліс, тим самим стаючи найбільш масивним автомобілем компанії за час її існування. Оскільки для машини було вирішено створити новий, відмітний від попередніх років, дизайн, то Тіг, скуштувавши ностальгії, створює для "Посла" новий передок в стилі автомобілів марки Packard (Тіг встиг попрацювати в цій фірмі якийсь час). Але, не дивлячись на новий привабливий дизайн, що не перегукувався з дизайном інших американських автомобілів вищого класу, технічно машина залишилася без змін, володіючи всією гамою моторів і трансмісій, що й роком раніше.

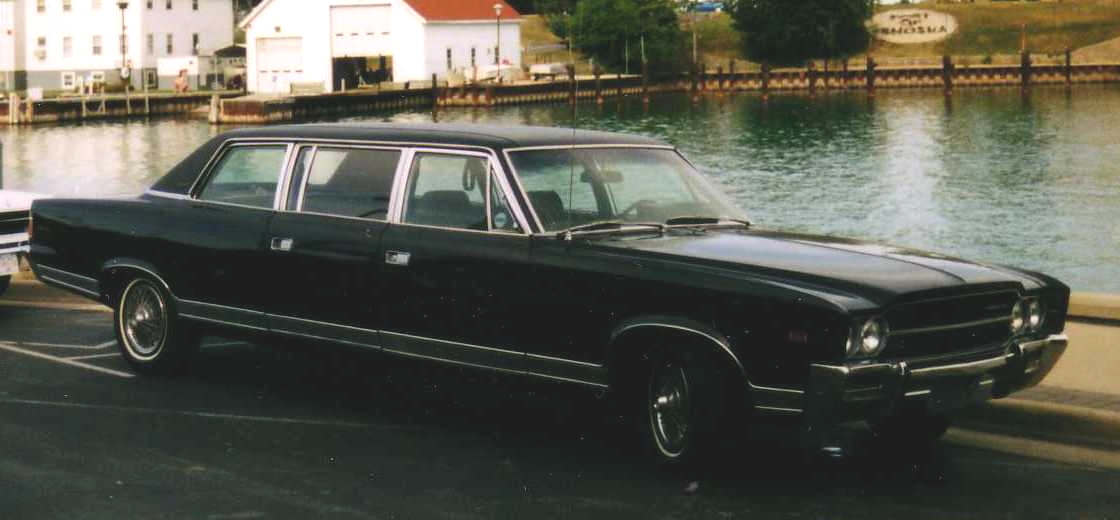
Armbruster-Stageway Royale Stretch Limousine

З цього ж року вперше автомобілі моделі Ambassador стали будуватися у версії лімузин, бізнесмен з Чикаго Роберт Естес, який володів компанією Trans World Leasing Inc., вирішує заробляти гроші на здачі в оренду надійних лімузинів, побудованих на базі AMC Ambassador. Як виконавець замовлення була обрана велика компанія з Форт-Сміт, штат Арканзас - Armbruster-Stageway Company, чия історія починається з 1887 року. Дана компанія випускала по 350 стретчів на рік, так що цілком могла впоратися з несучим кузовом флагмана АМС. Royale Stretch Limousine розтягували до 7.3 м, база коліс видовжувалася на 1 м, оскільки кузов був несучим, то його посилювали спеціальними лонжеронами, прорізи дверей були виготовлені заново, причому самі задні двері були розташовані нетипово для стретчу. Зазвичай задні двері розташовували біля задньої арки коліс, що полегшувало доступ на VIP-ложі, в даному ж випадку задні двері були встановлені відразу за передніми, що ускладнювало процес посадки. Естес, якому проєкт обійшовся в 100 000 доларів, що майже в 30 разів було більше ціни на базовий 6.4 л Ambassador, сподівався, що лімузин приверне увагу босів АМС і ті будуть використовувати його як представницького стретча, але Чапін не зацікавився його дітищем. Всього за різними оцінками було побудовано 12 стетчів, більш точних даних немає, тому що архів Armbruster-Stageway не зберігся. Один з лімузинів був придбаний як робоча конячка губернатором штату Вісконсин Воррен Ноулзом, а після його відставки через два роки - і його наступником Патріком Лусі.
У 1970 році Рой Чапін нарешті здійснює свою давню мрію, він купує фірму Kaiser-Jeep Corporation, яка належала компанії Kaiser Industries з Толедо і яка припинила випускати легкові автомобілі ще в 1963 році, але все ще випускала позашляховики під ім'ям Kaiser-Jeep. Чапін намагався заволодіти брендом із самої своєї появи в АМС, але старий Ромні був у поганих стосунках зі своїм конкурентом - Генрі Джоном Кайзером, а в Абернеті були свої цілі, але глава компанії Кайзер вмирає в 1967 році і тепер його спадкоємці вирішують позбутися автомобільного бізнесу. Всього за 75 млн доларів Чапін стає власником позашляхової марки, яка донині існує.

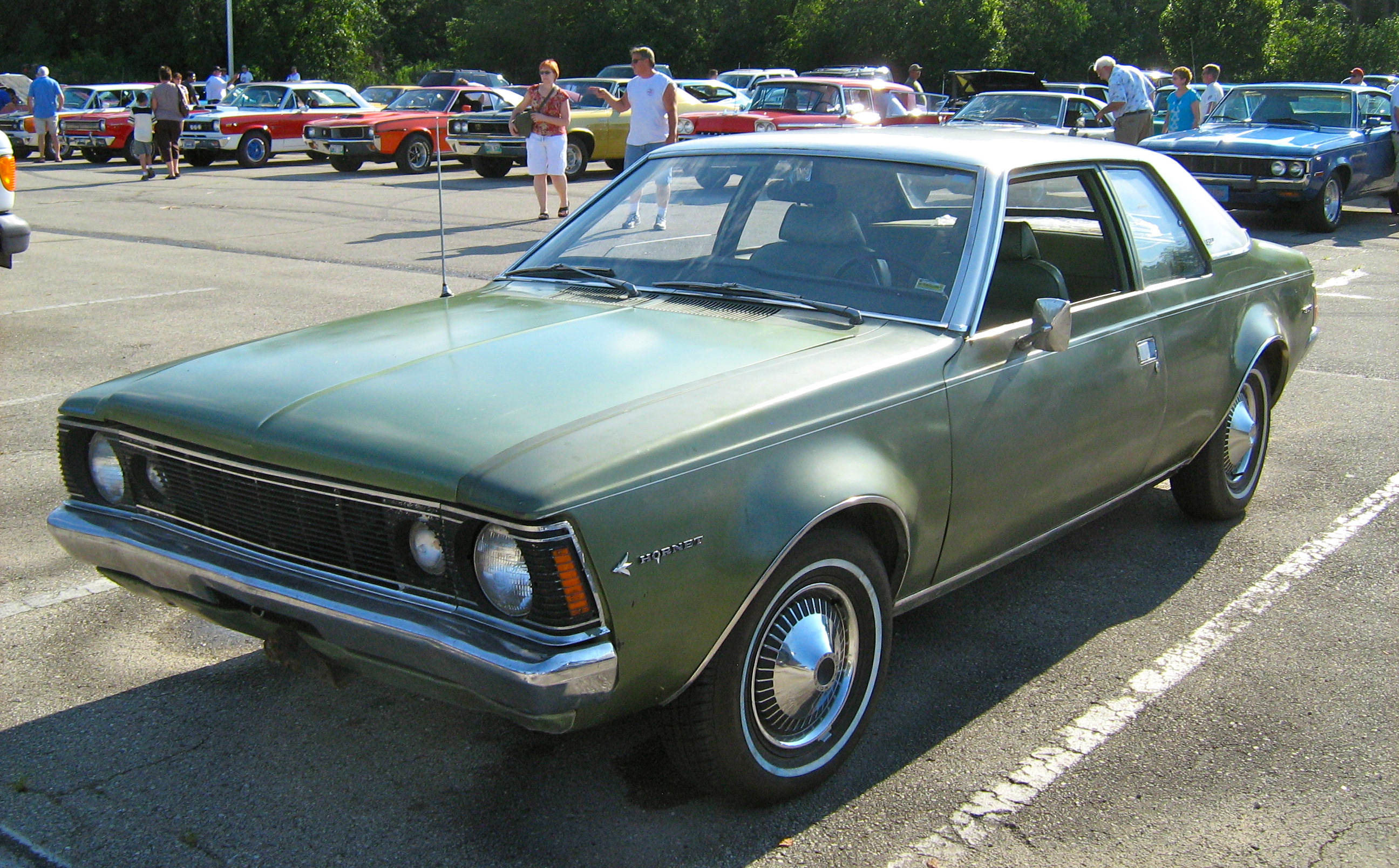
AMC Hornet SST Sedan з опційним покритим вінілом дахом

У США марка Rambler була відправлена у відставку 30 червня 1969 року. У вересні того ж року з'являється спадкоємець моделі American, Рой Чапін вирішує закріпитися в тому сегменті, який побачив для марки покійний Мейсон, тобто доступні якісні автомобілі для всієї родини. Нова модель, яка отримала ім'я Hornet, яке в 50-ті мали автомобілі марки Hudson, біля витоків якої стояв батько Роя Чапіна, тим самим віддавши належне славній, але вже забутій марці.
На розробку нової моделі, яку курирував особисто Рой Чапін, пішло 40 млн доларів, не дивлячись на абсолютно новий дизайн автомобіля, спроєктований Чаком Мешігеном (і прообразом якого став прототип Cavalier), зовсім піти від попередника не вдалося. База коліс стала довшою на 5 см і досягала тепер 2.73 м, технічна начинка також була від Rambler American. Hornet оснащувався трьома моторами: 6-циліндровими моторами об'ємом 3 л, 3.2 л і V8, об'ємом 5.0 л (оснащена таким мотором машина з АКПП розганялась до 96 км на годину за 10 секунд). Також можна було замовити широкий вибір опцій, якщо базова версія мала тільки прогумовану обробку підлоги і вінілові сидіння, то топова версія оснащувалася кондиціонером, автоматом, дисковими гальмами спереду, вініловим дахом, підсилювачем керма, велюровою обробкою підлоги. У перший рік виробництва новинка пропонувалася тільки з кузовами седан як в 2-дверному, так і в 4-дверному варіанті, не дивлячись на скупість пропонованих кузовів ця модель розійшлася за рік тиражем понад 101 000 автомобілів, не в останню чергу завдяки рекламі, яку влаштував Лу Гаратц сам того не знаючи. Гаратц відправився з крайньої точки Аргентини в саму крайню точку Аляски, тим самим пройшовши через всю Південну, Центральну і Північну Америки по західному узбережжю, на все у нього пішло 30 днів, причому за 22 з половиною тисяч кілометрів у нього не приключилося поломок. На зворотному шляху він вирішив проїхати по східному узбережжю континентів, на що пішло вже 143 дня і майже 62000 км, за цей час всього двічі машина заїжджала на ремонт в бокси сервісів.

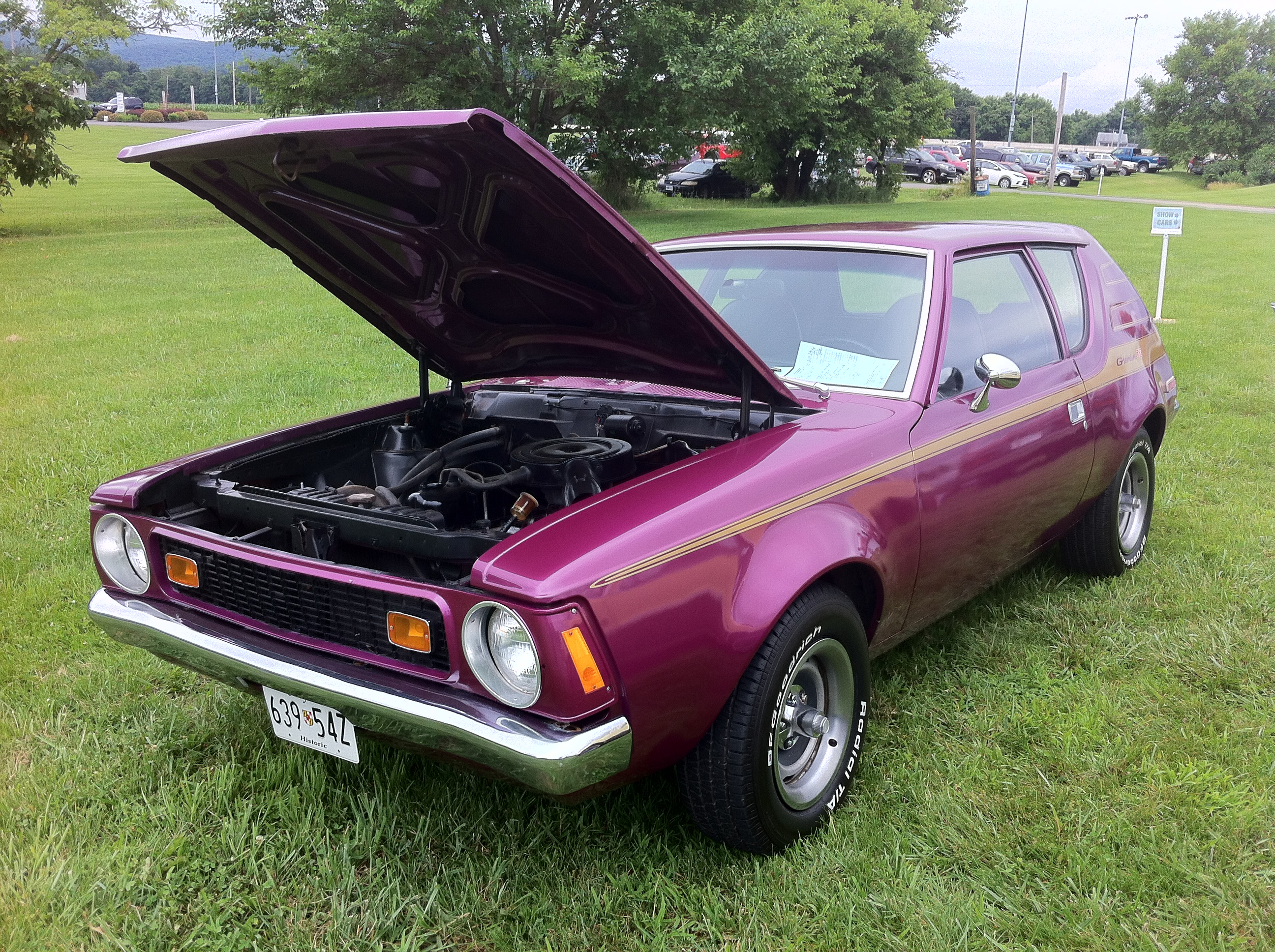
AMC Gremlin X

Першого квітня 1970 року з'являється нова модель, нішу якої до цього в концерні займала модель Metropolitan. Новинка отримала ім'я Gremlin. "Капосник" був побудований на шасі Hornet, тільки в урізаній версії. Ідея створення цієї машини йде в 1966 рік, коли молодий 23-річний дизайнер фірми з президентським прізвищем Ніксон показав своєму шефу Тігу скетч, намальований на гігієнічному пакеті Northwest Orient. Аналогічно Адольф Алойзович накидав скетч майбутнього "Жука" товаришеві Фердинанду Порше на серветці під час їхнього спільного обіду. Тіг не викинув начерки майбутнього начальника КБ фірми, а скористався ідеєю в 1968 році, коли побудував один з шоу-карів - АМХ-GT, побудований на укороченому шасі моделі АМХ. Рівно через два роки після появи прототипу серійна машина отримує на 30 см вкорочене в базі шасі моделі Hornet, дизайн кузова практично повторював дизайн концептуальної моделі, тільки капот став коротшим. Gremlin стає першим американським автомобілем з кузовом типу каммбак (різновид хетчбека), і в головну чергу повинен був протистояти експансії компактних японських автомобілів на американський ринок, не забуваючи і VW Beetle. Gremlin, який поки що пропонувався в 2-місному варіанті, став не єдиним "Капітаном Америкою", що боровся із японськими авто, але принаймні у нього була фора довжиною в 5 місяців над автомобілями Ford Pinto і Chevrolet Vega, які поспішили йому на допомогу. Маленького "Гремліна" важко назвати малолітражкою, оскільки найменшим у гамі стає 3.2 л двигун, потужністю 128 к.с., опційно пропонувалася версія взагалі не зі скромним для такого класу мотором - 3.8 л і потужністю 145 к.с.. Останній варіант міг оснащуватися і кондиціонером, опцією, яка поки що не снилася конкурентам з країни висхідного сонця або тому ж "народному автомобілю". Незабаром за доплату стала пропонуватися і 4-місна версія Gremlin - "X", яка коштувала на порядок дорожче стандартної (яка коштувала всього на 40 доларів дорожче "Жука"), з появою цієї версії продажі даної моделі йдуть в гору, і тільки за перший рік свого існування фірма реалізує 25300 автомобілів з ім'ям Gremlin. 4-місна версія мала мініатюрний багажний відсік, і щоб виділити додаткове місце під багаж, фірма однією з перших скористалася докаткою замість повнорозмірного запасного колеса. Фірма Rambler свого часу стала першою, яка взагалі встановила запасні колеса на свої автомобілі на початку століття. З цією машиною, яка була найдешевшою американською машиною, фірма планувала заробляти не скільки на продажі самої машини, скільки опцій, будь-яка опція коштувала грошей: підсилювач керма, підсилювач гальм, багажна полиця, ковпаки коліс, ковролінова обробка підлоги, більш широкі покришки, все це вимагало додаткових витрат для клієнта, в підсумку ціна машини могла майже вдвічі вирости в порівнянні з 1879 доларами за базову версію.

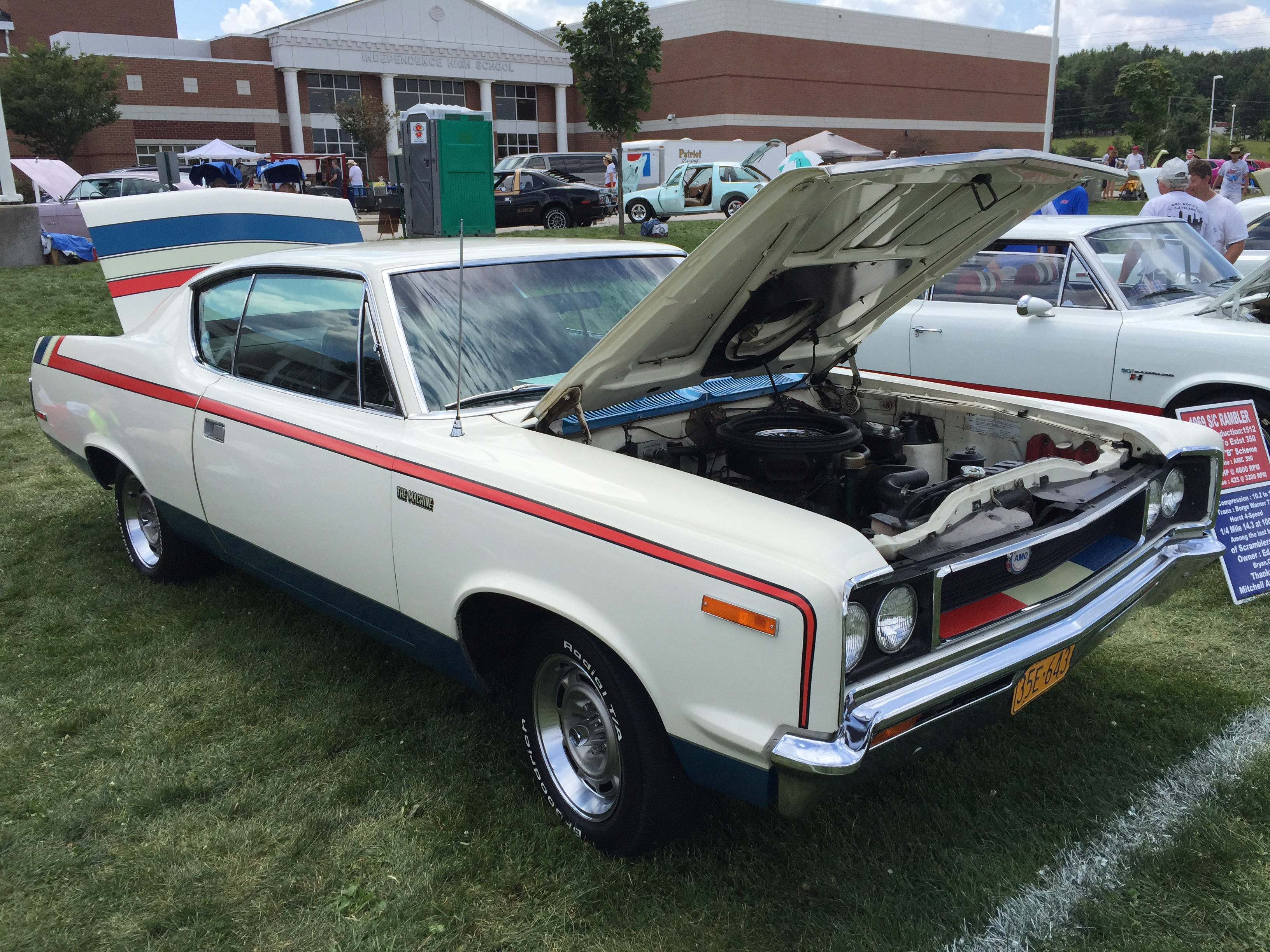
AMC Rebel Machine із замовним забарвленням

Слідом за Hornet по ранжиру йшла модель Rebel, яка в черговий раз пережила омолодження, машина виросла в довжину на 5 см, а все завдяки зміненій задній частині і більш масивним заднім бамперам. Спереду оновили тільки ґрати радіатора, а також задні стійки даху, які у версії хардтоп тепер мали зворотний нахил з внутрішньої сторони. Модель 1970 року обзавелася і новими моторами, так базовим залишився 6-циліндровий 3.8 л мотор, потужністю 145 к.с., а у версії SST роль базового виконував новий 5.0 л V8, потужністю 210 к.с., за замовленням можна було замовити 5.9 л версію з 2 карбюраторами, потужністю 245 к.с., і знову за замовленням цей мотор можна було оснастити 4 карбюраторами, і тоді з мотора знімалося 290 к.с.. Крім іншого замовити на SST можна було і 6.4 л мотор, який видавав 325 к.с., а вінчала виробничу гаму версія "Machine" з мотором того ж 6.4 л об'єму, але потужністю 340 к.с.. "Машина", як і SC/Rebel, був побудований за участю компанії Hurst, проте в рекламі цей факт ніяк не відбивався, авто було оснащено 4-ступінчастою ручною коробкою передач, яка була доопрацьована фірмою Hurst, диференціалом, тахометром, який був розмічений до відмітки в 8000 об/хв. Був встановлений повітрозабірник, задня підвіска, яка злегка задирала задню частину, була використана від універсалу, а покришки автомобіля були набагато ширшими штатних. Спортивна версія, яка розійшлася тиражем трохи більше 2 200 примірників, розганялась до ста за 6.8 секунди, що було гірше, ніж у торішнього "маскл-кара" компанії, і відповідно гірше, ніж у Corvette або Plymouth Barracuda, оснащених моторами з напівсферичними камерами згоряння, що в свою чергу цікаво обігравалося в рекламі, яка свідчила: "На прямій машина поступиться "Корветту 427" або "Хемі", але обжене "Фольксвагена", важкий вантажний залізничний склад і навіть "Кадиллак" твого батька".
Модель Ambassador в 1970 році отримала нову решітку радіатора, а седан і хардтоп - ще й нову задню оптику, яка розкинулася від одного борта до іншого нерозривною лінією. Також у версій з окремим багажником змінилася задня стійка даху в стилі моделі Rebel, базовим для представницького седана залишався 3.8 л 155-сильний агрегат, а ось 8-ки, як і молодшої моделі, змінилися новими, тобто об'ємом 5.0 і 5.9 літрів. На вершині був 6.4 л агрегат, потужністю 325 к.с..

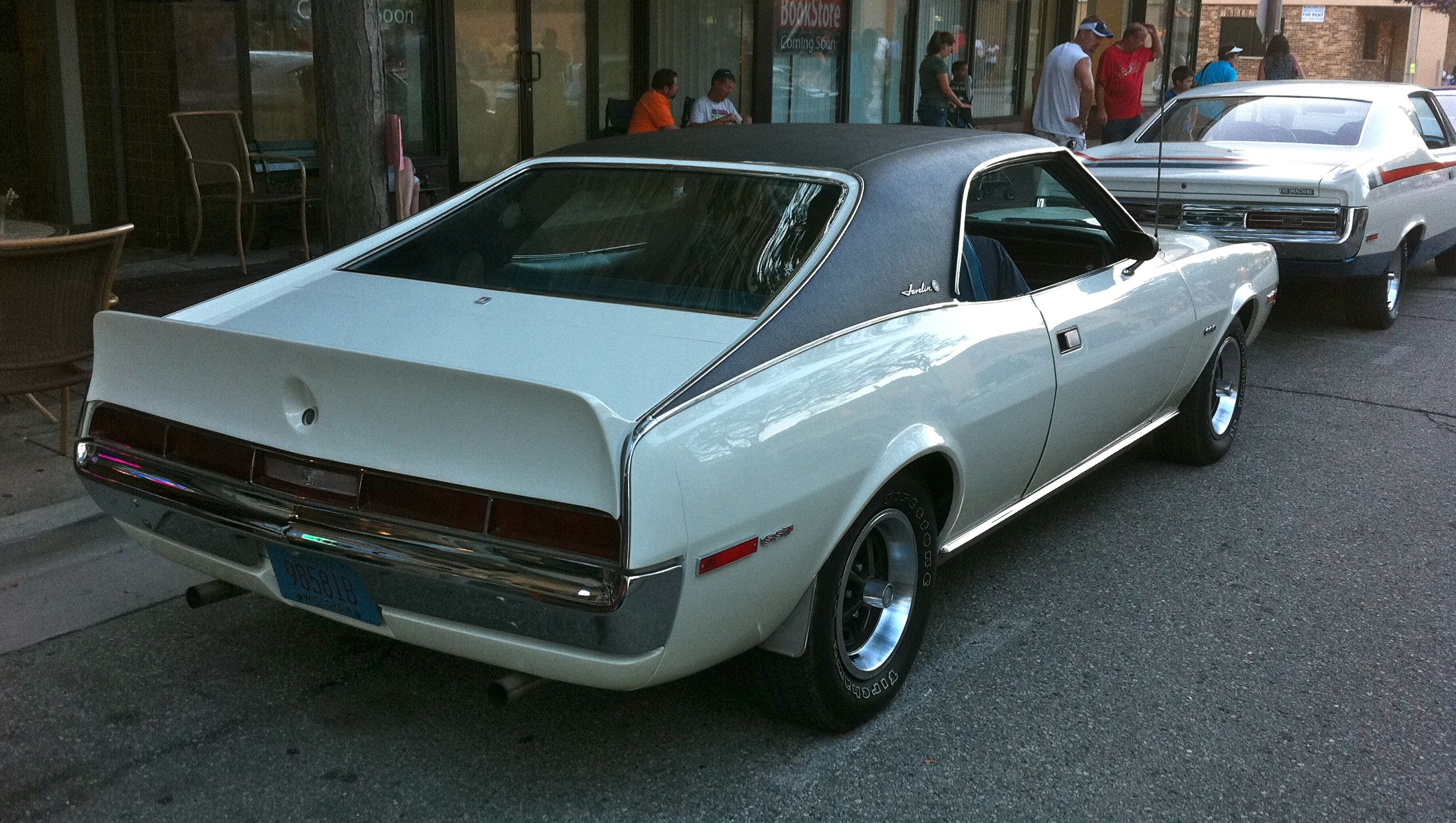
AMC Mark Donohue Javelin SST

Javelin цього сезону отримав повністю нову передню підвіску, нове оформлення передка, який до того ж став довшим, задні ліхтарі за подобою моделі Ambassador витягнулися в горизонтальну лінію, лобове скло було замінено на нове скло фірми Corning з хімічним калінням, воно було тоншим, легшим і безпечнішим звичних ламінованих стекол. Вибір двигунів зводився до 5-літрового, потужністю 225 к.с., 5.9 л, потужністю 245 або 285 к.с. в залежності від кількості карбюраторів, і 6.4 л двигуна, який видавав 325 к.с.. З опційних пакетів збереглися Big Bad, який відрізнявся від моделі 1969 року тим, що бампери тепер не фарбували в замовний колір; також зберігся пакт опцій "Go", який обзавівся повітрозабірником на капоті, також ця версія, як і колись, могла похвалитися дисковими гальмами спереду, більш потужним стабілізатором, подвійною вихлопною системою і спортивними покришками Goodyear. Головною подією року для цієї моделі стало те, що гоночна команда Роджера Пенске - Penske Racing, перейшла на використання цієї моделі в своїй стайні. Для гоночної версії гонщиком Марком Донох'ю був сконструйований новий алюмінієвий спойлер у формі качиного хвоста, щоб допустити переробку для участі у серії Транс-Ам турбувалися випустити омологовану версію спортивної версії. І АМС пішло на це, була випущена спеціальна модель Mark Donohue Javelin SST, яка оснащувалася 5.9 л двигуном і зовнішнім пакетом опцій, запозиченим у комплектації "Go". Вінчав це все великий алюмінієвий спойлер, розташований на багажнику. Завдяки своїй участі в спортивних змагання та драг-рейсі компанія досить швидко розпродала 2501 автомобіль, який мав відмінне маркування з ім'ям гонщика на правій стороні кришки багажника. Сьогодні ця версія часто стає об'єктом підробок, оскільки ВІН-код не містить інформації про те, чи є дана машина версією Mark Donohue.

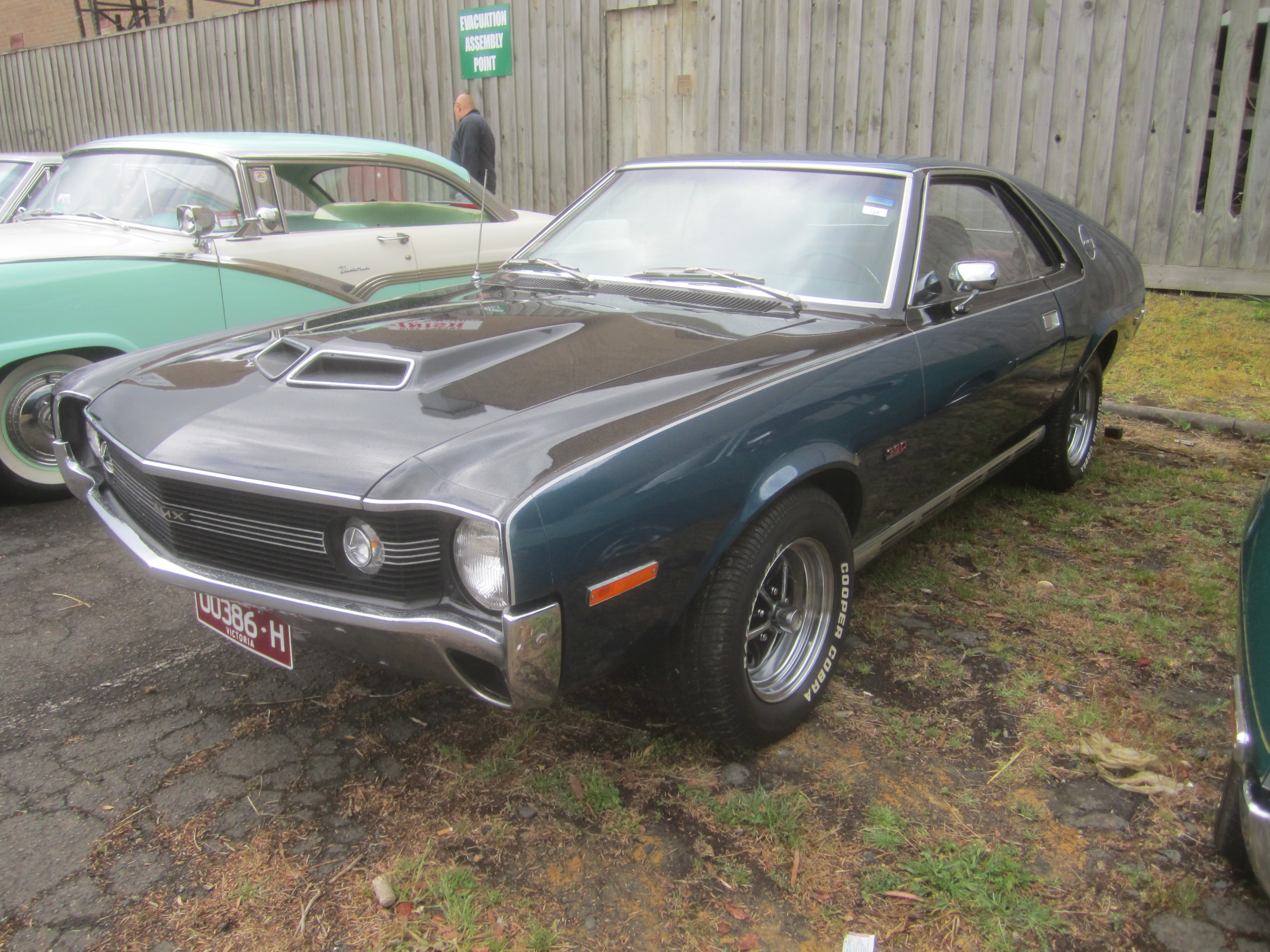
AMC AMX 360

AMX також оновили, машина стала довшою на 5 см завдяки більш довгому передку, на подовженому капоті з'явився повітрозабірник, як Javelin машина отримала нове лобове скло і нову передню підвіску, а також задню оптику. Базовим для машини 1970 модельного ряду став 5.9 л 290-сильний двигун, на який замість карбюраторів фірми Carter встановили карбюратори фірми Motorcraft, на замовлення можна було замовити і 325-сильний 6.4 л мотор, в салоні з'явилися нові сидіння з підголівниками, обробка під дерево і нове дерев'яне кермо. Однак, не дивлячись на те, що преса продовжувала захоплено відгукуватися про машину, називаючи її найкращою американською спортивною машиною, попит на неї продовжував падати, і якщо за 1969 рік було реалізовано майже 8 300 примірників, то цього року - рівно вдвічі менше.

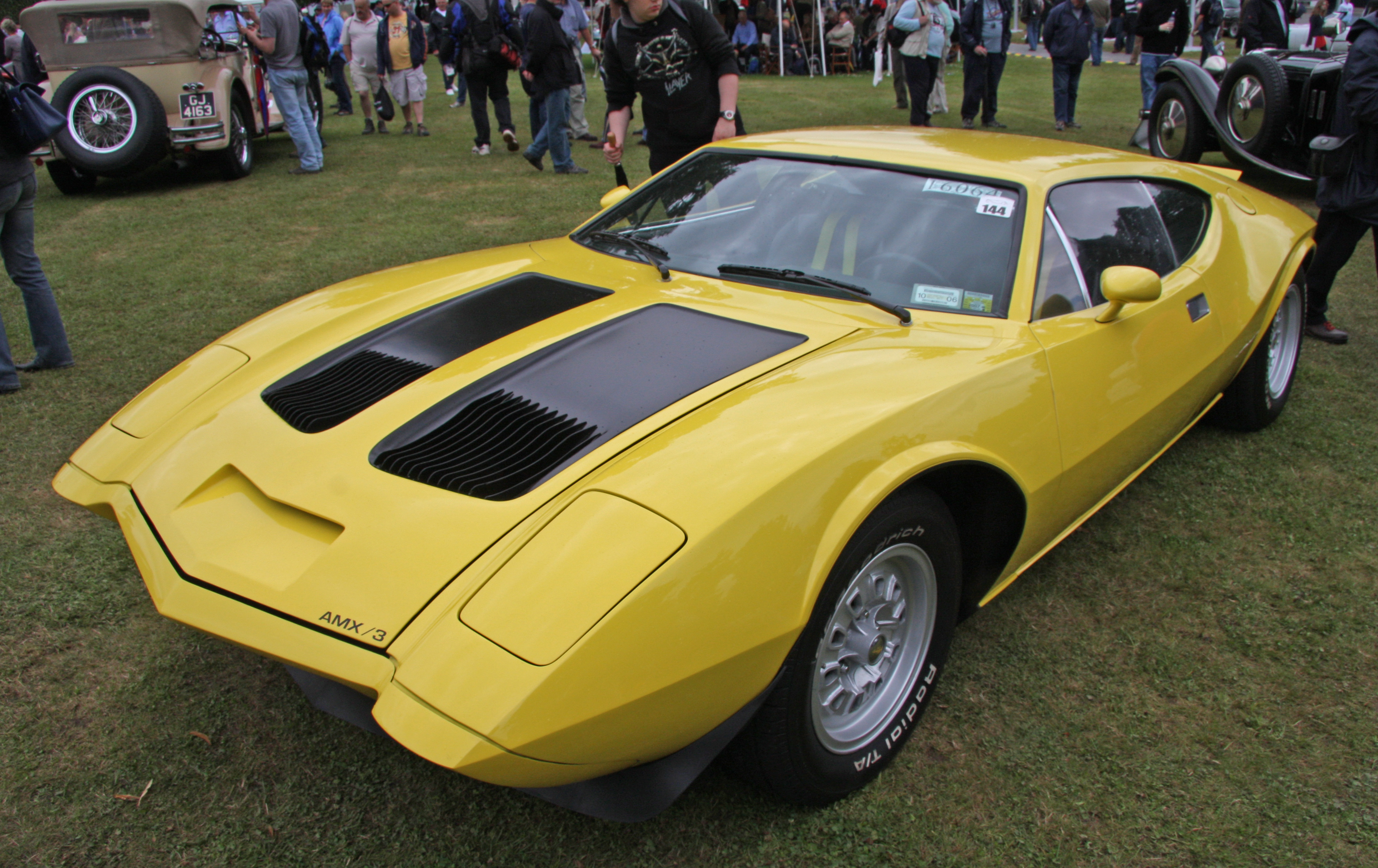
AMC AMX/3

Передчуваючи неминучу "загибель" моделі, Тіг разом з Ніксоном, Мешігеном, Кінітцем і Гераці проєктує спадкоємця цієї моделі, якого назвали АМХ-3. Це був автомобіль із середнім розташуванням двигуна, оскільки у фірми був відсутній досвід у спорудженні такого автомобіля, то, як і майже 15 років тому, було вирішено звернутися за підмогою до італійців. Допомогти американцям взявся Джотто Біззарріні, колишній інженер компанії Ferrari. Маестро побудував не тільки кузов, але і шасі автомобіля, які були спроєктовані не заново, а були сильною еволюцією шасі суперкара Bizzarrini P538. Біззарріні помістив посеред рами 6.4 л 340-сильний мотор фірми АМС, 4-ступінчасту трансмісію системи транс-аксл сконструювала італійська контора OTO-Malara, метою було досягти швидкісну позначку в 160 миль або 257 км на годину, для ефективного гальмування італієць встановив дискові гальма ATE-Teves на всі колеса, самі колісні диски з легких сплавів були зроблені на замовлення фірмою Campagnolo. Оскільки машина планувалася як конкурент De Tomaso Pantera, який будувався за сприянням компанії Ford, яка пожертвувала для нього 5.7 л V8 серії Cleveland, потужністю 310 к.с., то хотілося надати майбутньому суперкару АМС європейської керованості. Для цього американці просять узяти участь у проєкті фірму BMW, інженери якої відточували керування на німецьких автобанах і трасах, при тому, що сам Біззарріні тестував і доводив машину до розуму на трасі в Монці. До ста км на годину машина розганялась за 5.5 секунди. У Ліворно виготовили п'ять автомобілів для прем'єри, який повинен був дебютувати в один день з Gremlin, тобто 01.04.1970 (а через день почалися продажі De Tomaso Pantera). Однак проєкт був згорнутий, по-перше, за місяць до цього в США набув чинності закон, який зобов'язував встановлювати масивні бампери, що витримували удар до швидкості в 8 км на годину, що змусило б перекроїти дизайн автомобіля, однак другою і більш вагомою причиною закриття проєкту був той факт, що підрахунки показали, що ціна на машину була б у межах 12 000 доларів, що було аж на 1/5 дорожче основного конкурента De Tomaso. Не дочекавшись затвердження проєкту, компаньйон синьйора Біззарріні - Сальваторе Дьямонте будує шостий автомобіль, проте з Америки приходить вказівка знищити всі виготовлені автомобілі, на що Біззарріні не пішов, протягом року всі шість автомобілів, один з них із склопластиковим кузовом, були продані за середньою ціною в 6500 доларів, і на подив всі вони дожили до сьогодні.

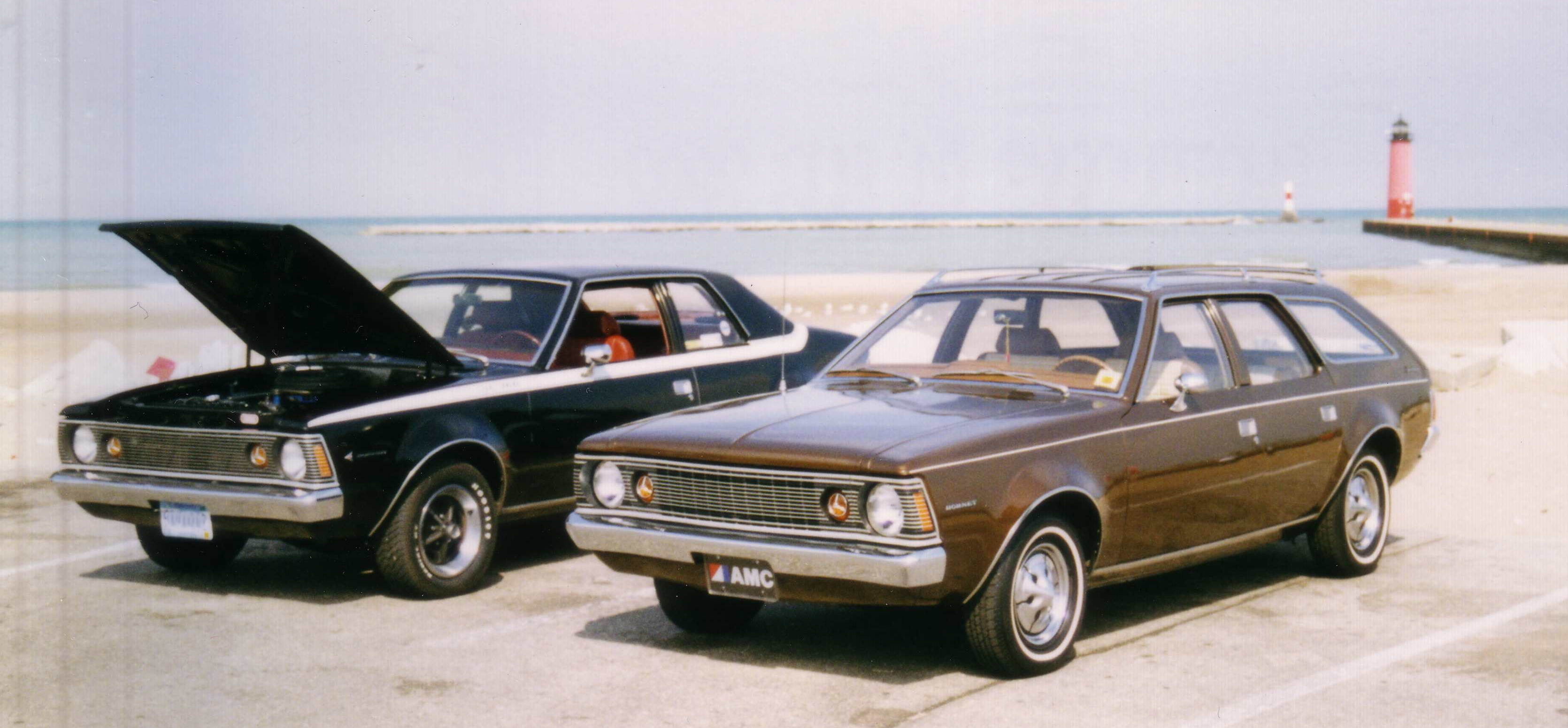
AMC Hornet Sportabout

У 1971 році Gremlin як стандартний двигун отримує 3.8 л мотор (3.2 л більше не пропонувався для цієї моделі зовсім), а за замовленням можна було встановити 4.2-літрову шістку, потужністю 150 к.с., також тепер клієнтам пропонували і автоматичну коробку передач. Оскільки продажі 2-місної версії були мізерними (близько 5000 автомобілів з 53000 проданих за сезон), то від її виробництва в кінці року відмовляються. Модель Hornet як серійний мотор отримує 3.8 л двигун, а в кузовному секторі на підмогу седанам приходить 5-дверний універсал Sportabout, який мав великий нахил задньої стійки даху і більше скидався на хетчбек. Тоді ж з'являється ідейний спадкоємець моделі SC/Rambler - Hornet SC360, який не був насправді таким вже надпотужним седаном, його 5.9 л мотор розвивав всього 245 к.с., який агрегатувався з 4-ступінчастою ручною КПП, оснащеною лаштунками фірми Hurst, що не дивлячись на те цей найдоступніший "маскл-кар" розганявся до 100 за 6.7 секунди. Планувалося продати близько 10 000 машин цієї версії, однак страховики запросили величезні суми за страховку цієї версії, в підсумку ледве-ледве було продано трохи менше 800 примірників. SC360 випускався тільки з 2-дверним кузовом, від базової версії він відрізнявся "скупом" на капоті, смужками на боковині, більш широкими покришками на інших колесах, можна було замовити і версію "Go", її оснастили 4-камерним карбюратором і повітрозабірником Ram-Air , який був з'єднаний воєдино з повітряним фільтром, а також подвійною системою вихлопу, що укупі дозволило підняти потужність до 285 к.с..
Автомобілі марки Hornet дали не тільки життя Gremlin і подальшим моделям концерну, а й виступали полігоном для експериментаторів, так в 1971 році Сем Вільямс, глава компанії Williams Research, купує кілька "Шершнів" для того, щоб встановити на них газотурбінні двигуни WR-26 власної конструкції. 80-сильні агрегати були імплантовані в серійні машини за сприяння Білла Керрі (автора одного з перших газотурбінних автомобілів, тоді він працював на фірму Chrysler, яка і стала піонером у цій галузі). Керрі тестував готові зразки на спортивній трасі в Мічигані, проте, зрозумівши, що проєкт був сирим і потребував серйозного доведення, його згорнули. Другим проєктом у сфері екологічно чистих автомобілів стало створення електромобілів на базі цієї моделі. І знову автором прототипів стала не компанія АМС, у якої не було зайвих коштів на експерименти, а Electric Fuel Propulsion Company з Ферндейла. Компанія взяла седани й універсали АМС Hornet, встановила на них 20-сильний електромотор, який працював на пару з 3-ступінчастою механікою, передок машини був перероблений, замість решітки радіатора була встановлена пластикова накладка, і назване все це було ім'ям Electrosport. Оснащений 24 свинцевокобальтовими акумуляторами машина могла долати до 400 км без підзарядки, максимальна швидкість дорівнювала 145 км на годину, але на розгін до ста кілометрів на годину йшло півхвилини. З опаленням салону проблема теж була вирішена нетипово для електромобілів - воно працювало на пальному. Компанія Роберта Аронсона була відома тим, що в 1967 році побудувала на відрізку траси номер 94 від Детройта до Чикаго шість станцій підзарядки, які за 45 хвилин могли повністю зарядити автомобіль, проте в 1975 році після побудови трьох прототипів на шасі Hornet проєкт був згорнутий, але роботи продовжилися з іншими донорами, у тому числі з Cadillac.

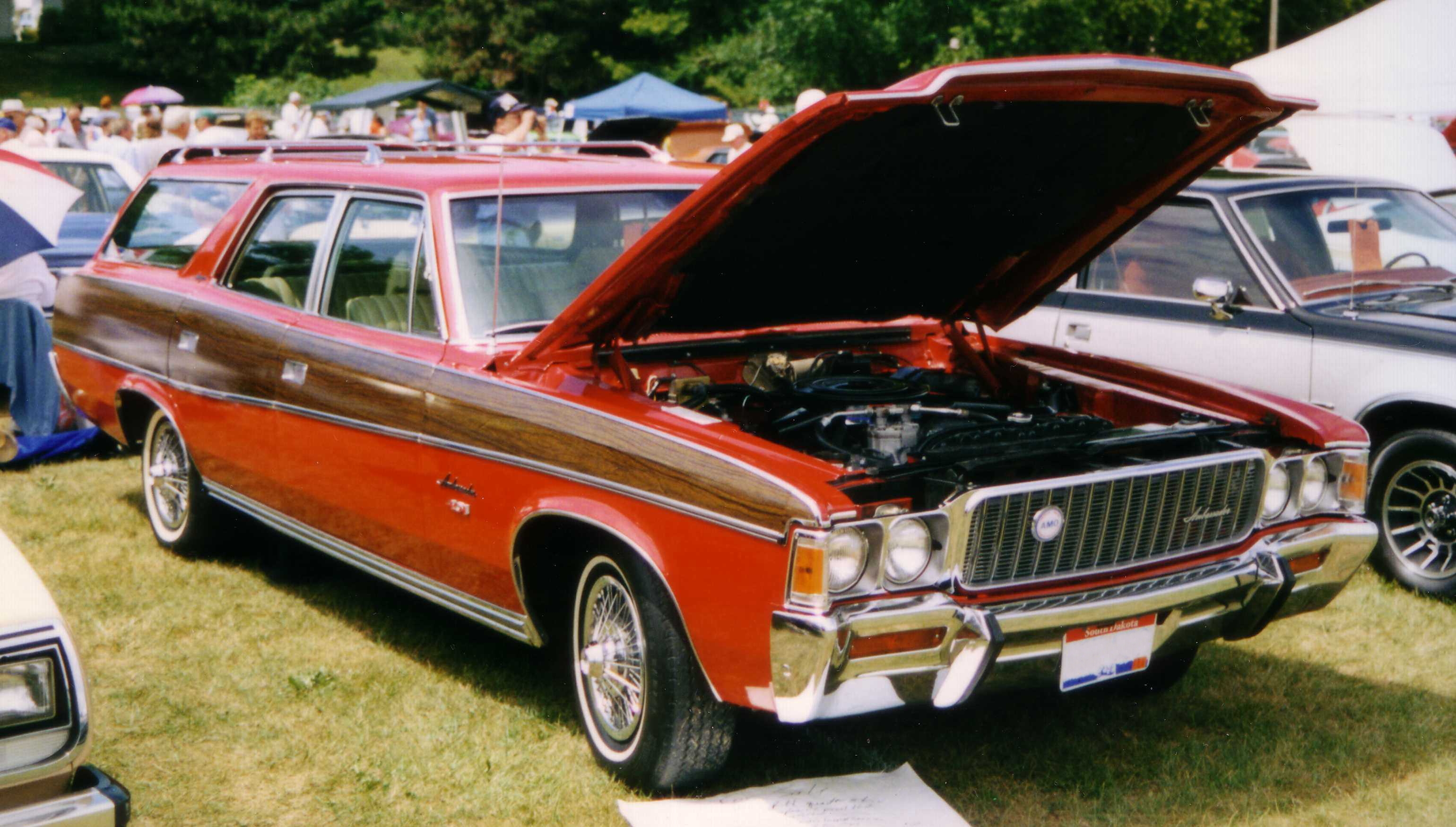
AMC Matador Station Wagon

Замість моделі Rebel з'являється сильно модернізований автомобіль, який був названий Matador. Колісна база залишилася колишньою, задня частина була запозичена у моделі Ambassador, передок став довшим, в першу чергу завдяки решітці радіатора. Як і попередник, ця модель пропонувалася з кузовами типу хардтоп, седан і універсал, причому останній за традицією міг мати 3 ряди сидінь, всі універсали із заводу оснащувалися рейлингами на даху. Революції в технічному плані не здійснилося, машина пропонувалася з 3.8 та 4.2 л шестициліндровими моторами і V8, об'ємом 5.0 л, ці мотори працювали на пару або з 3- та 4-ступінчастими ручними КПП, або з 3-ступінчастим автоматом Borg Warner. Як і модель Rebel, її наступник мав "маскл" версію у версії хардтоп - Machine, її комплектували моторами або 5.9 л 285 к.с., або 6.6 л, потужністю 330 к.с., проте ця версія практично не котирувалася попитом, і з 42000 машин, проданих за перший рік виробництва, тільки 50 машин потужної версії було продано. Для неї не можна було замовити фірмове забарвлення, доступне роком раніше для аналогічної версії моделі Rebel.

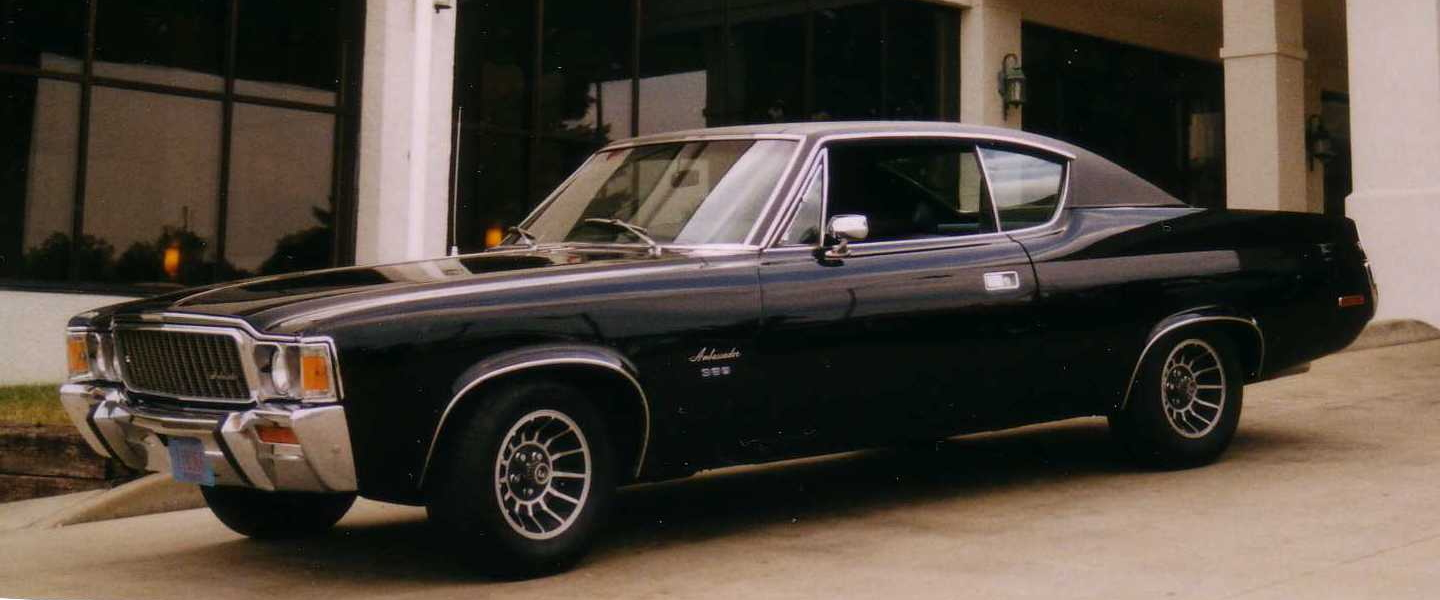
AMC Ambassador SST Hardtop

Модель Ambassador практично не змінилася в цьому році, під капотом з'явилися нові мотори, базовою стала 4.2 л 150-сильна шістка. Найдоступніша версія тепер називалася Diplomat, слідом йшла комплектація SST і на вершині була версія Brougham, для них штатним двигуном був 210-сильний V8, об'ємом 5.0 л, як опцію можна було замовити 5.9 л двигун і новий 6.6 л мотор, потужністю 335 к.с.. Останній варіант широко використовувався як автомобіль супроводу в поліцейських кортежах, в той час як базовий 4.2 л "DPL" користувався попитом у таксистів.

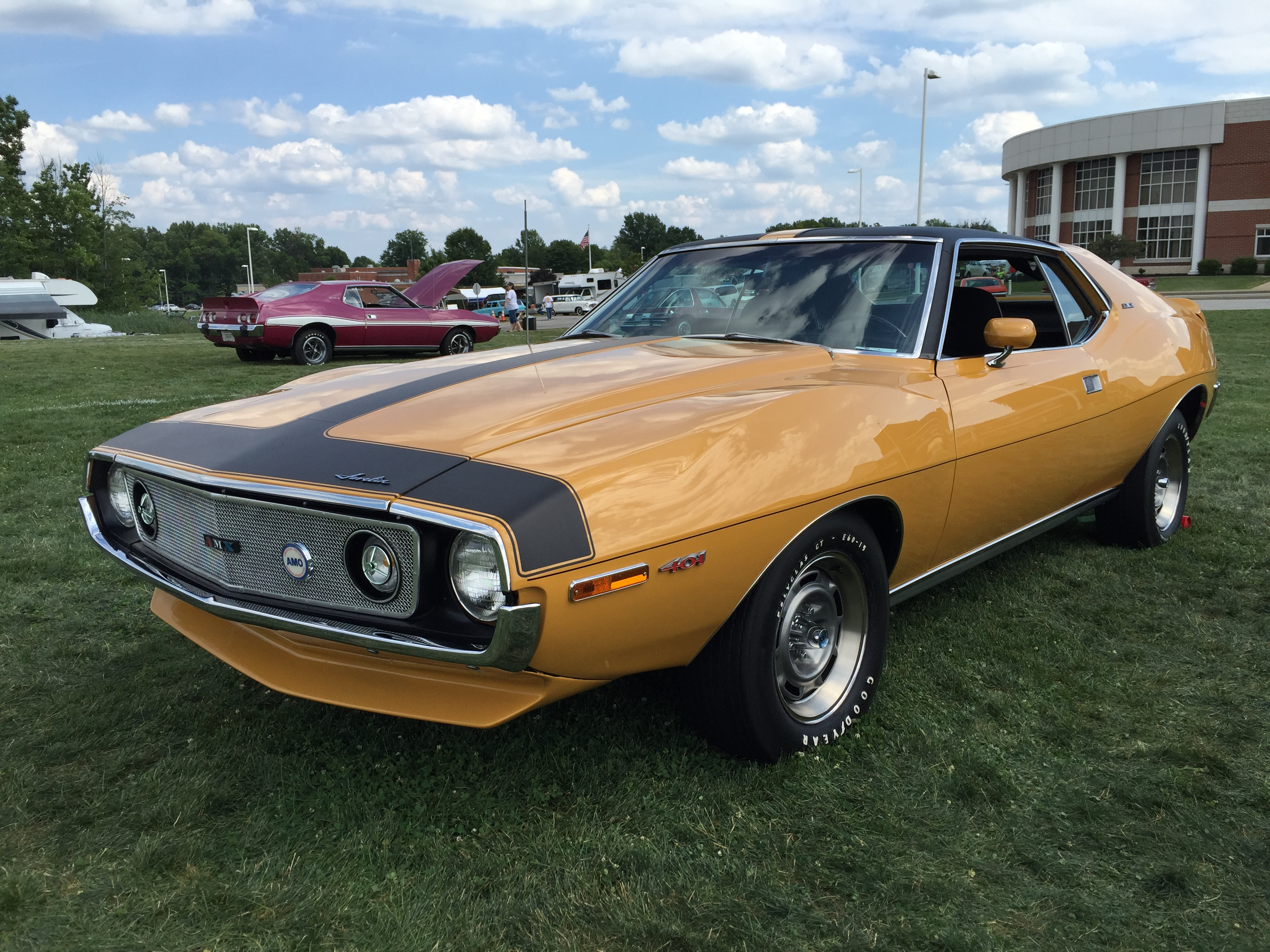
AMC Javelin AMX

Оскільки модель АМХ канула в небуття, то спортивну гаму марки представляла тепер тільки модель Javelin. Javelin сильно модернізували, базу коліс збільшили на 2.5 см, машина стала нижчою, ширшою і довшою, як елемент дизайну з'явився штатний спойлер на багажнику, яким раніше могли хизуватися тільки спеціальні версії цієї моделі. Базовим двигуном для цієї моделі залишився 3.8 л двигун, потужністю 135 к.с., на замовлення можна було встановити 4.2 л (150 к.с.), 5.0 л (210 к.с.), 5.9 л (245 або 285 к.с.) і нарешті новий 6.6 л, потужністю 335 к.с., останні два мотори пропонувалися тільки в комплектації "Go". Не дивлячись на те, що модель АМХ пропала з каталогів як самостійна модель, ім'я не пропало назовсім, тепер топова версія Javelin носила ім'я 2-місної машини. Javelin AMX оснащувалася капотом з горбом, спойлер красувався не тільки ззаду, але і спереду, в передню решітку були вмонтовані додаткові фари.
У 1971 році з'явилося відділення AM General Corporation, яке відповідало за виробництво військової техніки, а з 1974 року дочірнє підприємство стало виготовляти і автобуси з тролейбусами. У липні 1979 року AM General розпочала роботу над проєктом M998 Series High Mobility Multi-Purpose Wheeled Vehicle, який більш відомий як HMMWV, який у свою чергу дав життя цивільній версії, яка відома як Hummer H1.
У 1971 році був прийнятий законопроєкт, завдяки якому змінювалася система вимірювання потужності. Раніше двигун без навісного обладнання поміщали на стенд, не було навіть випускного колектора, кліматичні умови в лабораторії теж, як правило, були "ідеальні" (вологість, тиск, температура і т.д.). У підсумку з маховика знімали показання потужності, тому й цифри потужності у американських машинах були запаморочливі і часто недосяжні для європейців. На початку 70-х років почалася боротьба за екологічність, двигуни перенастроїли на зниження викидів, знизили ступінь стиснення в моторах, на стенд тепер встановлювали повністю обладнаний двигун, як він був в автомобілі: з генератором, стартером, вихлопною системою, якщо був кондиціонер на даній моделі, то випробовуваний мотор був оснащений і ним, тобто умови були максимально наближені до реальних. У підсумку, наприклад, V8 від Cadillac, об'ємом 8.2 л, замість колишніх 400 к.с. в 1971 році після налаштування карбюратора став розвивати 360 к.с., але у 1972 році за новою методикою вимірів він видавав всього 235 к.с.. Так що в реальності всі масклкари мали куди слабші мотори, ніж було заявлено, наприклад, за сучасною методикою Impala 6.5 V8 1967 року має реальну потужність не 325 к.с., а всього 220 к.с.. В Європі за системою DIN одна кінська сила дорівнює 736 ват, а в США і у Великій Британії (до 1972 року) потужність вимірювалась по SAE, де механічна сила дорівнювала 746 ват, тим самим, маючи потужність в кіловатах, отримували різну "кінську" потужність.

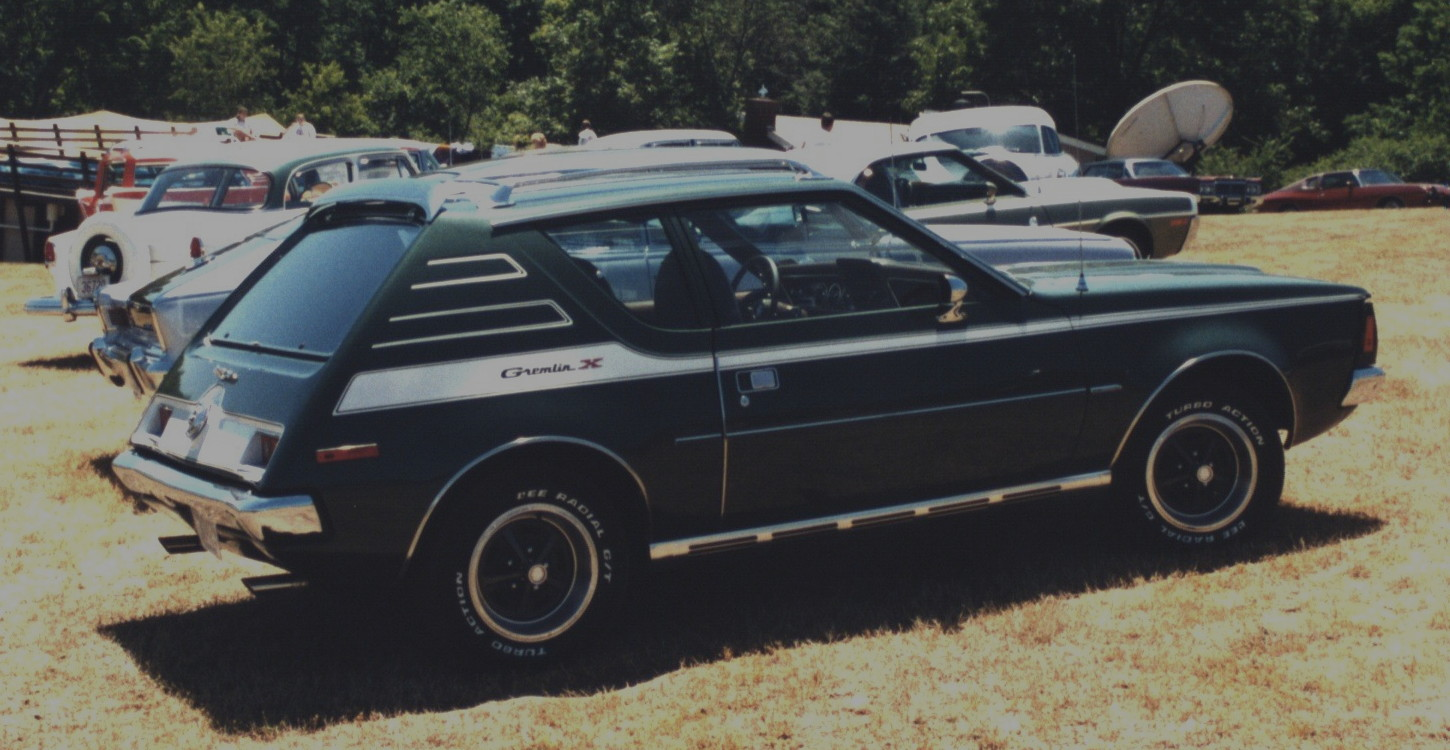
AMC Gremlin X 1972

У 1972 році модель Gremlin позбавляється 2-місної версії, тепер всі автомобілі мали 4 посадочних місця, з передніх крил пропадає нахабна мордочка, яка красувалася там колись. Двигуни, об'ємом 3.8 л і 4.2 л, залишилися у виробничій програмі, тільки тепер їх потужність дорівнювала 101 і 110 к.с., як опцію стали пропонувати V8, об'ємом 5 л, і хоча тепер його потужність дорівнювала всього 150 к.с., ця машина, вартістю в 2200 доларів, була єдиною на ринку за таку ціну, яка могла обігнати більш потужні і великі поні-кари (які теж "втратили" в потужності), розгін до сотні у машини займав 8.5 секунди. Механічна 3-ступінчаста коробка передач стала повністю синхронізованою, до цього 1 передача не могла похвалитися наявністю синхронізатора, автоматична коробка передач Borg Warner була замінена більш надійною Chrysler Torque-Command. Люксовий пакет "Х" хизувався тепер радіосистемою, матер'яним "люком" на даху, регулюванням керма по нахилу, дисковими гальмами спереду і їх же підсилювачем.
У 1972 році АМС ввів гарантійну програму "Buyer Protection Plan", суть її була в тому, що кожен, хто купував автомобіль марки АМС, отримував 12-місячну або 19000-кілометрову гарантію (що закінчиться раніше) на будь-яку деталь автомобіля, крім покришок. Була організована телефонна онлайн-лінія, куди незадоволені клієнти могли зателефонувати і поскаржитися на свій автомобіль, фірма гарантувала замінний автомобіль у разі поломки, на усунення якої йшло б більше доби. Такі заходи не могли не привернути додаткових клієнтів, в результаті за рік продається вже майже 62000 автомобілів, що було на 8000 більше, ніж роком раніше.

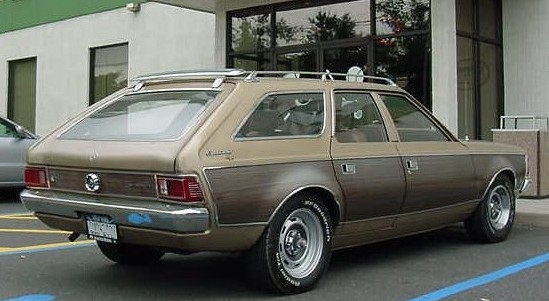
AMC Hornet Sportabout

Модель Hornet 1972 модельного ряду позбавляється версії SC360, а базова тепер називалася SST, зате з'являються кілька додаткових версій. Перша - "Х" пропонувалася для 2-дверної версії і універсала Sportabout, ця версія оснащувалася іншими дисками коліс, спортивним кермом, кузов машини прикрашали спортивні смуги. Друга версія - "Rallye" мала ще більш спортивний імідж: низькорозташовані смуги по кузову, в салоні були роздільні сидіння та спортивне кермо, технічно ця версія відрізнялася більш гострою рульовою системою і дисковими гальмами спереду з підсилювачем. Крім цього з'являється дизайнерський варіант автомобіля - Gucci, який пропонувався тільки для універсала. Альдо Гуччі, старший син Гуччіо Гуччі, розробив для автомобіля, який забарвлювався на вибір в одне з чотирьох спеціально для нього розроблених забарвлень, новий дизайн салону. У ньому домінував бежевий плюш, який був декорований червоними і зеленими смужками, у ручок дверей були встановлені металеві накладки з логотипом італійської контори, зовні машину, крім кольору, можна було відрізнити за логотипом фірми Gucci, встановленому на передньому крилі. Машина виявилася дуже популярною у жіночої статі, так що з цією версією потрапили в яблучко, на відміну від пакетів "Х" та "Rallye", які особливим попитом не користувалися. Дизайнеру настільки сподобалося працювати над проєктом, що одну з машин він попросив для себе, але вона разюче відрізнялася від того, що купило 2 583 чоловік.

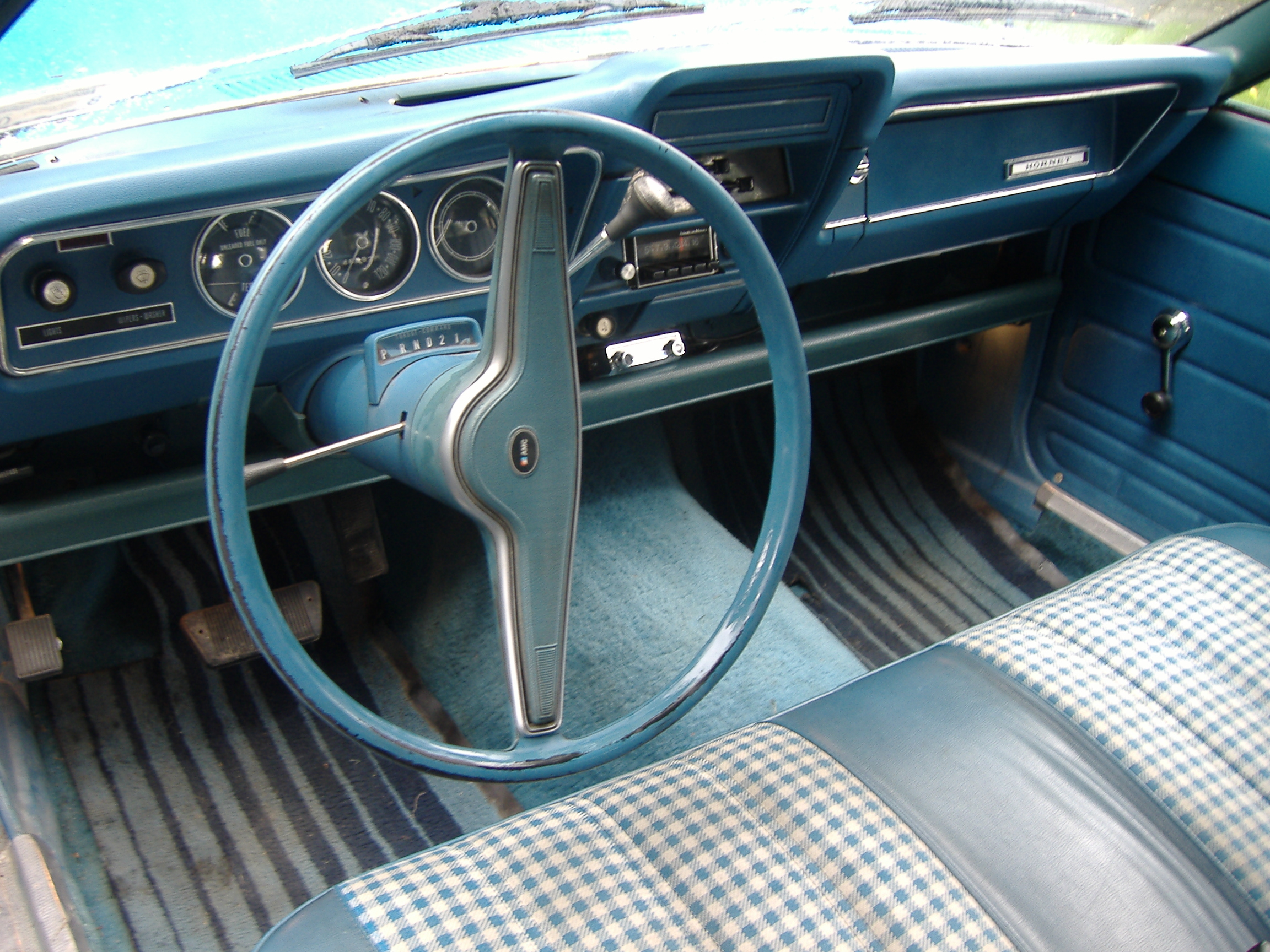
Салон AMC Hornet

Гуччі вибрав 5-літрову версію з автоматичною коробкою передач (Hornet, як і Gremlin, отримав коробку передач від Chrysler), в салоні домінувала шкіра, причому з неї був оброблений навіть багажник, панель приладів була встановлена посередині, в бардачку Гуччі встановив письмовий столик з письмовими приладами зі срібла, салон також був оснащений столиком для настільних ігор і лікерним буфетом зі срібним посудом. Зовні цю машину можна було впізнати за решіткою радіатора з логотипами Gucci, пластиковому прозорому ковпаку, який закривав передні фари, химерними ковпакам коліс і більш великим геральдичним щитом на передніх крилах. Альдо Гуччі користувався автомобілем в США, поки не повернувся до Риму.

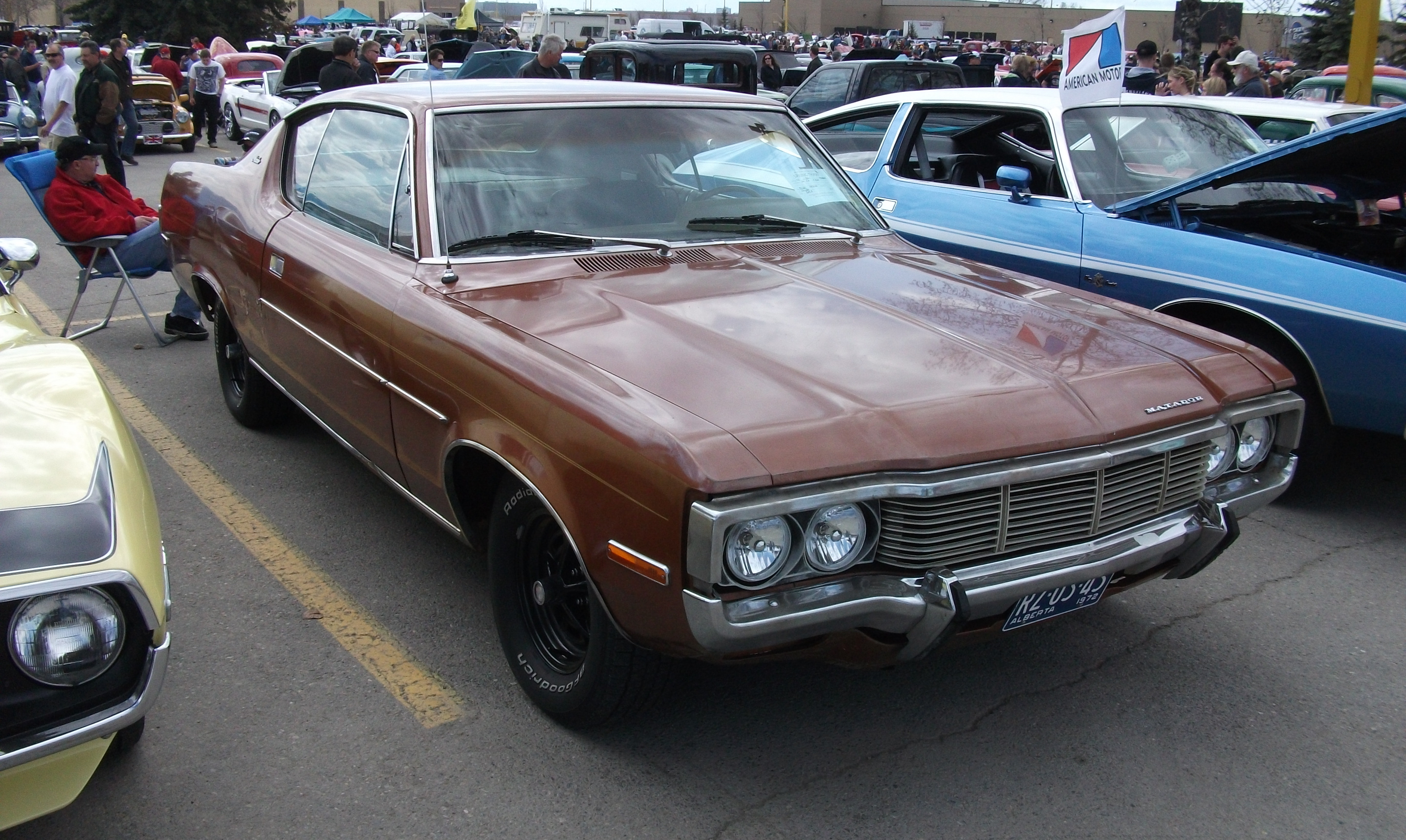
AMC Matador

Модель Matador також отримує коробку-автомат від "Крайслера", 3-ступінчаста механічна коробка встановлювалася як базова, але тепер навіть за доплату не можна було замовити 4-ступінчасту КПП, оскільки вона пропала з прайс-листа моделі. Спеціальних версій для неї не пропонувалося, однак ця нічим не видатна машина отримує професію поліцейського. Поліцейський департамент Лос-Анджелеса шукав нового постачальника замість колишніх Plymouth Satellite, після тестування автомобілів марок Ford, Chevrolet і Chrysler поліцейські цього міста віддають перевагу AMC Matador, оскільки останній краще управлявся і був надійнішим, ніж продукція конкуруючих брендів. Matador LAPD оснастили 6.6 л двигуном від Javelin, який розганяв машину до ста за 7 секунд, а до максимальної швидкості в 200 км на годину у машини йшло 43 секунди, час, який не зміг показати жоден інший пропонований на той момент седан. Незабаром ініціативу колег з міста ангелів підхоплюють й інші поліцейські департаменти, а також військова поліція США.

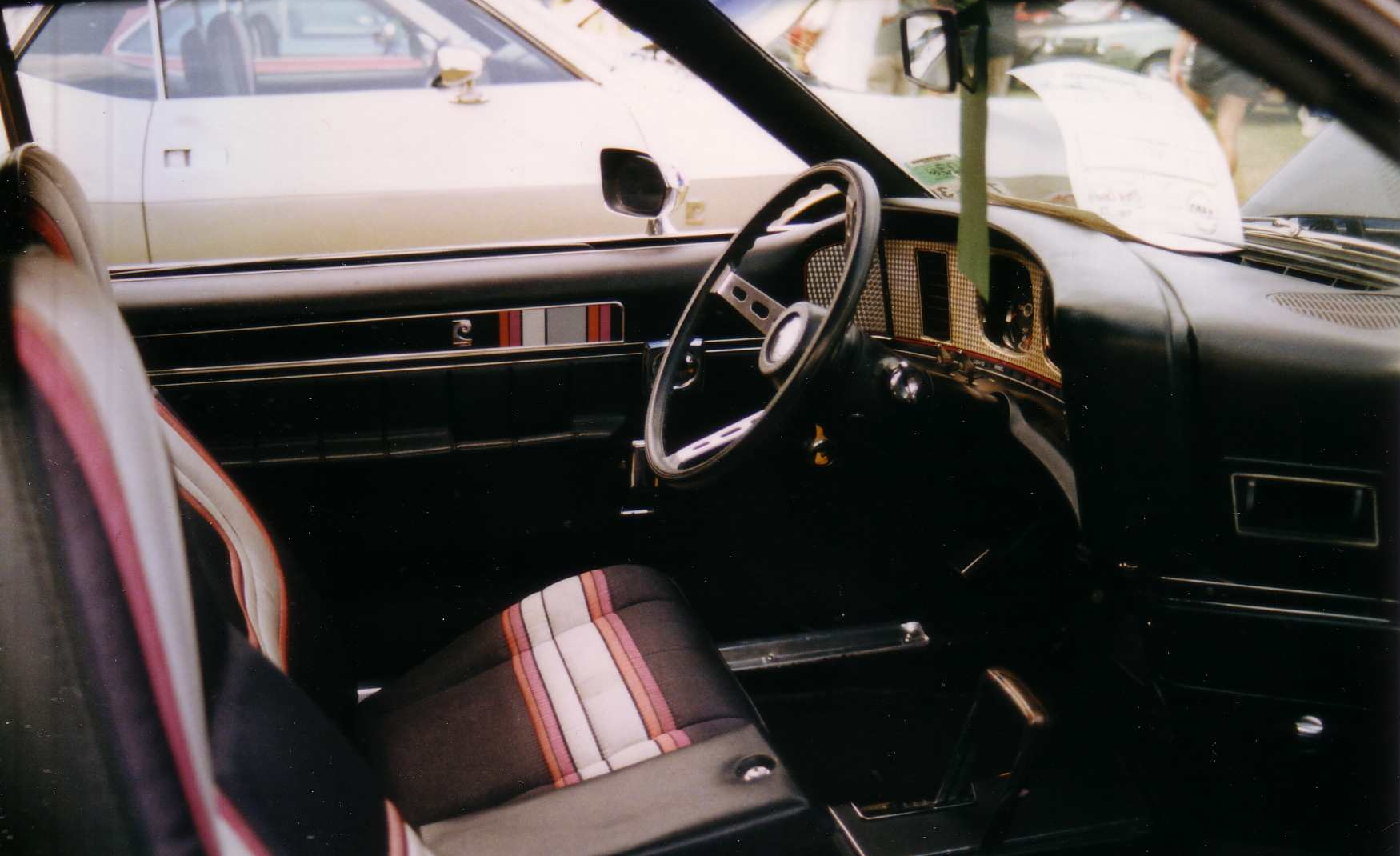
Салон AMC Javelin Pierre Cardin Edition

Javelin отримує нову решітку радіатора у вигляді сітки, яку покрили хромом, але версія АМХ зберегла за собою колишній дизайн передка. Гамма двигунів, як і колись, починалася з 3.8 л варіанту, який тепер видавав всього 100 к.с., 4.2 л варіант видавав 110 к.с., 5.0 л двигун володів 150 к.с., 5.9 л двигун міг розвивати або 175 к.с., або 195 к.с., залежно від встановлених карбюраторів, а 6.6 л версія "схудла" аж на 80 к.с., і замість колишніх 335 к.с. в технічних паспортах значилася цифра в 255 к.с.. Як і у Hornet, у цієї спортивної машини з'явилася дизайнерська версія, яка коштувала всього 85 доларів, цього разу автором дизайну салону автомобіля став француз П'єр Карден. Версія Pierre Cardin мала 3-колірний смугастий декор тканинних сидінь, оббивка дверей була декорована в шість смуг тих же відтінків, якими були прикрашені сидіння. Зовні машину можна було відрізнити всього за логотипом фірми кутюр'є, встановленому на крилах. Ця гламурна версія спорткара досить непогано розходилася, її вибрало в півтора рази більше покупців, ніж у Hornet Sportabout Gucci. Крім цього спортивний автомобіль приміряє на себе форму поліцейського, у версії з 6.6 л двигуном поставляється 132 патрульних автомобіля для поліції, що патрулювала на хайвеях штату Алабама, модель Javelin стала першим поні-каром, який приступив на службу в поліції.
Флагман фірми Ambassador позбувся 6-циліндрового двигуна, тепер самим скромним мотором для цієї моделі був п'ятилітровий V8, разом з шісткою пропадає і ручна трансмісія, тим самим Ambassador стає єдиним американським автомобілем, який серійно оснащувався мотором V8, автоматичною коробкою передач (від "Крайслера") і кондиціонером, і при цьому продавався за найнижчою ціною серед своїх конкурентів. Комплектація DPL також пропадає з каталогів, тепер клієнтам були доступні тільки SST або Brougham. Машину не стали модернізувати зовні, обмежившись новими габаритними вогнями на крилах та іншим оформленням решітки радіатора. Завдяки гарантійній програмі продажі всіх моделей виросли, що дозволило вперше отримати пристойний прибуток за ті роки, які фірма несла збитки.

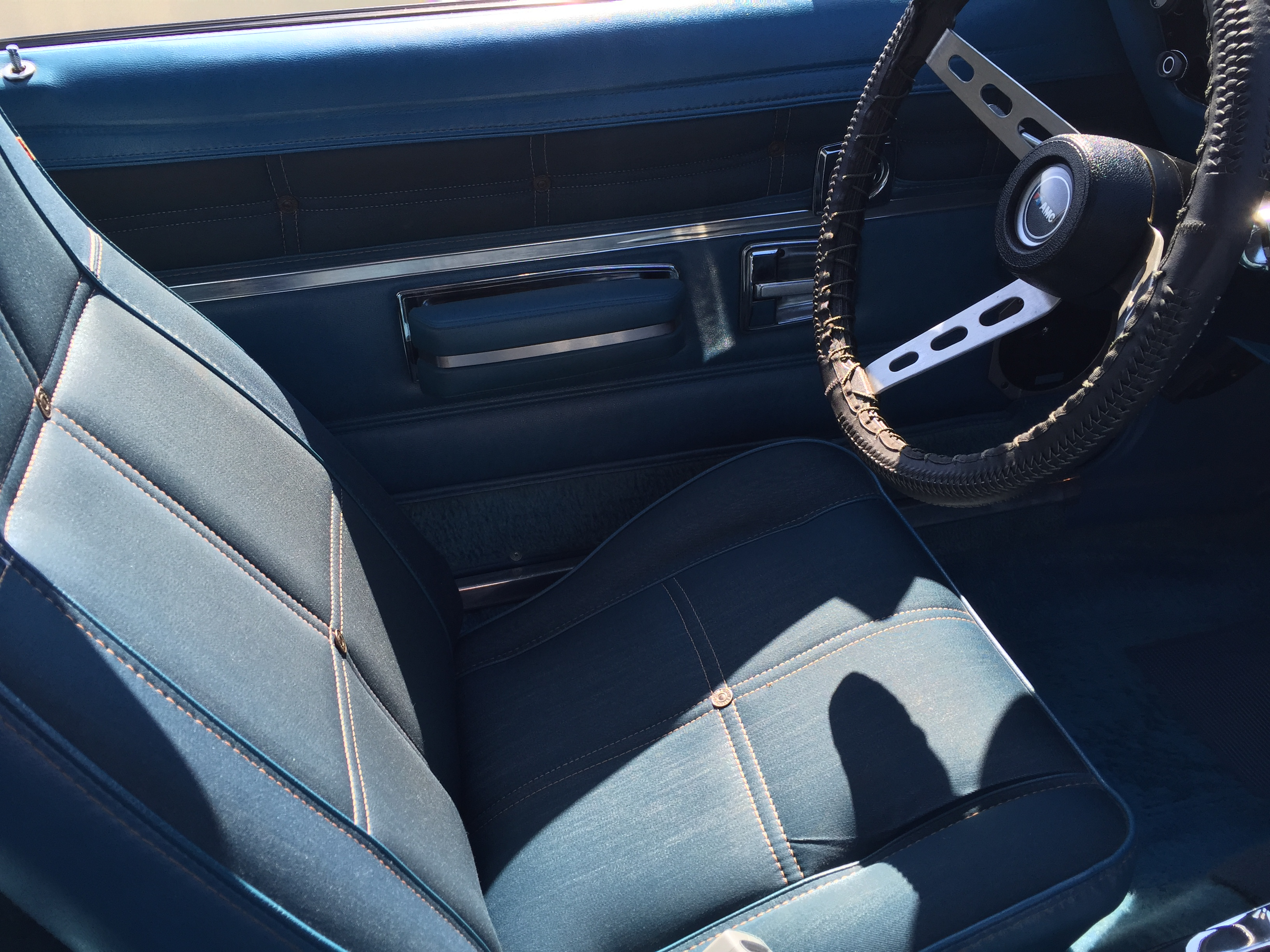
Салон AMC Gremlin Levi`s Edtion

У 1973 році "модельна лихоманка" досягла і моделі Gremlin, але цього разу вирішили звернутися не до гламурних європейців, а створити інтер'єр за допомогою Levi Strauss. Інтер'єр був створений в стилі джинсів, оббивка виготовлялася з нейлону, оскільки бавовняний матеріал був заборонений для використання як легкозаймистий. Матеріал міг бути як класичного синього кольору, так і коричневим. Завершували композицію помаранчеві прострочки, характерні джинсам, і мідні ґудзики і заклепки, якими були декоровані в тому числі і кишені на дверях. В кишенях спинки передніх сидінь розмістили червоні бирки з емблемою Levi's, як на кишенях справжніх джинсів. Зовні версія від "Лівай Строс" відрізнялася від звичайних варіантів іншим малюнком смужок на третій стійці даху і емблемою Levi's на червоному тлі, розміщеною на передньому крилі кузова. В іншому зміни серійної машини торкнулися установки більш масивних бамперів, які відповідали новим нормам безпеки, та іншому розміщенню задніх сидінь, завдяки чому збільшився простір для ніг задніх пасажирів, також на підлогу розмістили важіль перемикання автоматичної коробки. Фірмі не вдалося утримати ціну автомобіля на психологічно низькому рівні, і ціна за базову модель переступила 2000-доларову позначку, але, не дивлячись на подорожчання, продажі цієї моделі досягли позначки в 130 000 примірників.

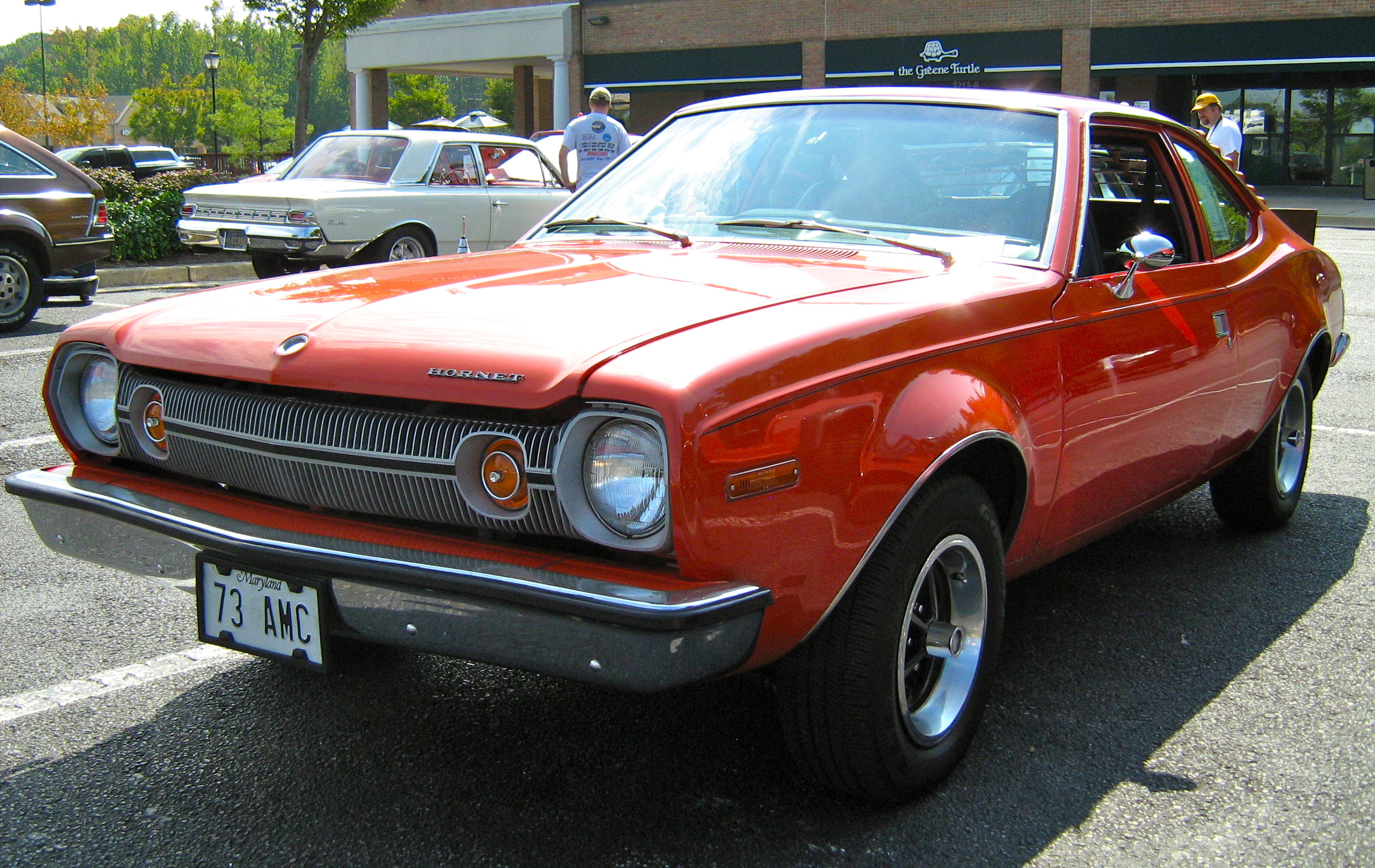
AMC Hornet з кузовом хетчбек

Модель Hornet в новому сезоні оновлюється, в першу чергу вона отримує нове оформлення передньої частини, змінилися капот, крила і решітка радіатора, крім цього машина отримала більш масивні бампери, встановлені до кузова через амортизатори, плюс змінилася внутрішня конструкція бічних дверей. Hornet першим серед американських компактів отримує посилені двері у зв'язку з посиленими нормами бокової безпеки. Модельний ряд моделі розширюється за рахунок появи нового типу кузова - 3-дверного хетчбека, який зовні більше був схожий на купе, однією з особливостей нового варіанту була наявність відкидних задніх сидінь, які збільшували об'єм багажника, оскільки багажник при цьому виходив не маленьким, то маркетологи фірми вирішили додати одну цікаву опцію - дерматинову накидку на кришку багажника. Ця накидка одягалася на кришку багажника, коли вона була відкрита, тим самим задня частина автомобіля перетворювалася в намет, оскільки кришка ця відкривалася на досить великий кут. Двигунів для моделі 1973 модельного року пропонувалося всього чотири: 3.8 л і 4.2 л шістки і V8, об'ємом 5.0 л або 5.9 л, останній видавав при цьому всього 175 к.с.. Версії SST і Rallye більше не пропонувалися, комплектація "Х" була доступна або з кузовом універсал, або хетчбек, лінія Gucci продовжила своє існування, до неї додалася версія Levi's, яка була аналогічна тій, що пропонувалася для Gremlin. Топовою ж версією для Sportabout стала комплектація D/L, зовні вона легко впізнавалася з декору боковини і задньої частини кузова під дерево, крім цього плівкою під "вудді" були задуті спойлер над заднім склом і рейлінги багажника на даху.
У 1973 році за указом Джеральда Карла Мейерса - виробничого президента, будується прототип Jeep Cowboy. Унікальність цього автомобіля полягала в тому, що це був пікап з несучим кузовом. Мейерсу прийшла в голову ідея створити такий автомобіль через експансію японських виробників на американському ринку, але, на відміну від Datsun, Toyota або Mazda, американцям нічого було протиставити в сегменті легких пікапів, вантажопідйомністю до 500 кг, пікапи El Camino були трохи з іншої сфери. Відповідальним за проєкт зробили Джима Александера - директора відділу планування, який у свою чергу змалював фантазію боса головному дизайнерові компанії Jeep, що входила тепер в імперію AMC, Джиму Анже. Анже планував створити щось зовні подібне до El Camino, але Александер не дарма отримував заробітну плату, він швидко підрахував, що проєкт буде дорогим, якщо проєктувати дизайн автомобіля з чистого аркуша, а не брати за основу наявну серійну продукцію. У підсумку за участю сторонньої фірми Aero-Detroit, було побудовано три пікапа на базі Hornet, причому одному з них донором послужила версія SC360, найперший мав оформлення передньої частини в стилі моделі Gremlin. Однак, коли проєкт міг бути зданий в "тираж" через брак виробничих приміщень ,постала дилема, що запускати в серію: хетчбек або пікап, чаша терезів схилилася на бік хетчбека Hornet. Пікапи, для яких була розроблена і нова система повного приводу, оскільки повний привід, застосовуваний для рамних позашляховиків, не годився для автомобіля з несучим кузовом, було вирішено знищити, однак Александер умовив залишити йому прототип з найпотужнішим двигуном, який і дійшов до наших днів.

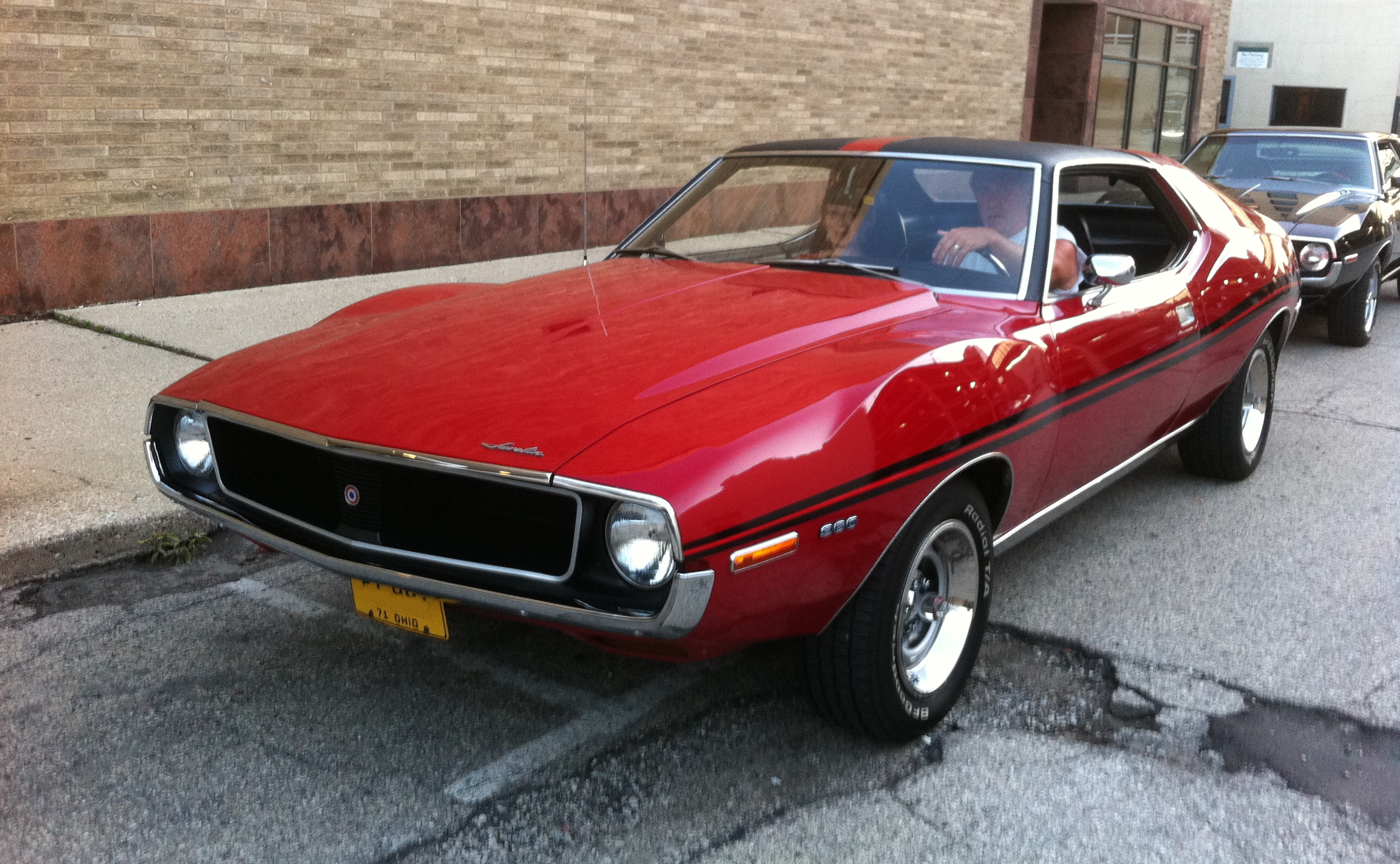
AMC Javelin SST

Модель Matador, так само як і його молодші побратими, отримує бампери, встановлені через амортизатори, сенс цього закону був у тому, щоб зменшити витрати від пошкоджень, що ставалися на швидкості до 8 км/год, фари, крила, капот повинні були залишатися цілими, тому деякі фірми і виносили в 1973 році бампери сильно вперед, фіксуючи їх до кузова через амортизатори. Інших змін ця машина не перенесла. Javelin також отримав трохи більш масивні бампери, але, на відміну від попередніх моделей, вони не мали амортизаторів, а на хромовані бампери були встановлені вертикальні товсті гумові ікла. Замість витягнутої смуги задньої оптики розмістили чотири прямокутні ліхтаря, решітка радіатора знову змінилася, але зміни решітки не торкнулися версії АМХ. Сидіння в салоні стали тоншими, що збільшило простір для задніх пасажирів. У зв'язку з перемогами в двох сезонах чемпіонату SCCA, фірма готує спеціальну версію Javelin - Trans Am Victory, яку випускали всього два місяці. Це була найдорожча версія спортивного автомобіля, вона відрізнялася поліпшеною шумоізоляцією і спортивним кермом в салоні, зовні відмінності зводилися до дисків з іншим малюнком і написами на передньому крилі біля дверей "Trans Am Victory".
Модель Ambassador тепер пропонувалася тільки в одній комплектації - Brougham, в штатне оснащення якої входили магнітола і тоновані стекла. Як і інші автомобілі марки, флагман отримує передній бампер з амортизаторами, що подовжив на 9 см машину, а от задній за типом моделі Javelin оснастили гумовими масивними іклами. У лютому 1973 року за рішенням Чапіна АМС підписує угоду з фірмою Curtiss Wright, яка була співвласником патенту на двигун системи Ванкеля по створенню роторних двигунів, якими планувалося оснащувати легкові автомобілі, а також позашляховики марки Jeep. Тільки за доступ до патенту фірма заплатила 1.5 млн доларів. Відповідальним за проєкт Чапін-молодший призначив Джеррі Мейерса, який у свою чергу колись виступав проти покупки компанії Jeep-Kaiser.

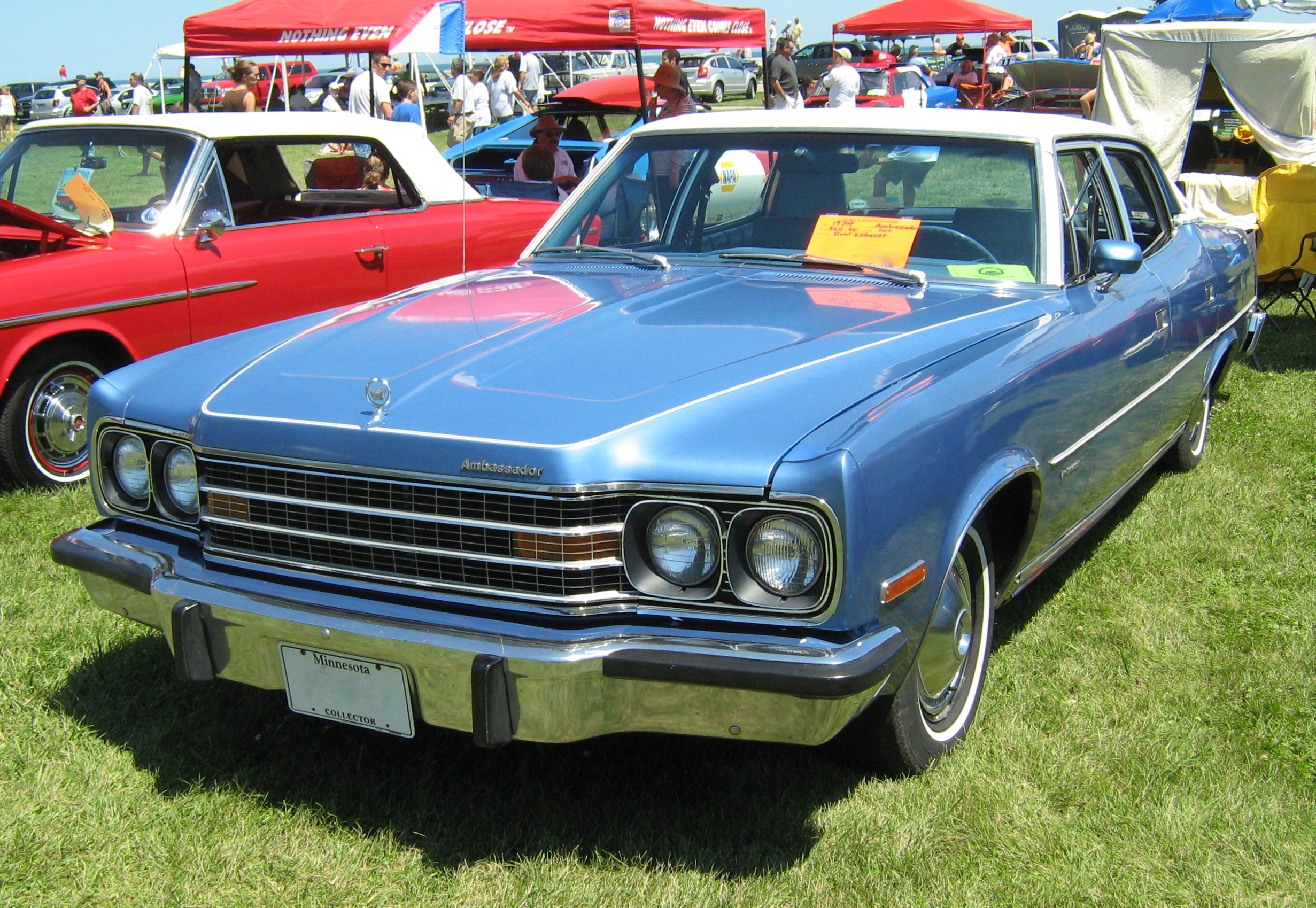
AMC Ambassador Brougham

У жовтні 1973 року починається економічна криза внаслідок ембарго на арабську нафту, у главу кута стає економічність, проте проєктування автомобілів займало не один тиждень і навіть не кілька місяців, у виробництво йдуть машини, роботи над якими йшли протягом декількох років, тим самим новий Ambassador, який був підготовлений для 1974 модельного ряду, в червні 1974 року припиняє своє існування, єдина модель компанії, яка не змінювала свою назву 48 років, була відправлена на спокій. Ambassador '74 виріс в довжину на 10 см, досягнувши 5.5 м і ставши найдовшим автомобілем, який випускався фірмою за всю свою історію, починаючи ще з часів першого Rambler початку століття. Передок автомобіля був оформлений в стилі моделі Matador, з виробничої гами випадає 2-дверний варіант, топова модель пропонувалася тільки з кузовом седан або універсал, причому універсал був стилізований під "вудді". Автомобіль був багато оснащений, серійно машина оснащувалася кондиціонером, підсилювачем керма, дисковими гальмами спереду, касетним магнітофоном і 4 динаміками, регульованим по нахилу кермом, 4 електричними склопідйомниками, а якщо це була версія універсал, то електромотор опускав-піднімав скло і в задніх дверях. На замовлення можна було оснастити машину круїз-контролем, спортивним кермом і двокольоровим забарвленням кузова. Салон автомобіля обмежувався химерними тканинами з елегантними візерунками на спинках.

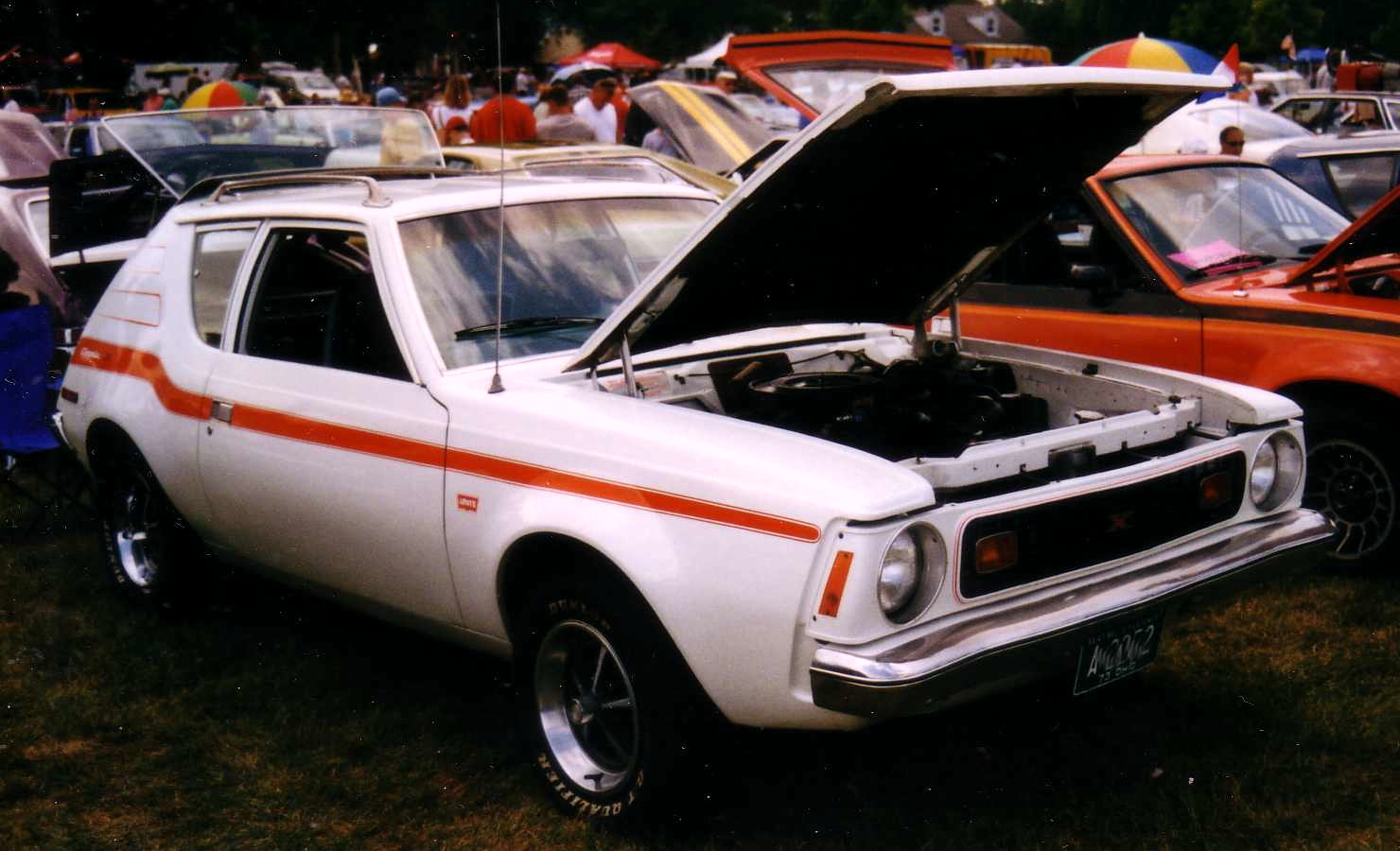
AMC Gremlin Rallye X

Наймолодший автомобіль марки - Gremlin піддається першій модернізації, бампери стають ще більшими і їх розташовують трохи нижче, ніж попередні, передок також оновлюється, візуально машина стає трохи довшою. Пакет Levi's більш не пропонувався, зате з'являється версія Rallye X, зовні її можна було відрізнити за смугою на кузові, яка повторювала контур віконної лінії, тобто була у формі хокейної ключки, та пофарбованою в чорний задньою частиною автомобіля (від кромки багажника до бампера), в салоні відмінною рисою цієї версії стала наявність панелі приладів від старшої моделі Hornet, яка хизувалася тахометром, датчиком тиску масла і омметром, також з'явилося шкіряне кермо. Технічно нова версія теж не залишилася без уваги, їй подарували підсилювач керма, дискові гальма спереду і передній стабілізатор. На початку року автомобільний журнал Motor Trend провів порівняльний тест AMC Gremlin, Ford Pinto, Chevrolet Vega і виготовлений в Японії Dodge Colt (на ділі це був Mitsubishi Galant), і за підсумками тестів "Гремлін" переміг всіх конкурентів як за своїми якостями, так і по надійності. Така реклама була на руку компанії, і за 1974 рік було продано аж понад 170 000 автомобілів цієї моделі.

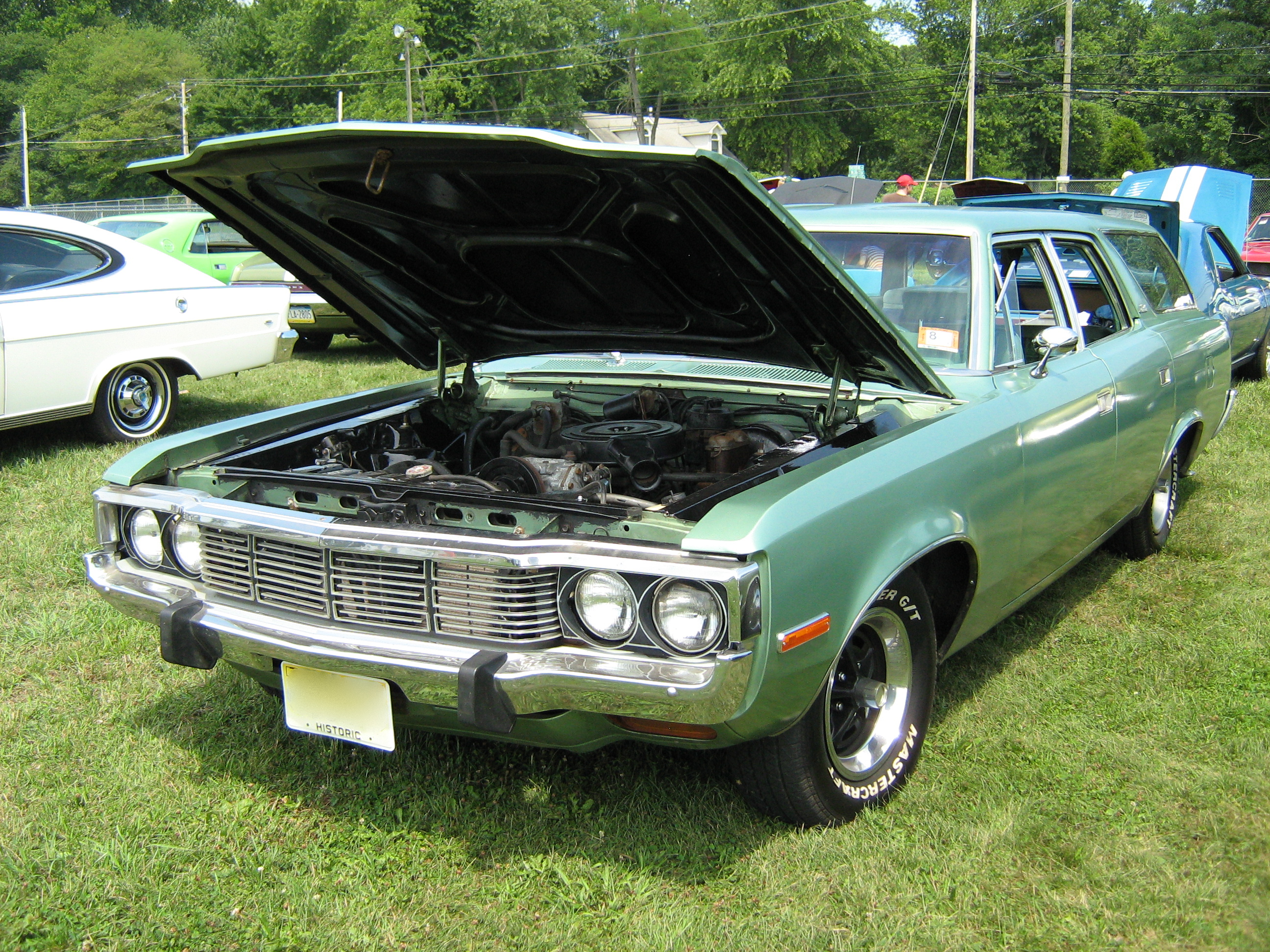
AMC Matador Station Wagon

Hornet отримав трохи інше оформлення решітки радіатора та більш масивний задній бампер, основні опційні варіанти залишилися в каталогах, що пропонували цю модель. Модель Matador, що погано продавалася, переживає модернізацію, вона стала більшою, а решітка радіатора висунулася ще більше у бік бампера. Технічних змін не відбувається, за винятком того, що 3-ступінчасті механічні коробки могли комплектуватися тільки з 6-циліндровими моторами, у той час як двигуни V8 йшли в парі з "автоматом".

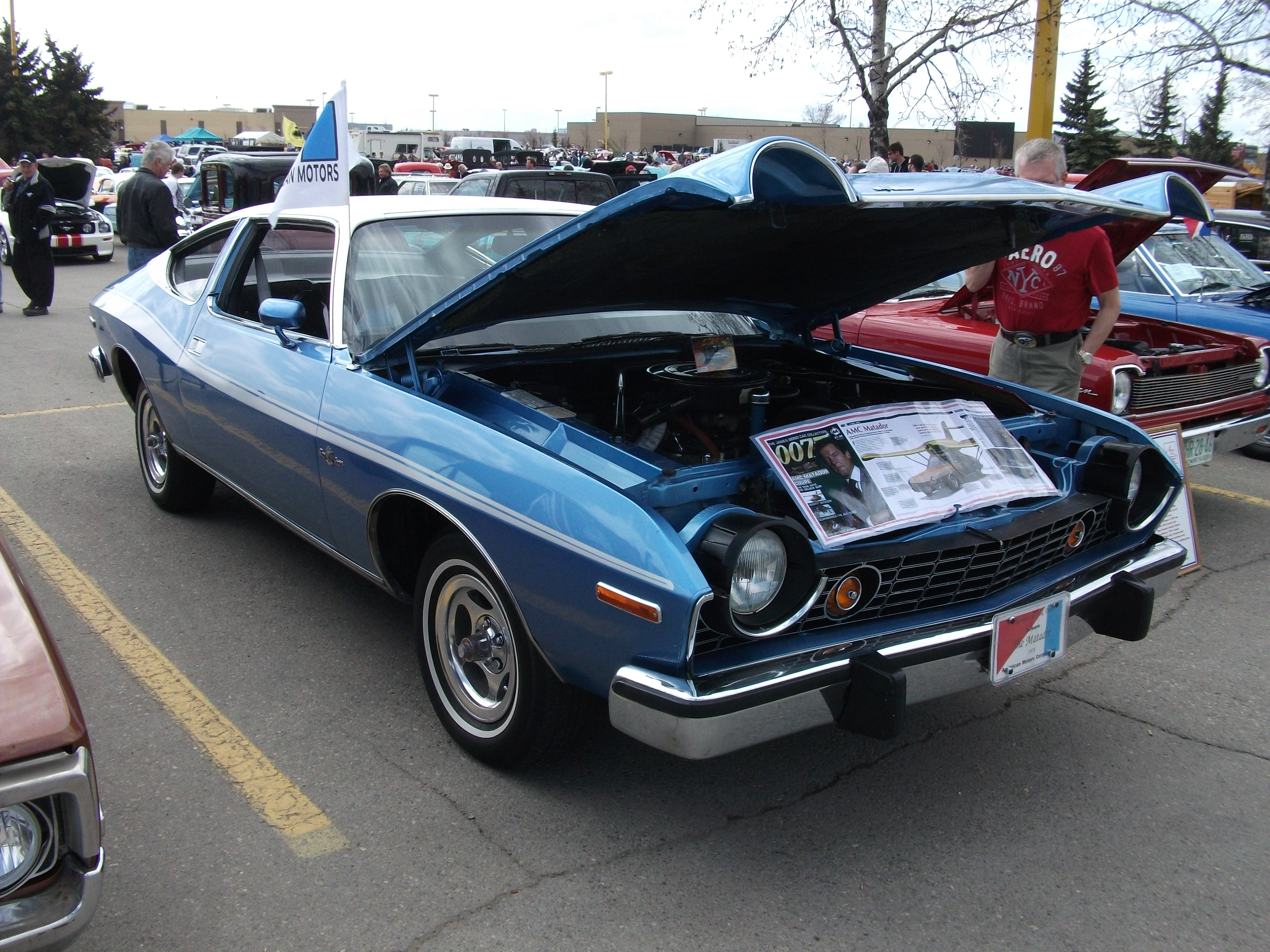
AMC Matador Coupe Oleg Cassini Edition

Але модель з новим дизайном пропонувався тільки в варіантах 4-дверний седан або 5-дверний універсал. Керівництво компанії, працюючи над проєктом, вирішує створити версію купе з чистого аркуша, але, щоб залучити клієнтів до специфічних сімейних варіантів, було вирішено залишити колишнє ім'я для 2-дверної версії. Проєкт курирував Тіг, але відповідальними за нього були Роберт Ніксон (екстер'єр) і Вінс Гераці (інтер'єр), Ніксон вирішив відмовитися від кузова хардтоп і створив купе-фастбек з масивною середньою стійкою даху. Передню оптику він втопив, а сам передок походив на Rambler American другої половини 60-х, в той же час збоку машина була схожа на Rambler Marlin, тим самим підкреслюючи фамільну схожість автомобілів однієї марки. При проєктуванні зовнішнього вигляду Ніксона консультував гонщик Марк Донох'ю, оскільки планувалося замінити спорткари Javelin на гоночних трасах новою моделлю. Новий купе не мав жодної спільної деталі з однойменним 4-дверним автомобілем, більше того Matador Coupe мав укорочену на 10 см колісну базу, передня підвіска також була спроєктована заново, вона була двоважільною зі стабілізатором поперечної стійкості. Пропонована гама двигунів складалася з: 3.8 л 100 к.с., 4.2 л - 110 к.с., 5.0 л - 150 к.с., 5.9 л - 175 к.с. або 195 к.с., був ще варіант із здвоєною вихлопною системою, який розвивав 220 к.с., і 6.6 л мотор з 4-камерним карбюратором, що зі спареною вихлопною системою видавав 235 к.с.. Механічна 3-ступінчаста КПП пропонувалася тільки в парі з 6-циліндровими моторами, а автомат йшов тільки з вісімками. Комплектацій пропонувалося чотири: базова - оснащувалася найслабшим двигуном, оббивка салону була в колір кузова, а з опцій власник міг сором'язливо похвалитися тільки прикурювачем в салоні. Слідом йшла спортивна версія "Х", її комплектували починаючи з 5-літрового мотора, спортивними дисками, кермом, темною решіткою радіатора, кузов прикрашала контрастна смуга уздовж корми і задньої частини. Більш забезпечені покупці могли замовити Brougham, ця версія була доступна починаючи з 3.8 л мотора, салон мав поліпшену шумоізоляцію, більш якісну обробку, 2-шпицеве кермо з декором під дерево, капот машини прикрашали смуги спортивного спрямування. Також машина оснащувалася функцією, яка блокувала замок запалювання, поки водій не пристебнеться. Для самих елітних покупців була доступна версія Oleg Cassini, яка відрізнялася чорним оздобленням салону з мідним декором, кузов забарвлювався в чорний, білий або мідний колір, а елементи декору його були виготовлені з металу мідного кольору.

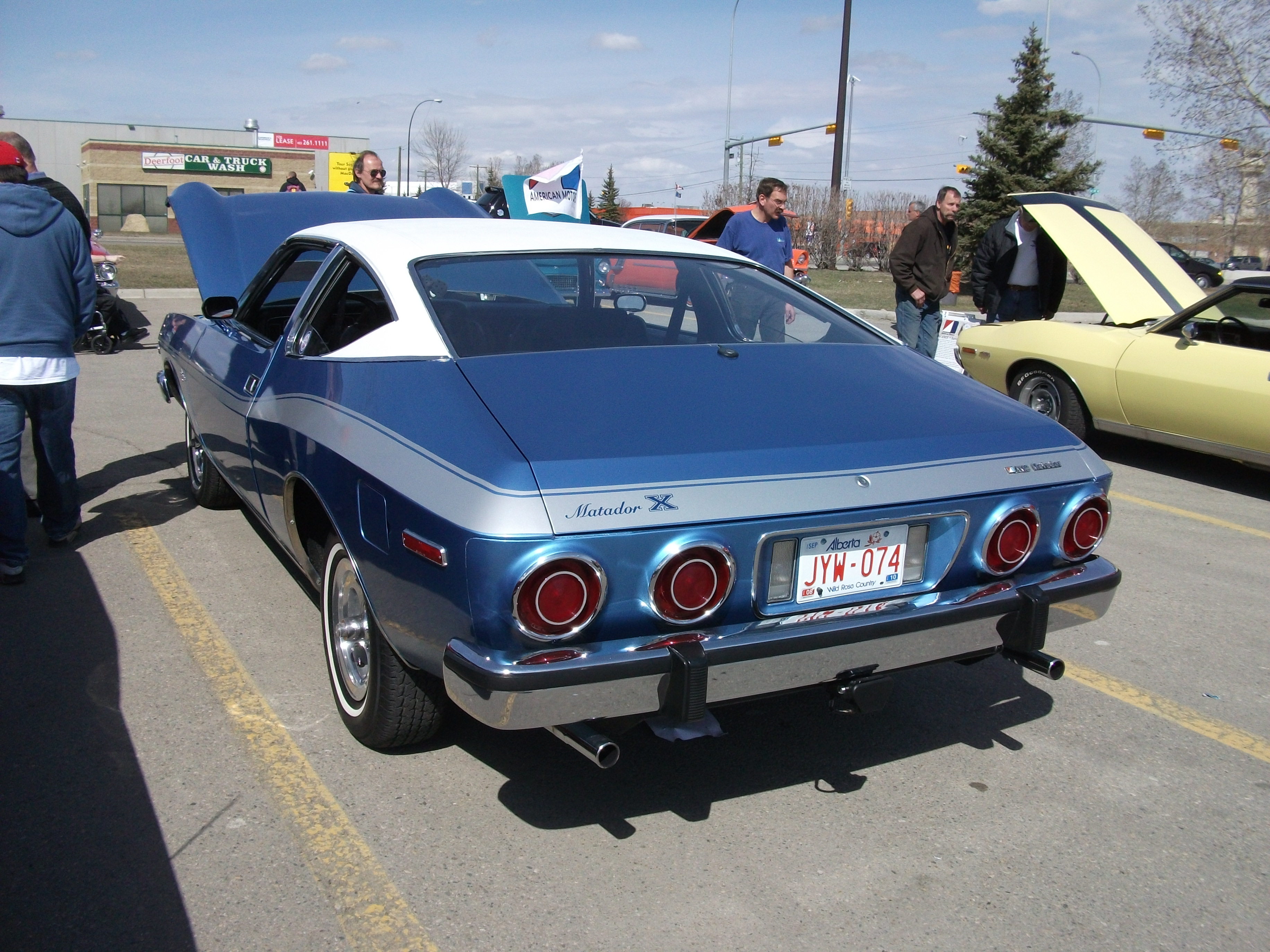
AMC Matador Coupe Oleg Cassini Edition

Дизайнером був син російського дипломата графа Олександра Лоєвського і графині Маргуеріте Кассіні, чий батько Артур Пауль Ніколас, маркіз де Капуццукі ді Болонья, граф Кассіні був російським підданим і служив послом від Росії в Китаї і потім у США. Після революції сім'я графа Лоєвського втекла в Данію, звідти в Швейцарію і нарешті осіла у Флоренції, де стала використовувати італійське прізвище дружини колишнього дипломата. У Флоренції мати Олега та Ігоря (молодшого брата Олега, пізніше став відомим журналістом і публіцистом) відкрила своє ательє. Олег Кассіні, отримавши дві вищі освіти, одна з них художня, приєднався до бізнесу матері, незабаром відкривши в Римі свій бутик. У 1936 році 23-річний хлопець прибув до США, до Вашингтона, де попрацював карикатуристом, після чого відправився на південь країни, до Каліфорнії, там, будучи не поганим тенісистом, він обіграв в партію одного джентльмена, який представився головою Paramount Pictures. Розговорившись з Барні Балабаном, Олег Кассіні отримує посаду головного костюмера кіностудії, пропрацювавши в ній з 1941 по 2006 рік, коли він у 93-річному віці відправився в інший світ. У 1952 році він відкрив свій бутік у Нью-Йорку, через рік він познайомився з Жаклін Був'є, яка стала його постійною клієнткою, причому в 1961 році, тепер носячи прізвище Кеннеді, вона призначила його головним стилістом Білого дому.
Модель Javelin модернізації не переносила в цьому році, підрахувавши, що на модернізацію, що вимагається для відповідності автомобіля сучасним нормам безпеки, потрібно більше грошей, ніж пішло на створення нового Matador Coupe, виробництво автомобіля було згорнуто, особливо після вивчення статистики продажів: за рік реалізували близько 17000 автомобілів Javelin і 62000 Matador Coupe.
У 1975 році посилюються норми викидів відпрацьованих газів, багато машин, особливо які продавалися в південних штатах, на зразок Каліфорнії, оснащувалися каталізаторами і електронним запалюванням. Не оминають стороною нововведення і компанію АМС.
Модель Gremlin на 4 році життя отримує передній стабілізатор поперечної стійкості на всі свої пропоновані варіанти, двигуни оснащувалися каталізаторами і електронною системою запалення Prestolit (не самою надійною), також автомобілі з ручною коробкою передач штатно отримують овердрайв (підвищує передачу), що електронно включався, британської контори Laycock de Normanville, що укупі допомагало заощадити паливо. Однак всі ці хитрощі все одно не допомагають знизити витрату до рівня нового гравця на американському ринку - VW Rabbit, він же Golf. Golf був не настільки економічним, враховуючи, що Gremlin був на півтонни важчим, мотор в останнього мав об'єм 3.8 л, а механічна коробка була 3-ступінчастою. Але клієнти тоді думали по іншому, і продажі звалилися втричі, впавши до позначки в 56 000 примірників.

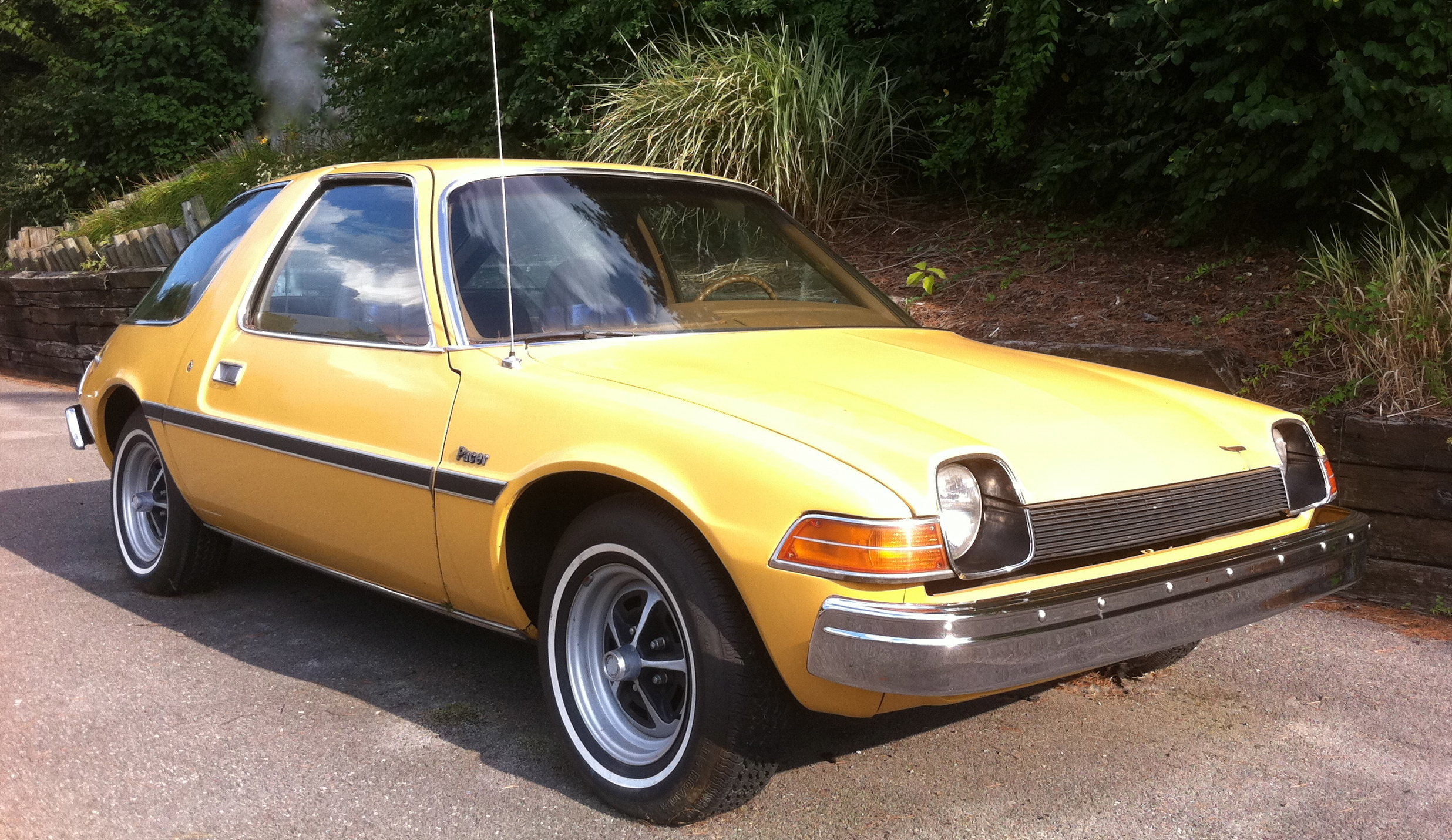
AMC Pacer

У березні 1975 року в продажу з'являється новий автомобіль, спроєктований з чистого аркуша. Ще в 1971 році Тіг показав своєму начальству начерки дивного однооб'ємного автомобіля. Він мав одні бічні двері і здоровенну площу скління, для безпеки пасажирів посеред кузова була встановлена широченна стійка даху. У вересні 1971 року був намальований ще один скетч, на якому був зображений пікап, який автор назвав Amigo. У лютому 1972 року був готовий повнорозмірний макет автомобіля з кузовом зі склопластику, керівництво компанії, як колись у випадку з Nash Metropolitan, проводить опитування глядачів в одному з центрів відпочинку в Атланті, але цього разу машина демонструється в повній секретності, не афішуючи виробника, і 93% опитаних висловили бажання придбати це диво на колесах, як тільки воно з'явиться у продажу.

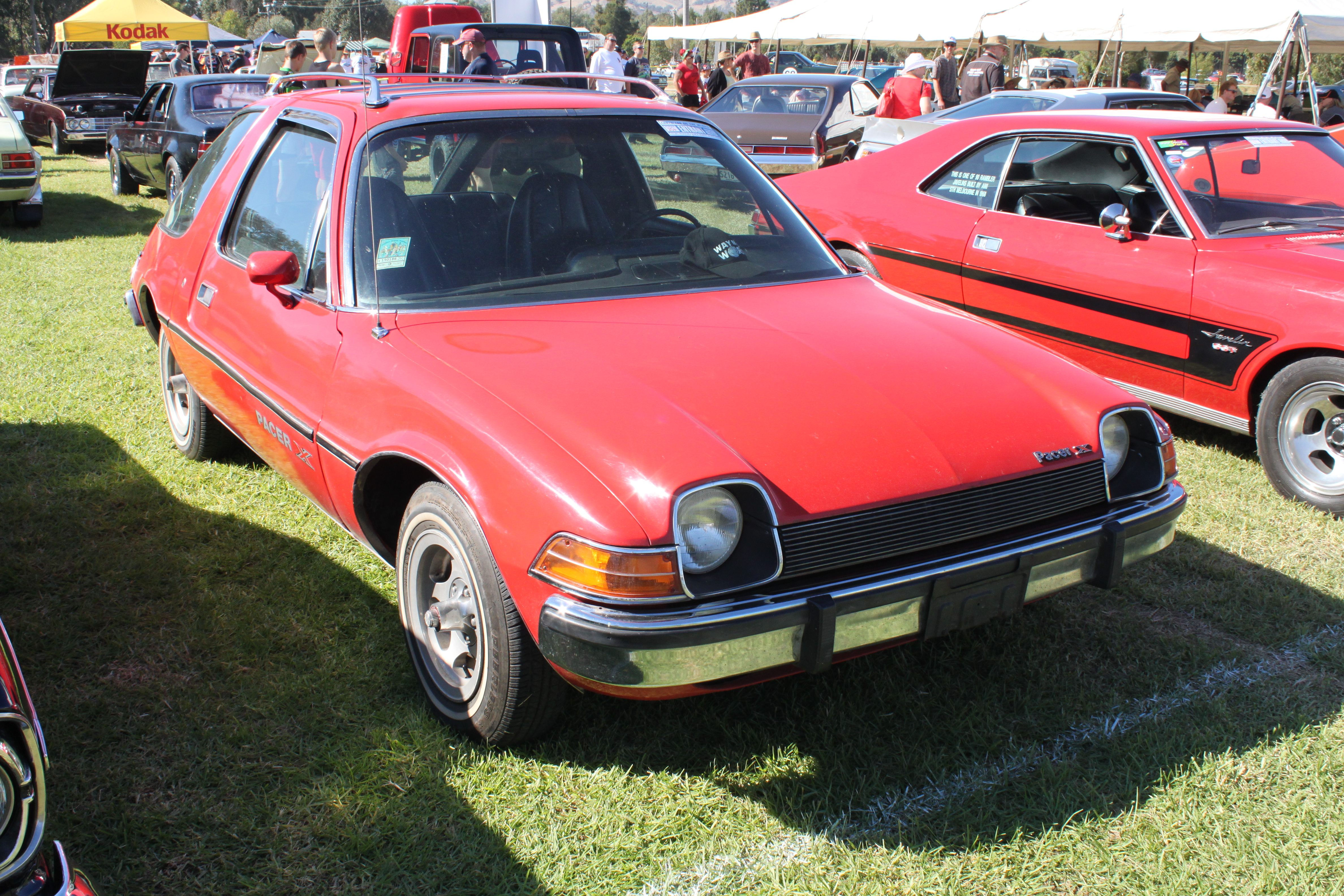
AMC Pacer Х

Але керівництво компанії скептично ставилося до результату опитування і відправляє прототип в Даллас на аналогічний опитувальник, але й там всі були в захваті від автомобіля. У підсумку Чапін дає зелене світло автомобілю і підбирає для нього більш відповідне ім'я - Pacer, яке перегукується з назвою Hudson Pacemaker початку 50-х. Спочатку автомобіль планувалося серійно оснащувати роторним двигуном, однак, підрахувавши свої гроші, прийшли до висновку, що вигідніше буде купувати двигуни Ванкеля у компанії General Motors, яка вела свою програму впровадження такого двигуна для своєї моделі Vega. Але ембарго і запеклі норми вихлопу ставлять хрест на проєкті, оскільки цей тип двигуна був схильний до зайвої ненажерливості, General Motors відмовляється від мотора, навколо якого і був побудований майбутній автомобіль фірми АМС. Спеціалістам American Motors доводиться в терміновому порядку переробляти передню частину автомобіля під свій 3.8 л рядний шестициліндровий двигун. Але інженери впоралися в поставлені терміни, і 28 лютого 1975 року анонсується нетиповий для американського ринку авто, при компактній довжині в 4.3 м і базі коліс в 2.54 м машина була надзвичайно широка - майже 2 м (1.96 м), всього на 6 см вужча здоровенного Cadillac Fleetwood Brougham. Головною фішкою екстер'єру стала наявність не рівних по довжині бічних дверей, з пасажирської сторони двері були на 10 см довші, щоб забезпечити більш зручну посадку-висадку заднім пасажирам з більш безпечної сторони, тобто тротуару. Дизайнерськими знахідками були: установка ламінованого лобового скла над частиною двигуна і потужна дуга безпеки, що проходила від середньої стійки через весь дах до стійки з іншого боку, передні двірники при вимкненому стані ховалися під капотом, що було в новинку і допомагало знизити Сх кузова до 0,32. Двері автомобіля мали бруси безпеки, приварені по краях дверей зсередини, з технічних новинок крім невдалого роторного двигуна була наявність рейкового рульового управління, яким до цього хизувався з американців тільки Ford Pinto.
Автомобіль пропонувався в декількох комплектаціях: базова, що не мала додаткового позначення, слідом за нею йшов варіант "Х", який мав спортивний імідж, така машина оснащувалася роздільними сидіннями з вініловою обробкою, спортивним кермом, підлоговим розташуванням важеля 3-ступінчастої механіки (у базовій версії важіль КПП розташовувався на рульовій колонці), стабілізатором спереду і більш жорсткими пружинами. Слідом йшла версія D/L з обробкою салону під дерево і сидіннями, обшитими більш дорогою тканиною, додатковою шумоізоляцією і з більш дорогими ковпаками коліс. У Каліфорнії пропонувалася спеціальна версія "Sundowner", яка мала додаткові молдинги на бамперах, багатшу оббивку сидінь, електрорегулювання правого дзеркала, омивач і двірник заднього скла, зовні її можна було впізнати за дисками з іншим малюнком і покришками з білою боковиною, також на даху штатно були встановлені рейлінги для багажу. Попит на машини перевершив всі очікування, в перший рік було продано понад 145 000 екземплярів цієї моделі, причому люди просили взяти за програмою "трейд-ін" їхні "Кадиллаки" і "Лінкольни", що було дуже несподівано для дилерів фірми.

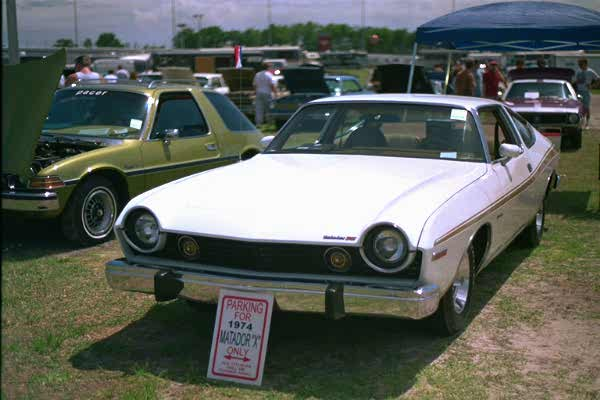
AMC Matador Coupe X

Модель Hornet обзаводиться новими ґратами радіатора, з технічних новинок - автоматичний овердрайв фірми Laycock de Normanville, як і на Gremlin, підвищувальна передача автоматично включалася, якщо водій до цього натискав кнопку на панелі приладів. Коли машина набирала на 3 передачі швидкість в 56 км на годину, механізм автоматично включався, економлячи тим самим паливо, відключалася система після того, як машина знижувала швидкість нижче 51 км на годину, також машину оснастили електричним запалюванням і каталізатором. Система блокування запалювання машини, якщо водій не пристебнувся, була замінена на зумер, який огидно пищав. З Matador взагалі ніяких зовнішніх змін не відбувалося, після вдалого старту продажі моделі взагалі просіли, купе ледве розійшлося тиражем в 25 000 примірників, виною в тому числі були і невдачі в спорті. Matador Coupe, на якому виступала команда Роджера Пенске, всього один раз змогла піднятися на п'єдестал пошани за 1974 рік, в 1975 році Боббі Еліссон зміг тільки тричі за весь сезон зайнятий призове місце, не допомогла продажу і чергова "Бондіана", в якій відразу декілька автомобілів марки АМС виступало в головних ролях, так лиходій Скараманга із серії "The Man with the Golden Gun" ("Людина із золотою зброєю") втікає від Бонда на AMC Matador Coupe, який був здатний трансформуватися в літак. В тому фільмі взагалі широко застосовувалася продукція компанії АМС.
Установка каталізаторів знизила потужність, тепер базовим для Matador стає 4.2 л двигун, який розвивав всього 95 к.с., 5.0 л мотор і зовсім видавав 120 к.с., а мотор 6.6 л був вилучений із виробничої програми, тому що тільки 4 людини вибрало купе з таким мотором, так що тепер роль найбільшого мотора дісталася 5.9-літровому двигуну, який в найпотужнішій своїй версії видавав всього 180 к.с.. Оскільки Ambassador пішов у небуття, то роль флагмана тепер виконував Matador з кузовом седан і універсал, який отримав, як і всі інші моделі фірми, електронне запалювання і каталізатор, також як стандартне оснащення топова модель отримує радіальні покришки. На загальному тлі падіння попиту на автомобілі в США фірма закінчує 1975 рік зі збитком в 27.5 млн доларів.

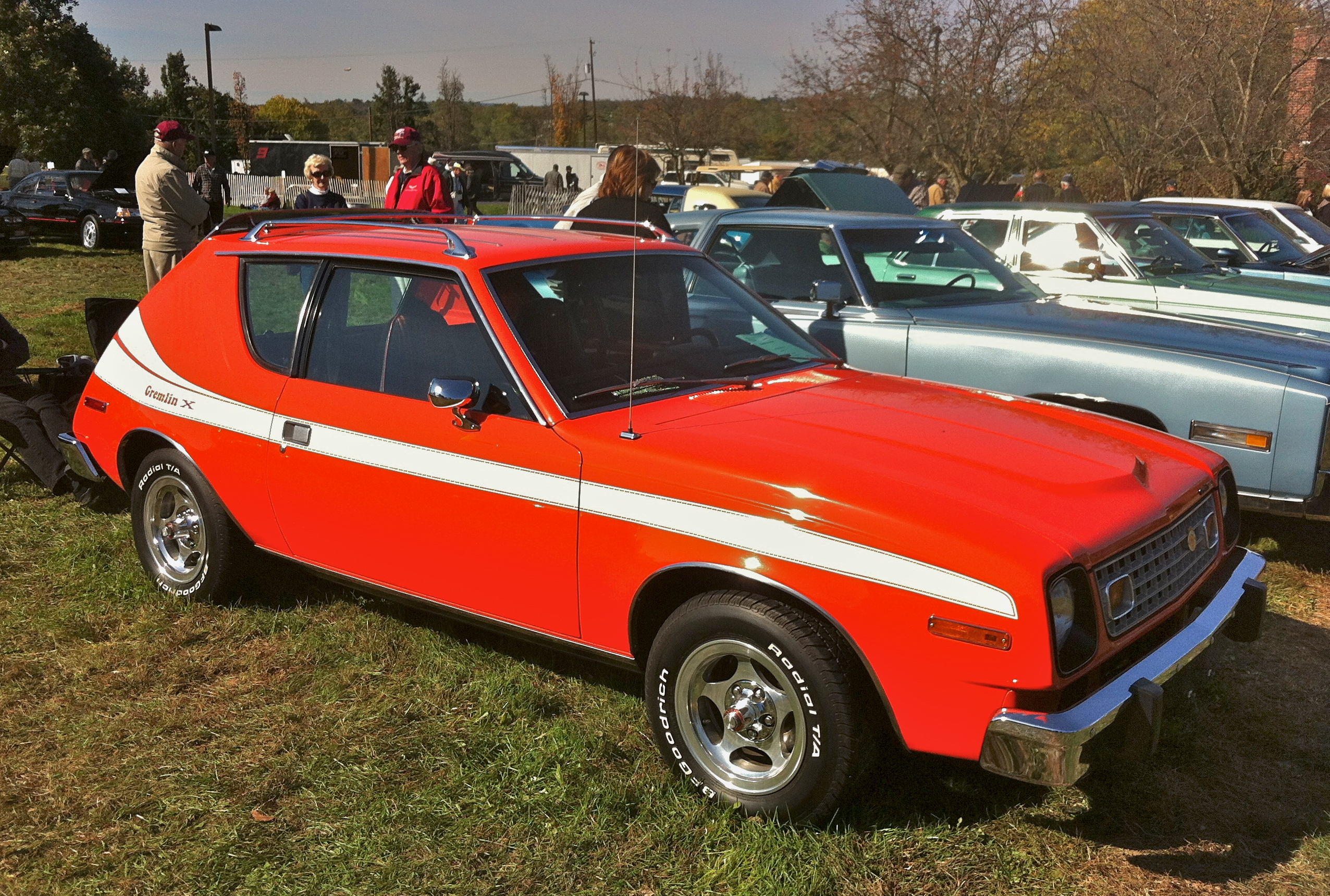
AMC Gremlin X

У 1976 році модель Gremlin отримує нове оформлення передка, крила стали вищими, передні фари отримують окантовку овальної форми замість круглої, поворотники квадратну форму змінили на круглу, реалізувавши до середини року всього близько 800 автомобілів з V8, компанія вирішує зняти з виробництва цю версію, попутно решта версій отримують 4-ступінчасту механіку фірми Borg Warner. У добавок до версій "X" і Levi's додається топова - Custom, яка відрізнялася більш багатою обробкою салону, так сидіння трохи іншої комфортабельної форми були оббиті смугастою тканиною "Потомак", кермо і карти дверей також отримали нове оформлення. Кузов також зазнав "подорожчання", ця версія мала іншу решітку радіатора і додаткові молдинги на кузові, ціна на цю версію досягла майже 3200 доларів, однак через низький попит незабаром на всі модифікації цієї моделі була знижена ціна.
Pacer на другому році життя обзаводиться більш потужним мотором, об'ємом 4.2 л і потужністю 120 к.с., оскільки машина вийшла важкою, то базового 3.8 л мотора, потужністю 95 к.с., не вистачало для неї. Пропонувався 4.2 л мотор і в більш слабкій версії, який розвивав 100 к.с., але його перевага над 3.8 полягала в більшому крутному моменті. Не дивлячись на новий, більш потужний, мотор і позитивні відгуки автомобільної преси, продажі новинки знизилися до позначки в 117 000 примірників. У цьому ж році з'являється цікава тюнінгова версія, фірма Carl Green Enterprises з Каліфорнії встановлює в компакт-кар V8, об'ємом 6.6 л, для цього Карлу Гріну доводиться розварювати крила як спереду, так і ззаду, щоб розмістити широченні покришки з 50 см профілем. Всього приятель Тіга виготовив близько 150 подібних монстрів.

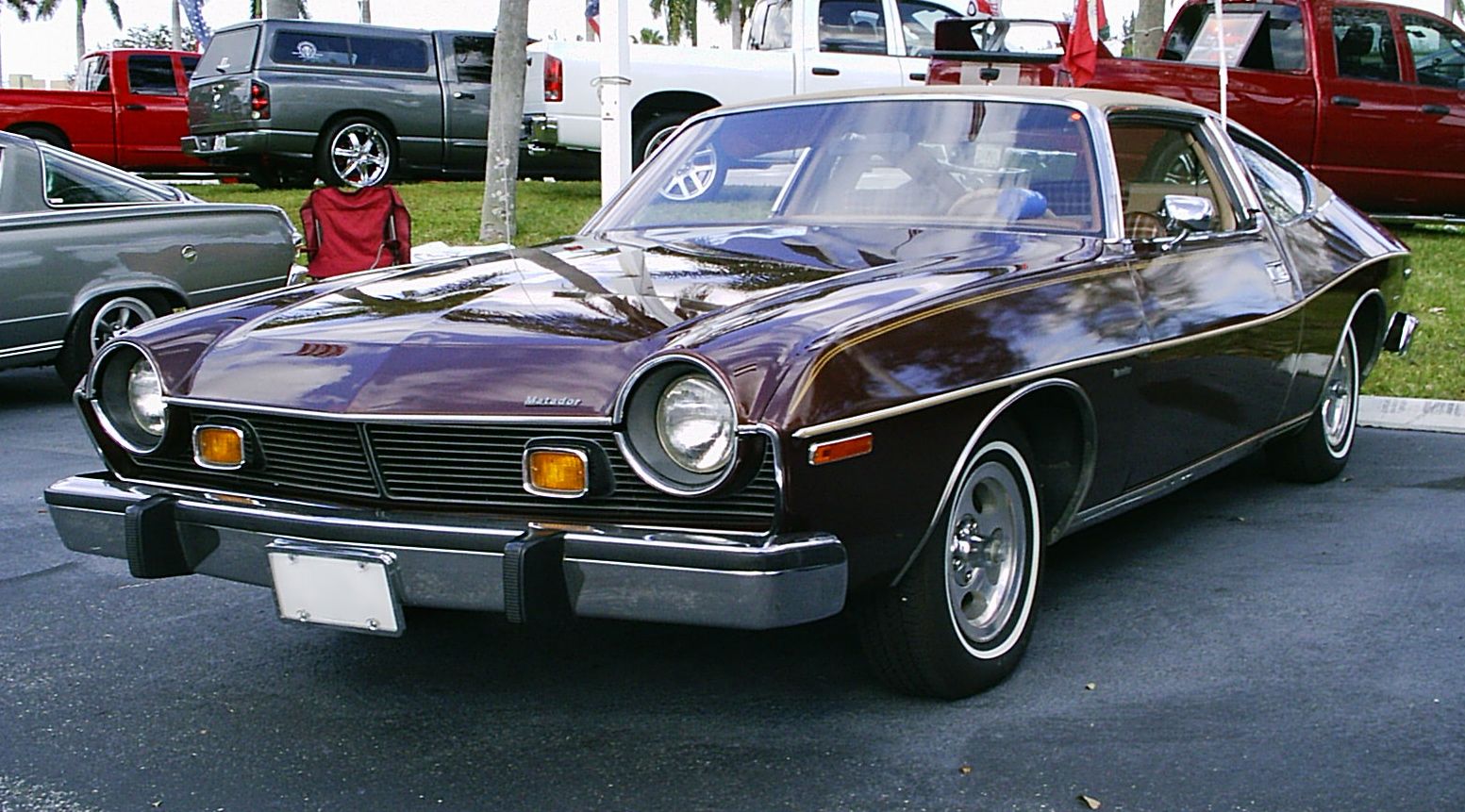
AMC Matador Coupe Barcelona

Модель Hornet вже сім років як була представлена на ринку, при цьому вона жодного разу не піддалася глибокій модернізації. Модель Hornet Sportabout перестає бути єдиним компактним універсалом на американському ринку, тому для залучення клієнтів в шоу-руми АМС було вирішено додати деякі опції для наявних пакетів. Так варіант "Х" став володарем даху, покритого вінілом, на вибір пропонувалося шість відтінків, також цей варіант отримує 14" колеса взамін 13". Седани і універсали Matador в черговий раз проходили повз модернізацію (за винятком того, що у універсала багажні двері можна було відкривати або вниз, або вбік завдяки спеціальному механізму), чого не скажеш про версію купе, яка отримала нову решітку радіатора з прямокутними поворотниками в ній. У купе пропадає версія "Х", роль спортивного варіанту дістається комплектації Brougham, покупці якого могли замовити 14" алюмінієві диски, радіальні покришки (які знову стали опцією), спортивні сидіння, жорстку підвіску і смуги на кузові. Спеціальна версія Oleg Cassini припинила своє існування, зате з'являється варіант Barcelona - салон цієї машини мав пишні за формою сидіння, які оброблялися або світло-коричневим, або чорним матеріалом, килимове покриття було більш густим і з довгим ворсом, зовні машину можна було впізнати за ковпаками коліс світло-коричневого або чорного кольору і жовтою та червоною смугами на кузові. Якщо машина фарбувалася в світло-коричневий колір (один з двох можливих), то декор кузова забарвлювався в тон кузова, на зразок як у версії Oleg Cassini елементи декору фарбували в мідний колір.
Але, не дивлячись на всі хитрощі, продажі купе падали, плюс на репутацію автомобіля негативно зіграли постійні поломки в гонках спортивних версій тієї моделі, через що за цілий рік гонщики не змогли зайняти ні однієї призової позиції, після чого АМС вирішує піти зі світу спорту, а Роджер Пенске пересідає на автомобілі марки Mercury. На виробництві моделі Matador Coupe компанія втрачала по 600 доларів з кожної проданої машини, ситуацію для компанії посилили дефекти кисневого датчика у проданих в 1975 році автомобілів, оснащених каталізатором, через що довелося проводити відкличну кампанію, що в підсумку додало витрат і фірма закінчує рік зі збитком в 46 млн доларів, скоротити які були не в силах збільшені продажі автомобілів марки Jeep і непоганий куш з проданих автобусів, виготовлених відділенням AM General.

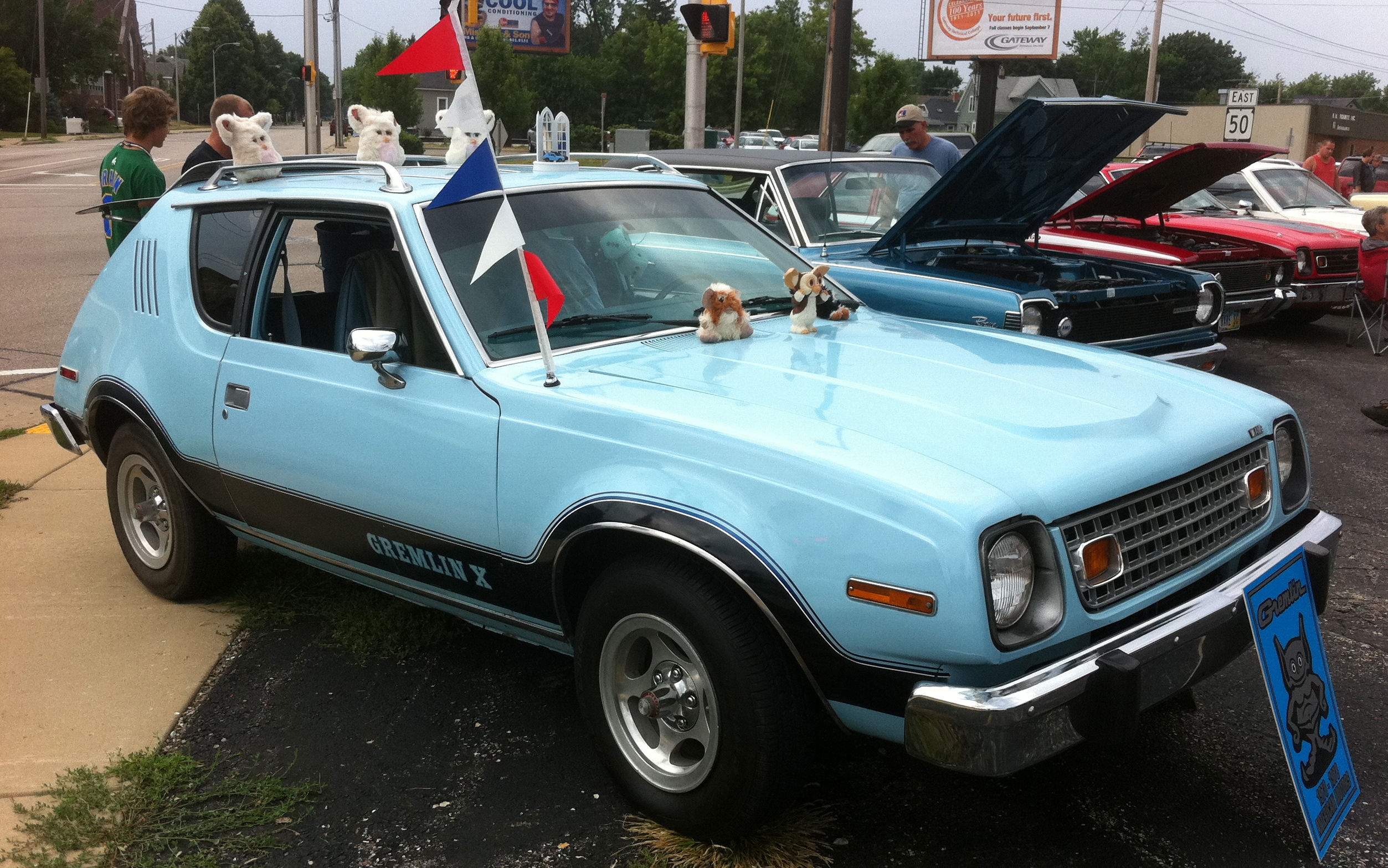
AMC Gremlin X

У 1977 році нарешті виділяються гроші для оновлення моделі Gremlin, машина коротшає на 10 см за рахунок передка, крила стають вищими і вищою стає решітка радіатора, задня частина теж не залишилася без змін: позаду встановили більший багажний люк і змінили форму задніх фар, розміщених нижче. Лючок бензобака переїхав за номерний знак, до цього він розташовувався на задньому крилі збоку. З середини року стала пропонуватися більш економічна версія автомобіля. Не маючи грошей на розробку власного 4-циліндрового двигуна американці вирішуються на покупку 4-циліндрового мотора, об'ємом 2.0 л, у німців. Вибір припав на фірму Audi, приналежну давньому конкурентові компанії в сегменті компактних автомобілів - Volkswagen. Цей двигун був розроблений компанією Porsche і ставився не тільки на автомобілі з Інгольштадта, але і на автомобілі марки Porsche моделі 924 (що не заважало зустріти цей самий мотор на вантажівках VW LT). Але американці вирішили ставити на двигуни, які стали випускати власними зусиллями, не механічне уприскування K-Jetronic, яким хизувалися німецькі "родичі", а карбюратори, тому мотор АМС розвивав всього 80 к.с. замість покладених 95. Проте виробництво цього двигуна обходилося дорожче власної рядної шістки, тому самий слабший і економічний мотор ставився тільки на замовлення і на дорогі версії. Найдорожчий варіант був найповільнішим на трасі і до ста розганявся за 20 секунд (поступаючись понад 6 секунд 6-циліндровій моделі), особливо, якщо машина була обладнана коробкою автомат, що ніяким позитивним чином не позначалося на залученні клієнтів до лав володарів 2.0-літрового варіанту, яких продали за 1977 рік всього в районі 7 000 примірників. 2-літровий варіант також серійно комплектувався 4-ступінчастою КПП від Borg Warner, але більш скромної моделі.

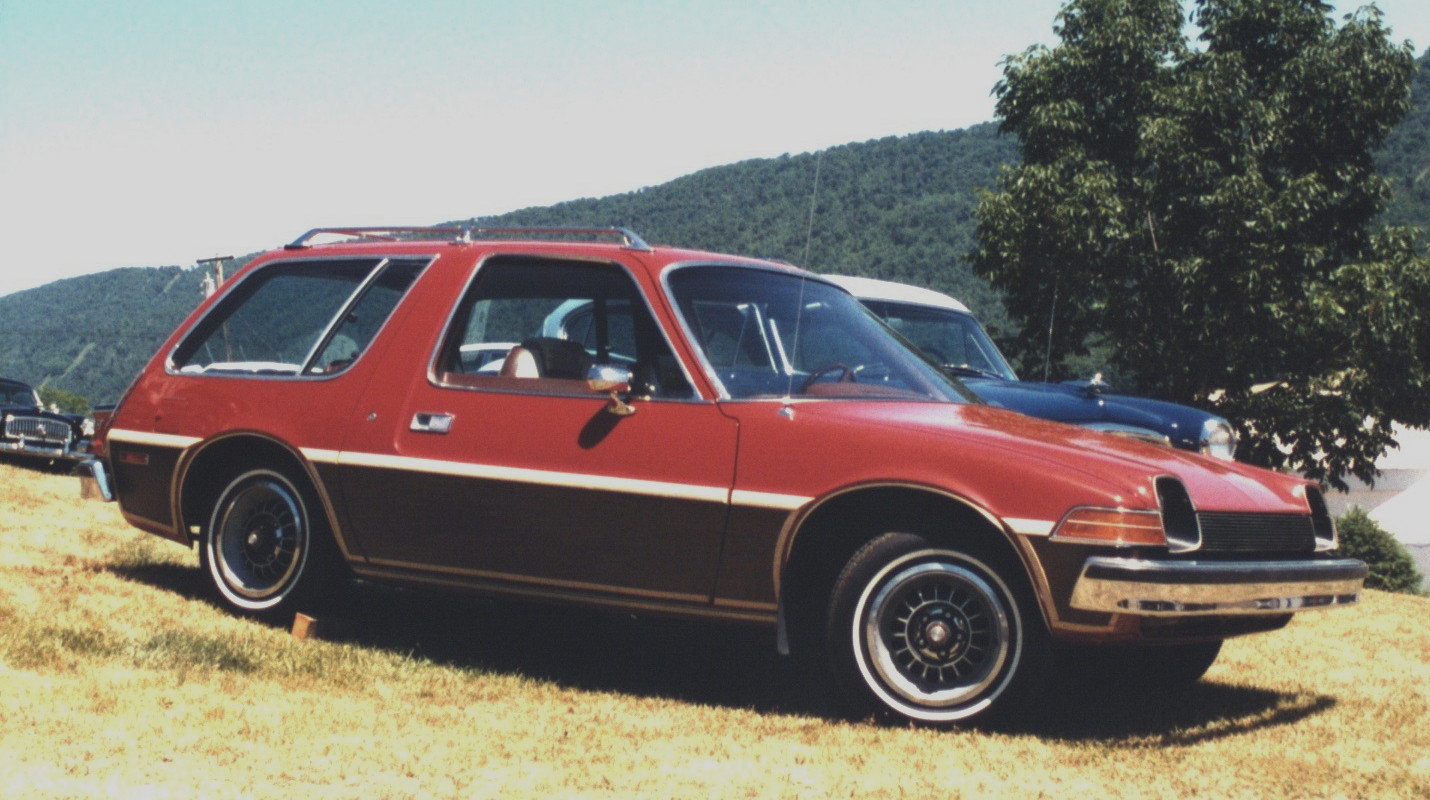
AMC Pacer Wagon Woodie

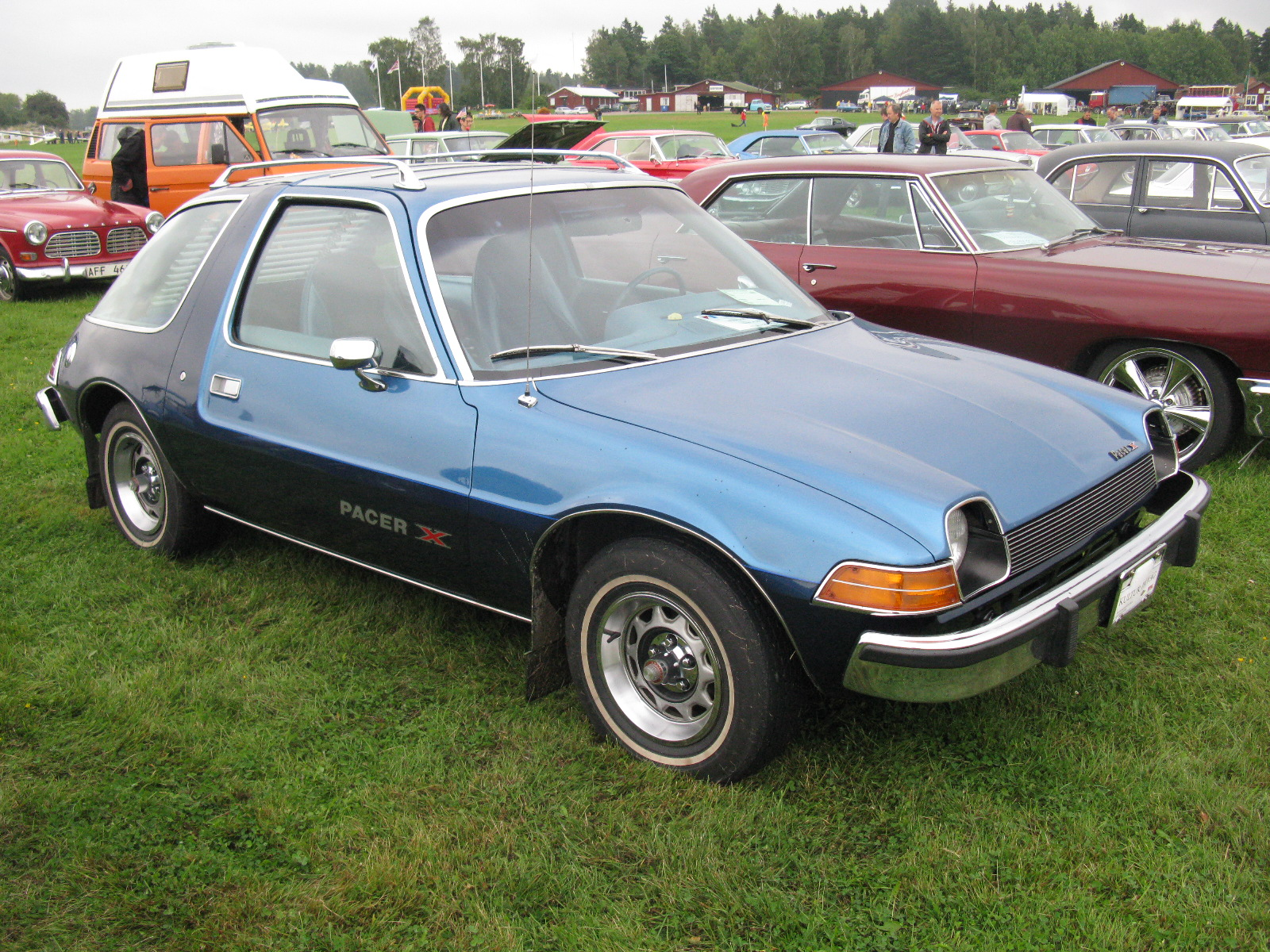
AMC Pacer X з двокольоровим розфарбуванням

Pacer отримує родича з кузовом універсал, який був подовжений на 12.5 см. Нова версія виглядала куди гармонійніше і розпродавалася майже вдвічі краще хетчбека (37000 проти 20000 проданих за 1977 рік). З опційних новинок з'явився пакет Levi's, який мав той же набір функцій, що і модель Gremlin. Універсали можна було замовити з обробкою нижньої частини кузова під дерево, за традицією це була плівка фірми 3М, хетчбеки стали пропонуватися в двокольоровій гамі: частину дверей і переднього крила разом з капотом і дахом забарвлювали в один колір, а інший метал - в контрастний.

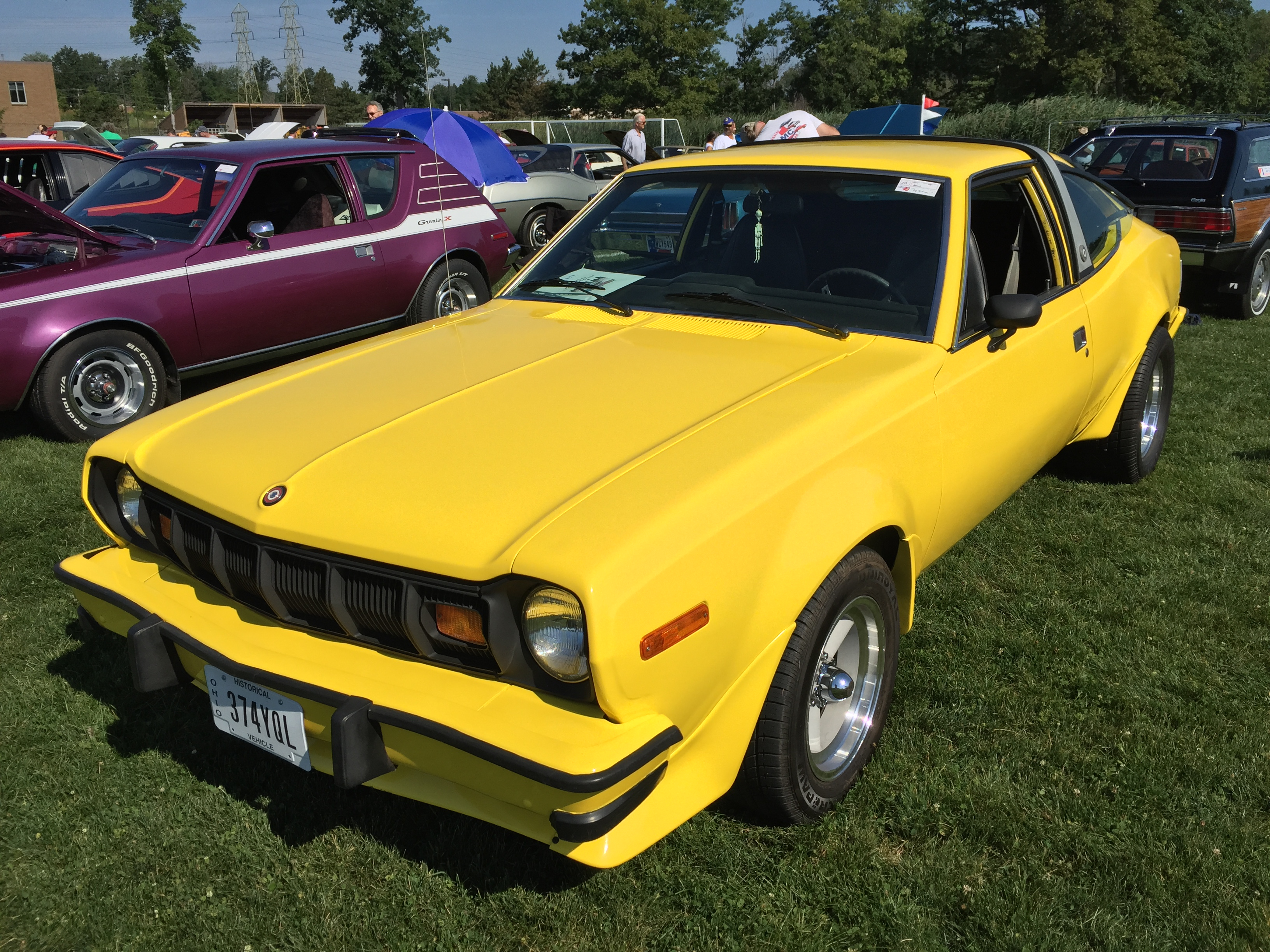
AMC Hornet AMX

Hornet обзаводиться спортивною версією АМХ, це був Hornet з кузовом хетчбек, який отримав спортивний обвіс, розширені арки коліс, решітку заднього вікна, алюмінієвий декор середньої стійки, що імітував кузов типу тарга, і бампери, пофарбовані в колір кузова. У водія була чорна панель приладів з тахометром і спортивним кермом. Базовим був 3.8 л двигун, оснащений 4-ступінчастою механікою, двигуни 4.2 л і 5.0 л можна було замовити за доплату, але комплектувалися вони тільки автоматичною коробкою передач. Двигун, об'ємом 5.9 л, більше не пропонувався для цієї моделі взагалі.

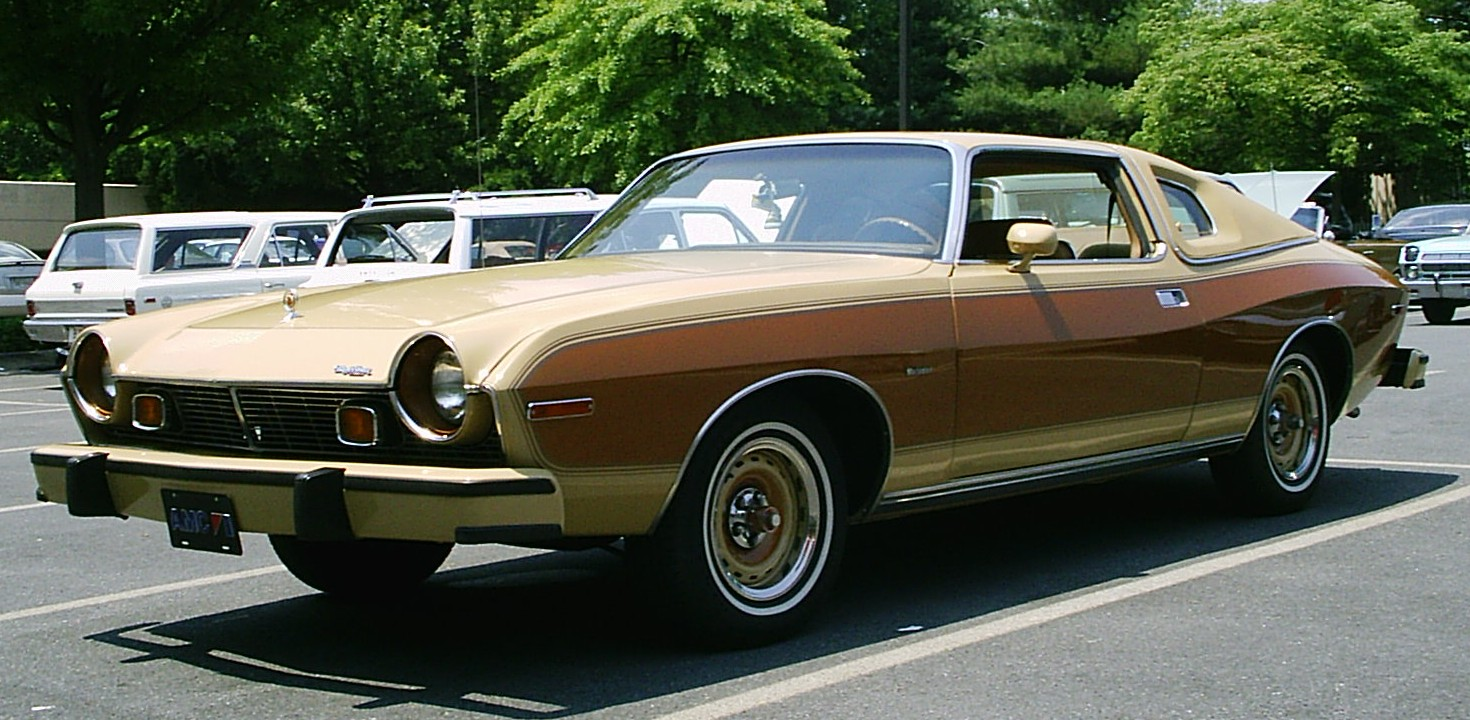
AMC Matador Coupe Barcelona II

У моделі Matador Coupe 5.9 л ще пропонувався на вибір, але потужність його була всього 129 к.с., 5.0-літровий мотор розвивав 126 к.с., що тим самим ставить під сумнів доцільність володіння автомобіля з топовим мотором. Версія Barcelona отримує додаткові опції, і тепер називалася Barcelona II, її головною відмінністю від торішньої моделі стала наявність даху, виконаного в стилі "ландау", тобто закритий задній дах був набитий м'яким матеріалом і покритий вінілом, тим самим імітувався відкидний верх, позаду з боків дизайнери встановили так звані "оперні" віконця. Barcelona II забарвлювався в чотири кольори, в колір кузова забарвлювалися і бампери, а також корпуси дзеркал, які тепер мали електричне регулювання. У колір кузова забарвлювалися і безелі фар, а також спиці 15" дисків, одягнених у покришки-вайтволли. Елісон, що ганяв до цього на автомобілях марки АМС, вмовляє керівництво компанії підтримати його в цьому сезоні NASCAR, боси АМС йдуть йому на зустріч, і для кільцевих гонок підготовляється три автомобілі. Елісон приходить у п'ятірці найкращих в 30 змаганнях, проте найкращий результат, який він зміг показати, було друге місце в Нешвіллі. 1977 рік став остаточною датою, коли АМС покинула світ гонок і більше туди не поверталася. Седани й універсали серії Matador тепер пропонувалися тільки з автоматичними коробками передач.
Головною новиною в житті компанії стала зміна президента, в травні 1977 року Вільям Люнебург йде на пенсію і на його місце обирається Джеральд Мейерс. При новому президентові компанія закінчує рік з прибутком в 8 млн доларів, сума невелика для великої фірми, але це краще, ніж працювати в збиток. Компанію рятують військове і автобусне відділення AM General, а також фірма Jeep.

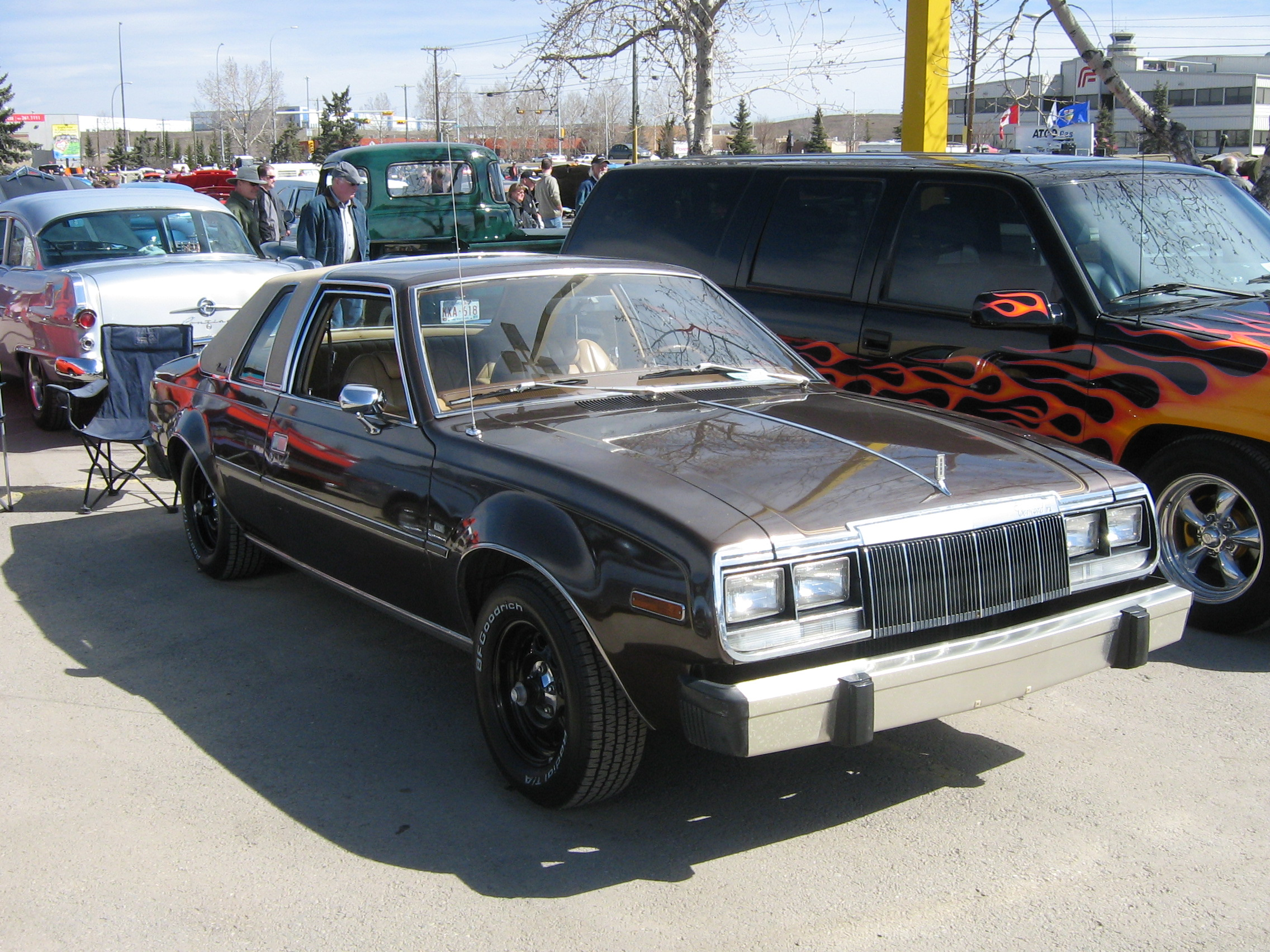
AMC Concord D/L з 2-дверним кузовом седан

Головною новинкою модельного ряду 1978 року стає нова модель АМС - Concord, що з'явилася наприкінці 1977 року, яка змінила модель Hornet, що випускалася з кінця 1969 року. Назвати новою машину можна було з дуже великою натяжкою, оскільки по суті це був той же Hornet, але з передніми крилами від моделі Gremlin і виготовленими заново ґратами радіатора і капотом, задня стійка даху седана оброблялася вінілом, набитим м'яким матеріалом. Салон був також оновлений, машина повинна була стати більш люксовою, так що при її виготовленні застосовувалися більш якісні матеріали, також поліпшили шумоізоляцію салону. Підвіска, як спереду, так і ззаду, також відзначалася від попередника, упор був зроблений на комфорт, двигуни залишилися колишніми, тобто 3.8 л, 4.2 л і 5.0 л, за замовленням можна було оснастити автомобіль і 80-сильним 2-літровим мотором від Gremlin. Вибір кузовів залишився колишнім, тобто седани (2- і 4-дверні), універсал і купе-ліфтбек, який по-колишньому пропонувався у варіанті АМХ. Машини пропонувалися в базовій версії, спортивній - Sport (мала смужки на кузові і оснащувалася кондиціонером і круїз-контролем) і топовій - D/L (велюрова оббивка, вініловий дах у купе і "оперні" віконця ззаду, пофарбовані в колір кузова ковпаки, обробка під дерево). "Нова" модель викликала інтерес у публіки і перевершила всі очікування нового президента, який і санкціонував появу цієї моделі, було продано понад 125 000 екземплярів за перший рік, що було вдвічі більше, ніж роком раніше проданих Hornet.

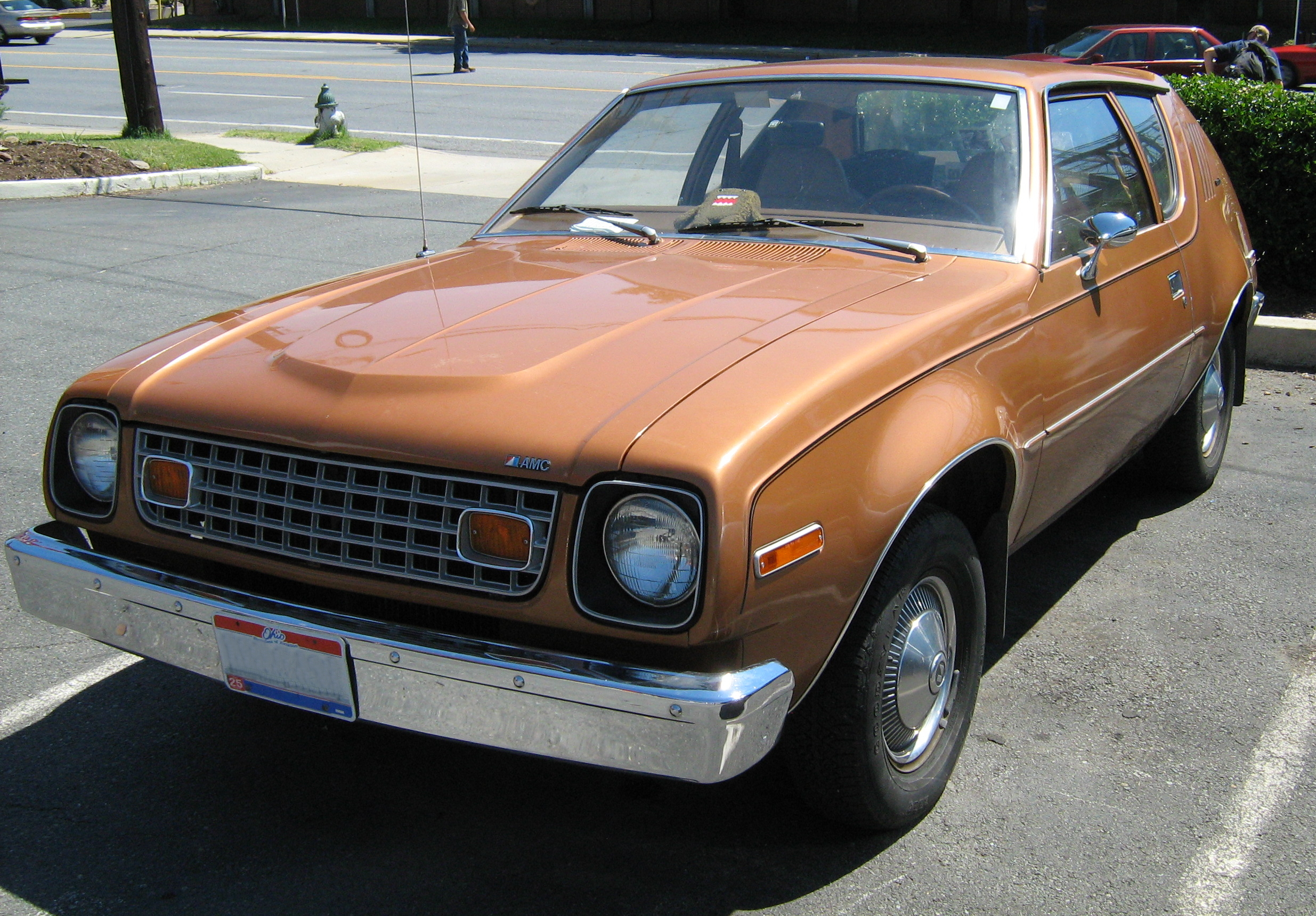
AMC Gremlin

Модель Gremlin отримує панель приладів від нового Concord, також ця модель обзаводиться версією GT з екстер'єром, рясно прикрашеним склопластиком, з нього були виготовлені спойлери під бамперами, пофарбованими в колір кузова, і корпуси дзеркал, також домінувало чорне розфарбування, 14" колеса машини були взуті на п'ятиспицеві диски, пропонувалася ця версія тільки з 4.2 л двигуном. Ця версія стає лебединою піснею моделі, яка в цьому ж році знімається з виробництва, за 1978 рік компанія змогла реалізувати всього 22000 авто.

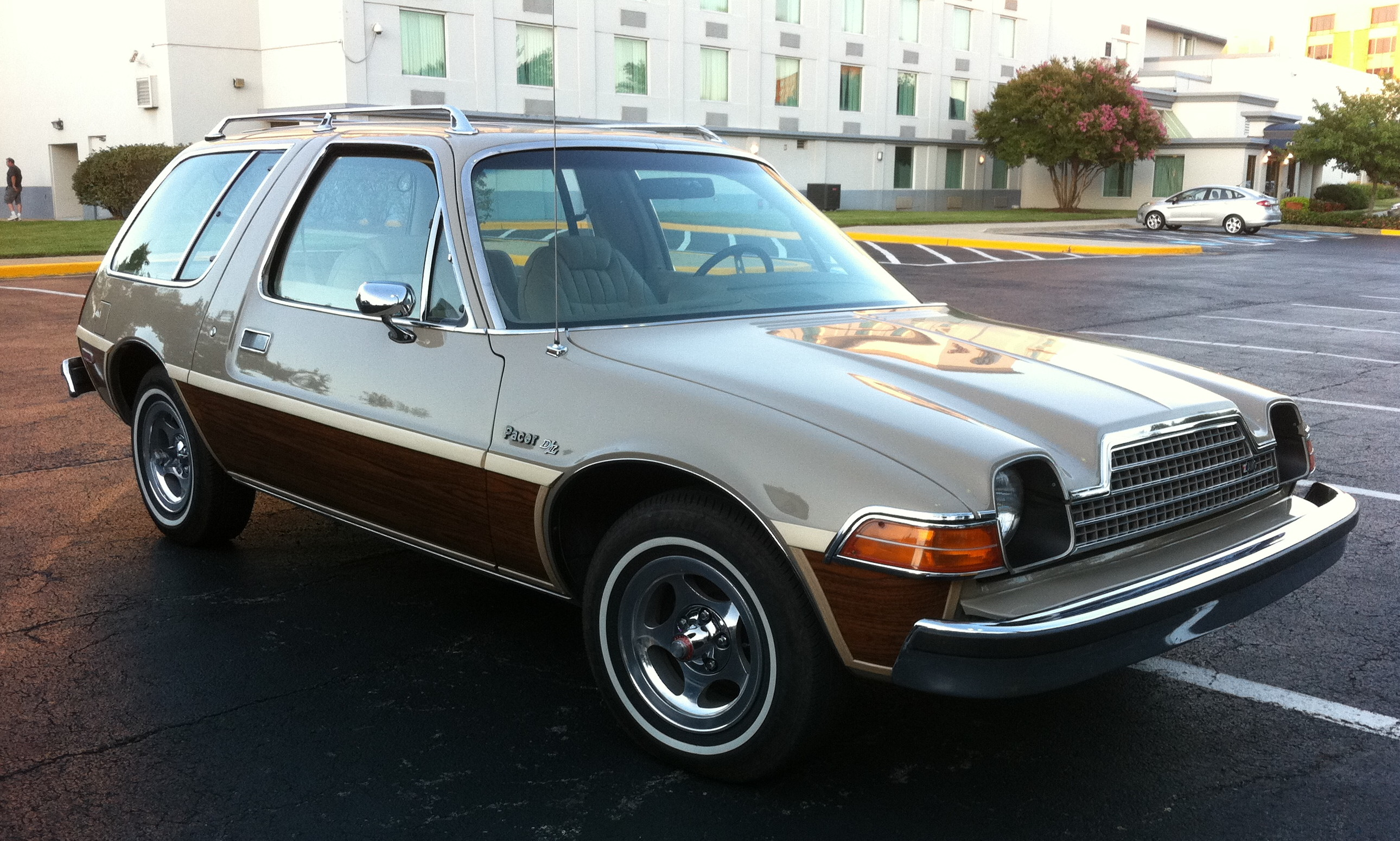
AMC Pacer Wagon X

Pacer останнім з усіх пропонованих автомобілів фірми АМС обзаводиться 5.0-літровим мотором V8. Для установки більш великого мотора треба було змінити форму капота і решітки радіатора, Мейерс вирішив не розділяти дизайн моделі з V8 і дрібнішими моторами, тому передньою частиною з новим оформленням оснастили всі варіанти цієї моделі. Самою топовою стає версія Limited, серед опцій клієнти отримували шкіряну обшивку салону, електричне регулювання склопідйомників, центральний замок дверей, а також регульовану по нахилу рульову колонку. У компанії не знайшлося зайвих грошей на запуск у серію 4-дверної версії цієї моделі, яка можливо привернула б додаткових клієнтів, а поки продажі цієї машини падали, всього 20000 автомобілів змогли знайти своїх покупців, причиною низького попиту була надлишкова обертальність, оскільки мотори були важкі для передка, адже спочатку планувалося ставити двигуни Ванкеля, також від важкого передка страждала рульова рейка, надійність якої так і не змогли поліпшити. У цьому ж році компанія Electric Vehicle Associates переробляє близько ста Pacer в електромобілі, версія хетчбек оснащувалася 20-сильним електродвигуном, а універсал отримав 35-сильний електромотор, але різниця в потужності нівелювалася в спорядженій масі автомобілів, оскільки в універсал помістили куди більше акумуляторів, але показники цих електрокарів, оснащених 3-ступінчастим автоматом, не були настільки видатними, як у Electrosport, без підзарядки машина могла проїхати близько 80 км, а максимальна швидкість при цьому ледь сягала 90 км на годину, популярності цій машині не додавала і ціна на неї, оскільки версія з електромотором була майже в 4 рази дорожчою бензинового донора.

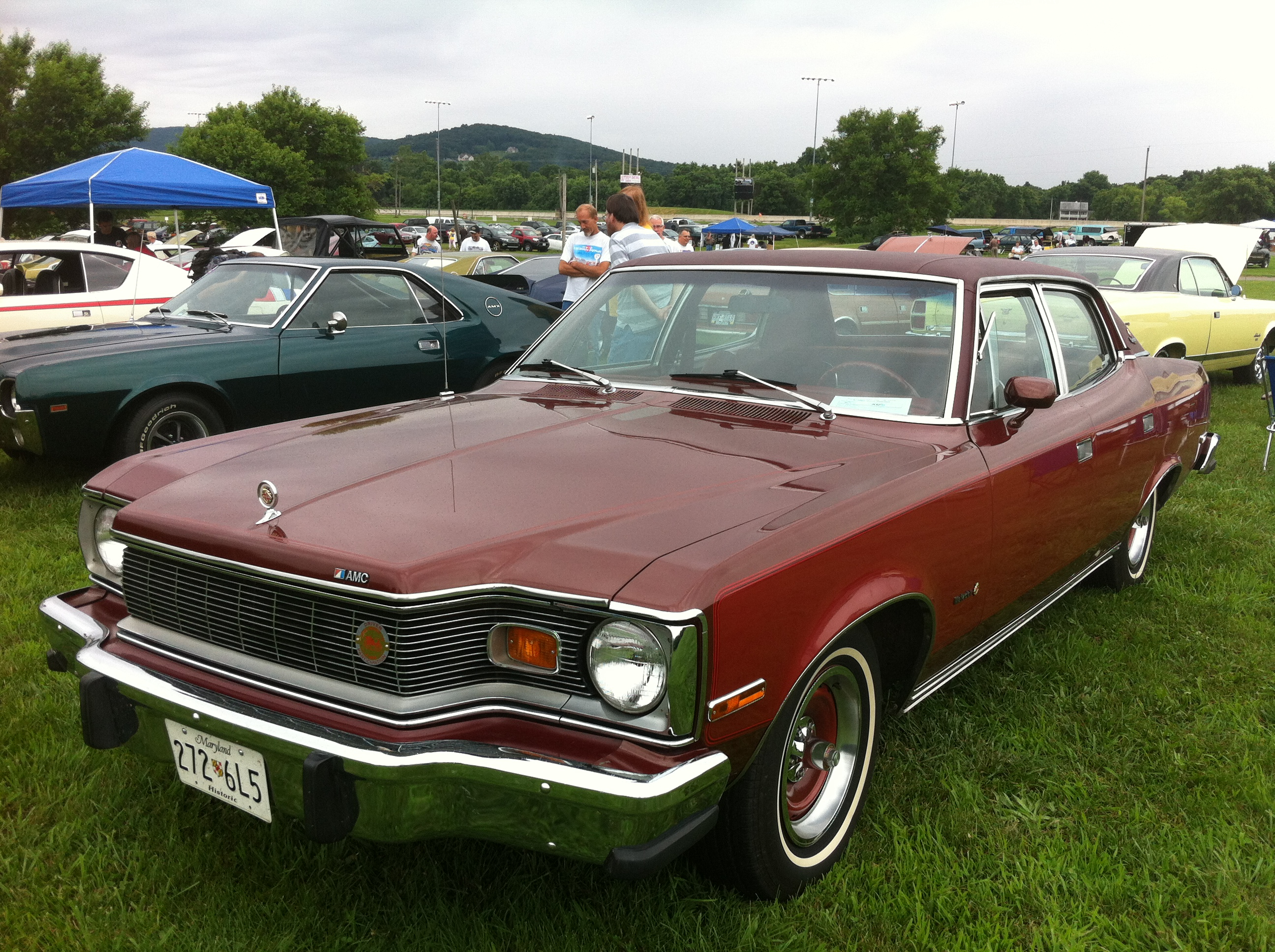
AMC Matador Barcelona II Sedan

У Matador тепер і седан пропонувався в комплектації Barcelona II, так само як і у купе, у неї був дах, покритий вінілом з набиванням, вибір моторів був обмежений всього двома двигунами: 4.2 л, потужністю 120 к.с., і 5.9 л, який тепер знову розвивав 140 к.с., всі автомобілі цієї моделі оснащувалися штатно дисковими гальмами передніх коліс. Однак, як і Pacer, ця машина не користувалася попитом, тому, продавши 10000 машин, з яких тільки одна п'ята значилася за купе, ця модель припиняє своє існування. З цього моменту роль флагмана фірми відводиться більш дрібній за габаритами моделі Concord.
На загальному тлі падіння продажів всіх легкових автомобілів тільки Concord радував своїх босів, плюс компанія Jeep, як і колись, набирала обертів, в цьому році вона реалізувала 168000 примірників, майже на 40 000 більше, ніж було продано автомобілів нової моделі АМС. У зв'язку з тим, що завод в Толедо не справлявся з попитом на позашляховики Jeep, то їх починають виготовляти і на потужностях в Кеноші, оскільки все одно вони не працювали на всю потужність. У жовтні 1978 року Рой Чапін також виходить на пенсію, тепер Мейерс поєднує роль генерального директора і голови правління акціонерів. Отримавши одноосібну владу, Мейерс ошелешує всіх членів правління тим, що вирішив об'єднати зусилля з французькою компанією Renault. По-перше, можна було реалізовувати продукцію американської компанії через дилерську мережу французів, по-друге, таким чином можна було отримати дешеву малолітражну модель для американського ринку і при цьому не витрачаючись особливо на її створення. Саме Renault з трьох фірм, з якими в таємниці велися переговори, в числі яких були Honda, Peugeot і Renault, ще в березні погодився об'єднати зусилля, японці дивилися в бік Британії, а Peugeot націлився на свого земляка - Citroen.

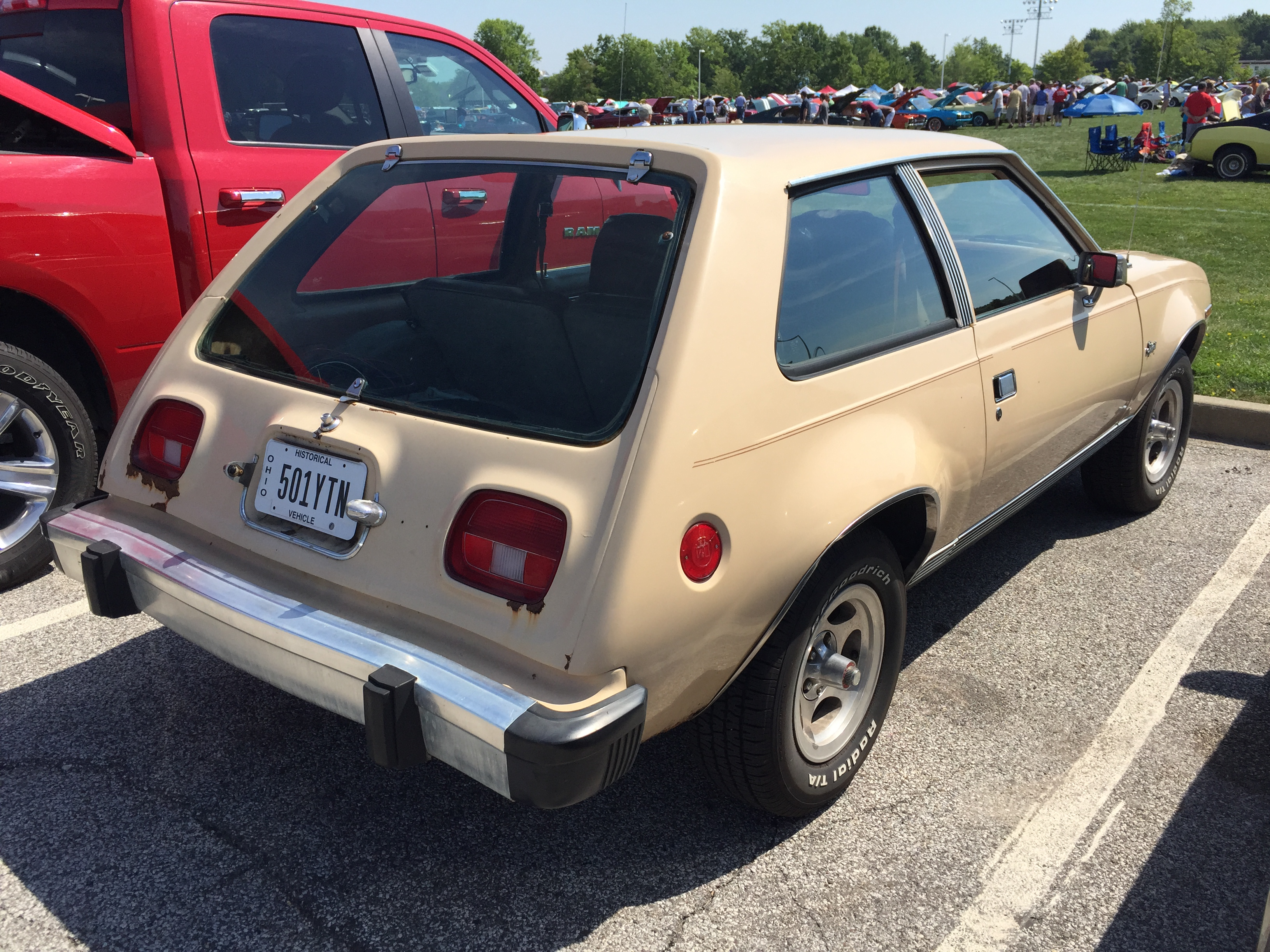
AMC Spirit X Sedan

В середині 1978 року з виробництва знімається модель Gremlin, восени того ж року на зміну їй приходить нова модель, проте, як і у випадку з моделлю Concord, дива не відбувається. У компанії не було грошей, тому нове - це добре замасковане старе. Треба віддати належне майстерності Діка Тіга, який зі старого і знайомого всім Gremlin створив модель Spirit, з першого разу мало хто впізнає в новій машині крила, двері і капот від попередника, оскільки нова задня частина боковини кузова ніяк не асоціюється з "Гремліном", переднє оформлення автомобіля було запозичене у Concord 1979 модельного ряду, а задні фари дісталися від предка, довершували картину легкі за вагою, але масивні по виду, алюмінієві бампери.

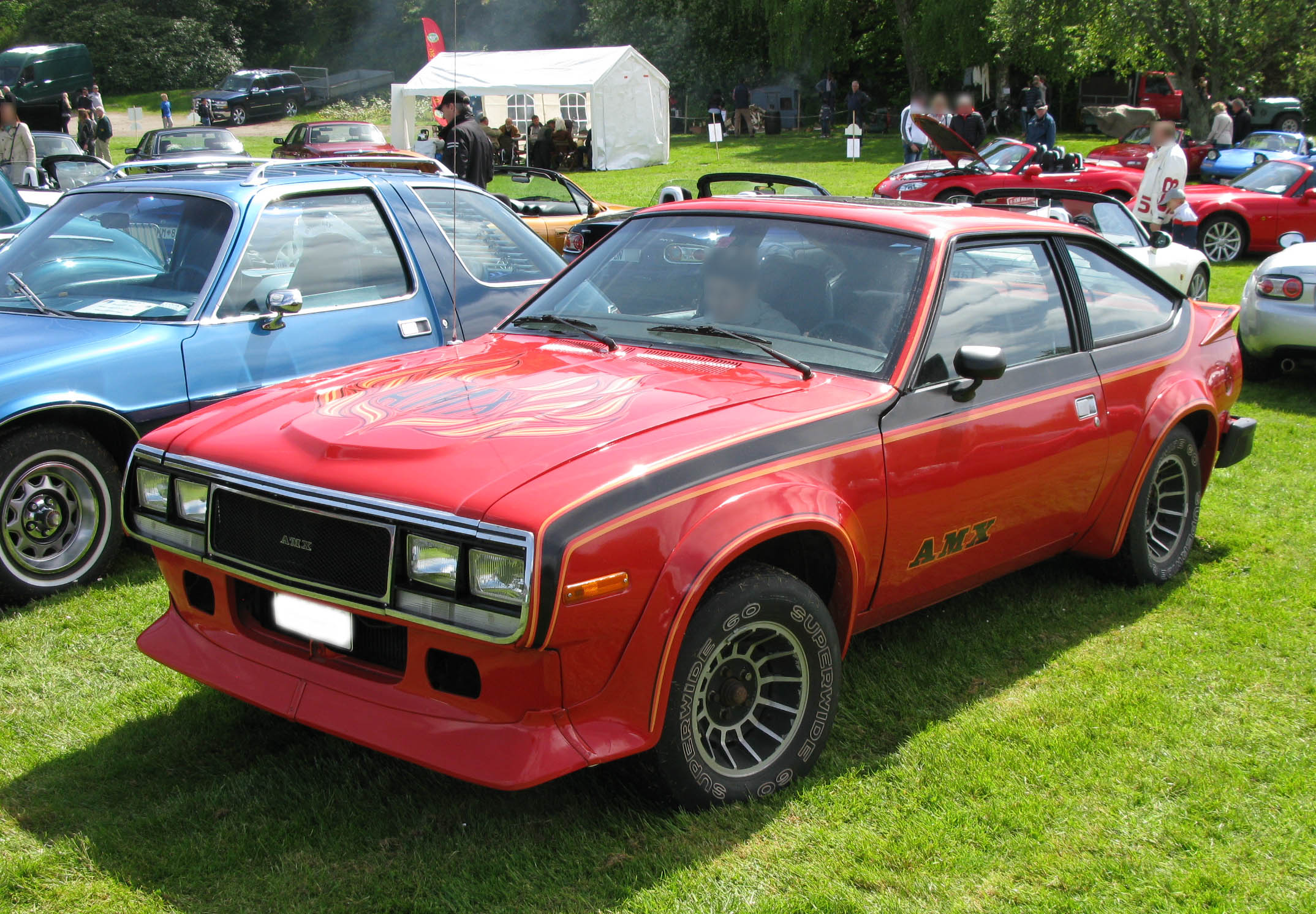
AMC Spirit AMX

Крім хетчбека, який самою фірмою чомусь називався седан, запропонували і ліфтбек, який виглядав куди гармонійніше. Оскільки Мейерс вирішив відійти від іміджу дешевих автомобілів (хоча цінова політика не змінилася), то нові моделі отримують поліпшену обробку салону, більше шумоізоляції, стандартне обладнання було також більш багатим, ніж у попередника. Варіант D/L оснащувався ковпаками коліс в колір кузова, анатомічними сидіннями, обробленими більш дорогою тканиною або вінілом, обробкою під дерево, топова комплектація Limited могла похвалитися шкіряним оздобленням салону, електроприводом двох зовнішніх дзеркал і склопідйомників, кондиціонером, радіосистемою, регульованою по висоті рульовою колонкою. Також існувала версія GT, але тільки у версії з кузовом ліфтбек, в салоні водій мав чорне спортивне кермо, "ралійну" панель приладів на центральній консолі, на багажнику мався спойлер, технічно машина відрізнялася стабілізаторами на обох мостах, більш гострим рульовим управлінням і регульованими амортизаторами. Стандартна ходова частина нової моделі була перероблена на догоду комфорту, однак від задньої ресорної підвіски так і не позбулися, мотори і трансмісії залишилися ті ж: 2-літровий 4-циліндровий "німець", 3.8 л і 4.2 л шістки, а також 5.0 л V8, який пропонувався тільки для ліфтбека, з яким автомобіль розганявся до 100 за 13.6 секунди, як стандартна коробка передач пропонувалася 4-ступенева механіка, а автомат з 3 передачами йшов по замовленню. Якщо роком раніше версія АМХ існувала на базі Concord, то тепер топова модель позбулася цієї версії, яка тепер пропонувалася тільки для Spirit. Spirit AMX - це був той же ліфтбек однойменної моделі, тільки з пластиковим обвісом, литими дисками, взутими в покришки з білими написами на боковинах, на цю версію ставили тільки топові мотори, тобто або 4.2 л, або 5.0 л.

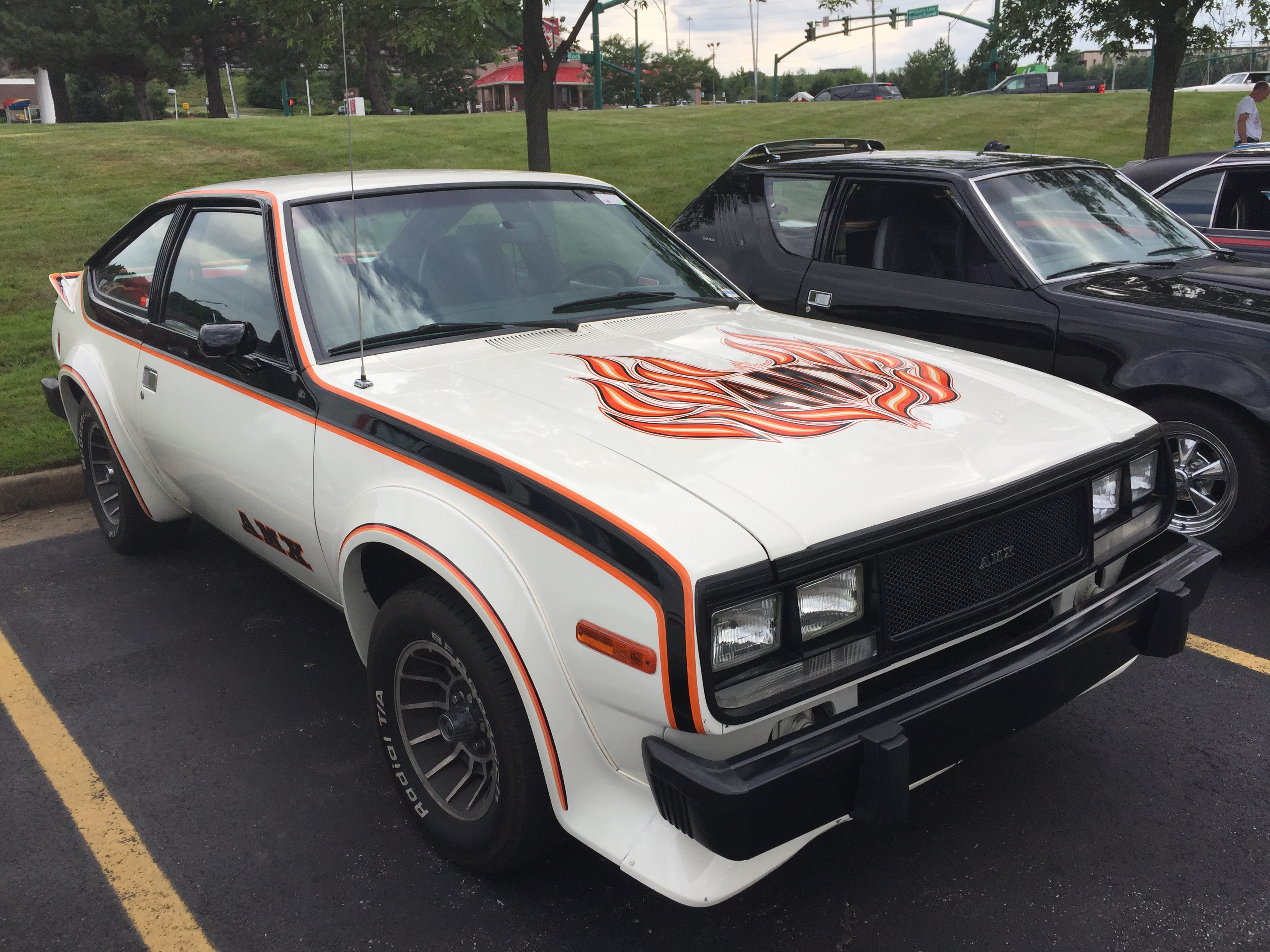
AMC Spirit AMX

Влітку 1979 року фірмі B.F.Goodrich приходить в голову виставити в рекламних цілях американські автомобілі на традиційні 24-годинні гонки "Групи один", що проходили на трасі Нюрбургрингу (на її 22,7-кілометровій версії, яка мала 176 поворотів). Вибір падає на команду "Team Highball", яка ставить ставку на два АМС Spirit AMX, як екіпаж для першої машини вибирають двох професійних гонщиків: Емоса Джонсона (він же господар команди) і Денніса Шоу, напарником яких стає актор Джеймс Бролін (нинішній чоловік співачки Барбари Стрейзанд). Другий екіпаж складався з професіонала Джима Даунінга, відомого в США автомобільного журналіста Геррі Уінтценбурга (який мав досвід гонщика) і Лінн Джеймс, ця жінка є однією з семи гонщиць жіночої статі, що брали участь в Інді 500. Вона двічі вигравала в 24-годинному марафоні в Дайтоні і один раз в 12-годинних гонках Себрінга. Змагання проходило в жовтні 1979 року, всього за три тижні до гонок були вибрані і підготовлені два п'ятилітрових Spirit AMX з 4-ступінчастою ручною КПП, автомобілі навіть не встигли обкатати і випробувати, оскільки судном були відправлені в Європу, не краще йшли справи і з гонщиками, вони ніколи до цього не брали участь у марафоні Нюрбургринга, тому заздалегідь прибули туди, щоб на орендованих автомобілях з картами в руках притертися до траси, проте запам'ятати всі 176 поворотів було практично нереально за такий короткий час. Один із завсідників траси, однорукий німець, взявся допомогти янкі вивчити всі нюанси траси. На кваліфікації потужні американські машини показали хороший результат, оскільки потужний двигун дозволяв на прямій йти від команд, виступаючих на звичних для траси Audi, BMW, Opel або Ford, з 120 заявлених екіпажів американці показують час для 20 і 21 позиції. Автомобіль першого екіпажу налаштували для відриву конкурентів на прямій, оскільки господарі команди показали кращий час і головна ставка була зроблена на них. Однак під час гонок, які проходили в густому тумані, у автомобіля швидко вийшли з ладу регульовані амортизатори і стало прослизати зчеплення, у другого автомобіля, за кермом якого був у той момент Уінтценбург, справи йшли не краще, механіки залили не ту гальмівну рідину і гальма просто пропали, під час піт-стопа механіки так і не змогли побороти гальмівну систему, так що довелося регулювати обвіс на ефект гальмування.
Однак, не дивлячись на всі неприємності, через 24 години після старту і 3200 кілометрів гонщики фінішують на 25 і 43 позиції в загальному заліку, і займають перше і друге місця у своєму класі, вперше американські машини брали участь у цих перегонах і вперше зайняли призові місця.

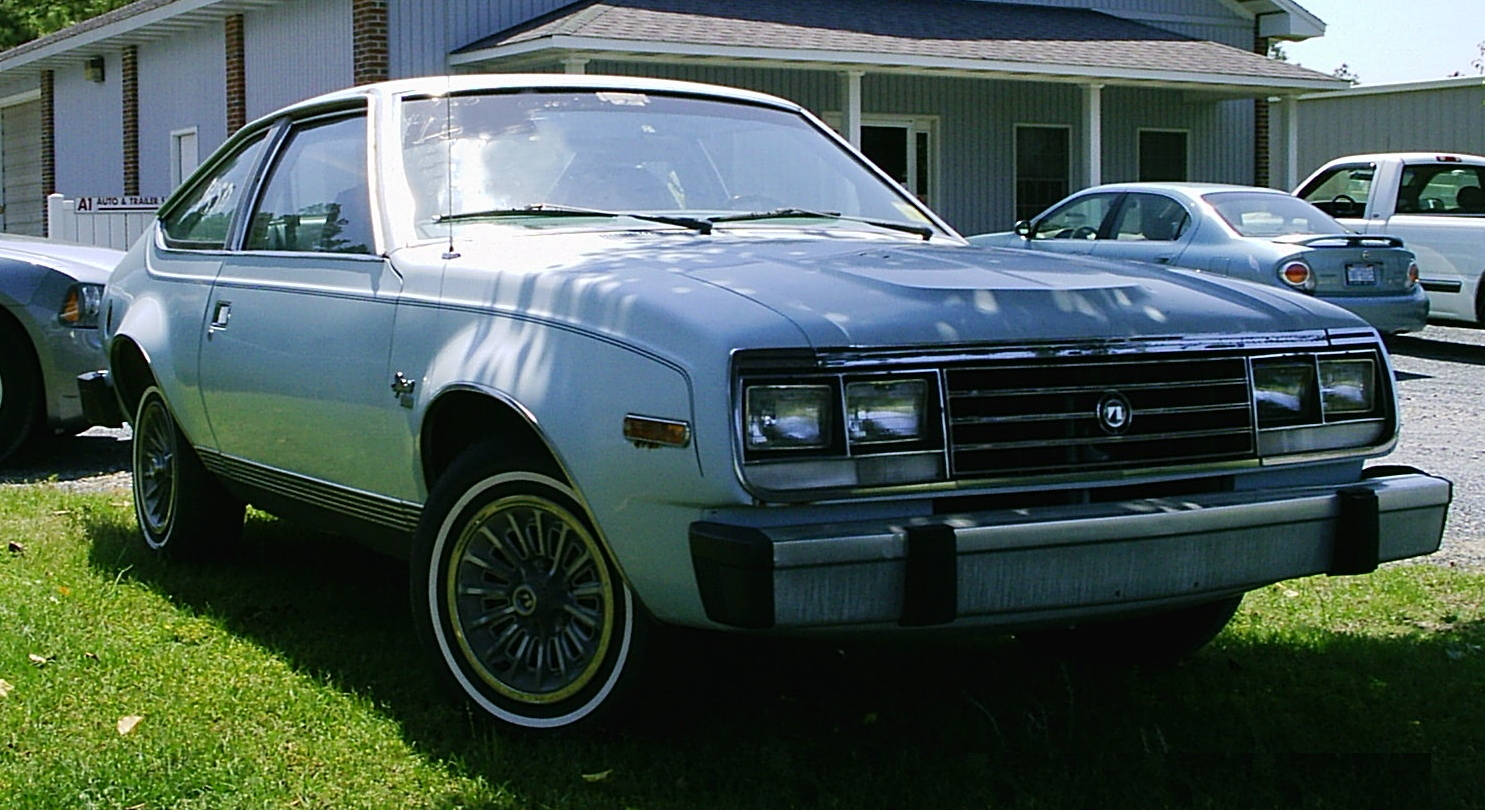
AMC Spirit

Міністерство енергетики США, бажаючи не залежати від поставок імпортної нафти, починає працювати над альтернативними двигунами, які могли працювати на будь-якому вигляді палива, так один з проєктів для здійснення в життя був довірений для виконання агентству NASA, їм було доручено встановити на транспортний засіб двигун, що працював за циклом Стірлінга, тим більше в них уже був досвід роботи з цими моторами. Фахівці з NASA були спеціалістами в космічній сфері, але з автомобілями у них виходило нічого, вони і до цього намагалися побудувати автомобіль з мотором Стірлінга, однак наданий Opel так і залишився нерухомим в ангарі. Тоді вони вирішують закликати на допомогу фірму AM General, що мала військові контракти з урядом, а інженери з AM General прийшли вже на уклін Мейерсу з дозволом використовувати для дослідів на благо американського людства новенький AMC Spirit, оскільки для фотосесії було потрібно фотогенічний транспорт. На отриману машину був встановлений 40-сильний двигун серії P-40 шведської компанії United Stirling AB, який виходив на робочий режим за менш ніж 30 секунд. Шведи були фахівцями в цій темі, ними вони залишилися і сьогодні. В ході випробувань машина витрачала по 8 л на сотню, причому харчувався двигун будь-яким видом палива: бензином, соляркою або етанолом. Експерименти пройшли досить успішно, показавши перевагу двигунів замкнутого кола наж електромоторами, однак друга хвиля економічної кризи пройшла, і народ знову став пересідати на багатолітрові авто, втративши актуальність, проєкт в середині 80-х був згорнутий, а єдиним транспортним засобом з мотором Стірлінга став шведський підводний човен, переобладнаний в 1988 році.

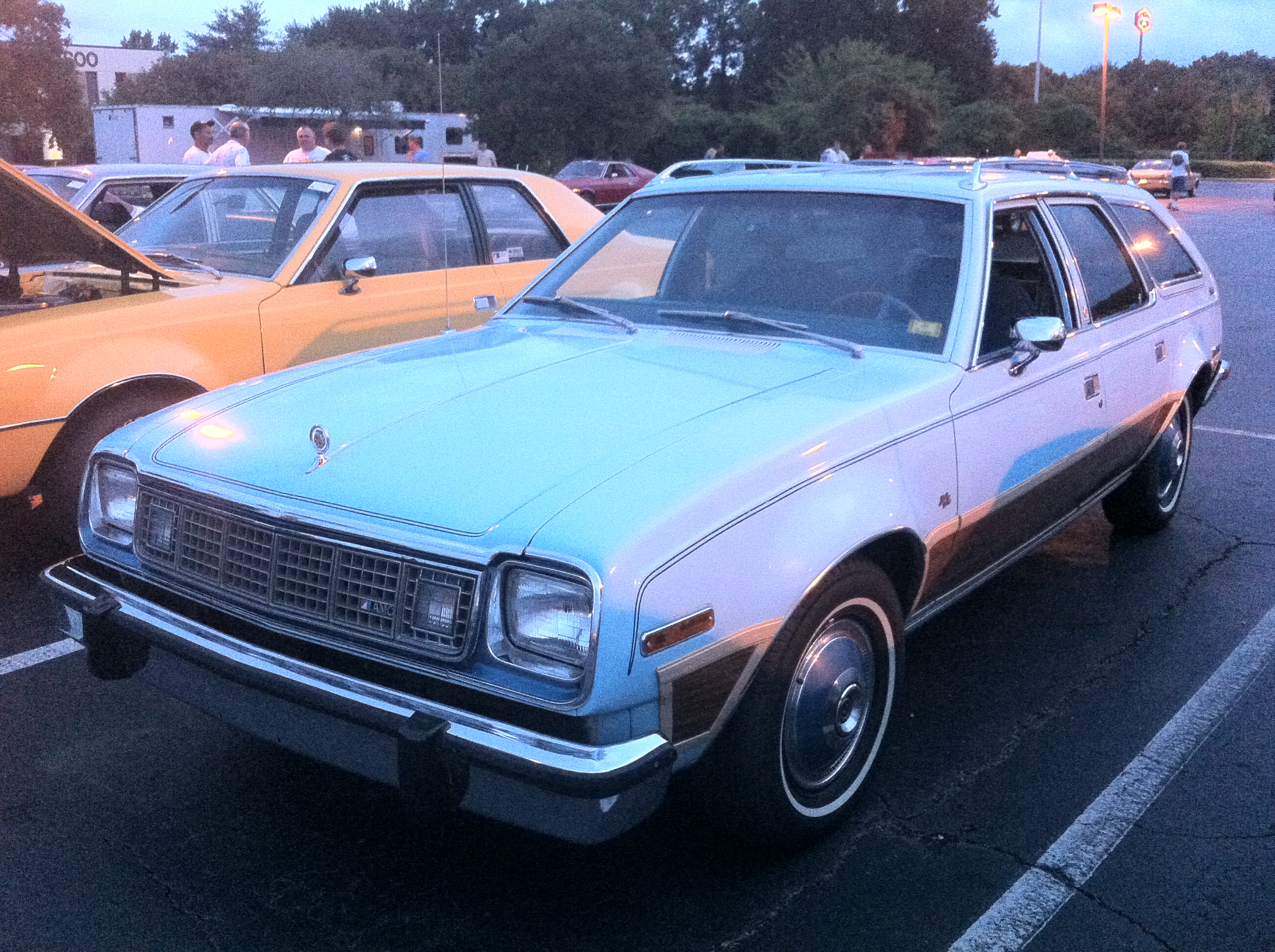
AMC Concord D/L Wagon

Модель Concord отримала нову лицьову частину, яка вже засвітилася на фотографіях AMC Spirit. Базовою коробкою передач стала механічна 4-ступінчаста, однак можна було встановити 3-ступінчасту, при цьому покупець отримував компенсацію. У варіанту D/L тепер тільки половина даху оброблялася вінілом, при цьому центральна стійка оброблялася хромом. Також з'являється версія Limited, яка хизувалася шкіряним салоном, електросклопідйомниками та електричним регулюванням дзеркал, радіосистемою, додатковим освітленням салону і ковпаками коліс під колір кузова. Спортивна версія АМХ з каталогів зникла, тому максимум, чим могли виділитися власники цієї версії автомобіля, - замовити інше оформлення вінілового даху кузова. У травні 1979 року компанія відзначала 25-річчя створення АМС, так що у Concord, як у топової моделі фірми, з'являється ювілейна версія - Silver Anniversary. Таку отримав і Jeep CJ, лімітована серія фарбувалася в сріблястий колір, вініл на даху теж був сріблястого кольору, ковпаки були спицьованими.
У 1979 році стає зрозумілим, що проєкт Pacer виявився провальним, за фіскальний рік продано всього трохи більше 10 000 автомобілів, а незадовго до Різдва 1979 року випускається останній автомобіль цієї моделі, але це були машини 1980 модельного ряду, в результаті до кінця року було вироблено всього трохи більше 1700 автомобілів "1980 року", останні з яких не могли знайти покупців протягом декількох років (про що свідчить той факт, що існують машини, у яких в ТП записаний 1982 як рік першої реєстрації).

## Співпраця з компанією Renault

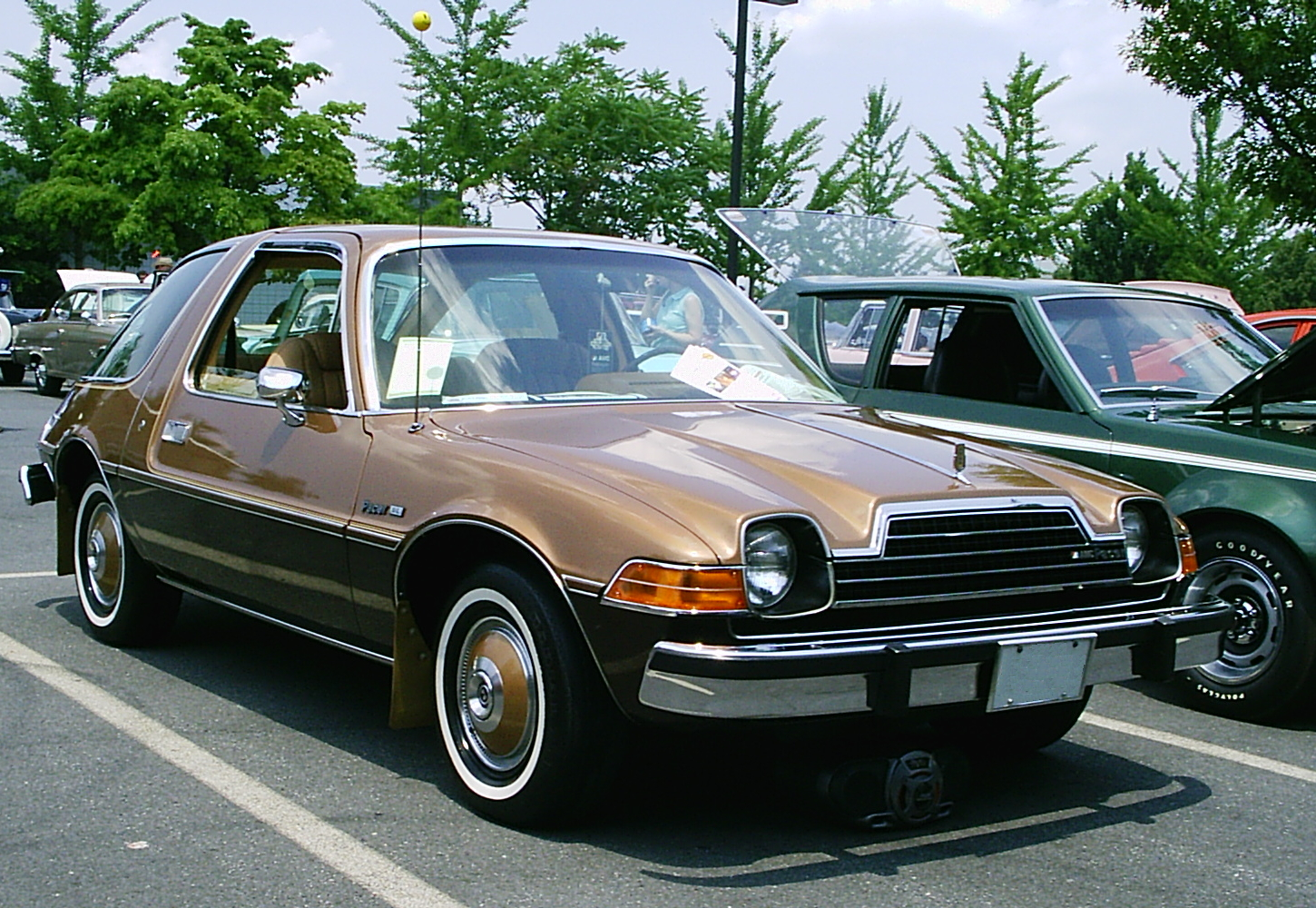
AMC Pacer Coupe

У жовтні американці і французи нарешті підписали угоду, за якою 22,5% акцій АМС переходило компанії Renault S.A., тепер автомобілі марки Jeep продавалися через французьку мережу дилерів, а французькі Renault отримують доступ до дилер-шопів компанії АМС.

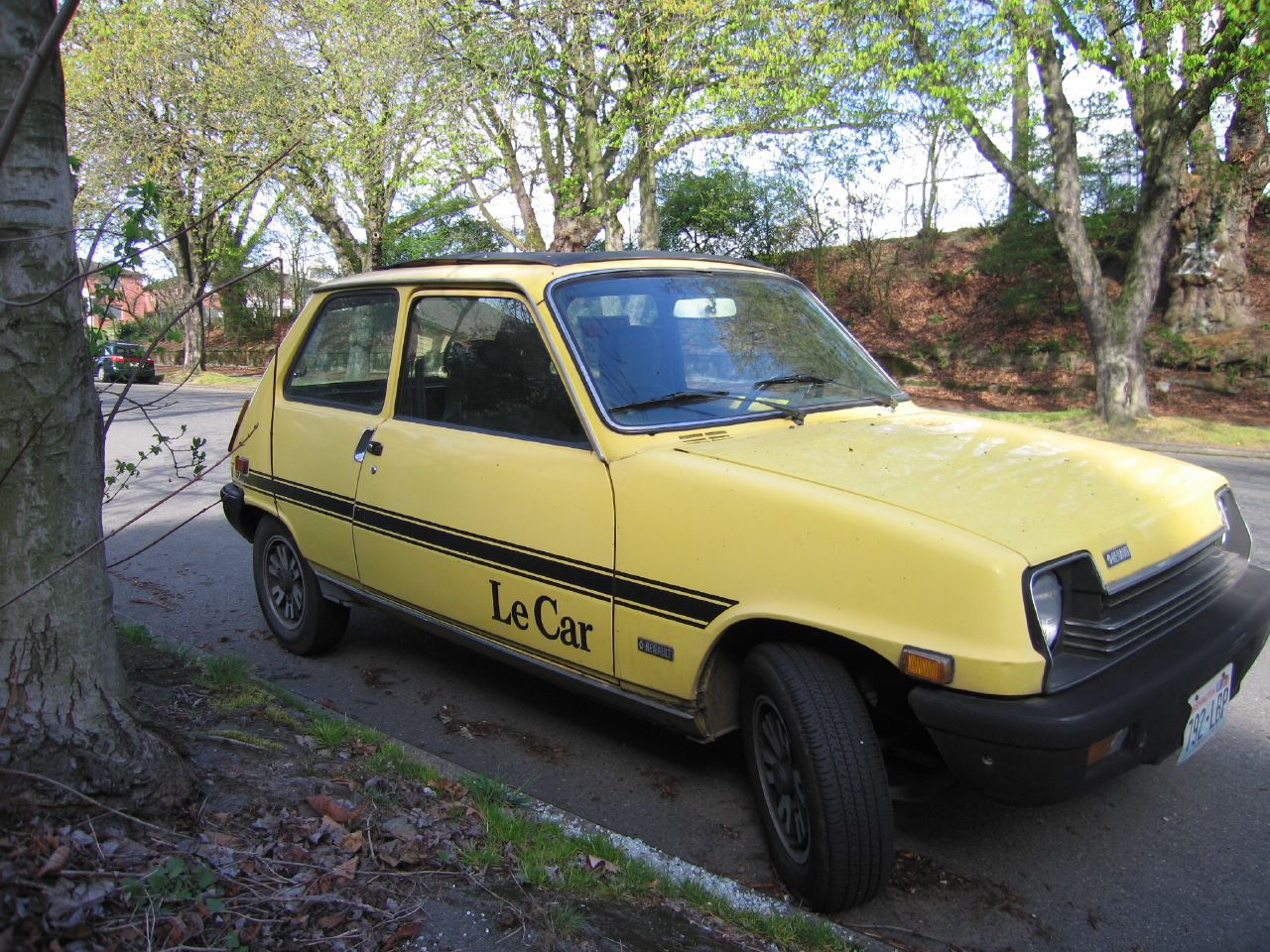
Renault Le Car

На відміну від компанії Peugeot, продукція якої непогано розходилася в США, автомобілі марки Renault погано продавалися в Північній Америці, ще в 50-ті компанія Renault спробувала продавати свої Dauphine, але на складах залишилися тисячі непроданих авто, оскільки вони були погано пристосовані до холодів, властивим взимку в північній частині США. До 1975 року державна компанія була присутня на американському ринку з моделями R12, R15 і R17, однак на тлі японців і німців їх продажі були скромними, всього 5500 автомобілів за рік було продано. Тут грянула паливна криза, американці вирішили пересідати зі своїх ненажерливих авто на економічні малолітражки з "країни вранішнього сонця" і Європи, французи, зачувши наживу, вирішили привезти в США свою нову малолітражку - Renault 5. У Каліфорнії в долині Напа, звідки родом найкраще французьке вино і високоякісна коров'яча шкіра, проходить помпезна прем'єра адаптованого для США автомобіля: приборна панель в милях і фаренгейтах, двері, що замикалися автоматично при досягненні швидкості в 30 миль на годину, сигналізатор не пристебнутого ременя безпеки. Опції теж були пристойними для машини такого класу: тоновані стекла, люк у весь дах з дерматину, двірник ззаду і т.д.. Однак на подив французів продажі машини не пішли, з 14000 відправлених в США автомобілів всього 9000 було продано за 1976 рік. Головною помилкою було те, що у фірми не було дилершипа в Каліфорнії і взагалі на Західному Березі, де жителі з цікавістю ставилися до невідомих марок і автомобілів взагалі, плюс нове рекламне агентство, яке було найняте одним з директорів Renault П'єром Газаряном, пояснило французам, що американців треба зацікавити якось, а не просто продавати "Рено П'ять. Тоді вирішується надати французький акцент продаваній продукції, так з'являється Le Car, який просувався з французько-англійськими словами в рекламі: "Les Features", "Le Performance", "L'Economy", "Le Fantastic Ride" і "Le Price" і т.д.. У підсумку продажі пішли вгору. І тепер, коли АМС стала продавати французькі автомобілі через свою мережу, продажі в 1980 році зросли до позначки в 23 200 автомобілів, зайнявши 6 місце серед імпортних автомобілів.

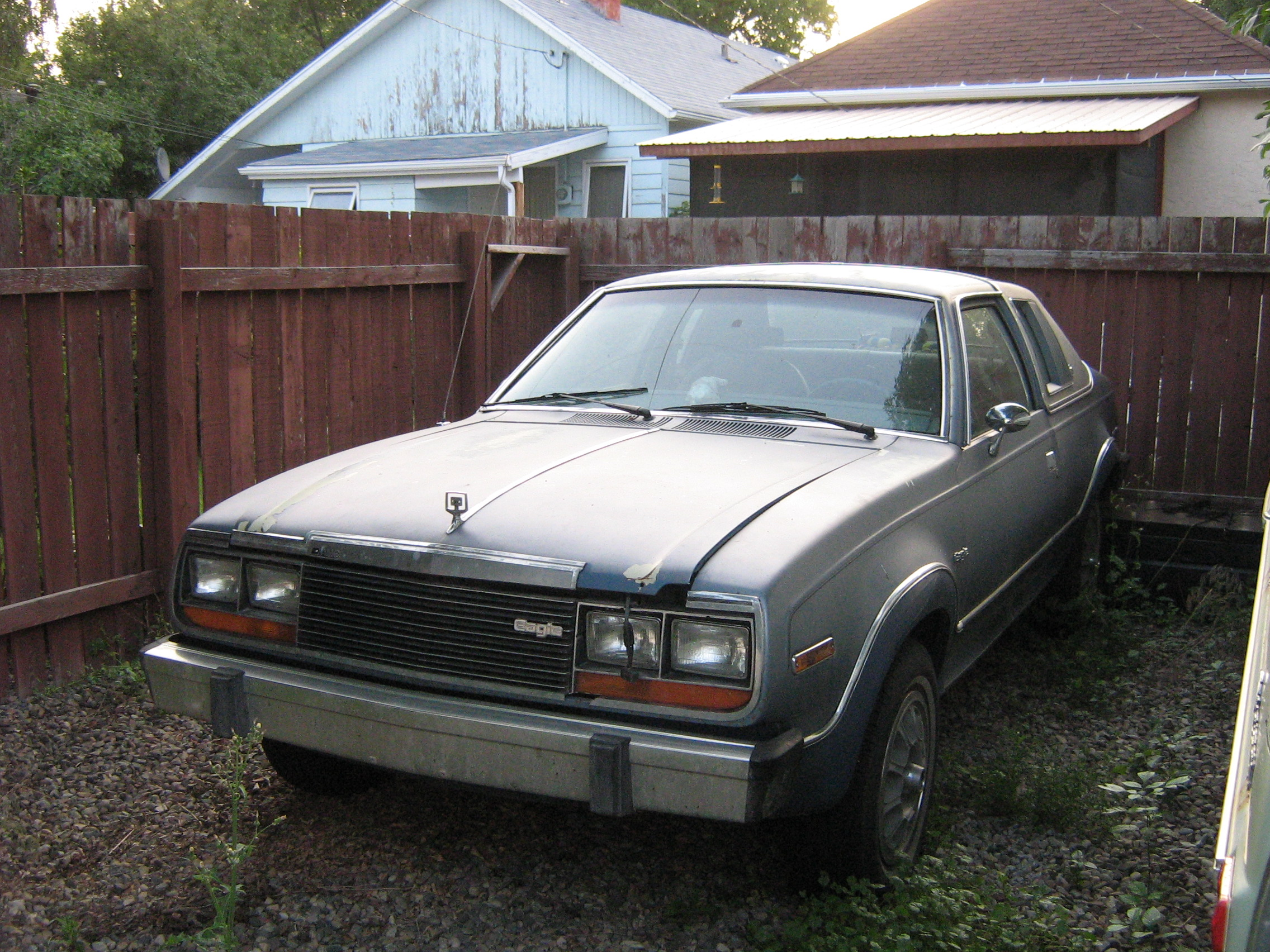
AMC Eagle Series 30 Coupe

Проте головною новинкою в 1979 році стала поява в серпні моделі Eagle, яка не мала конкурентів у своєму класі серед автомобілів, що випускалися в США, оскільки була першим повнопривідним комфортабельним кросовером в світі. Історія цієї моделі веде свій звіт з пікапа Cowboy, що був побудований на базі Hornet, був побудований і повнопривідний варіант. Працював тоді над повнопривідною схемою Рой Ланн з компанії Jeep. Машина мала несучий кузов і передню незалежну підвіску, так що всю повнопривідну систему довелося будувати заново, для переднього моста використовували редуктор Borg Warner, задня ж частина приводу була поставлена фірмою Dana. У грудні 1976 року був побудований перший прототип на базі Hornet, який оснастили вискомуфтою фірми FF Development, яка розподіляла крутний момент до обох мостів, однак оскільки у спеціалістів фірми Jeep не було ніякого досвіду з цим механізмом, то в лютому 1977 року автомобіль відправляють до Великої Британії на завод FF Development. Цю компанію заснували в 1971 році колишні працівники фірми Harry Ferguson Research, яка розробила повний привід для Jensen FF в 1966 році. Всього за чотири місяці машина була доведена до розуму і повернена в США, на у компанії пішло всього 34000 доларів, сума невелика. Коли машина була готова технічно, за справу взявся Тіг, який взяв за основу майбутній Concord, причому спочатку машину планувалося будувати з 2- і 4-дверним кузовом седан і 5-дверним кузовом універсал. Тіг швидко довів машину до розуму зовні, додавши пластикого обважування, було вибрано й ім'я новій машині - Eagle. Версії з таким ім'ям мали позашляховики марки Jeep, так новий повноприводний автомобіль мав асоціюватися з повнопривідними автомобілями концерну. Однак керівництво компанії вичікувало потрібний момент, щоб викинути нову модель на ринок, нарешті в 1979 році і настав той момент, коли стало ясно, що Pacer провалився.

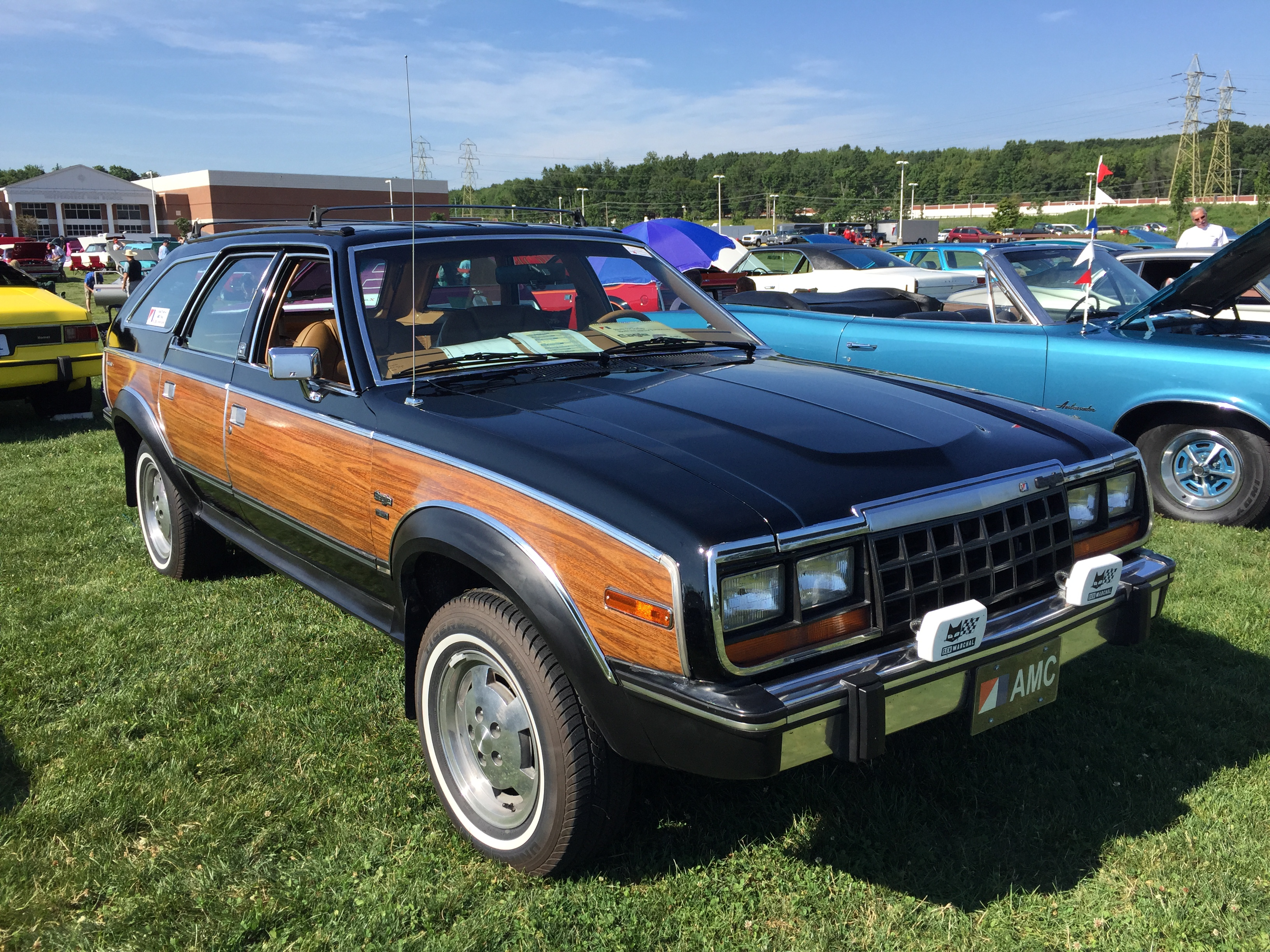
AMC Eagle Wagon Limited

Нову модель запустили у виробництво, вискомуфта фірми New Process Gear з 42 дисками була подальшою еволюцією британського агрегату FF, роздатка NPG119 відрізнялася від англійської новим силіконовим наповненням, розробленим компанією з Мідленда, штат Мічиган - Dow Corning (ця фірма ще під час Другої світової першою в світі розробила силіконову змазку для механічних агрегатів, що використовувалися в літаках, а також відома як постачальник силіконових імплантатів для жіночих грудей). Нова рідина, що зберігала свої властивості в температурних режимах від -40 °C до +200 °C, допомагала поліпшити зчеплення між дисками, що дозволяло зменшити витрату палива і поліпшити динамічні властивості автомобіля. Передня підвіска автомобіля була незалежною (вперше в США для повнопривідного авто), причому Ланну вдалося вдало організувати кріплення переднього редуктора до блоку мотора, що не довелося застосовувати півосі. Від Concord новий Eagle відрізнявся і базою коліс, яка стала на 3.5 см довшою, передні пружини в порівнянні з Concord стали вище, також підвищенню просвіту допомагали 15" колеса з гумою, розмірністю 195/75. Двигун пропонувався для машини тільки один - 4.2-літровий, оснащений двома карбюраторами фірми Carter, розвивав він 114 к.с., трансмісія автоматична, що купувалася у Chrysler, також була єдиною можливою. Система управління постійним повним приводом і автоматичною коробкою в буклетах позначалася як Quadra-Track. Клієнти могли замовити більш потужну підвіску коліс, призначену для важких умов, пакет включав в себе: більш потужні стабілізатори спереду і ззаду, більш потужні пружини спереду і товсті листи ресор ззаду (ззаду була все та ж ресорна підвіска коліс), крім цього пропонувалася саморегулююча задня підвіска. На відміну від використовуваної на універсалах Mercedes-Benz того часу, підкачка амортизаторів відбувалася не за допомогою гідравліки, а повітря.
Eagle мав кілька опційних пакетів, так базовий був безіменним, за своїм набором він був аналогічний Concord D/L, слідом йшов Limited, який мав шкіру, "дерево", електроприводи, додаткове підсвічування в салоні і т.д.. Варіант Sport був доступний для 2-дверного кузова і для універсала, салон його був виготовлений з дорогої тканини, спортивне кермо було покрите чорною шкірою, зовні машина мала протитуманні фари і додаткові прожектори дальнього світла, в екстер'єрі домінував чорний декор (окантовки фар, стекол, корпуси дзеркал і т.д.). До додаткових опцій ставилися двірник і обігрів заднього скла, також доводилося доплачувати за люк на даху, касетник з 4 динаміками, круїз-контроль і тахометр. Також можна було замовити фаркоп, причому ця опція автоматично додавала до конструкції автомобіля задню саморегулюючу підвіску коліс і радіатор коробки-автомата. Автомобіль отримав річну гарантію на механічні вузли і 5-річну гарантію від корозії на кузовні панелі. Мейерс підрахував, щоб афера з новою моделлю окупилася, треба було продати 15000 автомобілів, але ця цифра тільки в перший рік продажів була переплюнута в 2.5 рази.
У 1980 році американський ринок переживають рецесію, всі компанії зазнають збитків, проте більше всіх втрачає АМС, особливо сильно б'є по компанії падіння попиту на продукцію відділення фірми Jeep, яка завжди користувалася стабільним попитом і не раз рятувала материнське підприємство. Втративши 155 млн доларів, АМС втрачає і позиції на своєму домашньому ринку, тепер вона займала не традиційне 4 місце за кількістю проданих автомобілів, а поступалася Volkswagen. Перед Мейерсом стояла дилема: або оголосити про неспроможність компанії, або здатися французам, продавши частину свого бізнесу їм. Французи теж не бажали втрачати свої колишні інвестиції, так що французька компанія збільшує свою частку акцій в американському підприємстві, купивши ще 25%, тепер 47,5% акції належало іноземцям, що дозволяло їм прибрати "непотрібних" людей в АМС, замінивши їх французами. Одним з нових людей в АМС стає Франсуа Кастен, що починав кар'єру наприкінці 60-х механіком в Gordini, потім ставши директором спортивного відділу фірми Renault S.A., і тепер його відправили в Толедо, США, де він відповідав за розробку силової системи для майбутнього Jeep Cherokee XJ (а потім і Grand Cherokee). Тоді ж починається робота над спільними проєктами "80/81", на виході якого повинен був з'явитися американо-французький автомобіль, що стояв би в лінійці між Renault R5 і R18. Завод в Західній Вірджинії, де вироблялися кузовні панелі для Pacer, за непотрібністю був проданий фірмі Volkswagen.
У самому кінці 1979 року для автомобілів 1980 модельного ряду починається виготовлятися 4-циліндровий 2.5 л двигун замість 2.0-літрового двигуна VAG. Однак, як і попередник, цей мотор не був самостійною розробкою, а був куплений цього разу у земляків - фірми General Motors. Iron Duke був спроєктований підрозділом Pontiac і спочатку був призначений для моделі Astre 1977 модельного ряду, яка була зовнішньою копією Chevrolet Vega, проте багатьом ця модель більше відома як Sunbird, оскільки Astre змінила своє ім'я в 1978 році. Новий 85-сильний агрегат встановлювався з 1980 модельного ряду на Concord, Spirit і Jeep CJ, на продукцію компанії Jeep довелося встановлювати "невеликий" двигун через те, що держава ввела нові регламенти по витраті палива для автомобілів даного класу, до того ж назрівав другий виток паливної кризи.

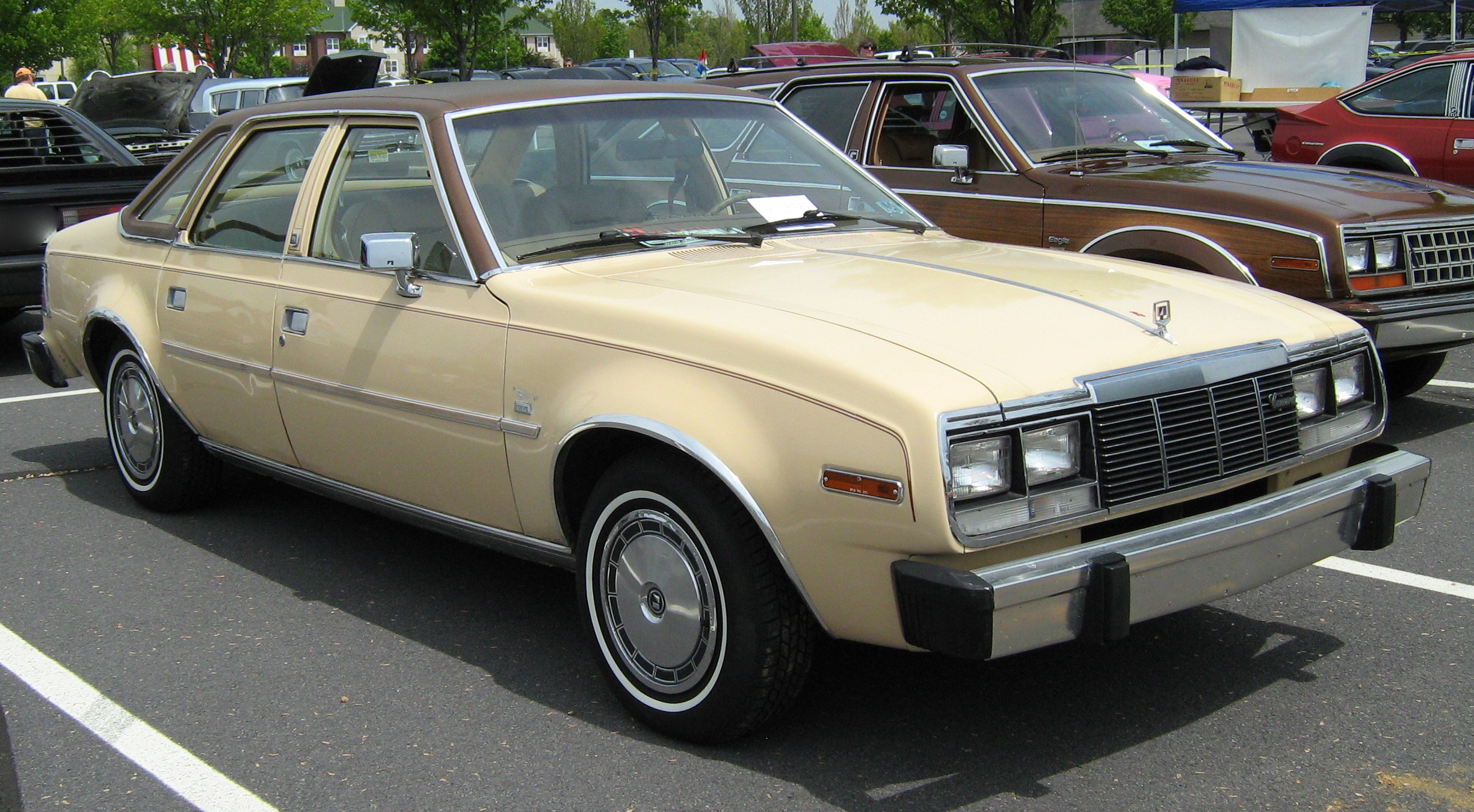
AMC Concord D/L Sedan

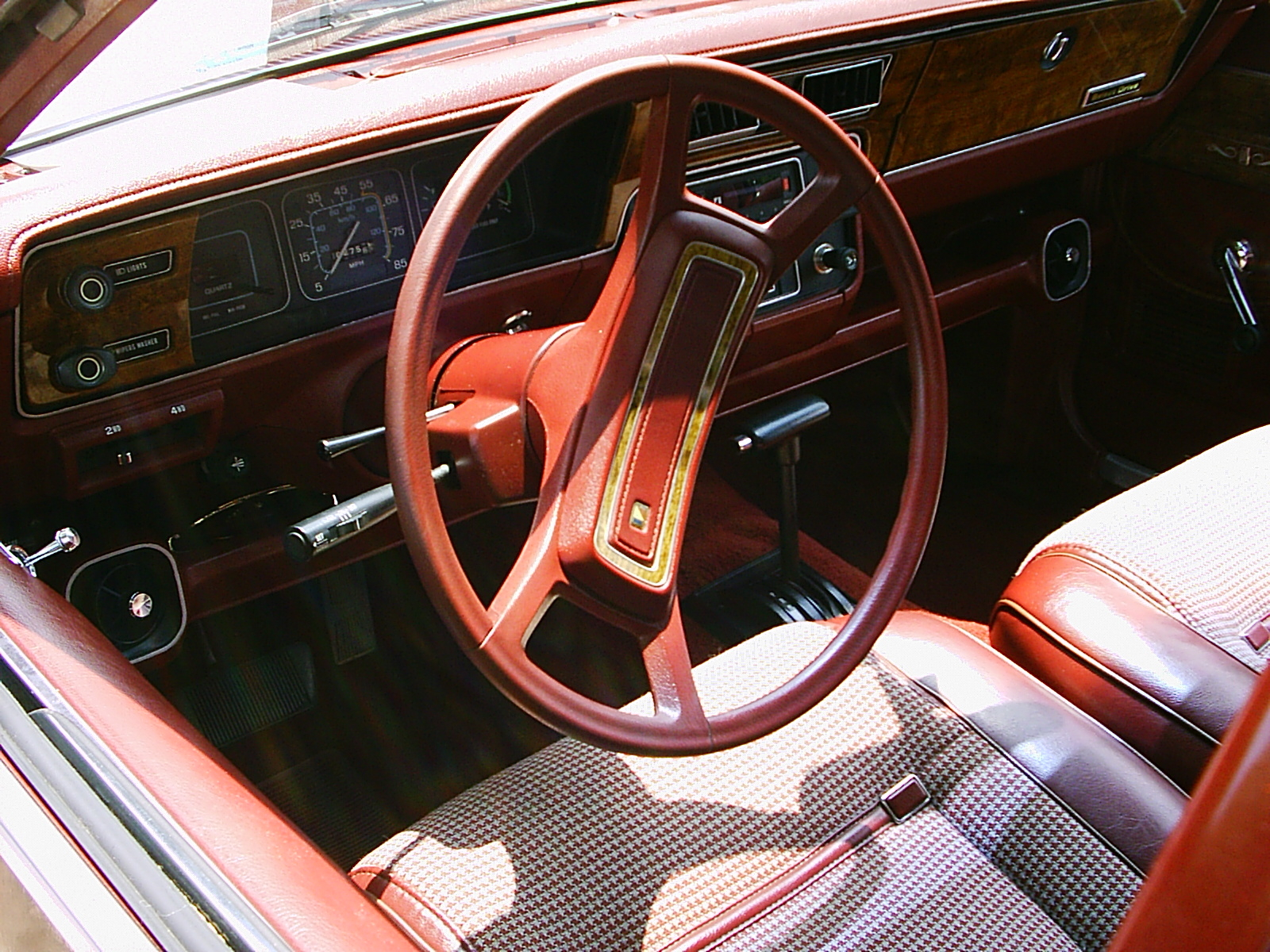
Салон AMC Eagle

Модель Spirit, базовим для якої і стає 2.5 л двигун, позбавляється не тільки 2.0-літрового мотора, але 3.8 л і 5.0 л V8, але за замовленням на машину можна було встановити 4.2 л мотор, який для версії АМХ стає штатним. Як і моделі Eagle, кузов цієї машини покривали антикорозійним покриттям компанії Ziebart International Corporation, що дозволяло сміливо давати 5-річну гарантію від наскрізної корозії на кузов. Concord позбавляється в 1980 році своєї красивої версії з кузовом хетчбек, також більше не пропонувався для цієї моделі 2-літровий, 3.8-літровий і 5.0 л двигуни, йде на спочинок і архаїчна 3-ступінчаста механічна КПП, тепер ця модель комплектувалася 2.5 л мотором, і за замовленням 4.2 л агрегатом. Кузови купе і седан в комплектації D/L отримують на задні стійки "оперні віконця", хоча у седана це було більше схоже на стійку з третім боковим вікном, задня оптика заміняться на нову, яка за великим рахунком змахувала на оптику від колишнього Hornet. Версія Limited з кузовом універсал отримує хромований декор заднього бічного скла, в салоні ж з'являється приємна опція - електрорегулювання переднього сидіння.
У 1980 році фірма воскресила 19000-кілометрову гарантію на всі деталі своїх автомобілів крім покришок, завдяки якій в 1972 році фірма змогла підняти продажі своєї продукції. Цього року спеціалізована фірма Specialized Automotive Engineering з Сан-Фернандо, штат Каліфорнія, з дозволу компанії АМС починає пропонувати через дилерську мережу свою версію Eagle Wagon. Її особливістю було те, що під капотом у неї знаходився 3.6 л дизельний 6-циліндровий двигун, потужністю 150 к.с., який поставлявся італійською компанією Stabilimenti Meccanichi VM. Турбодизельна версія була економічніша, вона також була динамічнішою в розгоні, ніж 4.2 л бензинова модель, проте всі переваги цього варіант були зведені нанівець ціною на перероблену машину, машина з італійським двигуном коштувала вдвічі дорожче бензинової, так що, враховуючи різницю у витраті і ціну на дизель, машина окупилася б тільки через півмільйона кілометрів. Побудовано таких версій було всього вісім, з яких до наших днів дожило п'ять екземплярів.
У 1981 році Spirit отримує нову решітку радіатора, версія Limited більше не пропонувалася для цієї моделі, тепер топовою стає D/L, яка могла забарвлюватися двотонним розфарбуванням, модель з кузовом ліфтбек позбавляється версії АМХ, тепер тільки версія GT була єдиною можливою спортивною, зате тепер автомобіль цієї комплектації тепер могла похвалитися ковпаками коліс, що імітували спиці, електроприводом склопідйомників, двірником і омивачем заднього скла і електричною антеною, за замовленням всі Spirit можна було оснащувати литими дисками. 4.2-літровий двигун піддається модернізації, багато чавунних елементів конструкції змінюються на алюмінієві, що дозволяє заощадити 40 кг ваги з двигуна, на виході вийшов більш крутильний і економічний агрегат, завод гарантував 12 л витрату в місті, 9 л на трасі в парі з автоматом, але ручна КПП нітрохи не допомагала заощадити в місті, зате на трасі витрата була на півлітра меншою.

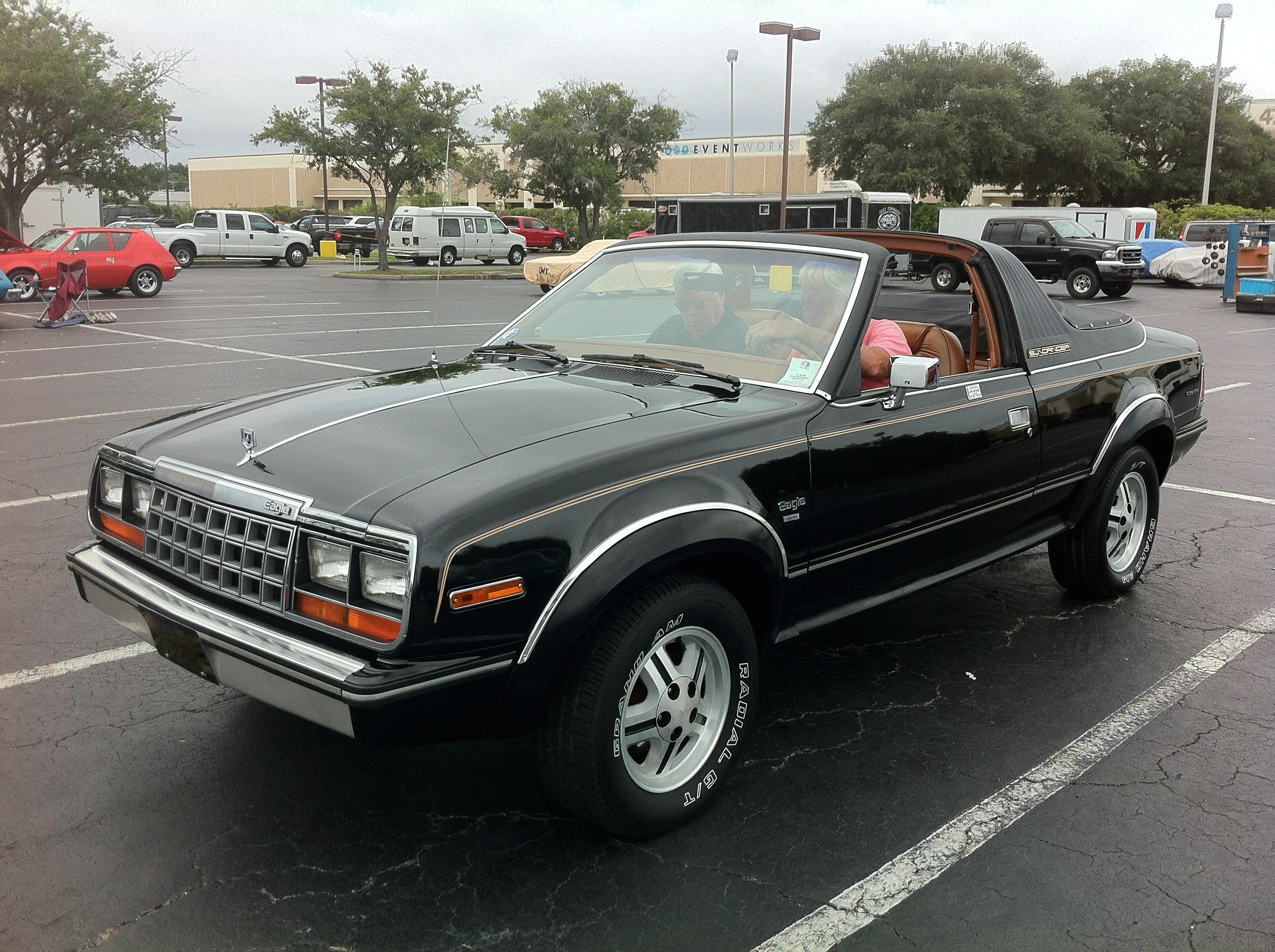
AMC Eagle Sundancer

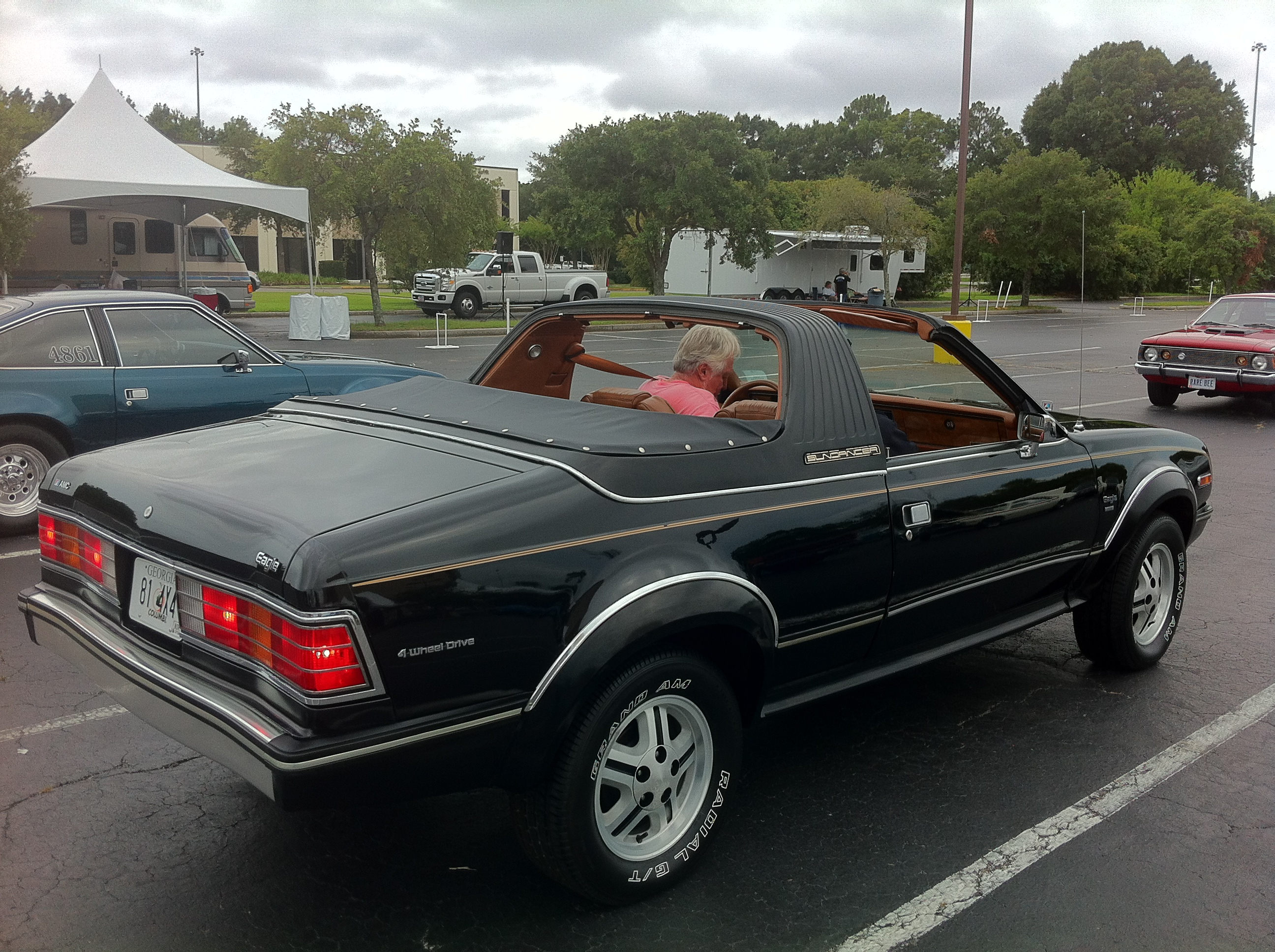
AMC Eagle Sundancer

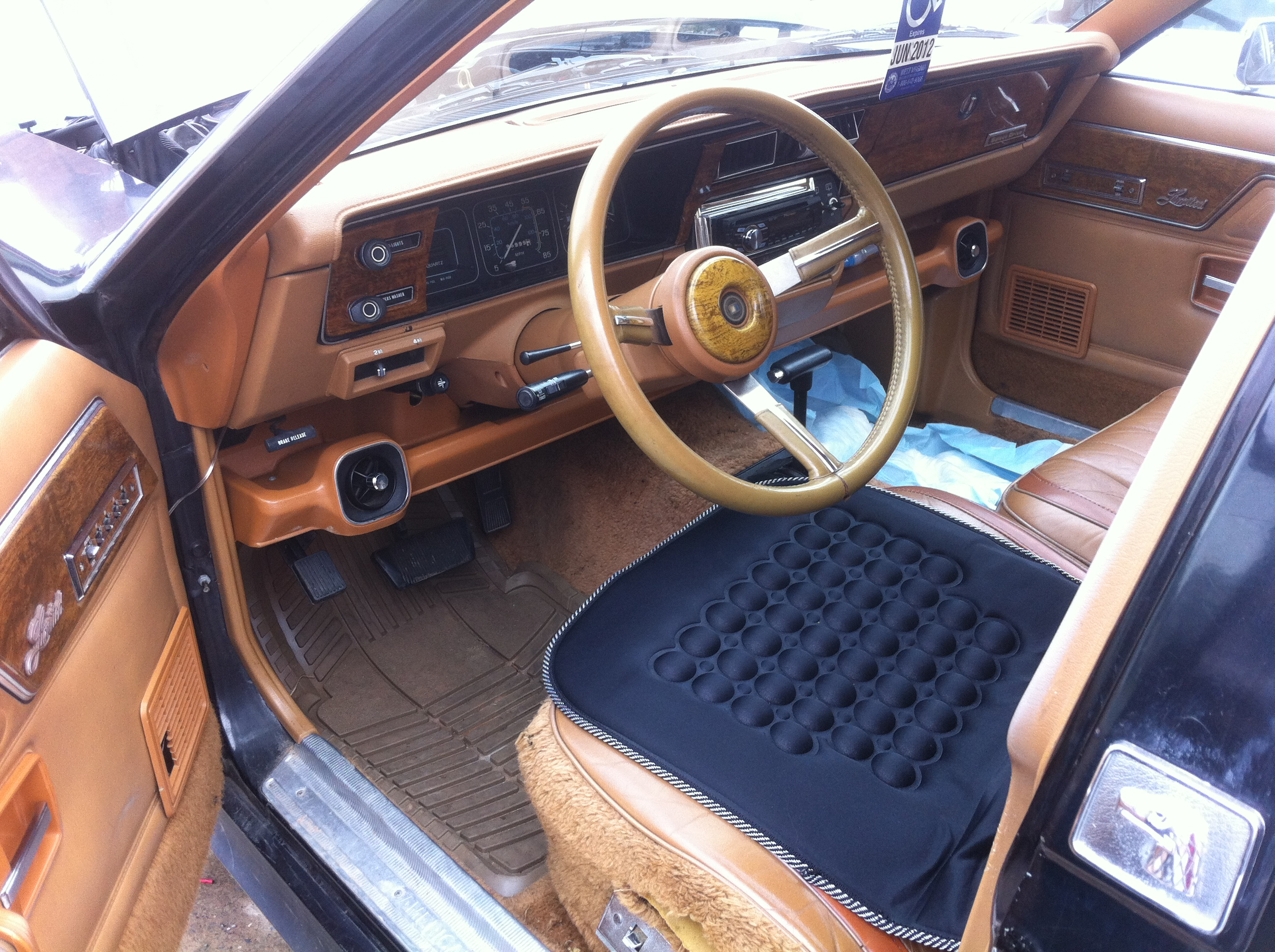
Салон АМС Eagle

Модель Concord отримує повністю гальванізовані кузовні панелі, які до того ж покривалися антикорозійним покриттям Ziebart і алюмінізованою вихлопною системою, на думку преси того часу Concord був найкращим і найлюксовішим компактом в США. Модель Eagle отримує як стандартний агрегат 2.5 л мотор, за замовленням можна було замовити і 4.2 л агрегат, який вперше у світі оснастили комп'ютерним управлінням, що дозволяло діагностувати неполадки паливної системи, не виходячи з салону. На початку року машина позбулася постійного повного приводу, він був замінений системою Select Drive, в штатному режимі трансмісія приводила в дію задні колеса, однак при натисканні кнопки підключався і передній міст, головним недоліком цієї дешевшої трансмісії було те, що для перемикання доводилося повністю зупиняти автомобіль. Машина отримує нову решітку радіатора, також мінімальні зміни торкнулися деколей на кузові, вони змінили своє місце розташування, інших візуальних змін не було. У Каліфорнії з'явилася версія Eagle Sundancer, місцева кузовна компанія Griffith Company перекроїла кузов типу купе під "таргу", задня частина якого мала брезентову накидку з пластиковими стеклами, елементи знімного даху були виготовлені зі скловолокна. Босом цієї фірми був Ендрю Джексон "Джек" Гріффіт, чиє прізвище свого часу дало назву цілій серії автомобілів марки TVR, але якщо в 60-ті роки він реально був причетний до конструкції автомобілів цієї британської марки, завдяки чому модель і стала носити його прізвище, то сучасний TVR Griffith 500 до нього відношення не має. Фірма "Джека" Гріффіта переробляла отримані з Кеноші купе у себе в Форт Лотердейлі, Флорида, потім машина відправлялася назад в Кеношу для контролю, після чого протестований автомобіль із заводською гарантією вирушав до дилера, вся ця маніпуляція з транспортом сильно здорожувала вартість автомобіля, але і конкурентів у такої машини не було, любителі поганяти по пляжу з вітерцем могли хіба що купити багі або відкритий Jeep CJ, але не той, ні інший не пропонував такого комфорту, так що багаті переплачували за ексклюзив понад 3700 доларів, більше половини вартості самого авто.
Eagle Sundancer пропонувався тільки з 4.2 л двигуном, оскільки машина зацікавила покупців, то аналогічну версію стали пропонувати і на базі купе моделі Concord, всього було продано за два роки близько 200 перероблених автомобілів обох моделей.

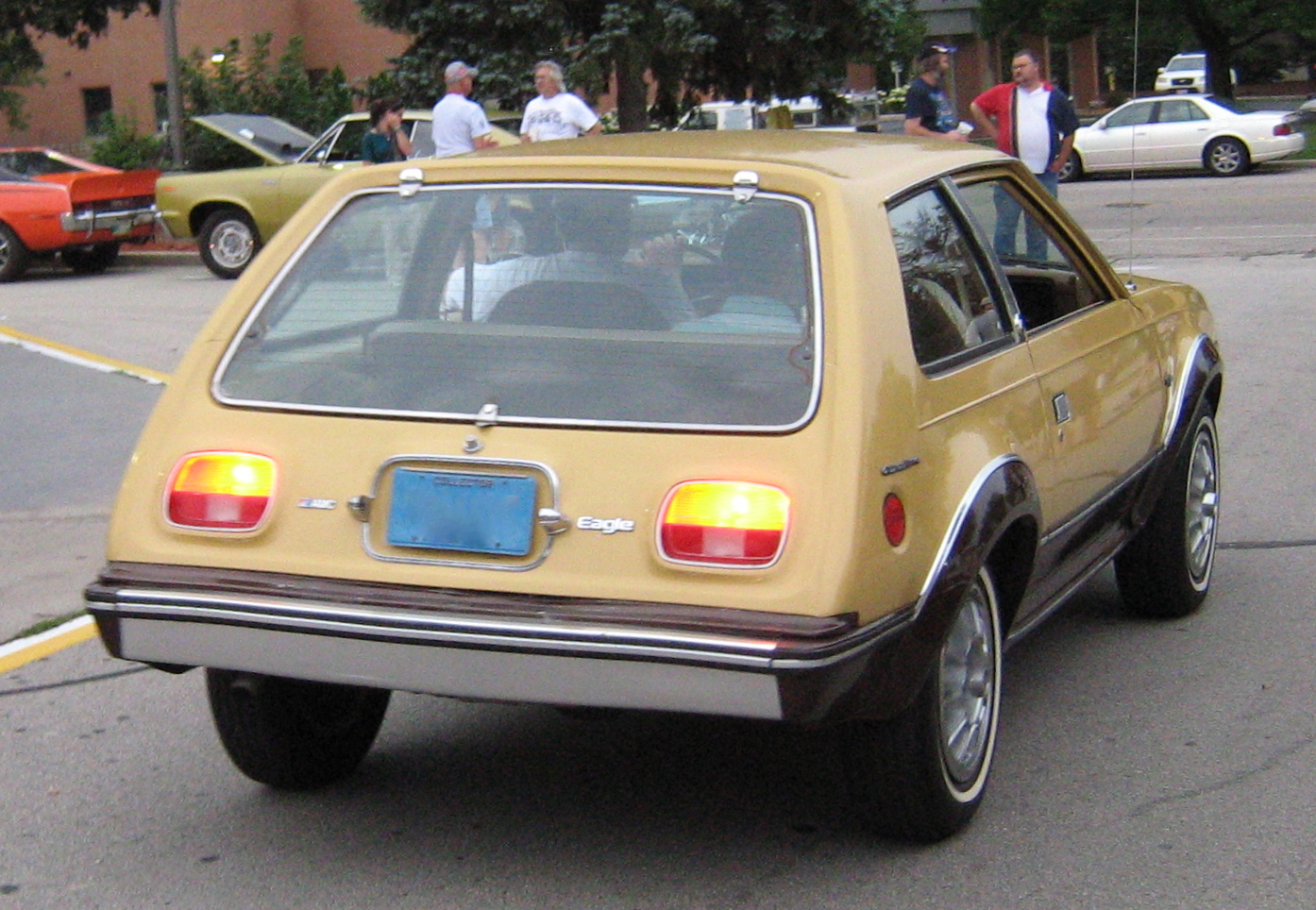
AMC Eagle Kammback Series-50

Боси компанії вирішують розширити модельний ряд повнопривідного автомобіля, так що в цьому році з'являється ще дві легкові машини з повним приводом, обидві отримали індекс 50 серії. На відміну від старших побратимів, їм був недоступний 4.2-літровий 6-циліндровий двигун, так що задовольнялися ці машини 2.5 л мотором від General Motors, комплектацій було дві: D/L або Sport, причому перша мала практично те ж оснащення, що і старші Eagle в комплектації Limited. Перша версія отримала ім'я Eagle Kammback і була тим же Spirit з кузовом седан (він же хетчбек) з піднятою підвіскою і повним приводом.

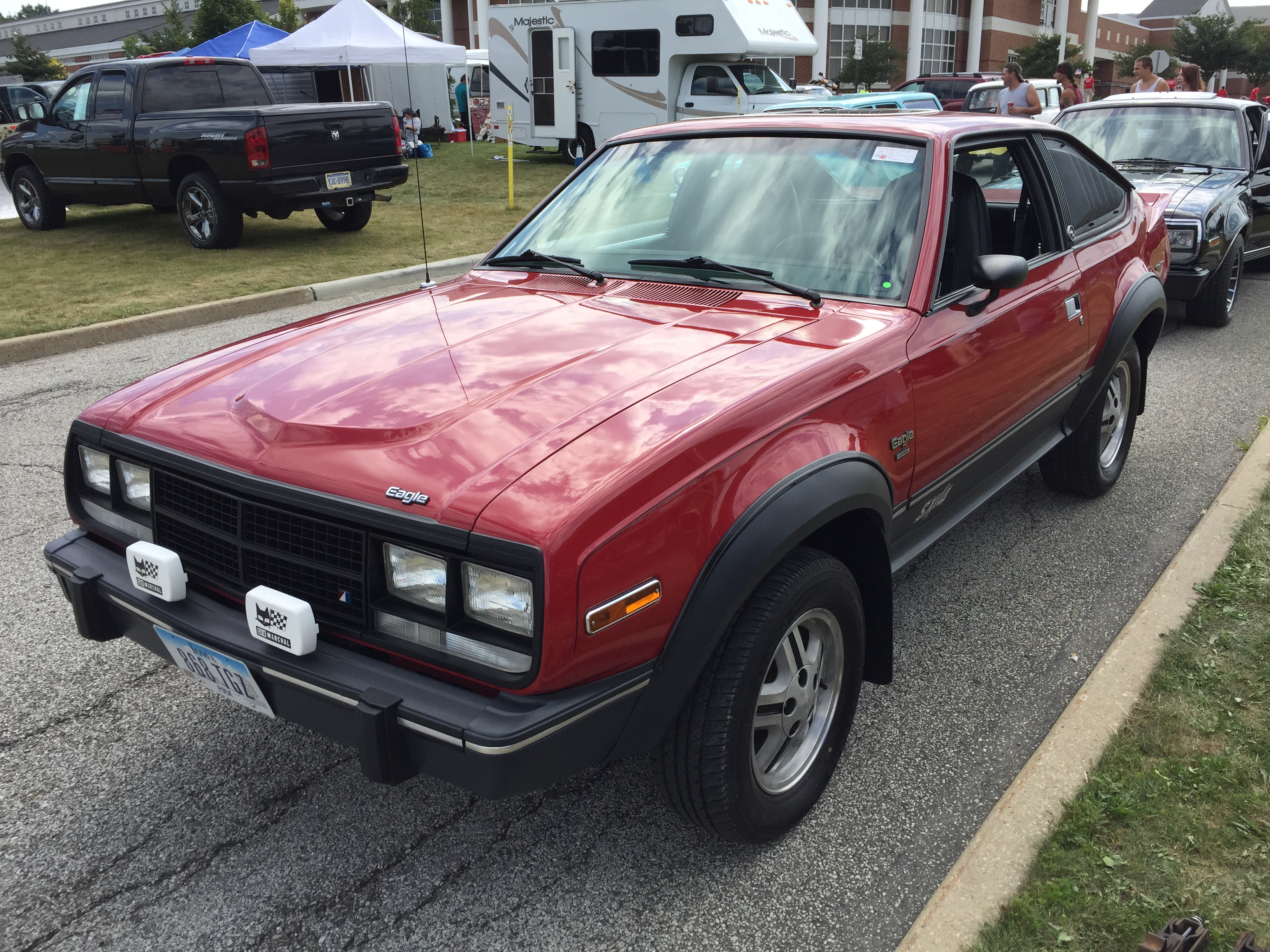
AMC Eagle SX/4 Sport Series-50

Другий "маленький" Eagle мав у назві приставку SX/4 і був ліфтбеком Spirit на позашляховій підвісці. Ця версія стала найпопулярнішою з усього сімейства Eagle, модель SX/4 розійшлася тиражем в 17000 примірників, універсал Eagle Wagon, який займав друге місце, знайшов тільки 10000 власників, решта версій розходилися куди гірше.

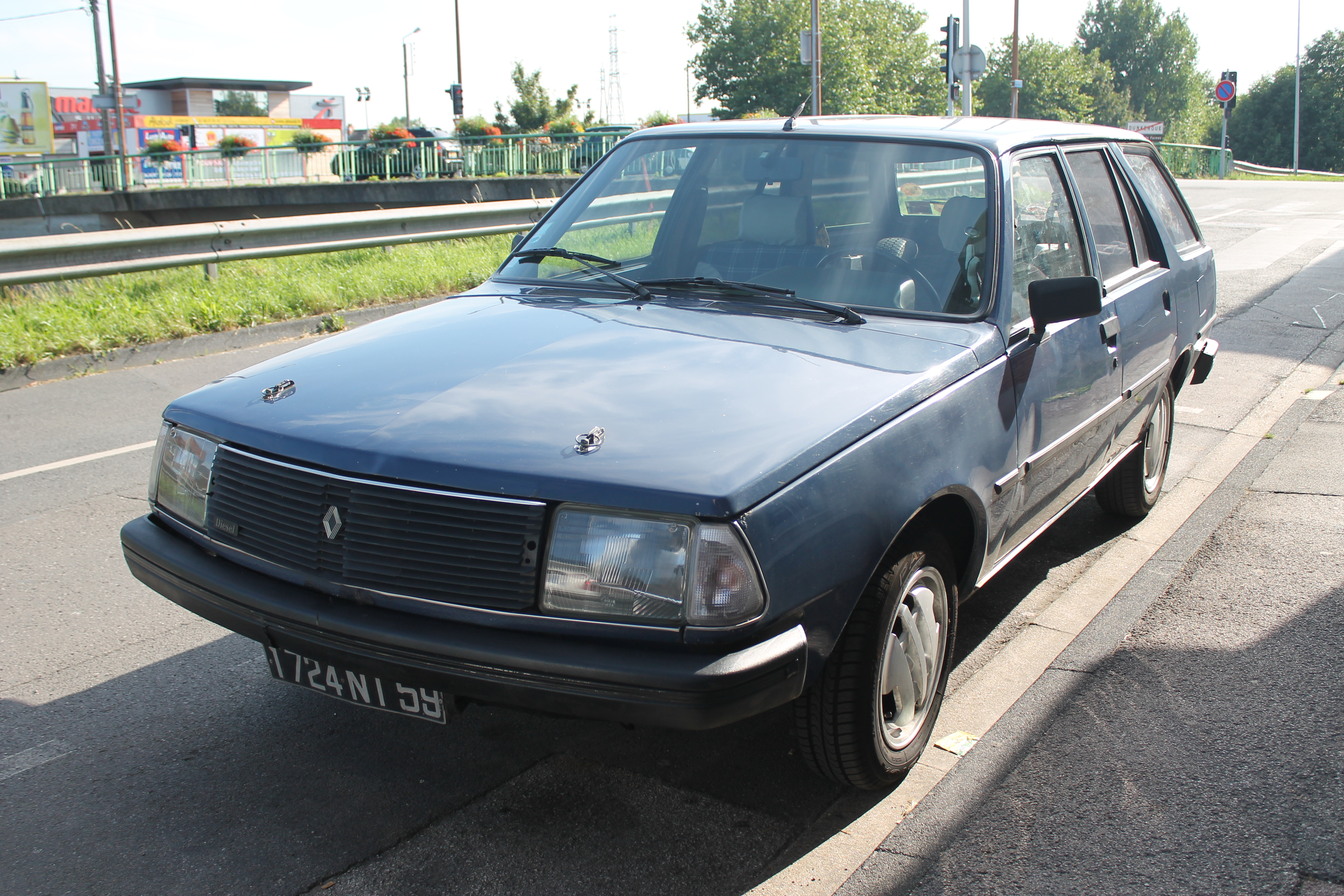
Renault 18i Wagon

У середині року Мейерс заявляє офіційно про те, що тепер за лінійку простих легкових автомобілів відповідатимуть фахівці з Renault, за AMC ж залишається робота над повнопривідними моделями франко-американської компанії, а незабаром французам стало належати 49% акцій компанії АМС. А незабаром в автосалонах АМС з'являється нова для американського ринку машина - Renault 18i, американізований Renault R18, анонсований в Європі ще в березні 1978 року. Американська версія мала іншу оптику і більш масивні бампери, також покупці цієї машини могли замовити двобарвне забарвлення. Не дивлячись на те, що Renault 18i був однокласником моделі Concord, покупцями цієї машини бачилася інша група клієнтів. Машина, виготовлена в Бійонкурі (неподалік від Парижа), мала передній привід коліс, 4-циліндровий 82-сильний 1.6 л двигун, оснащений уприскуванням палива Bosch K-Jetronic, 4-ступінчасту механічну або 3-ступінчасту автоматичну трансмісії (остання від фірми ZF виявилася дуже надійною), пружинну незалежну підвіску всіх коліс, гостре рульове управління з гідропідсилювачем (всього 2.9 обороту від упору до упору), легкий кузов типу седан або універсал і непоганий опційний пакет. Комплектацій було дві: базова і люксова - Deluxe, навіть в базовій версії це був непогано оснащений автомобіль для свого компакт-класу: панель приладів з цілим рядом приладів і датчиків, підлокітник з бардачком між передніми сидіннями, електропривід дзеркал і т.д., а версія Deluxe могла мати оброблений шкірою салон і електропідйомники передніх стекол. У машини було все, що потрібно для успішного продажу, але народ не кинувся за цим автомобілем в шоу-руми, і тільки зниження цін допомогло реалізувати 10300 автомобілів цієї серії. Renault 18i поступився всього кількома сотнями Mercedes-Benz W123, зате аж на 2000 примірників обійшов п'ятірку BMW серії E28.
У січні 1982 року Мейерс просить 16000 працівників піти на поступки фірмі, знизивши їх погодинну зарплату, і вже через місяць Джеральд Мейерс оголошує про свою відставку з посади голови ради директорів, не дивлячись на те, що в 1981 році він підписав з французами угоду, за якою він обіцяв залишитися на своєму посту ще чотири роки, на його місце стає Пол Тіппет-молодший, людина, яка, на відміну від Мейерса, пропрацювала в автомобільній індустрії 20 років, мала всього трирічний досвід у цій сфері. На пост президента стає "заробітчанин" з Франції - Хосе Дедойрвердер, який віддав 20 років життя Renault S.A.. З його приходом в американську компанію починається оновлення обладнання заводів фірми, оскільки, будучи виконавчим директором в Renault, відповідав у тому числі і за оснащення французьких заводів.

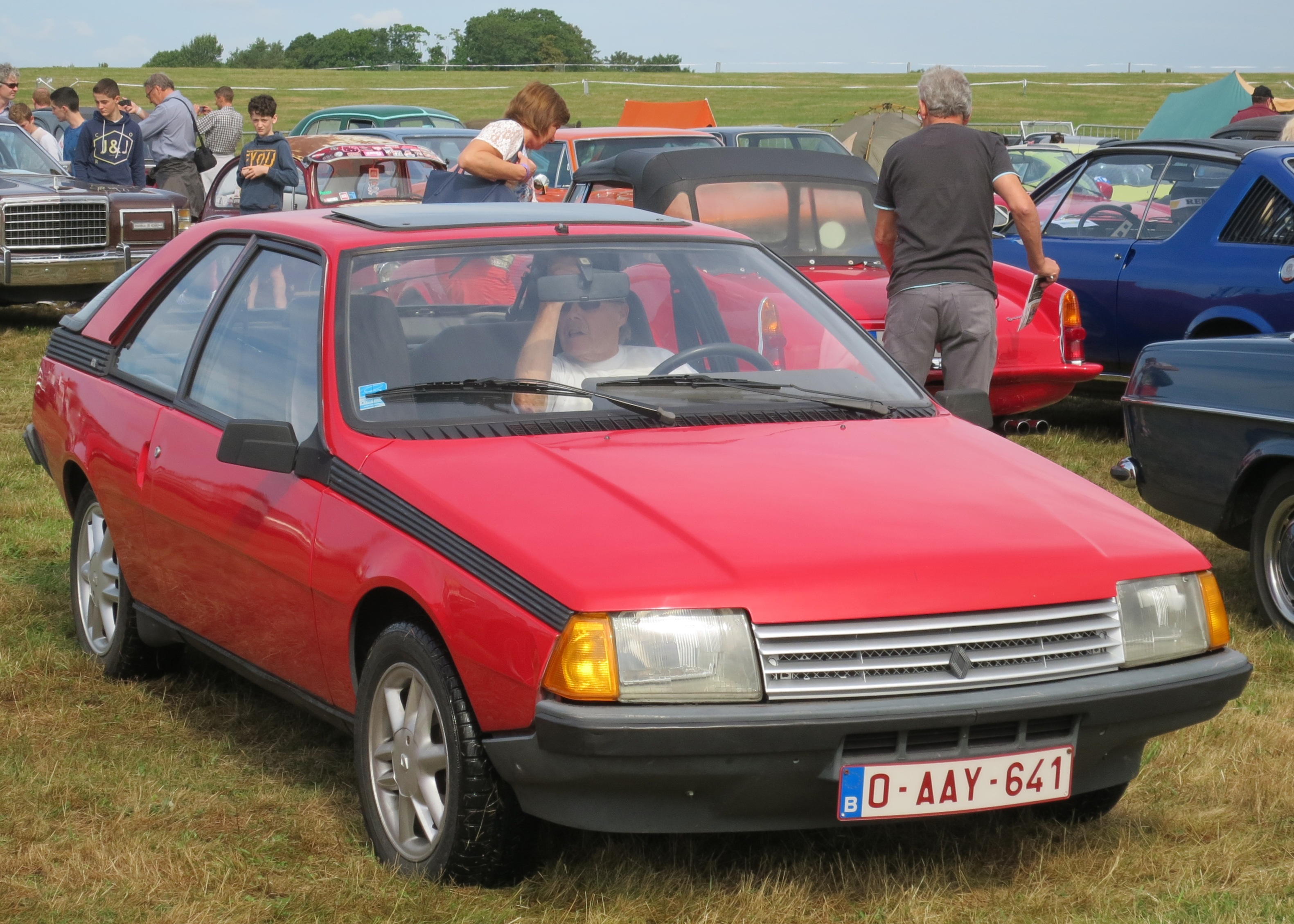
Renault Fuego

З приходом французів до влади відбулися і незначні зміни в модельному ряді. Так у середині 1982 року у моделі Le Car з'являється 5-дверний кузов, але французи так і не встановили на малолітражку автоматичну коробку передач, адже головний контингент покупців цієї моделі складався з жіночої статі, якій все менше ставало бажаним маніпулювати трьома педалями, а не двома. Також на ринку з'являється ще одна французька модель - Fuego, досить симпатичний купе-хетчбек на базі Renault R18, але відмінності у машини були не тільки у вигляді кузова. Передня підвіска відрізнялася від 18 моделі і була запозичена у більшого хетчбека Renault 20. Бензиновий мотор 1.6 л пропонувався не тільки в атмосферній версії, але і з турбонаддувом Garret T3, який давав прибавку в 25 к.с. (разом 107 к.с.), причому європейці таку версію побачили тільки через рік після американців. Не дивлячись на турбіну, автомобіль з 5-ступінчастою коробкою передач споживав близько 6 л бензину на сотню і при цьому розганявся до 100 км на годину за 9.5 секунд, максимальна швидкість обмежувалася 180 км на годину, такі ж динамічні показники мав і Pontiac Trans Am з 5.0-літровим V8, потужністю 145 к.с., який при цьому споживав в кілька разів більше палива. Мотор і опційна 3-ступінчаста коробка передач управлялися мікропроцесорами спільної з фірмою Bendix розробки, які носили ім'я Renix, крім Renault цими "мізками" стали оснащувати і Volvo, які і використовували деякі мотори від Renault. Фішкою купе-хетчбека була наявність дистанційного пульта управління центральним замком, тоді саме цей Renault перший зміг похизуватися такою опцією. Покупці могли замовити шкіряний салон, кондиціонер і круїз-контроль. Не дивлячись на те, що в Європі ця модель виявилася бестселером, в США її не особливо прийняли, і модель опинилася в аутсайдерах, не входячи навіть в топ-20 європейських автомобілів, що продавалися в США. Однак 18i теж купувалися погано, модель розійшлася тиражем трохи менше 10000 примірників, це було на кілька тисяч більше, ніж "БМВ" зумів продати своїх п'ятірок, але майже двічі менше продажів моделі 900 від маленької шведської компанії SAAB. Так що від імпорту седанів відмовилися, але продовжили продавати універсал, який отримав ім'я 18i Sportwagon.
У 1982 році модель Spirit отримує опційну 5-ступінчасту механічну трансмісію, автомобіль, оснащений 2.5-літровим мотором і такою коробкою передач, споживав всього 6.4 л на трасі, що стає рекордом для американського авто такого класу. АМС стає просто першим з американських виробників, хто встановив п'ятиступінчасту КПП на "спортивне" авто, а конкурентом Spirit був тоді Mustang від Ford. Також машина отримує нові дискові гальма, але у другій половині 1982 року з модельного ряду зникає версія з кузовом хетчбек (або за специфікацією АМС - седан). Разом з хетчбеком зникає і 2.5 л покупний мотор від General Motors, тепер базовим був 4.2 л двигун з 5-ступінчастою ручною КПП, автомат по колишньому був опцією, комплектацій було всього дві - D/L і GT. Все про Spirit однаково відноситься і до спорідненого з нею Concord, у версії седан залишається тільки одна комплектація - D/L, а універсал по-колишньому пропонувався у варіантах D/L і Limited, купе припинили випускати ще на початку року, разом з нею перестали пропонувати і версію з кузовом тарга - Sundancer. В кінці року обидві моделі припиняють свій конвеєрний шлях, на якому вони протрималися 14 років, якщо вважати звіт від їхніх предків - Hornet і Gremlin. Тим самим закривається книга з історією задньопривідних автомобілів марки АМС.

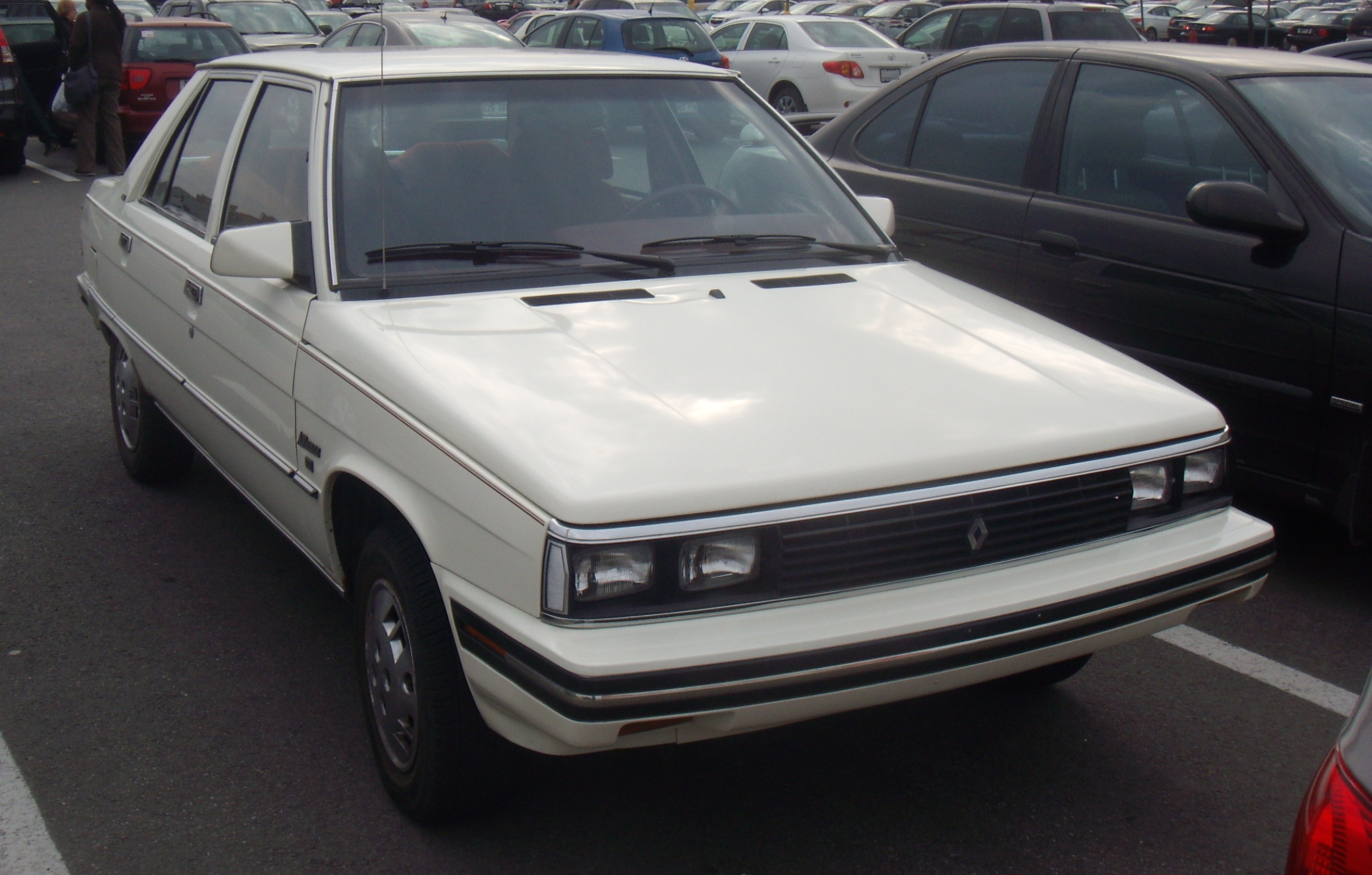
AMC Alliance

Виробництво старих моделей було принесено в жертву найголовнішій новинці компанії, виробництво якої починається 21 червня 1982 року. Це була спільна розробка компаній АМС і Renault, яка в США отримала ім'я Alliance, а в Європі - R9. Ім'я моделі давало зрозуміти, що перед вами дітище альянсу двох компаній. По темі яку марку привласнити новинці йшли цілі баталії, хтось пропонував випустити її під маркою АМС, хтось - як Renault, треті взагалі пропонували обізвати AMC-Renault, проте машина стала продаватися в США під маркою Renault, хоча на задньому склі у кожної машини розмістили наклейку з логотипом і написом АМС. Екстер'єр нового автомобіля був спроєктований главою дизайн-відділу Renault - Робером Опроном, що працював до цього на Citroen, приміром дизайн моделі SM був його витівки, а салон новинки був творінням американця Діка Тіга. США переживала в цей час другу хвилю паливної кризи, тому економічність знову стояла на порядку денному. Нова машина з 1.4 л двигуном і 5-ступінчастою механікою витрачала 6.4 л в місті і 3.9 л на трасі, вона завоювала титул автомобіля року як у Європі, так і в США. Для АМС цей титул в останній раз в 1963 році приносив AMC Rebel.
Двигун, спочатку 1.4 л, мав електронне впорскування палива і розвивав 64 к.с., базовою була 5-ступінчаста механіка, на замовлення можна було встановити німецький автомат ZF з 3 передачами, які управлялися електронікою. Як колись і Pacer, ця машина отримала рейкове рульове управління, а незалежна підвіска всіх коліс складалася з МакФерсонів спереду і торсіонів ззаду. Навіть у маленького Spirit ззаду були листові ресори. Кузов пропонувався клієнтам в двох варіантах - дво- і чотиридверний седан. У перший же рік виробництва було реалізовано понад 140 000 екземплярів цієї моделі.

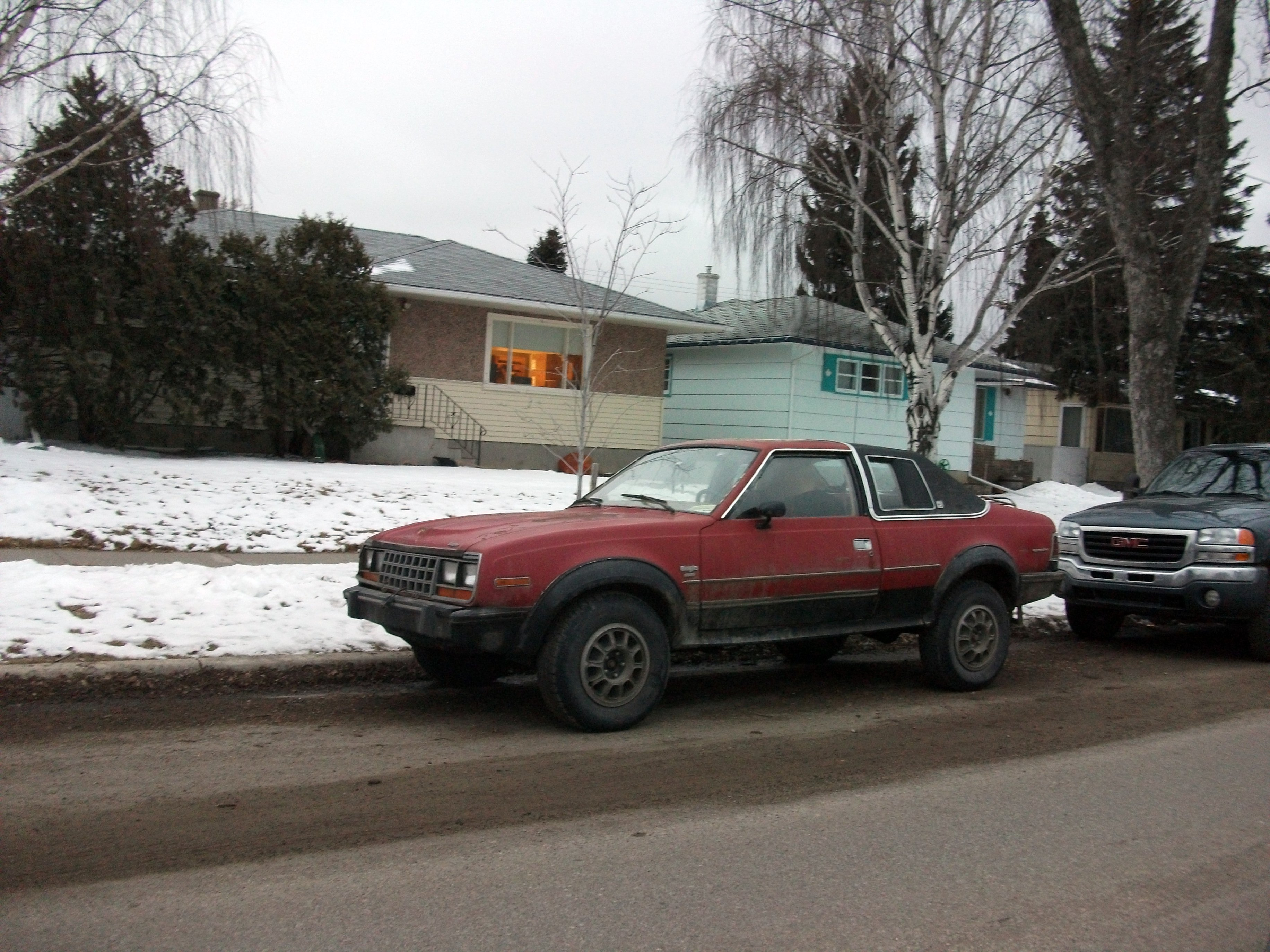
AMC Eagle Coupe Series-30 Limited

Повнопривідні моделі АМС отримують опційну 5-ступінчасту коробку передач і нові дискові гальма спереду, у другій половині року припиняється виробництво Eagle Kammback Series-50 і Eagle Coupe Series-30. Причиною відставки став малий попит, найменших повнопривідних хетчбеків взагалі продали всього трохи більше 500 за рік, разом з ними більше не пропонувалася і відкрита версія на базі 30 серії. Eagle з 4-дверним кузовом седан позбувся топової версії Limited, і тепер пропонувався тільки в базовому оснащенні, але SX/4 і Eagle Wagon, які по-колишньому користувалися гарним попитом, залишилися без змін, крім технічних. У лютому 1983 року АМС відмовляється від покупного 2.5 л двигуна, оскільки з'являється 4-циліндровий двигун такого ж об'єму власної конструкції, він був куди потужнішим мотора Iron Duke від Pontiac і розвивав 105 к.с., маючи один карбюратор. Проте цього року модельний ряд повнопривідної моделі знову порідшав, попит на Eagle SX/4 опустився до позначки в 3000 автомобілів за рік, так що відмовилися і від неї. А виробництво старшої лінійки було продовжено тільки на заводах в Онтаріо, Канаді, де у АМС був завод ще з 1961 року, оскільки завод в Кеноші був повністю відданий під виробництво американських Renault.

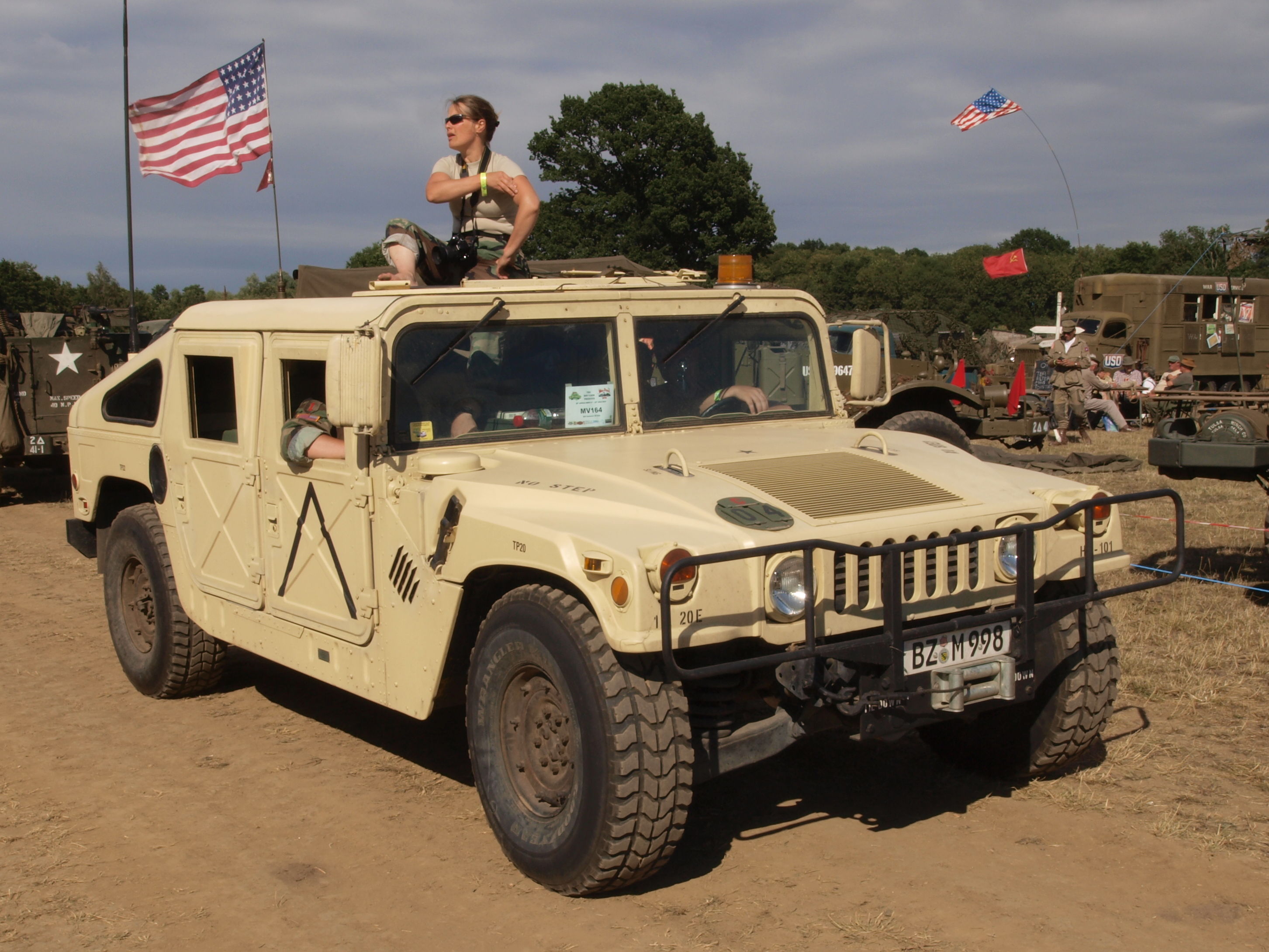
AM General HMМWV M1025

У березні 1983 року AM General отримує контракт на поставку 55 000 примірників HMMWV, в той же час американський уряд починає тиснути на АМС, як власника фірми AM General. Виявилося, що за американськими законами іноземним урядам забороняється володіти виробниками американської військової продукції, а Renault A.S. якраз було державним підприємством Франції, так що тут і угледіли порушення законодавства США. Був поставлений ультиматум: або фірма продається іншій американській компанії з американським капіталом, або скасовуються всі військові контракти (адже дочірнє підприємство АМС виготовляло й інші армійські позашляховики). Тим самим з-під ніг АМС вибивається фундамент її економічної стабільності, більш того французи продають разом з AM General і права на зареєстровану вже торгову марку "Hummer" і решітку з сімома смужками в стилі автомобілів "Jeep" компанії LTV Aerospace and Defense Company. General Motors в 2003 році, будучи з 1999 року власником бренду Hummer, щось поплутавши, пред'являє позов компанії DaimlerChrysler за те, що ті використовують решітку радіатора на своїх "Jeep", яка була стилізована під Hummer. Суд програв General Motors, оскільки абсурдність позову була більш ніж очевидна для американського правосуддя. AM General існує донині, і саме з її потужностей сходили цивільні Hummer H1 і Hummer H2, які випускалися там за контрактом з GM (сам AM General компанії GM ніколи не належав), а ось "малолітражний" Н3 ніколи не був на конвеєрі компанії AM General.
У 1984 році фірма АМС підписує угоду з компанією Beijing про виробництво в Китаї позашляховиків марки Jeep застарілої моделі CJ. Тоді ж анонсується нова модель фірми Jeep - Cherokee XJ, позашляховик з напівнесучим кузовом, розроблений за участю фахівців фірми Renault. Також в серпні 1984 року зі свого поста йде Річард Тіг, що пропрацював 26 років у компанії, який був спеціалістом по оновленню модельного ряду, але дуже рідко він міг проявити свій талант для серійних новинок.

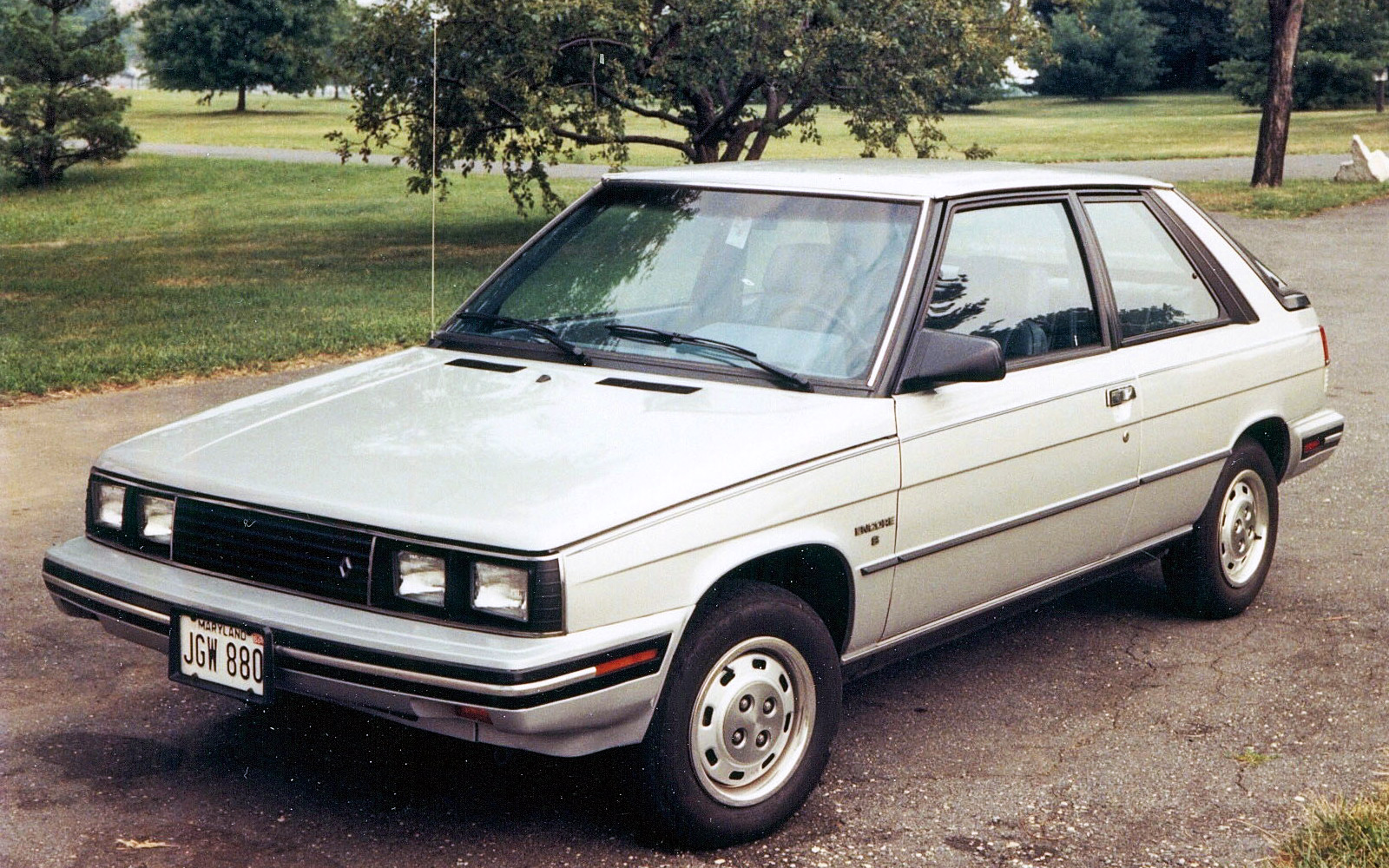
Renault Encore D/L

У 1984 році в Кеноші починається виробництво нової моделі - Encore, той же Alliance, але з кузовом хетчбек, в Європі ця модель називалася Renault R11. Нова машина мала ту саму технічну начинку, що і седан, але позиціонувалася як більш дорога модель, так хетчбеки мали пульт д/у центральним замком, що спрацьовував за допомогою інфрачервоних променів, і електронні сигналізатори рівня рідин на панелі приладів. Також хетчбек, який пропонувався в 3- і 5-дверному варіанті, мав відкидні в пропорції 60:40 спинки задніх сидінь. Обидві моделі були настільки популярні, що були розпродані в 2.5 рази більшим числом, ніж зміг реалізувати Volkswagen свої Rabbit, які також випускалися в США (204000 проти 83000).
У 1984 модельному році моделі 18i Sportwagon і Fuego отримують 4-циліндровий 2.2-літровий 103-сильний двигун, також універсал отримує панель приладів від Fuego. Модель Le Car продається останній рік в США через мізерний попит, до того ж ситуація на ринку США поліпшується в цілому, чергову паливну кризу було подолано, і американці знову пересідають на звичні їм великі автомобілі. Eagle серійно оснащувався 2.5 л новим двигуном, але він не користувався попитом, всього 147 осіб обрало економічний двигун, решта 25 388 чоловік вибрали рядну шістку (4.2 л), також повнопривідна машина отримала трансмісію, якою можна було управляти на ходу - "Shift on the Fly", тобто тепер для того щоб вибрати повнопривідний або задньопривідний режим не турбувалися зупиняти машину.
У 1985 році через те, що компанія не підняла до обіцяного рівня зарплату, відбувалися страйки на заводах в Толедо, де випускали автомобілі марки Jeep, що позначилося на кількості їх виробництва і збільшило суму недоотриманого прибутку. Пол Тіппет був відправлений у відставку, а його місце зайняв француз П'єр Семерана, в той же час справи у головного підприємства у Франції також йшли не гладко, не дивлячись на те, що в 1984 році з'явився Renault Espace, який не мав конкурентів-європейців, фірма зазнавала збитків. Традиційно сильний у себе вдома Renault S.A. почав здавати свої позиції під натиском німців і японців, щомісяця фірма втрачала мільйони франків, і державі доводилося підгодовувати компанію. Уряд ставить біля керма державної компанії Жоржа Бесса, досвідченого бізнесмена, який, маючи освіту гірського хіміка, мав досвід роботи і в урановій промисловості Франції. Блесс вважав американський ринок перспективним і заради інвестицій в своє американське підприємство був згоден піти на закриття заводів у Франції і звільнення 21000 працівників, і при цьому він планував відкрити новий завод в США замість застарілого заводу в Кеноші.

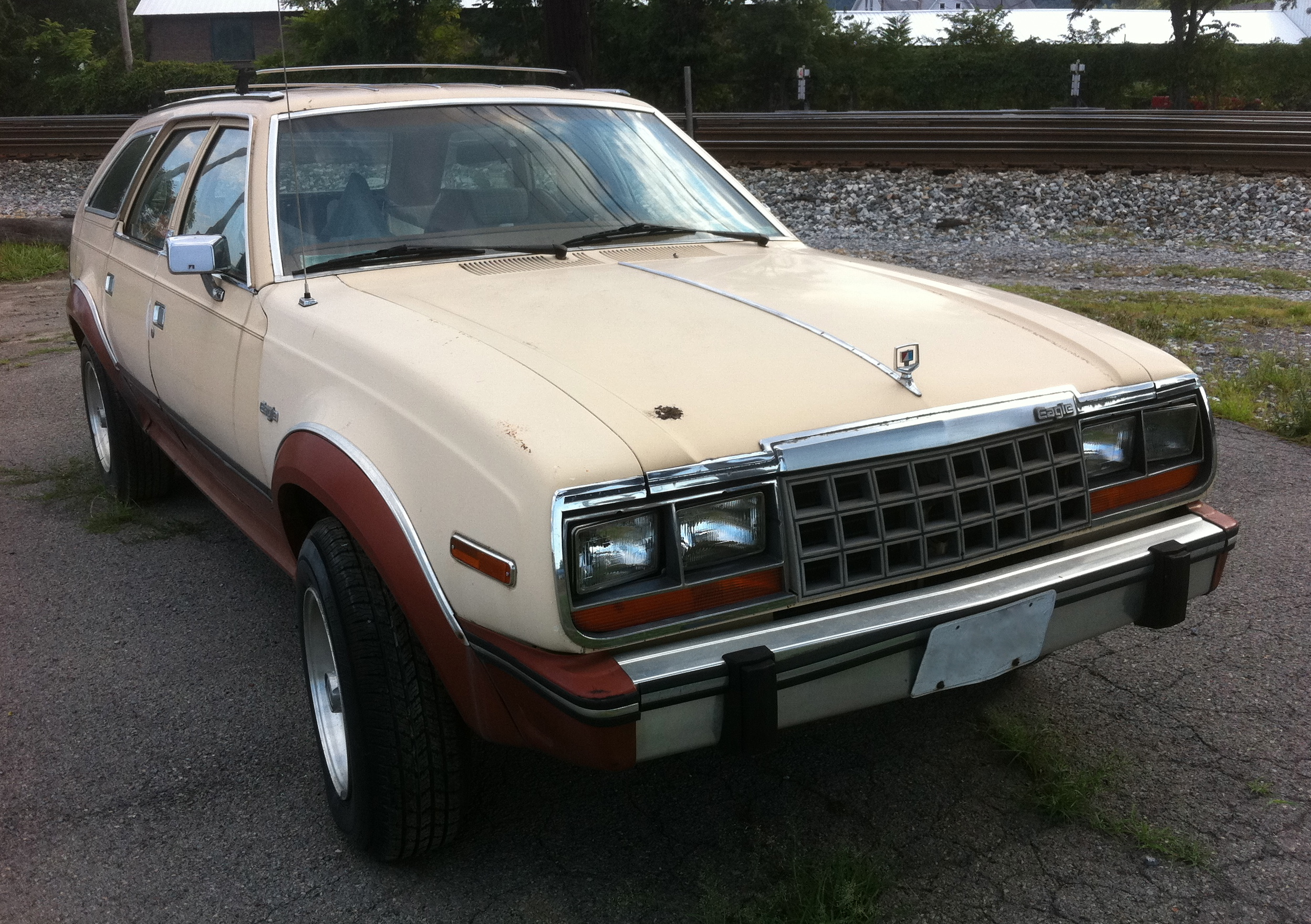
AMC Eagle Wagon D/L

У 1985 році модель Eagle позбавляється 2.5 л двигуна, і тепер пропонувалася тільки з 4.2 л двигуном і постійним повним приводом, а перманентний привід Select-Drive переходить в розділ опцій, причому стандартно він оснащувався системою Shift-on-the-Fly. Машина отримує від автомобілів Renault інфрачервоний пульт управління центральним замком, а також радіолу з дигітальним пошуком хвиль, таку ж, що стояла на "французьких" автомобілях. Передок машини отримав нове більш скромне оформлення, а оскільки активної реклами в цей час не проводилося, то й обсяг продажів опустився нижче 17000 примірників.

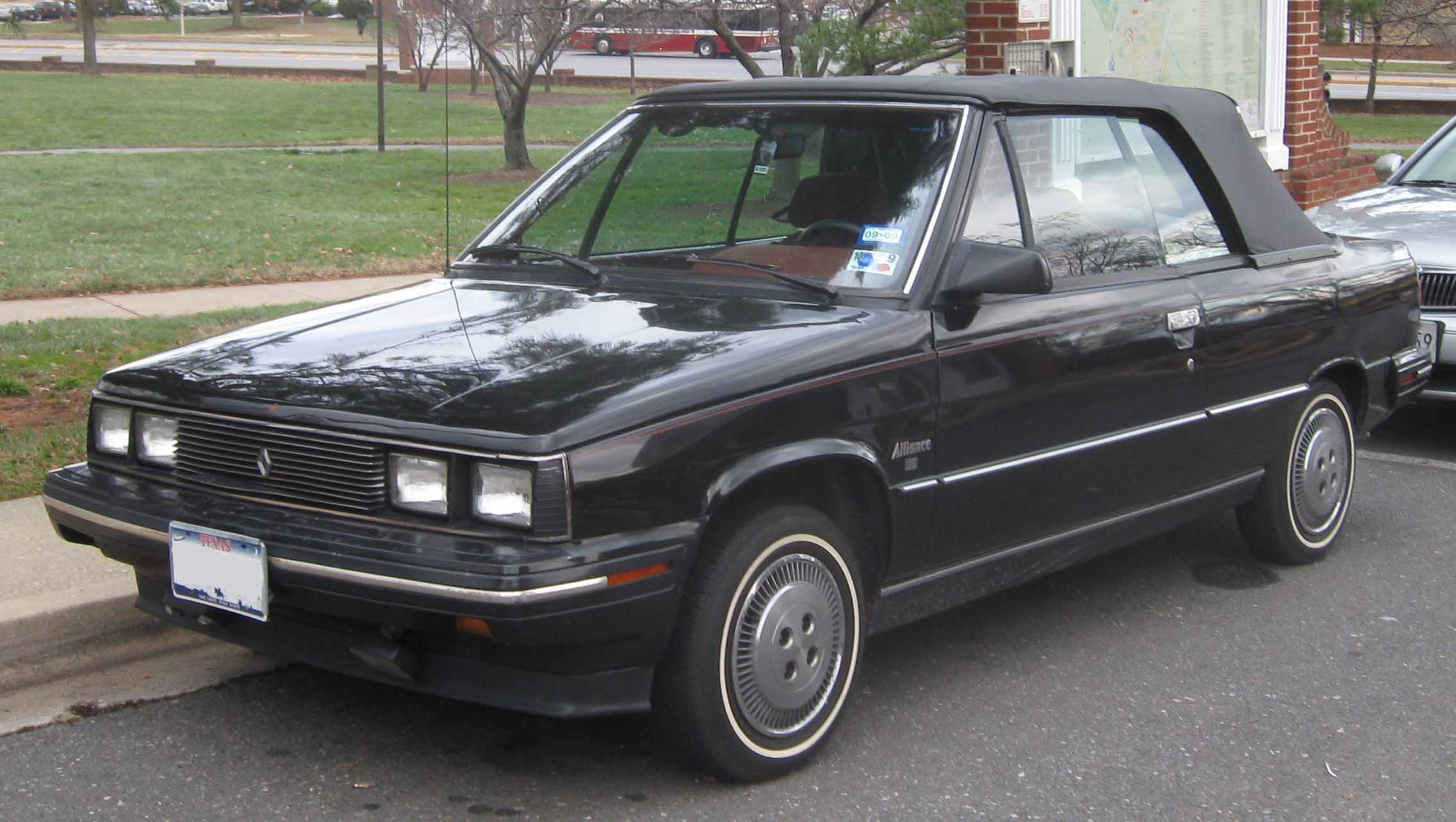
Renault Alliance Convertible

У цьому ж році на базі 2-дверної машини Alliance з'являється кабріолет, перший відкритий автомобіль у компанії АМС з 1968 року, якщо не вважати переробки Sundancer. Ця модель отримує як базовий 1.7 л двигун, потужністю 78 к.с., який тепер можна було замовити й на інші версії моделей Alliance і Encore. Кабріолет мав дах, що електрично прибирався, який спроєктувала компанія American Sunroof Company, що була фахівцем у цій галузі. Її ж рук справа механізми для кабріолетів SAAB 900 і Porsche 968, причому компанія з Воррена, штат Мічиган, не тільки розробила механізм даху, але і посилила кузов автомобіля. Відкрита версія Alliance продавалася тільки в США і в Європі не мала побратима, так само як і дводверний седан. Цього року загальний продаж двох моделей падає до позначки 150 000 примірників.

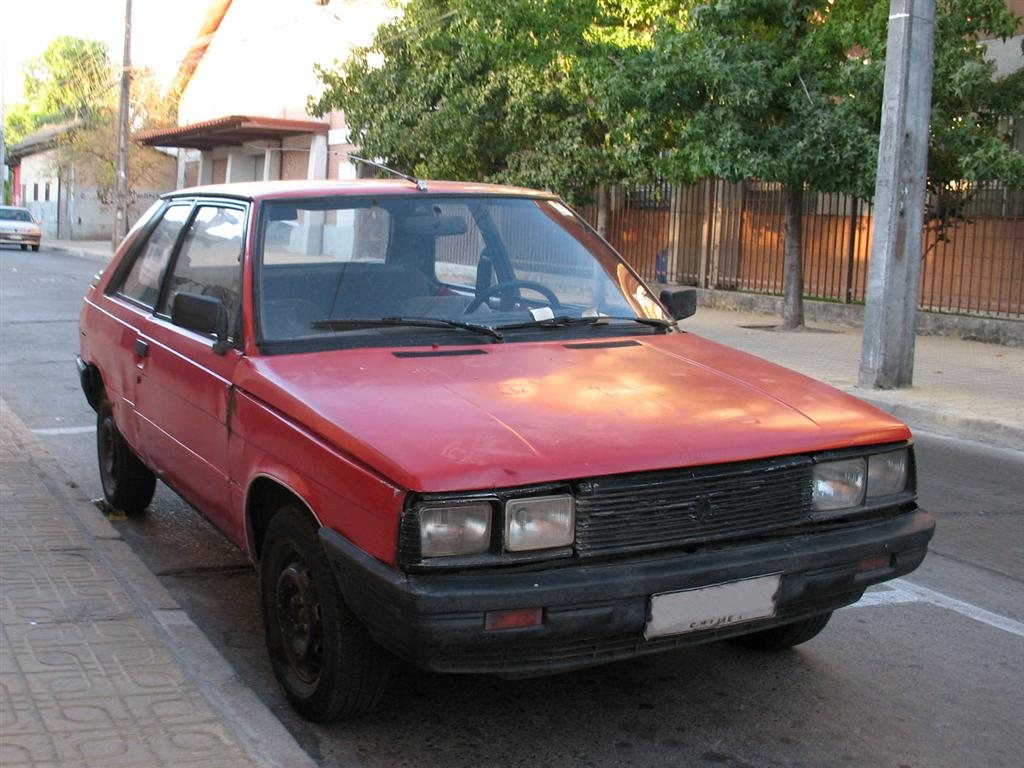
Renault Encore GS

У 1986 році Encore в комплектації GS отримує дигітальну панель приладів з рідкокристалічним дисплеєм, яка також мала функцію бортового комп'ютера, на який виводилася інформація про середню витрату палива, скільки авто може проїхати на наявному в баку паливі і т.д., також її оснащували 6-канальною аудіосистемою фірми Jensen. Наприкінці 1986 року модель Encore перейменовується в Alliance Hatchback, але, не дивлячись на все, попит на малолітражки падає до катастрофічного рівня, було продано всього 65000 автомобілів, вироблених в Кеноші. Тому, щоб завантажити потужності заводу, компанія АМС підписує договір з фірмою Chrysler про виробництво для останньою кузовів, встановлюваних на модель Diplomat/Fifth Avenue/Gran Fury, що випускалися під марками Dodge, Chrysler і Plymouth відповідно.

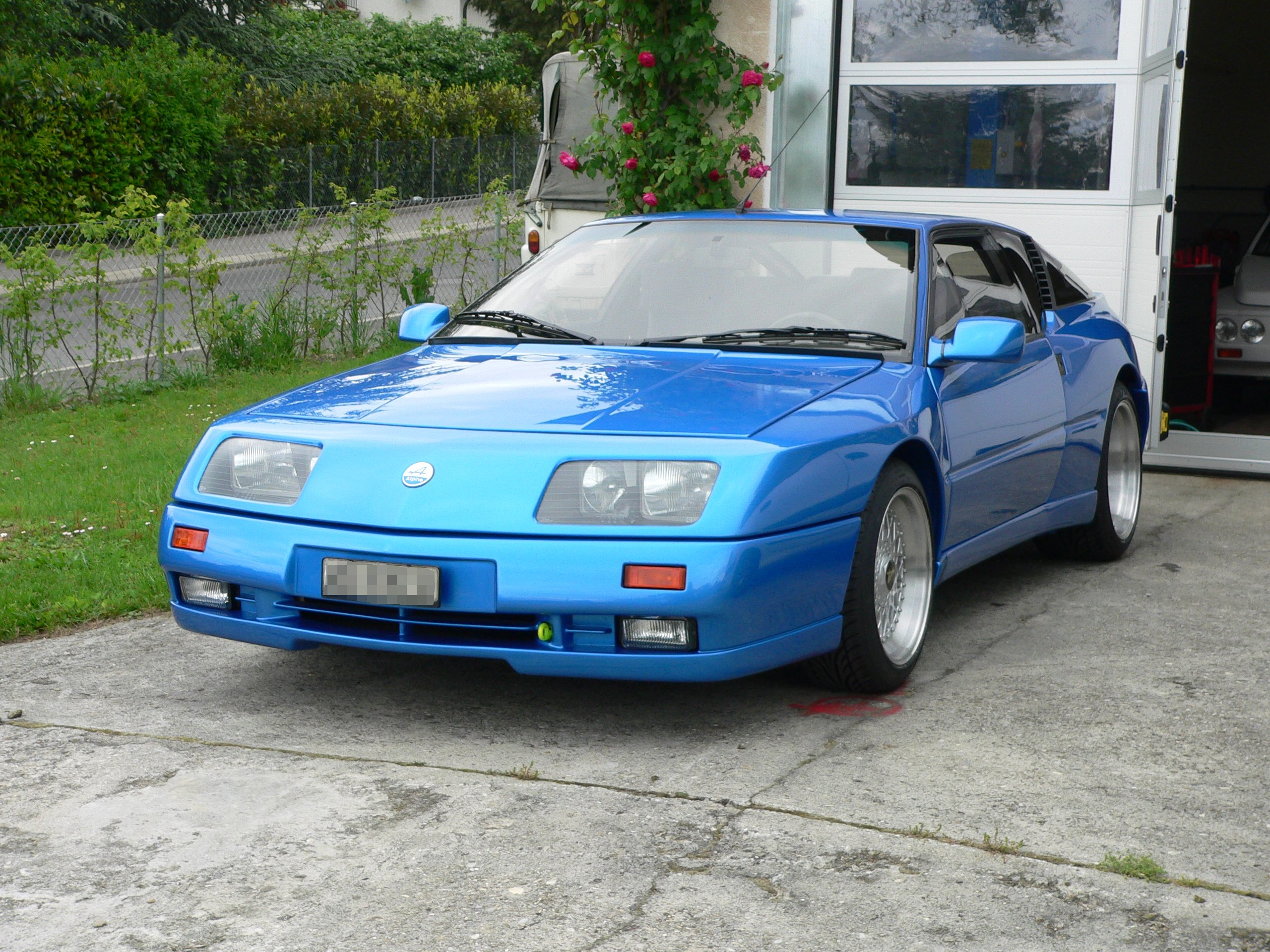
Renault GTA із середнім розташуванням двигуна

У той же час економіка в США стабілізувалася, бензин знову подешевшав і клієнтура жадала чогось більш швидкого і потужного, і щоб не відпускати клієнтів в шоу-руми конкурентів була створена спортивна 2-дверна версія моделі Alliance, яка отримала ім'я власне - GTA. Дизайн цієї машини був спроєктований ще Тігом перед його відходом з компанії, але тоді французи вирішили почекати з запуском цієї версії в серію. Спочатку планувалося продавати в США модернізований спортивний Renault Alpine A310, який отримав назву Renault GTA, ім'я Alpine було закріплено у Великій Британії за компанією Talbot, що належала до того часу концерну PSA, так що від назви спортивної компанії довелося відмовитися. Ця спортивна машина, що була спочатку спроєктована з оглядкою на американський ринок, мала розташований в базі 2.5-літровий V6 від Renault, оснащений турбінами Garret і електронним уприскуванням палива Renix, так що її мотор видавав 200 к.с., що дозволяло автомобілю із склопластиковим кузовом розганятися до 100 км на годину за 6.6 секунди і розвивати максимальну швидкість в 240 км на годину, що становило непогану конкуренцію Corvette.

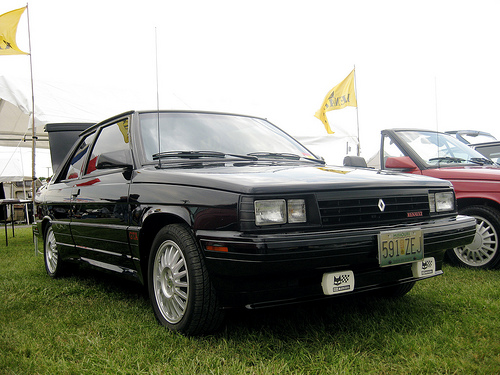
Renault GTA Coupe

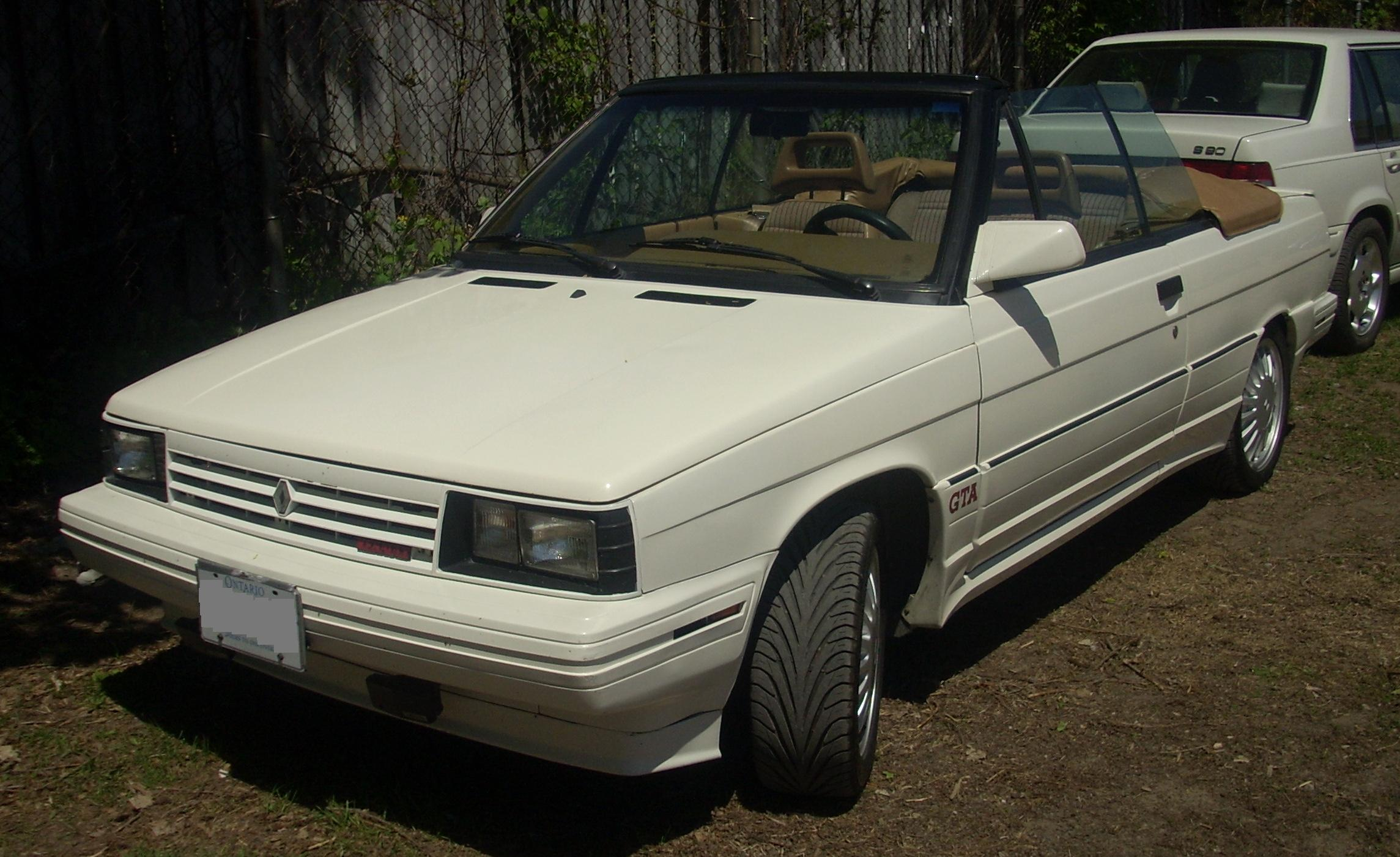
Renault GTA Convertible

Однак планам було не судилося збутися, так під ім'ям GTA світ побачив більш потужний 2-дверний Alliance, який пропонувався або як седан, або як кабріолет. Під капотом у машини був 2-літровий 95-сильний агрегат, який укупі з 5-ступінчастою КПП дозволяв розганятися до 100 км на годину за 9.9 секунди, автомата для неї не пропонували зовсім. В той час GTA перевершувала американські "кишенькові-ракети" типу Toyota Corolla GTS і VW Rabbit GTI, і мала аналогічні показники з Honda CR-X Si. Спортивна модель не мала хромованого декору, на неї встановили нову оптику і ґрати радіатора, також її оснастили обвісом німецької фірми Zender. Підвіска також була переглянута, вона була занижена і отримала більш потужні стабілізатори, передні дискові гальма у спортивної версії були вентильованими, також у GTA були 15" литі диски. Враховуючи, що це була "американська" машина, то її можна вважати одним з найкращих за керованістю американських автомобілів того часу. З обладнання машина отримує ІЧ пульт управління центральним замком, ковшеподібні сидіння від європейського R11, спортивне кермо, оббите шкірою, запозичене у європейського Renault R5 Turbo, за доплату можна було замовити кондиціонер, круїз-контроль, стереосистему, тоновані стекла і протитуманні фари спереду, і обігрівач заднього скла тоді був опцією. Кузови забарвлювалися тільки в червоний, білий і чорний кольори, через рік додався і сріблястий металік.

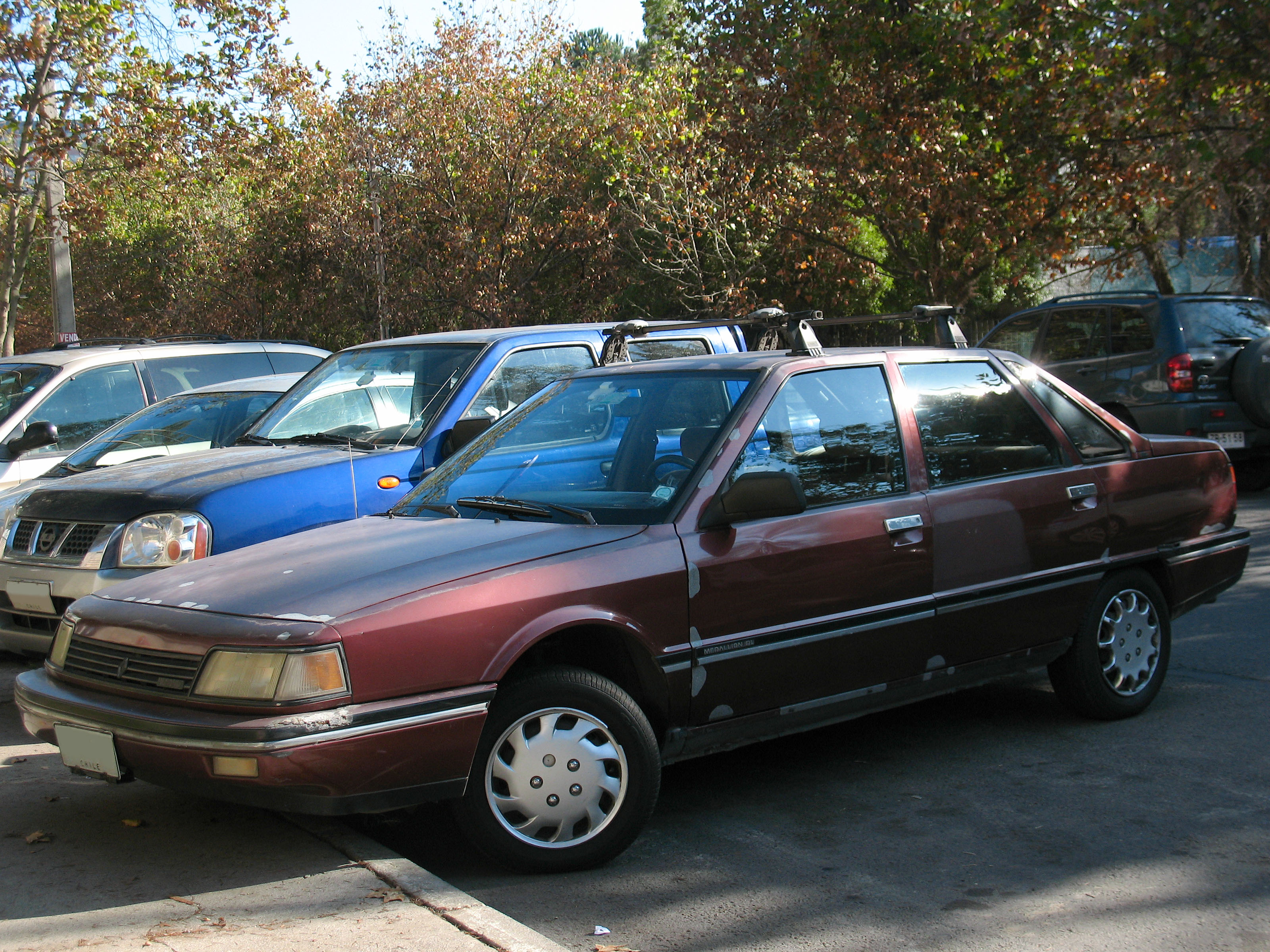
Renault Medallion Sedan

Восени 1986 року з'являється змінник моделі 18i Sportwagon, яка продавалася погано, - нова модель Medallion. Medallion була американською версією Renault R21, яка відрізнялася від європейської, як і колишні моделі, більш масивними бамперами та оптикою, що відповідала транспортним нормам США. Не дивлячись на те, що в Європі вже домінував обтічний дизайн, дизайн французької новинки мав незграбні форми, звичні американським покупцям, хоча машина дуже непогано була прийнята і у себе на батьківщині, і в Європі в цілому, зовнішність машини була розроблена не власними зусиллями, а спроєктована Джорджето Джуджаро з ItalDesign. Нова машина була оснащена 2.2 л 4-циліндровим 103-сильним двигуном, знайомим по Fuego і 18i, седан пропонувався з 5-ступінчастою механікою, але можна було замовити і 3-ступінчастий автомат, який був стандартним обладнанням у версії з кузовом універсал. Універсал мав цікаву особливість, база у двох споріднених автомобілів з 4 бічними дверима відрізнялася, у універсала вона була трохи довшою. В Європі R21 взагалі мав 6 колісних баз, по три у седана і універсала, все залежало від того, як був розташований мотор (продольно або поперечно) і чи мала машина при цьому тільки передній привід або була повнопривідною (тільки з поздовжнім мотором), але в США пропонувався тільки передньопривідний автомобіль з поздовжнім розташуванням мотора. Medallion, як і попередник, виготовлявся не в США, а поставлявся з Франції, тільки не з Бійанкура, а з заводу в Мобежі. Ця модель пропонувалася в двох версіях: D/L, яка мала в базі тахометр, радіолу, тоновані стекла, регульовану рульову колонку і підсилювач керма; і LX - оснащувалася електричним регулюванням обох дзеркал, рульовим колесом, обробленим шкірою, і литими дисками на 14", варіант з кузовом універсал можна було оснастити третім рядом сидінь, що було в стилі універсалів АМС 70-х років, а також рейлингами на даху. Клієнти були б не проти мати і більш потужну версію цього автомобіля, однак, не дивлячись на те, що спочатку ця машина проєктувалася і під V6, останній так і не з'явився під капотом Medallion.
Модель Eagle в 1986 році позбавляється диференціалів з блокуванням, також пропадає блокування в трансмісії, оснащеної коробкою автомат, не дивлячись на те, що Cherokee отримує новий 4.0-літровий двигун з уприскуванням, Eagle оснащувався старим карбюраторним 4.2 л двигуном. Продажі цієї моделі продовжували падати, за фіскальний рік продали всього 8200 автомобілів, з яких тільки 1200 одиниць склали седани. З експортних моделей клієнтам більше не пропонувалася модель Fuego, яка продавалася кількістю менш 6000 примірників на рік, американці не прийняли цей автомобіль, який в Європі розходився краще, ніж Volkswagen Scirocco.

## AMC у складі компанії Chrysler
На початку року у відставку подає і Хосе Дедойрвердер, його змінює Жозеф Каппі, а 17 листопада 1986 року Жорж Бесс, який вважав, що французам жодною мірою не можна йти з північно-американського ринку, був застрелений біля свого будинку, коли виходив з автомобіля. Член французької комуністичної терористичної організації Action directe випустив дві кулі в главу Renault S.A. за те, що той залишив стільки французів без роботи, але ходять чутки, що прибрали Бесса за те, що французька компанія Eurodif, яка була заснована ним, отримала в Ірану 330 млн доларів в обмін на поставку збагаченого урану, проте іранці не отримали ні урану, ні своїх грошей назад. Бесс не дожив двох місяців до фінансових звітів, які говорили про те, що компанія під його керівництвом перестала втрачати гроші і вийшла в профіт. Замість убитого Бесса біля керма компанії ставлять Раймона Хаїма Леві, який дотримувався тієї ж політики, що і Бесс, тільки Леві виявився не таким вже жорстким керівником, як його попередник, тому піддався тиску з боку ради директорів Renault S.A.. Менеджмент французької фірми вважав, що треба позбавлятися від АМС: або оголошувати його банкрутом і при цьому втратити всі свої інвестиції, або спробувати продати фірму і повернути хоч якісь гроші. Скориставшись нерішучістю Леві в питанні, стосовно Amercian Motors, 9 березня 1987 року глава Chrysler Corporation Лі Якокка озвучує своє бажання викупити у французів їх американське відділення, новий глава французької компанії дає добро, і 5 серпня того ж року Chrysler викуповує за 1.2 млрд доларів у Renault контрольний пакет акцій АМС. Французи поквапилися, справи у АМС нормалізувалися і фінансовий звіт за фіскальний рік показав, що попит на продукцію виріс, особливо на Jeep, на який і поклав око Якокка.

## Припинення виробництва автомобілів. Закриття компанії
У вересні 1987 року АМС перейменовується в Jeep-Eagle Division, а вся продукція, що раніше випускалася і продавалася в США під марками AMC і Renault, стала просуватися на ринку під новоспеченою маркою Eagle.
Тим самим з ландшафту автомобільного світу США зникають відразу два бренди: АМС, який припинив своє існування у віці 33 років, і Renault, який більше не пропонувався американцям, хоча автомобілі їх конструкції і продовжили своє існування, але під іншим ім'ям.

## Основні виробничі потужності

### В США
- США American Motors Corporation (AMC). Придбана Chrysler Group LLC 9 березня 1987. Штаб-квартира розташовувалась у м. Саутфілд, штат Мічиган. Заводи розташовувались у:
  - м. Толідо, штат Огайо (Нині у власності Chrysler Group LLC);
  - м. Кеноша, штат Вісконсин (Демонтований Chrysler Group LLC в жовтні 2010);
  - м. Колман, штат Вісконсин (Електропроводка);
- Випробувальний полігон та дослідницький центр розташовувався у м. Берлінґтон, штат Вісконсин. Перестав використовуватись після придбання AMC концерном Chrysler Group LLC та згодом увійшов до «Дослідницької корпорації MGA» як один із її інженерно-випробувальних і дослідницьких центрів. Випробувальні дороги та споруди орендувались Національною адміністрацією безпеки дорожнього транспорту США.

### В Канаді
- Канада American Motors (Canada) Inc. Придбана Chrysler Group LLC. Штаб-квартира розташовувалась у м. Брамптон, провінція Онтаріо. Заводи розташовувались у:
  - м. Брамптон, провінція Онтаріо (Закритий у 1994);
  - м. Гвелф, провінція Онтаріо. (Демонтований Chrysler Group LLC у 1993.

## Список автомобілів Rambler
- 1958 - Rambler American
  - Rambler Six
  - Rambler Rebel
- 1961 - Rambler Classic
- 1962 - Rambler Ambassador
- 1964 - Rambler Typhoon
- 1965 - Rambler Marlin
- 1967 - Rambler Rebel
- 1968 - Rambler Hurst

## Список автомобілів Metropolitan
- 1958 - Metropolitan 1500

## Список автомобілів Ambassador
- 1958 - Ambassador

## Список автомобілів AMC
- 1966 - AMC Ambassador
  - AMC Marlin
- 1968 - AMC Rebel
  - AMC Javelin
  - AMC AMX
  - AMC SC
- 1970 - AMC Hornet
  - AMC Gremlin
  - AMC AMX/3
- 1971 - AMC Matador
- 1974 - AMC Matador Coupe
- 1975 - AMC Pacer
- 1978 - AMC Concord
- 1979 - AMC Spirit
- 1980 - AMC Eagle
- 1982 - AMC Alliance